# Mi-Carême au Carnaval de Paris
 (novembre 2024).
 (novembre 2024).
Vous pouvez aider à l'améliorer ou bien discuter des problèmes sur sa page de discussion.
- Il peut contenir un travail inédit ou des déclarations non vérifiées. Vous pouvez l’améliorer en ajoutant des références. (Marqué depuis novembre 2020)

Vous pouvez aider à l'améliorer ou bien discuter des problèmes sur sa page de discussion.
- Il n’est pas rédigé dans un style encyclopédique. (Marqué depuis novembre 2020)
- Il comporte trop de citations, ou des citations trop longues, au point qu'elles peuvent contrevenir à l'un des principes fondateurs de Wikipédia. Pour l’améliorer, il convient, si ces citations présentent un intérêt encyclopédique et sont correctement sourcées, de les intégrer au corps du texte en les ramenant à une longueur plus raisonnable. (Marqué depuis novembre 2020)
- Il doit être recyclé. La réorganisation et la clarification du contenu sont nécessaires. (Marqué depuis mai 2015)

- Il est peut-être trop long. Sa lecture et la navigation peuvent poser des problèmes, ainsi que son chargement. Vous pouvez raccourcir certains passages en les résumant ou en déplaçant leur contenu vers des articles dédiés. (Marqué depuis octobre 2021)

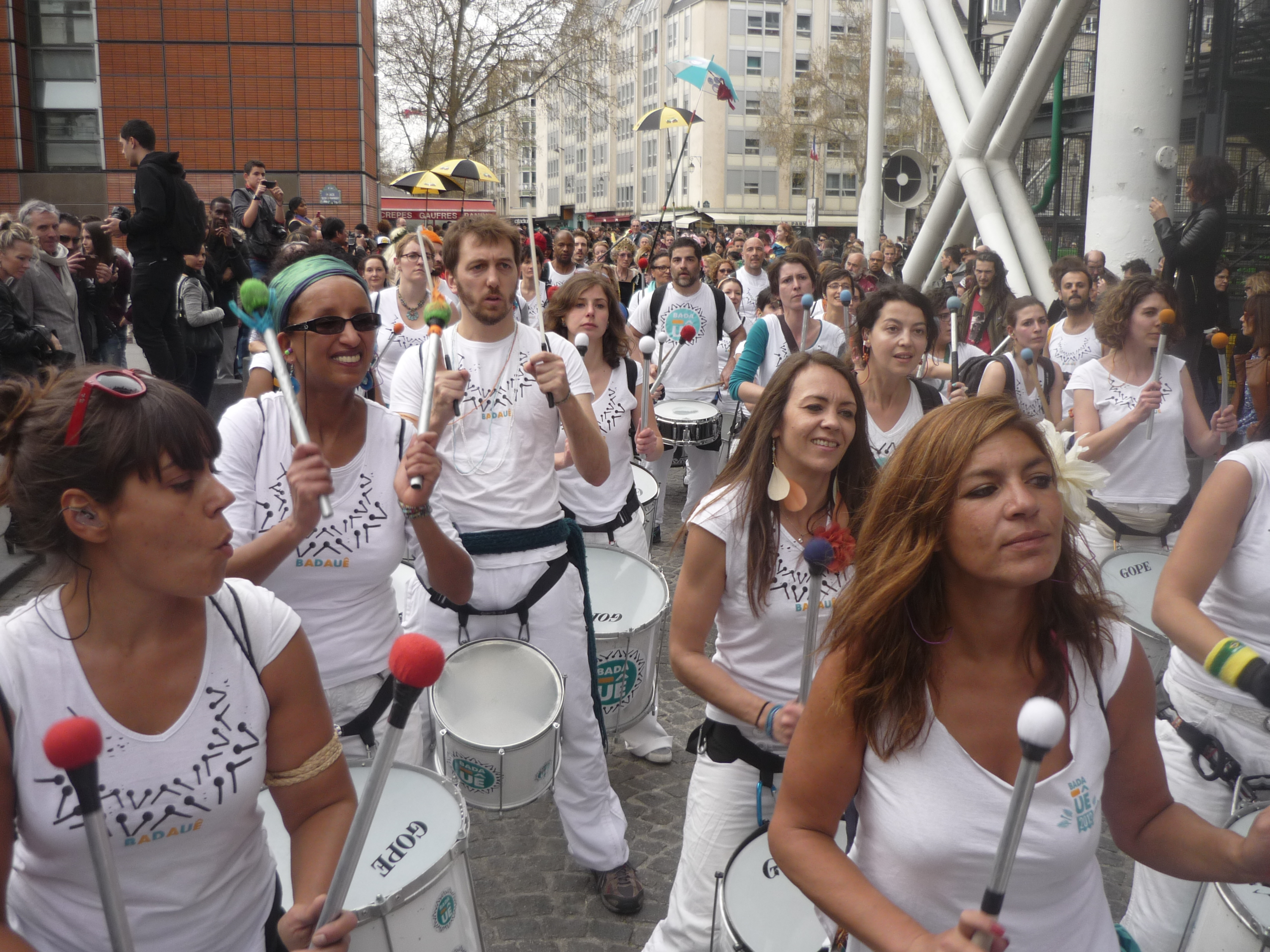
30 mars 2014 :
le cortège
du 6e carnaval des femmes,
fête des blanchisseuses,
défile place Igor-Stravinsky.

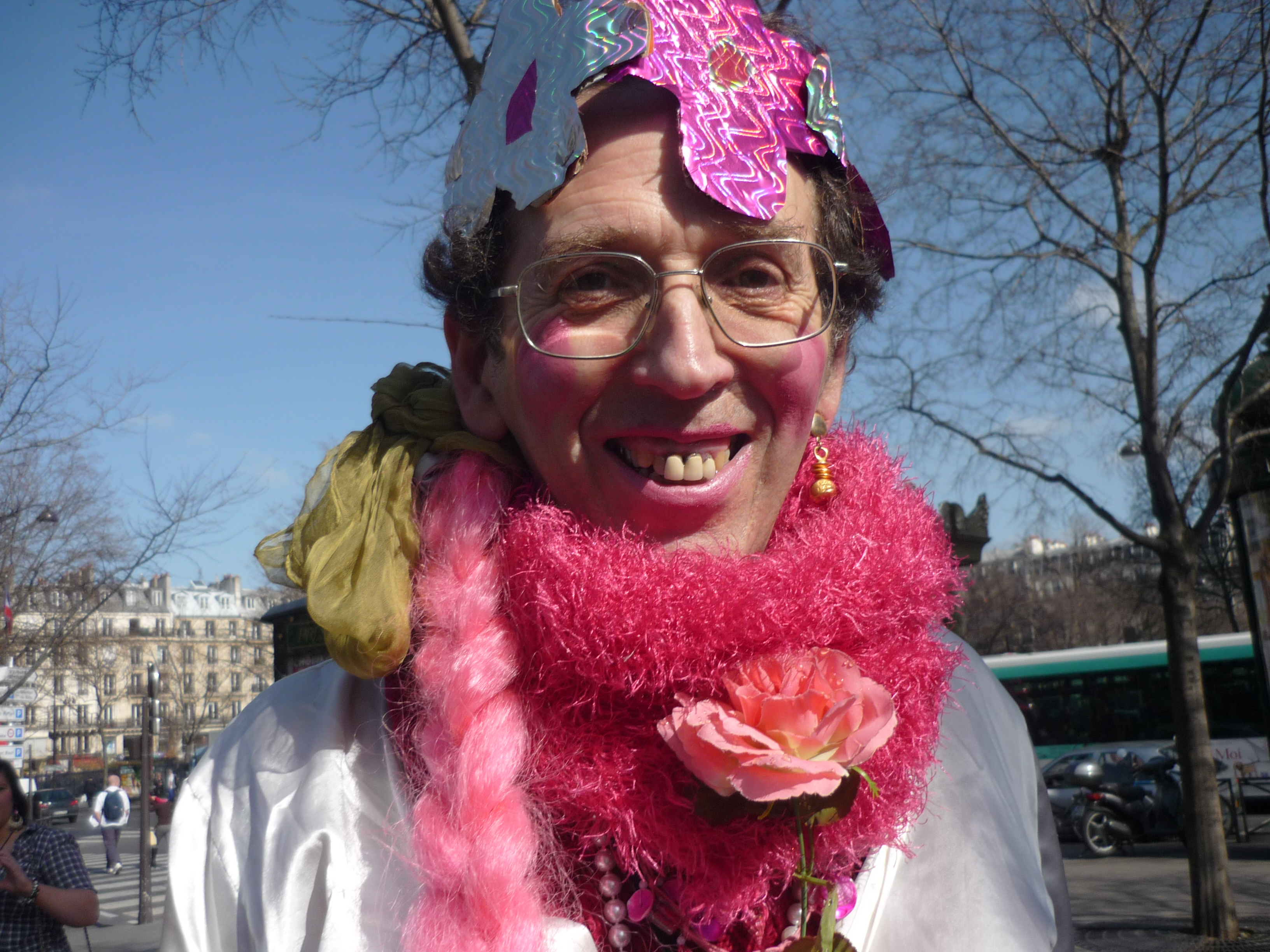
15 mars 2009, 1re édition de la Mi-Carême depuis 70 ans à Paris, ressorti sous le nom de « Carnaval des Femmes ». Mot d'ordre : « Les hommes en femmes, s'ils osent, et les femmes en reines ». Le costume et le suivi du mot d'ordre ne sont pas une obligation pour participer.

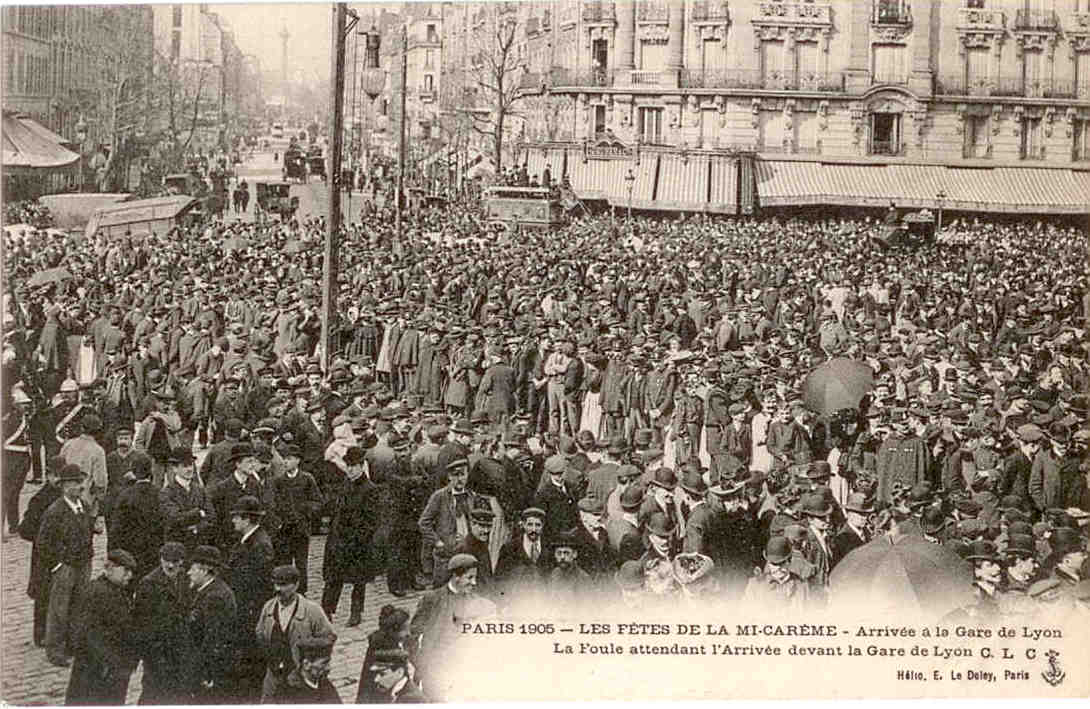
Le mercredi 29 mars 1905, veille de la Mi-Carême, la foule parisienne devant la gare de Lyon attend l'arrivée des reines italiennes.

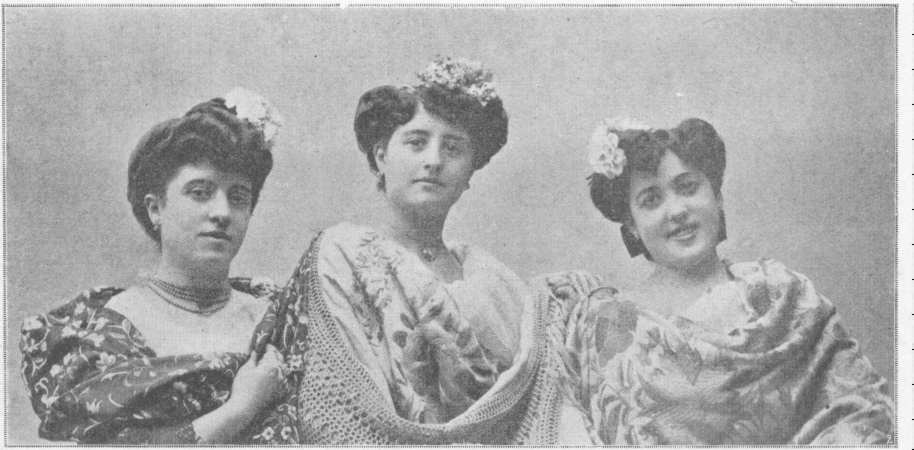
Mi-Carême 1906 à Paris : la Reine de Madrid Concepción Ledesma au centre avec ses demoiselles d'Honneur Louise Mungira et Mathilde Gomez.

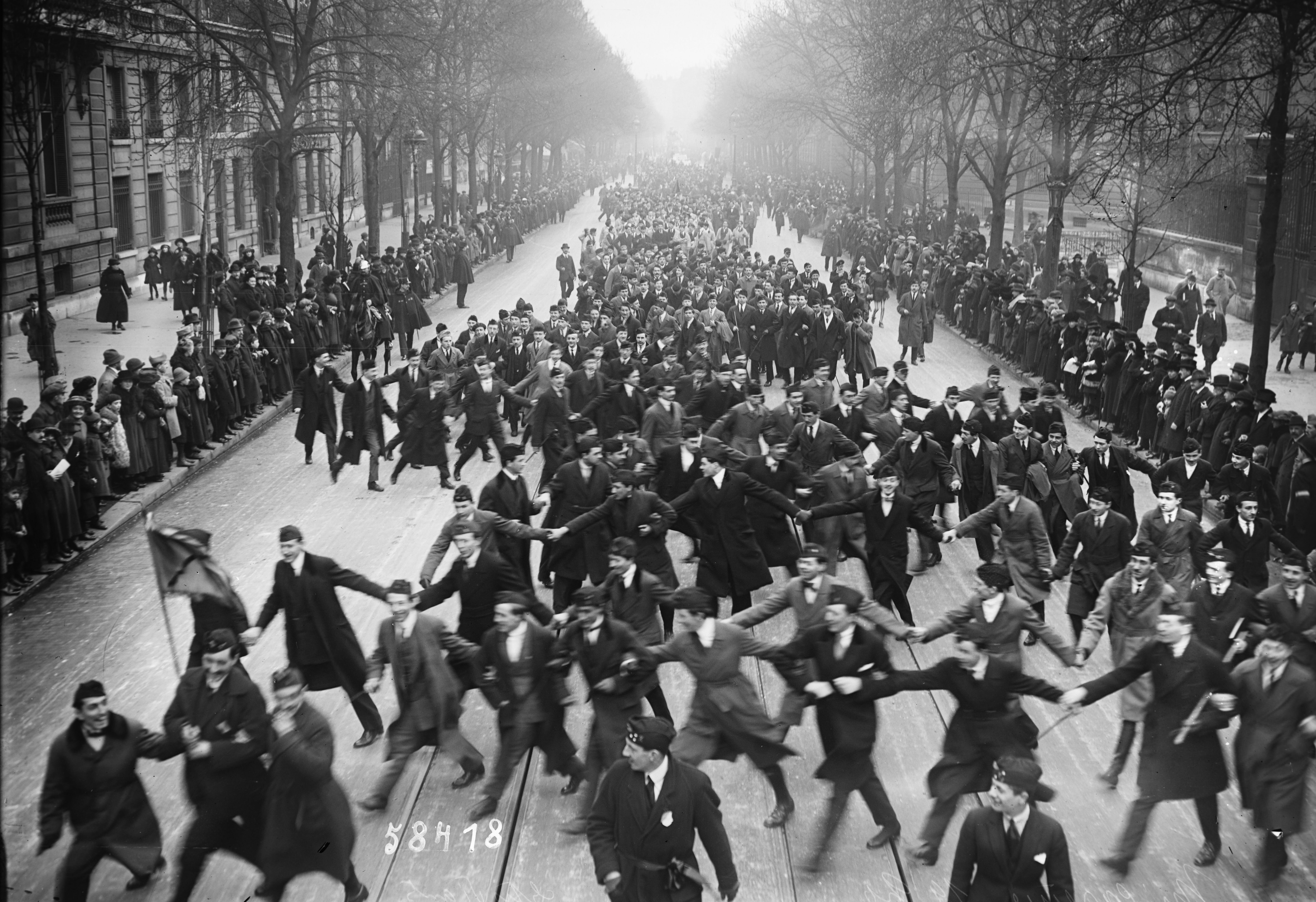
Les étudiants parisiens défilent en masse sur le boulevard Saint-Michel et forment le monôme pour le jeudi de la mi-Carême 11 mars 1920.

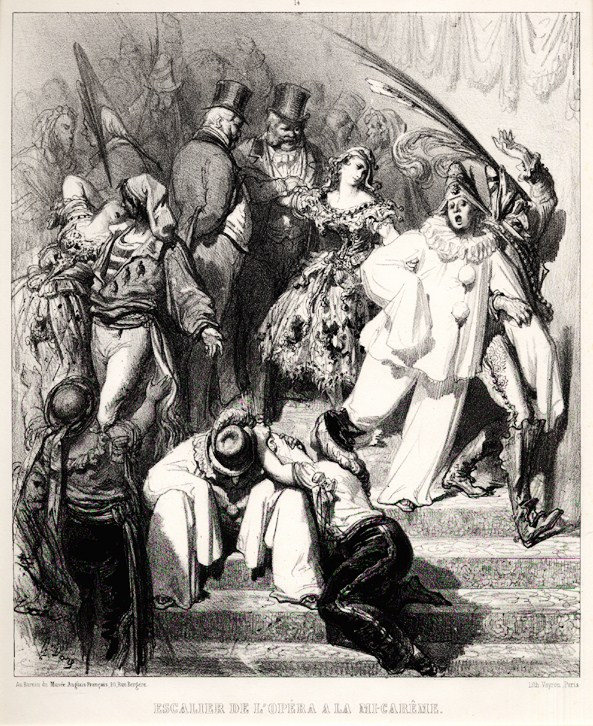
L'escalier de l'Opéra à la mi-Carême, vu par Gustave Doré en 1856-1857.

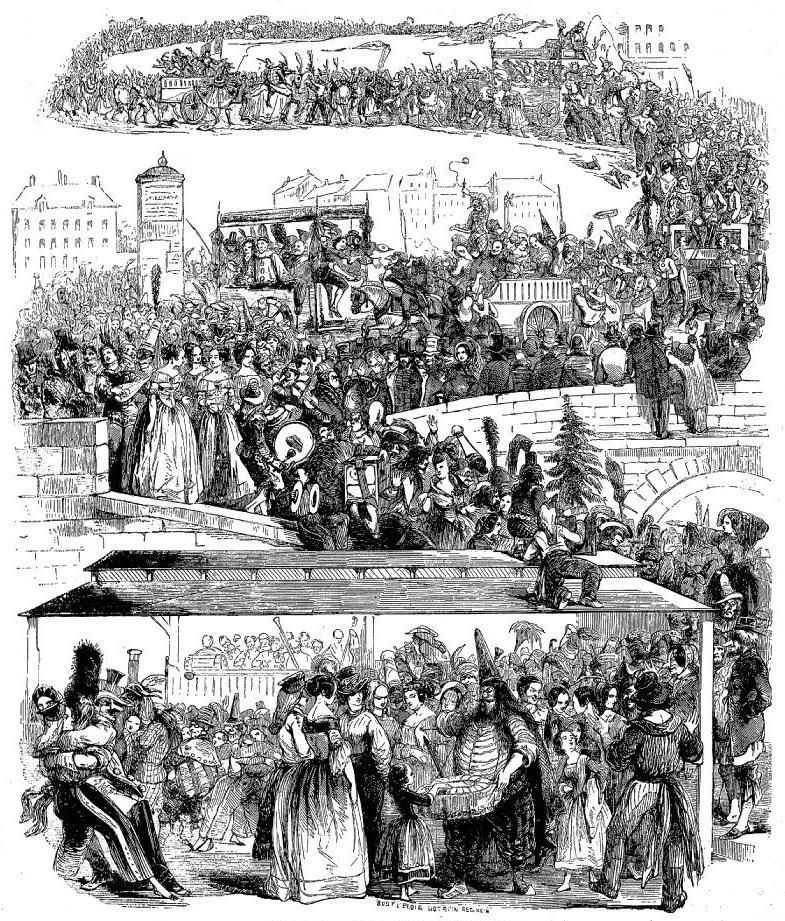
La Promenade des blanchisseuses, à Paris, le jour de la mi-Carême, illustration d'un ouvrage paru en 1852-1853.

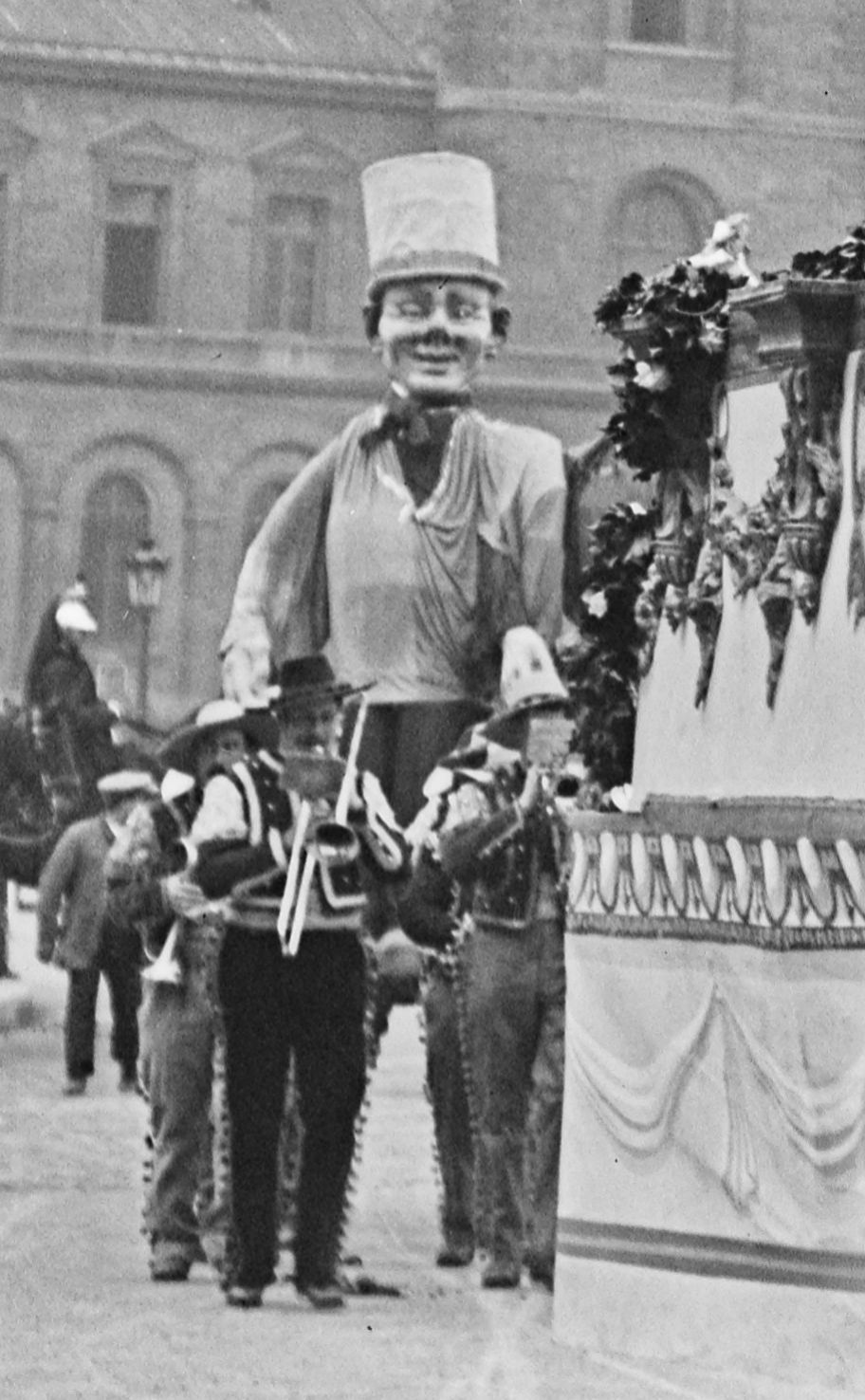
Un géant de carnaval dans le cortège de la Rose des Roses le jeudi de la mi-Carême 14 mars 1912.

La mi-Carême à Paris, également longtemps appelée fête des blanchisseuses, est de facto au moins depuis le XVIIIe siècle la fête des femmes de Paris dans le cadre du féminin[Comment ?] Carnaval de Paris.
Elle se fête également en banlieue de Paris et dans d'autres régions de France et d'ailleurs. Elle fut jadis la fête des débitants de charbon et des porteurs d'eau. À partir de 1893, elle devient la grande fête des étudiants parisiens.
La fête des blanchisseuses a également été appelée cortège des lavoirs ou fête des grenouilles, en référence à l'eau omniprésente au lavoir.

## Résumé de l'histoire de la fête

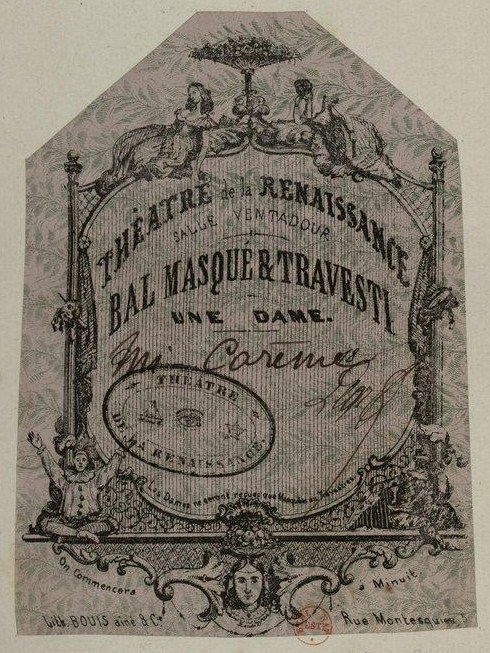
Billet d'entrée pour une dame pour un bal masqué et travesti donné par la troupe du Théâtre de la Renaissance pour la Mi-Carême salle Ventadour à Paris - XIXe siècle.

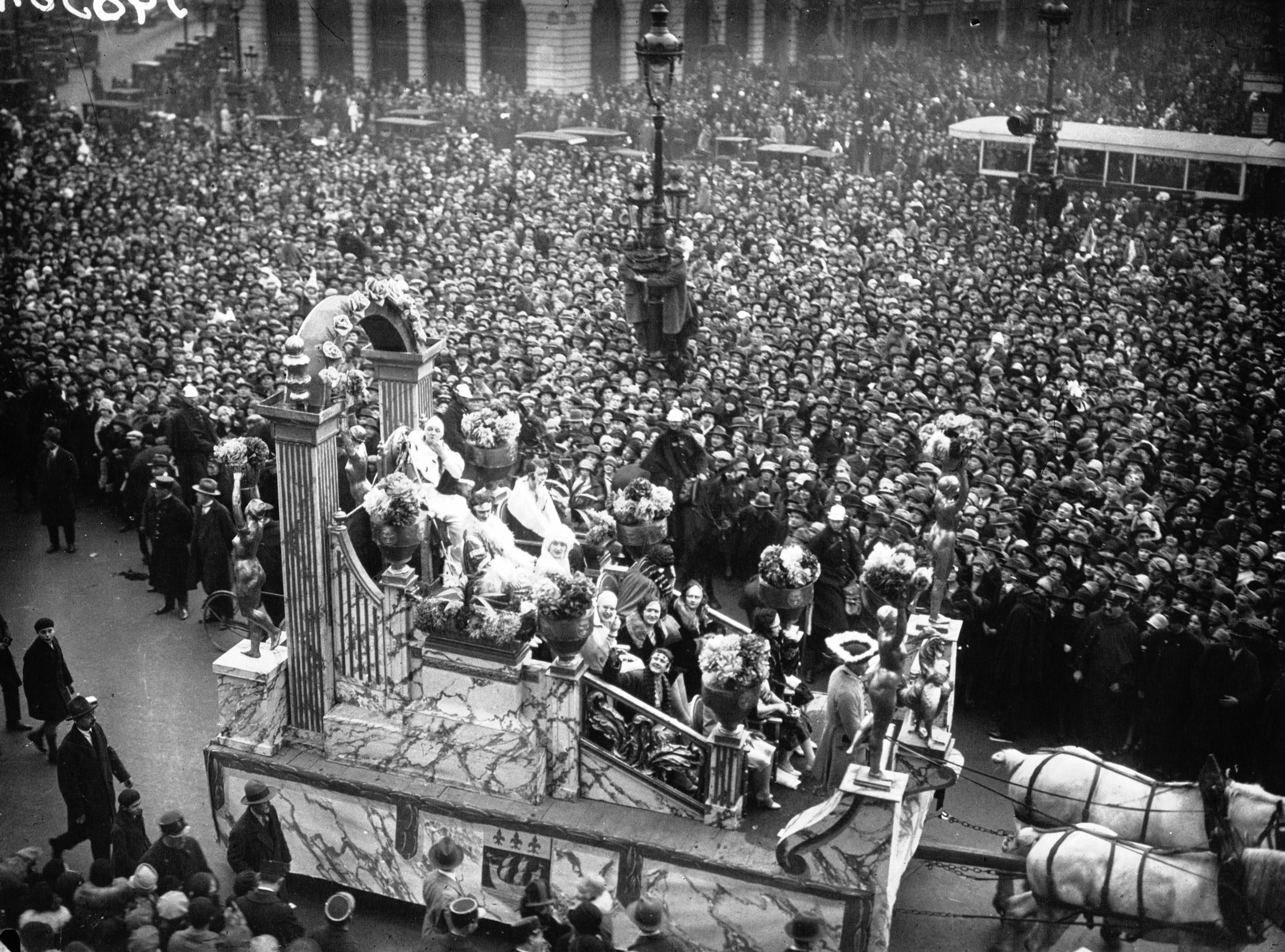
Passage du Char de Paulette Cayet, Reine des Reines de Paris 1928, sur la place de l'Opéra le jeudi de la Mi-Carême 15 mars 1928.

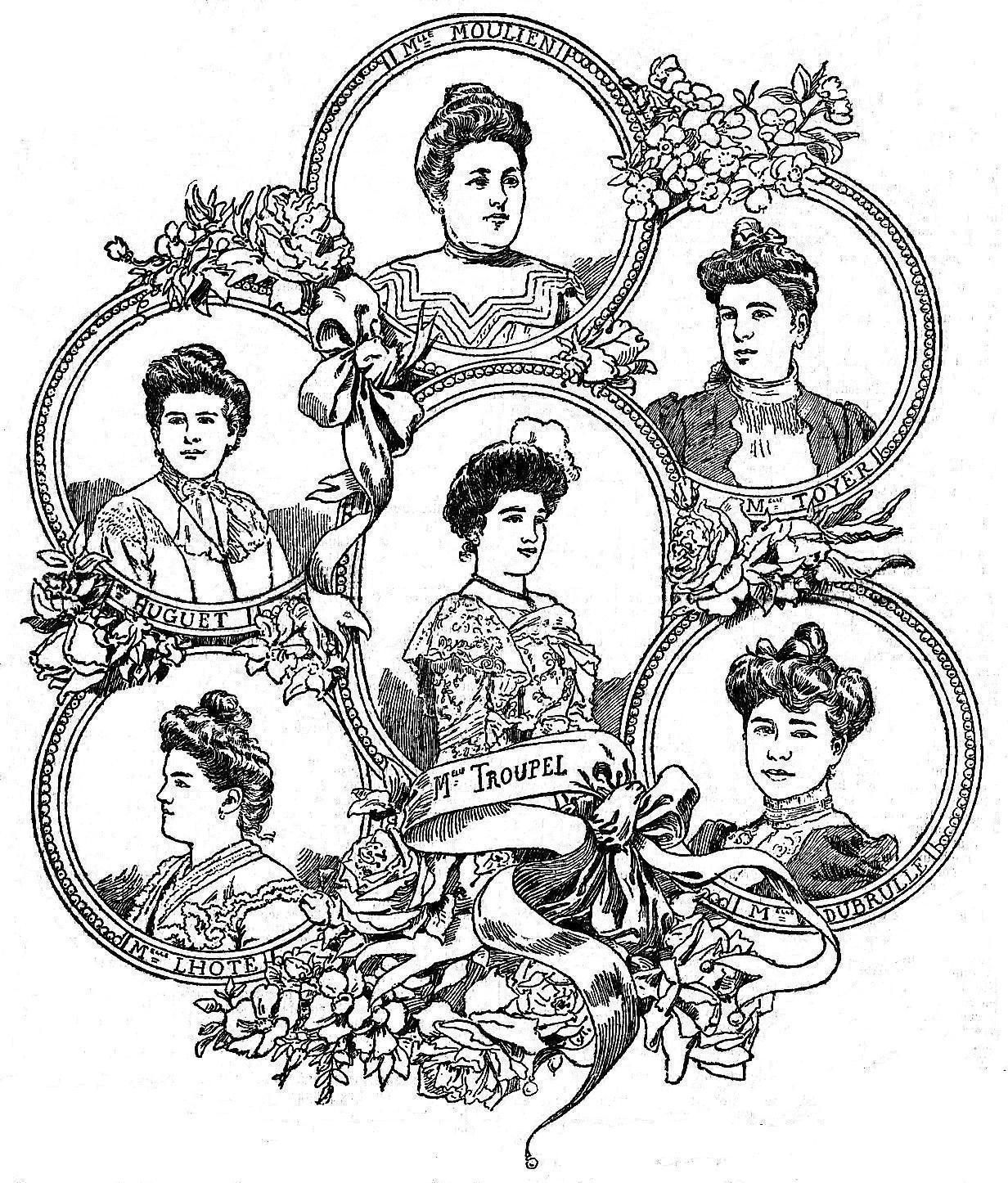
Les Reines de la Mi-Carême de Paris en partance pour l'Italie en mars 1905.

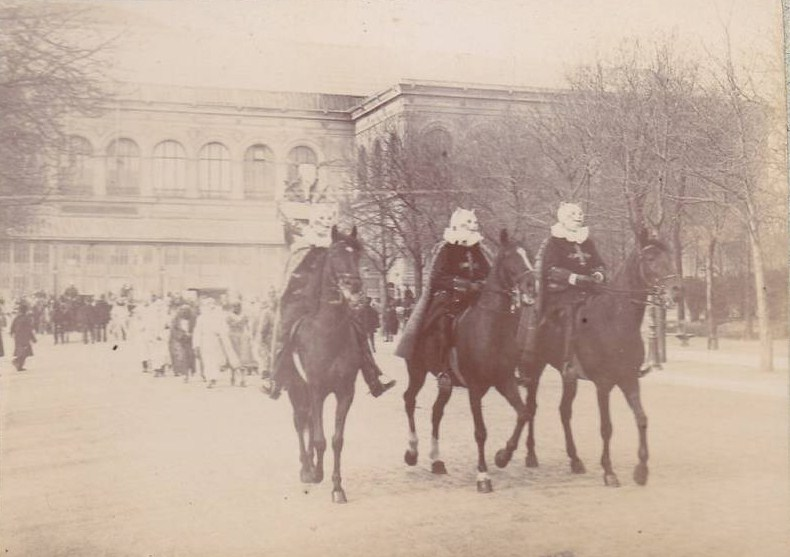
Les Chats mousquetaires à cheval d'Alfort à la Mi-Carême à Paris, le jeudi 1 mars 1894.

Le Carnaval de Paris débute traditionnellement le 11 novembre jour de la Saint Martin — c'est toujours le cas en Belgique et en Allemagne aujourd'hui, où il commence le 11 11 11, c'est-à-dire le 11 novembre à 11 heures 11, — jusqu'aux jours gras, temps forts de la fête juste avant l'entrée en carême quarante jours avant Pâques.
Au XVIIIe siècle, le premier jour gras est le jeudi gras. C'est de lui que parle la première description connue du Bœuf Gras à Paris en 1739 et la lettre du maire de Paris Jean Sylvain Bailly au marquis de la Fayette chef de la Garde Nationale parisienne en 1790. Dans cette lettre où Bailly demande de faire respecter l'interdiction de la fête est écrit : « je ne peux m'empêcher de vous observer que c'est demain le jeudy gras. »
Les jours gras tendront par la suite à se restreindre à Paris aux seuls dimanche, lundi et Mardi gras. Au Carnaval de Dunkerque, ces jours correspondent aux trois joyeuses.
En France on a[Qui ?] ajouté à la période « normale » du Carnaval un supplément à mi-chemin entre Mardi gras et Pâques : la Mi-Carême. À Paris, cette fête dure jusqu'à six jours d'affilée au début du XXe siècle. La Mi-Carême parisienne a une histoire très riche et pleine d'enseignements. Ses premières traces écrites remontent au moins à 1659. Un texte de Jean Loret décrit la course de faquin organisée cette année-là pour la Mi-Carême place Royale par le marquis de Montbrun.
En 1670, page 256 de son Traitez singuliers et nouveaux contre le paganisme du Roy-boit, le docteur de Sorbonne Jean Deslyons parle des rois et reines de la Mi-Carême, dont il a vu l'usage parmi les écoliers, c'est-à-dire à l'époque les étudiants.
La Mi-Carême traditionnellement se fête également en banlieue de Paris et en province. Fête des blanchisseuses, c'est aussi la fête des débitants de charbon et des porteurs d'eau. Comme le note La Presse, décrivant la Mi-Carême à Paris 1853 :
Les voitures étaient très nombreuses. Beaucoup de carrioles pavoisées étaient remplies de charbonniers et de porteurs d'eau endimanchés. Dans d'autres voitures, les blanchisseuses étalaient leurs toilettes les plus brillantes.
Rien de plus joyeux que cette fête du monde blanchisseur et charbonnier.
La saison d'hiver est jadis close à Paris par le bal des blanchisseuses et porteurs d'eau de la Mi-Carême. Louis Jourdan écrit, en mars 1859 :
Le carnaval finit officiellement le mardi-gras, mais il n'expire en réalité que le jeudi de la mi-carême. Jusque-là Paris est piqué de la tarentule : on danse à tous les étages, dans tous les salons, c'est une fièvre non intermittente. Le bal des blanchisseuses et des porteurs d'eau clôt la saison d'hiver à Paris.
Fête des étudiants de Paris à partir de 1893, ayant connu des échanges avec les provinces françaises et l'étranger, la Mi-Carême parisienne est un événement de très grande envergure. Pour s'en convaincre, il suffit de voir sur Internet les actualités cinématographiques de la British Pathé montrant le cortège de 1926. Ou encore la photo des grands boulevards à la Mi-Carême 1927, ou de la place de l'Opéra à la Mi-Carême 1928, à une époque où, pourtant, la fête s'est affaiblie. Le 23 novembre 1928, La Semaine à Paris relève que : « la Mi-Carême, que ne fêtaient guère jadis que les blanchisseuses, est devenue liesse générale ».
La hauteur impressionnante des chars n'est pas qu'une question de prestige. En raison de la foule présente place de l'Opéra au passage du cortège de la Mi-Carême, cette hauteur a aussi un but pratique. Ainsi, tout le monde peut apercevoir la Reine des Reines, vedette de la fête, assise sur son trône perché tout en haut de son char et envoyant des baisers de tous côtés.
La Mi-Carême renaît à Paris depuis 2009 et existe aussi, par exemple à Nantes, dans certains villages ou grands bourgs de France métropolitaine (tels Cholet, Coex,...), aux Antilles, notamment en Guadeloupe, à Fatima, aux îles de la Madeleine, etc.
La Mi-Carême paraît être une particularité française, au point qu'au Brésil on appelle aujourd'hui une fête carnavalesque qui se passe en dehors de la période du Carnaval micareta, mot qui viendrait de la langue française.
La Mi-Carême est une fête mobile située juste vingt-et-un jours après Mardi gras. Ce sont deux moments du Carnaval bien que certains auteurs aient quelquefois appelé Mardi gras « le carnaval » et voulu le détacher du second « la mi-carême ».
Avec les jours gras, la fête des blanchisseuses est un des deux grands moments du Carnaval de Paris. Aux jours gras défile le Bœuf Gras. À la Mi-Carême défilent les Reines.

## Généralités

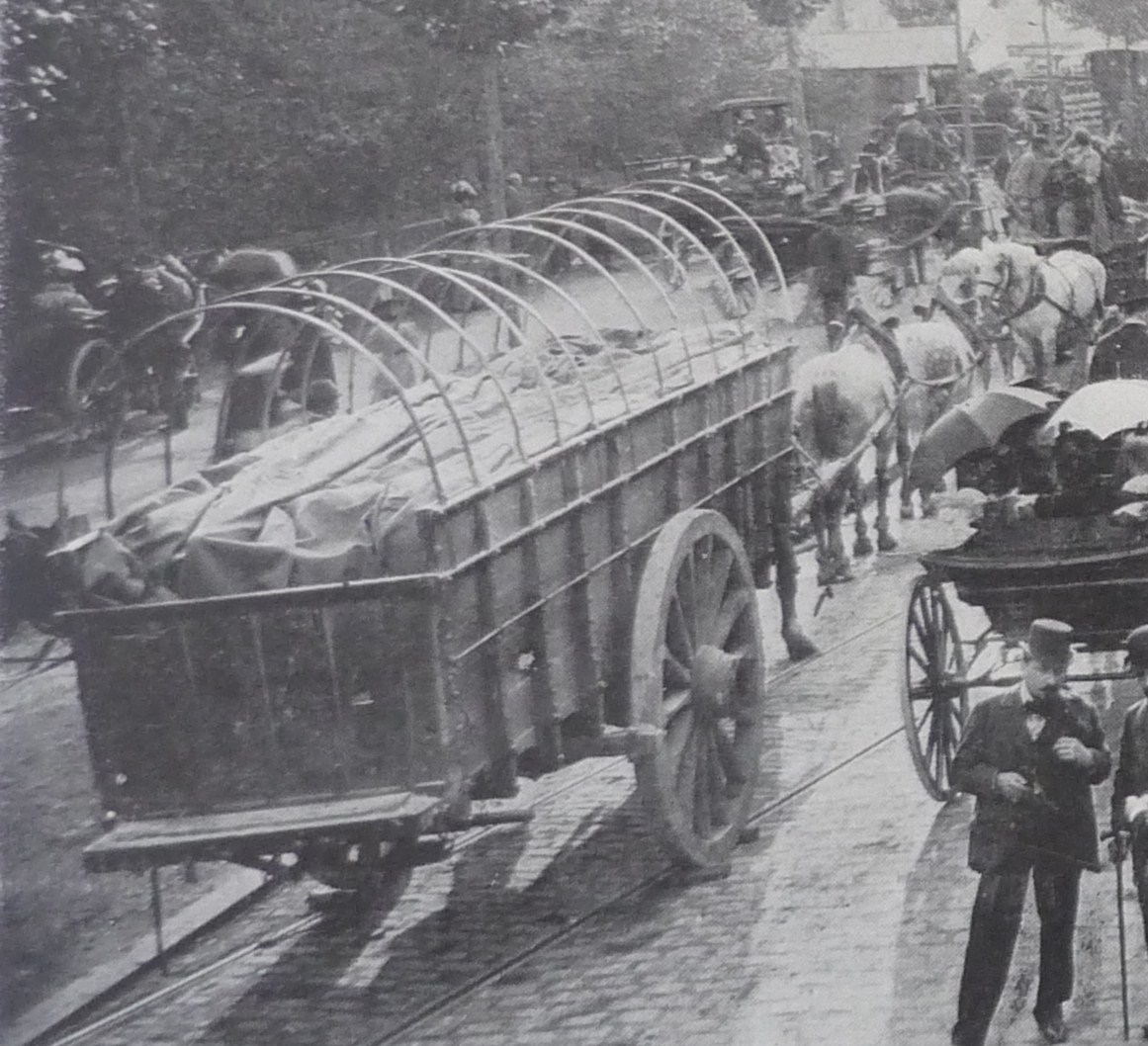
Voiture de blanchisseuse photographiée en 1896 au pont de Sèvres à Paris.

### Les écosseuses des Halles
La corporation des écosseuses était composée de femmes dont le travail consistait à écosser.
Écosseuses, marchandes d'oranges, harengères ou blanchisseuses, les femmes sont depuis toujours l'élément le plus joyeux, actif et dynamique du Carnaval de Paris.
Le rôle des écosseuses apparaît dans ce passage extrait d'un texte intitulé « Les Festes de Paris », brochure anonyme, éditée vers 1749 :
…« le seul divertissement que la populace se donnoit à ses frais tous les ans tire à sa fin, le Carnaval n'a plus de mascarades, les foires de parades, il est à craindre que la tristesse ne gagne les Halles, que les Écosseuses ont préservé jusqu'à présent ; du moins si le peuple n'atteint pas aux honneurs, il est juste de l'en recompenser par des amusemens. »

### La fête femme

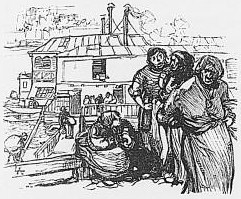

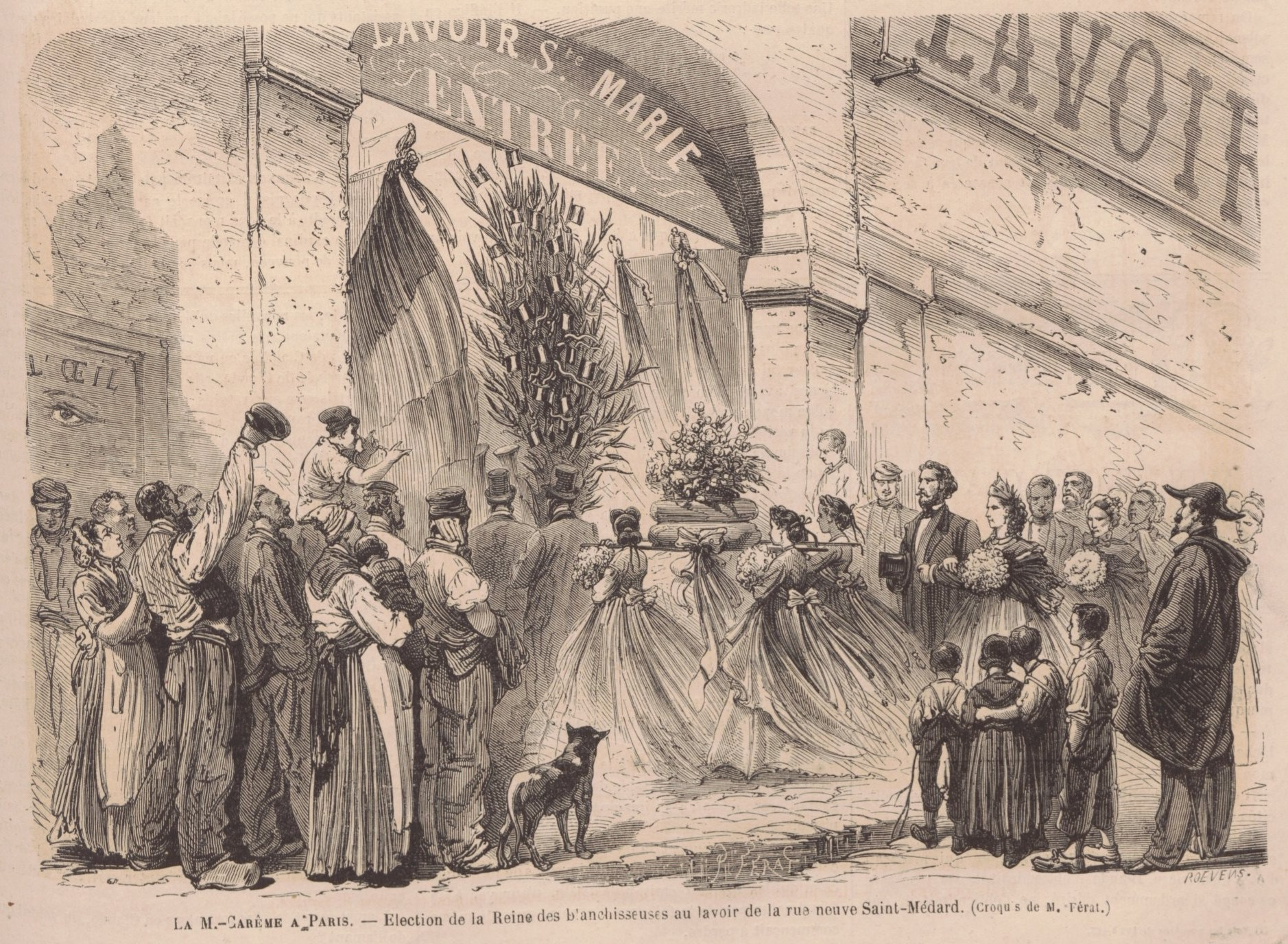
Élection de la reine des blanchisseuses au lavoir de la rue neuve Saint-Médard en 1866.

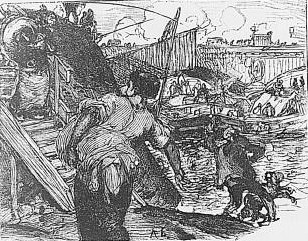
Lavandières des bords de Seine en 1895, dessins d'Auguste Lepère.

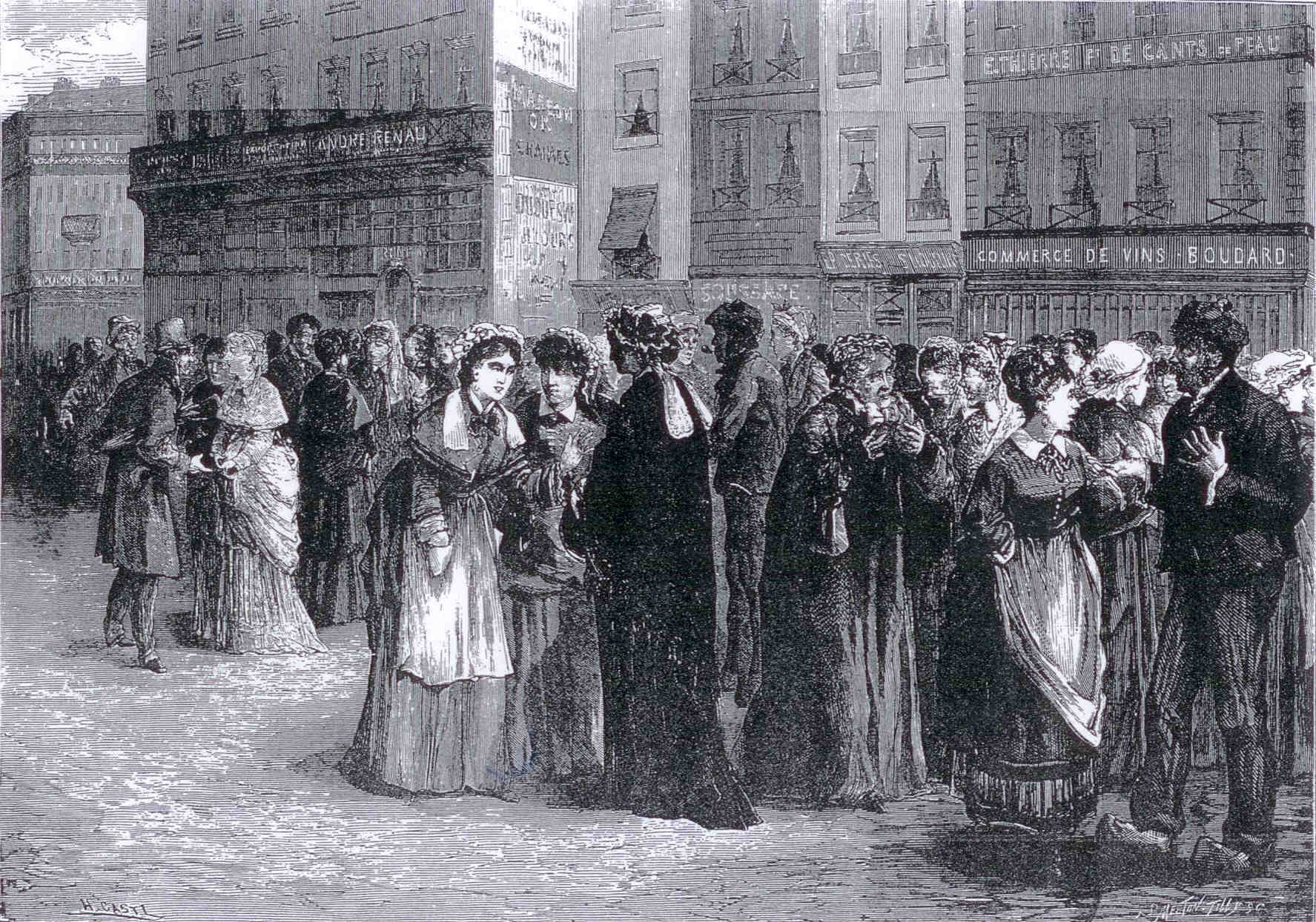
Le marché aux blanchisseuses dans la rue aux Ours, à Paris en 1874.

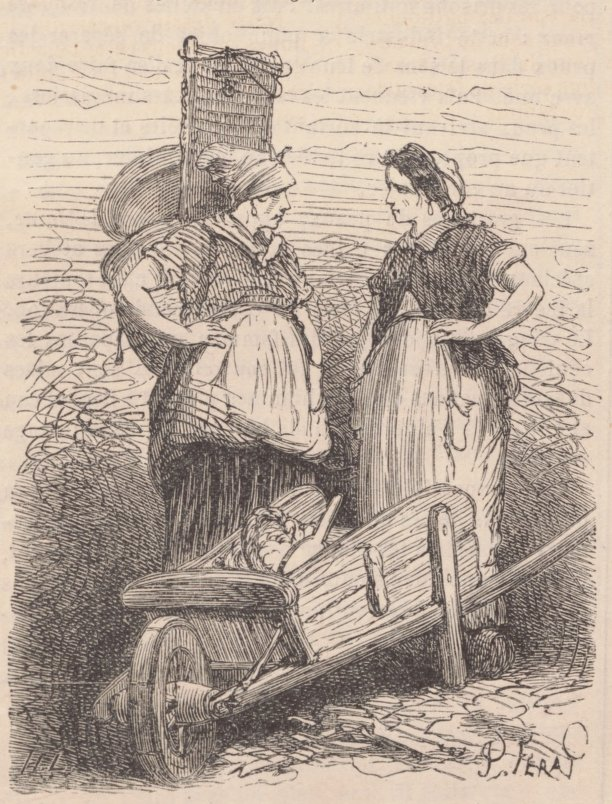
Blanchisseuses parisiennes en 1865.

Au moins dès le XVIIIe siècle la Mi-Carême parisienne se présente à nous comme une immense fête féminine et populaire, dont les premières héroïnes sont les blanchisseuses. À Paris « Mi-Carême » et « fête des blanchisseuses » à un moment-donné deviennent synonymes, et le restent bien après que les blanchisseuses ont cessé d'être les héroïnes officielles de la Mi-Carême. Le défilé des reines sur les grands boulevards, puis le cortège de la Reine des Reines à partir de 1891 jusqu'aux années 1930, sont les seuls qui ont pu acquérir dans le cadre du Carnaval de Paris une stature considérable, au même titre que la Promenade du Bœuf Gras et la descente de la Courtille.
La fête des blanchisseuses est alors également très importante dans les banlieues de Paris comme Boulogne, Clichy, Montrouge, et aussi en province.
Benjamin Gastineau écrit en 1855 :
« Paris ne célèbre pas seule la mi-carême ; la banlieue, diverses provinces de la France la fêtent aussi. Dans beaucoup de villes, les jeunes filles et les porteurs d'eau prennent leur fête à cette époque de l'année. »
Cependant son histoire n'a jamais été écrite.
Les historiens ont longtemps rédigés leurs ouvrages en ignorant les femmes à part quelques-unes. Or, la Mi-Carême est une grande fête féminine, qui plus est une fête populaire.
Fête, féminin et populaire, ce triple pêché de la Mi-Carême fait qu'elle est oubliée, versée aux oubliettes de l'Histoire officielle[Interprétation personnelle ?]. C'est « juste » des femmes qui prennent le temps de vivre, s'amusent entre elles, chantent, dansent, boivent, festoient, se costument, élisent des reines, y ajoutent des rois et défilent.
À cette époque, c'est le seul moment où des femmes françaises votent. Elles n'acquerront le droit de vote qu'en 1945.
Des milliers de femmes élisent des centaines de reines, des centaines de milliers de femmes mettent toute la ville en fête, c'est juste cela, la Mi-Carême. Toutes les blanchisseuses votent, sont éligibles, y compris les plus jeunes.
Le Journal illustré écrit en 1892 :
Quoi qu'il en soit, la reine des reines, celle des blanchisseuses, dont nous publions la photo, est remarquablement jolie.
Elle se nomme Henriette Delabarre. Elle a été élue par les autres reines, au scrutin et au premier tour, par une trentaine de souveraines de lavoir qui ont donné aux membres du parlement une leçon de justice en s'inclinant devant la grâce, devant la beauté de leur compagne.
Mlle Delabarre a seize ans. Blonde, la taille élancée, très aimable, très enjouée, elle fera, dans sa riche parure d'un jour, grand honneur à sa corporation, et tout Paris s'apprête à lui faire cortège.
Elle habite rue des Trois-Couronnes et travaille avec sa mère, reine aussi jadis, et sa jeune sœur au lavoir Moderne de la rue Oberkampf.
Le lavoir en général occupe alors une place essentielle dans la vie de toutes les femmes (exceptées celles qui ne lavent ni leur linge, ni celui des autres), en tant que lieu de travail, de réunion et d'échanges.

### Les blanchisseuses

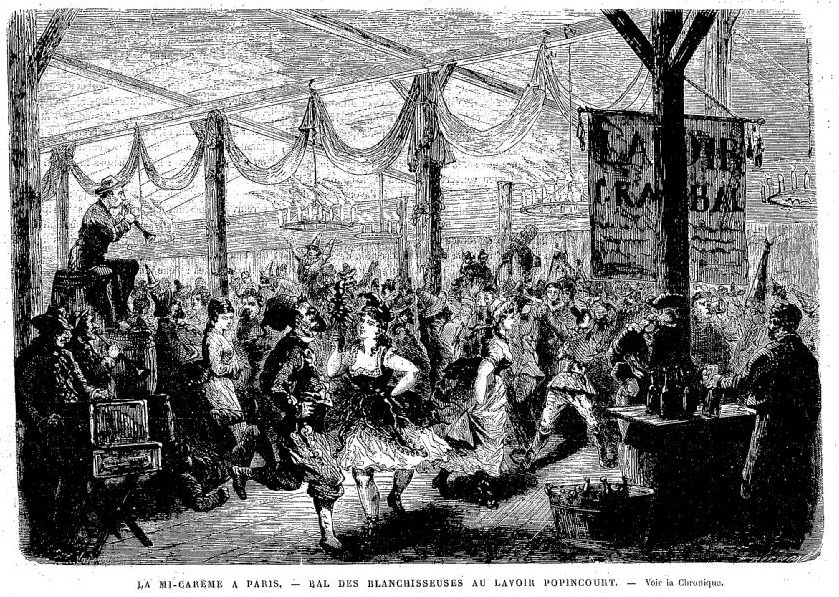
La fête des blanchisseuses au lavoir Popincourt, à Paris, le jeudi de la Mi-Carême 7 mars 1872.

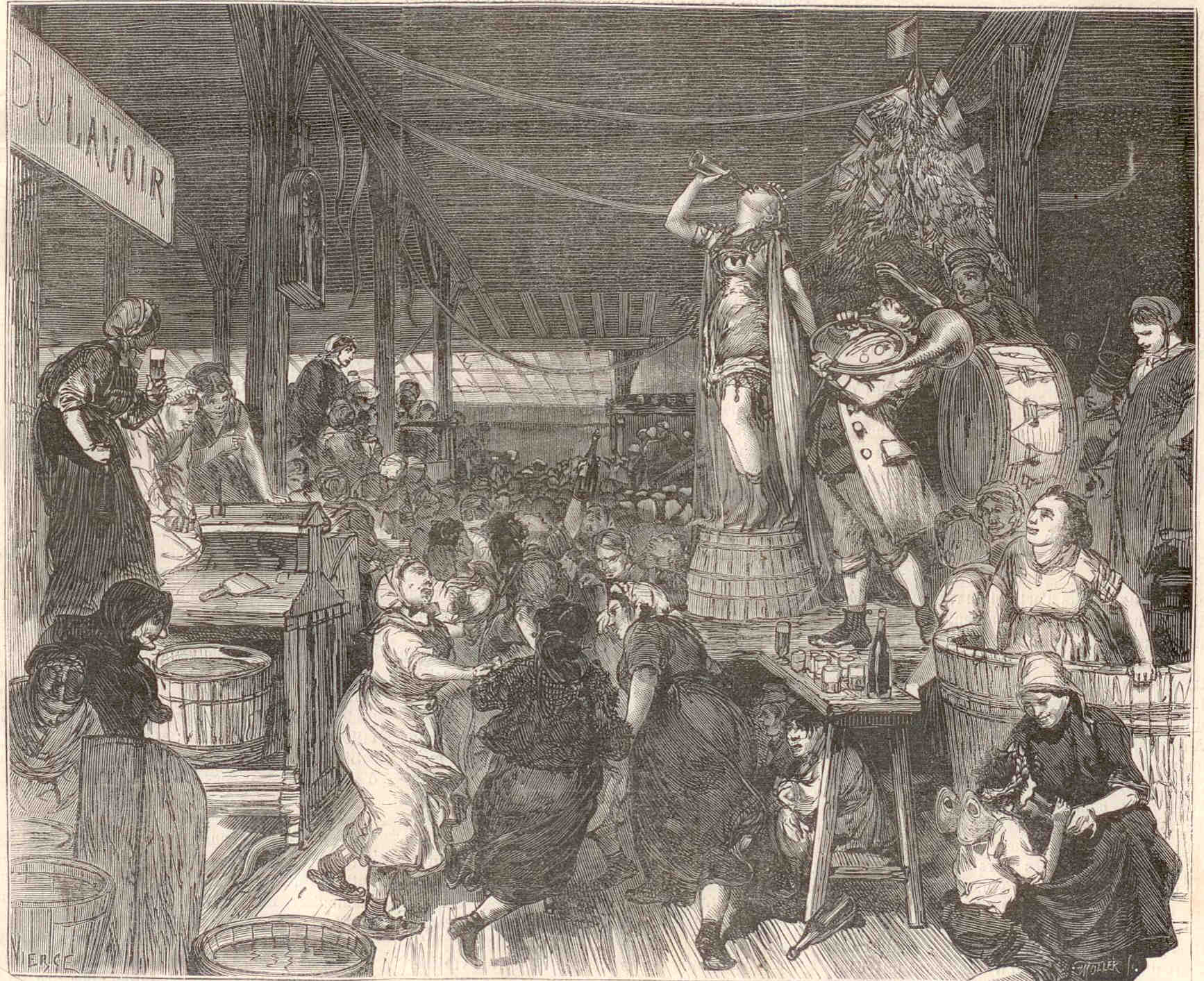
La fête des blanchisseuses dans un lavoir du quartier de Plaisance, à Paris, le jeudi de la Mi-Carême 12 mars 1874.

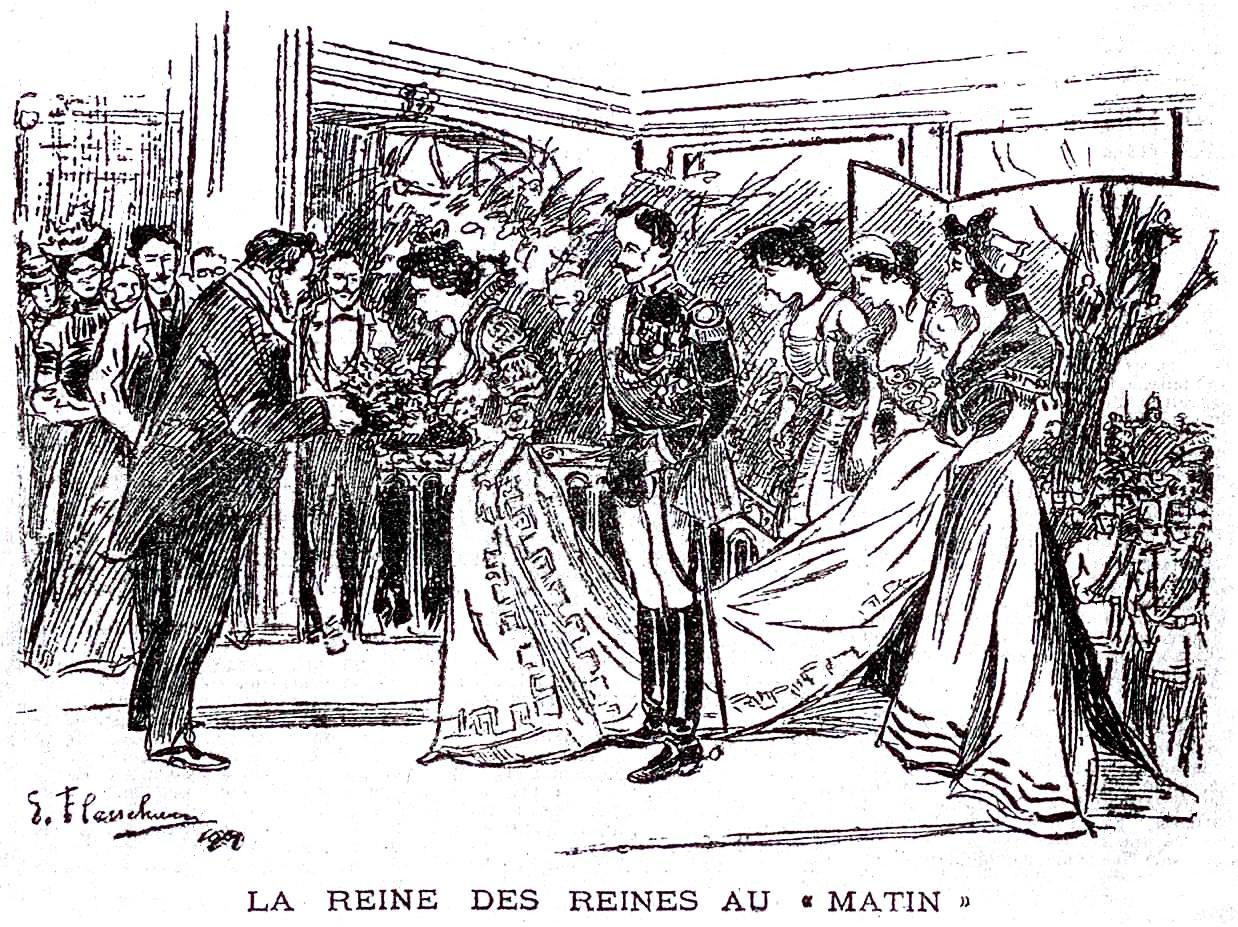
Réception de Mlle Marie Marlin-Poirier, Reine des Reines de Paris 1901, au journal Le Matin, le jeudi de la Mi-Carême 14 mars 1901.

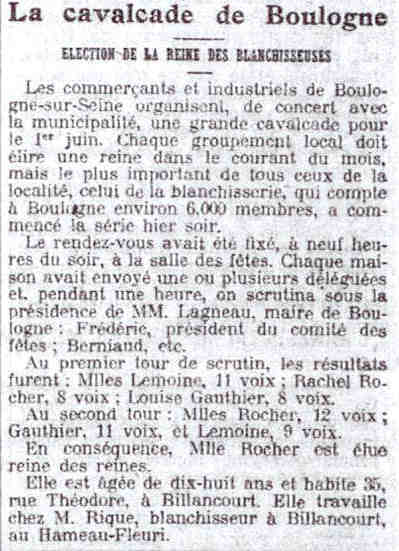
Compte-rendu de l'élection de la Reine des Reines des 6000 blanchisseuses de Boulogne-sur-Seine en mai 1913.

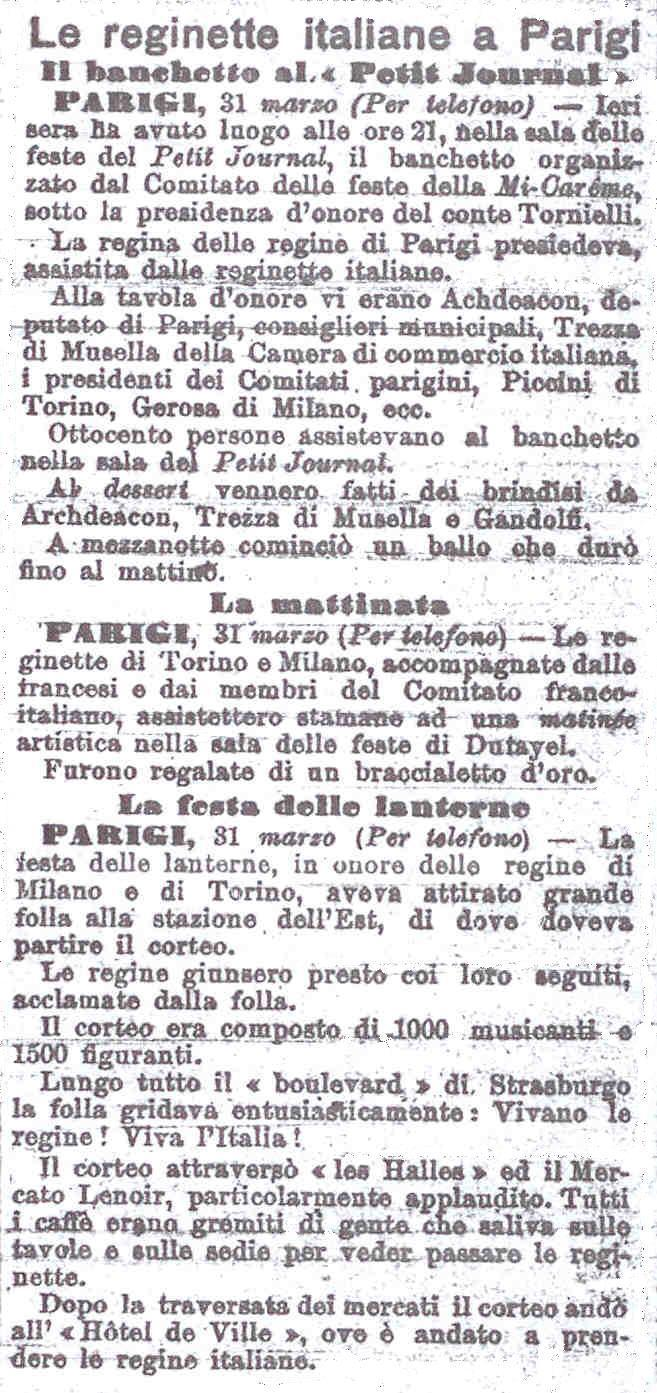
La Gazzetta del Popolo de Milan, rend compte de la visite des Reines italiennes des marchés de Turin et Milan à Paris pour la Mi-Carême 1905.

À Paris durant longtemps existe une importante corporation féminine, populaire et laborieuse, celle des blanchisseuses, qui travaille dans des dizaines de lavoirs et bateaux-lavoirs, appelés également « bateaux lessives ». Tous âges confondus, des plus jeunes aux plus âgées, soit environ de 15 à 60 ans, il y a jusqu'à 150 femmes rassemblées dans ces établissements. Il n'est pas rare que plusieurs femmes d'une même famille s'y retrouvent pour travailler ensemble.
Les blanchisseuses apparaissent dans des expressions populaires. Ainsi « porter le deuil de sa blanchisseuse » signifie jadis porter une chemise sale.
Un rapport de la chambre syndicale des blanchisseurs adressé vers 1880 au ministère de l'intérieur évalue à 104 000 personnes la population que le blanchissage fait vivre à Paris. Il y a parmi elles 94 000 femmes et 10 000 hommes, soit presque 10 femmes pour un homme.
Gaston Calmette, le jeudi de la Mi-Carême 5 mars 1891 écrit dans Le Figaro que :
Pendant cette journée de la Mi-Carême, Paris appartiendra aux blanchisseuses, et, entre toutes à la reine élue de cette armée colossale qui ne compte pas moins de quatre-vingt-treize mille femmes et onze mille buandiers ! Corporation très compliquée, peu connue et qui comprend 55 000 lavandières ou repasseuses de fin, 1 300 apprêteuses de neuf, 1 500 batelières, 30 000 buandières de lavoirs, etc., le tout gagnant de 18  à   35 francs par semaine, avec douze à quinze heures de travail quotidien.
Ces ouvrières et ouvriers sont des personnes de condition modeste, énergiques, faisant un travail physique et aimant bien s'amuser.
En 1885, E. Robichon écrit que : « La blanchisseuse parisienne est soigneuse de sa personne et c'est une exception d'avoir à signaler chez elle des négligences de costumes et de propreté. Elle est gaie, babillarde… »
En 1890, Auguste Vitu décrivant un lavoir à Paris, souligne le caractère joyeux et vivant des blanchisseuses :
A l'angle nord-ouest de la rue de l'Hôtel-Colbert et de la rue de la Bûcherie, on voit s'élever au-dessus des maisons une monumentale rotonde terminée en coupole. Plongeant notre regard par la porte cochère de la maison qui porte le numéro 13 sur la rue de la Bûcherie, un spectacle curieux nous attend. Devant nous une sorte de cloître à arcades ogivales renferme le bruyant et joyeux personnel d'un lavoir, qui s'intitule le lavoir Colbert.
Les blanchisseuses sont importantes par leur nombre et aussi par leur présence quotidienne dans la rue. Car elles lavent mais aussi cherchent le linge sale et livrent le linge propre. Le linge transporté et leur habit permet de les identifier. Voir ainsi passer de nombreuses femmes et jeunes filles seules transportant du linge fait rêver, voire fantasmer, plus d'un homme sur leur passage. Qui leur attribue des exploits sexuels et une réputation de filles faciles qui relève très probablement de l'imaginaire[Interprétation personnelle ?].
En témoigne le jadis célèbre poème de Charles Monselet Les petites blanchisseuses souvent évoqué par les journalistes dans leurs articles parlant de la Fête des Blanchisseuses. De ce poème grivois ils ne citent jamais que le premier quatrain, qui ne laisse pas entrevoir la suite. Ça devient plus chaud dès le deuxième et très chaud et explicite à la fin. On peut le lire en entier sur la base Wikisource.
En 1868, Adrien Marx, pour Le Petit Journal parle des blanchisseuses :
Vous avez certainement remarqué comme moi les voitures de blanchisseuses que la banlieue nous expédie tous les jours et qu'on voit stationner à Paris devant la porte des maisons.
Ce sont, pour la plupart, d'énormes carrioles à deux roues recouvertes d'une bâche qui protège les paquets de linge contre les intempéries de l'air.
Le cheval qui traîne cette cargaison immaculée est généralement dirigé dans les rues par une grosse femme dont les façons sont légèrement brusques… Observez la commère, lorsqu'elle ravive par un coup de fouet l'énergie défaillante de son vieux bidet. Ses traits se contractent, son visage prend une physionomie virile, et sa bouche lâche un Hue ! qui fait trembler les vitres d'alentour.
Eh bien ! ne vous y trompez pas : ces luronnes sont presque toutes d'excellentes mères de famille cachant sous la rudesse de leur allure des sentiments exquis, un cœur d'or et de précieuses qualités, dont beaucoup de belles dames sont dépourvues,
Elles ne craignent pas, j'en conviens, de laisser voir leurs chevilles empâtées quand elles quittent ou gravissent le haut marche-pied de leurs carrosses. La peau de leurs bras hâlée par le grand air et les vagues du fleuve n'a aucune analogie avec le satin, et leurs doigts macérés dans l'eau de savon manquent de la distinction et de la grâce inhérentes aux mains des duchesses. Mais les blanchisseuses de la campagne ont d'autres avantages…
La vie des blanchisseuses et des rares hommes présents dans les blanchisseries, garçons de lavoirs qui portent les seaux d'eau chaude et patrons, ne comporte guère de loisirs. On travaille de très longues heures, six jours sur sept, sans congés payés, retraites ou congés maladies. Le travail des blanchisseuses et garçons de lavoirs est très physique. En 1868, Timothée Trimm appelle la Reine du lavoir, « souveraine du battoir » et une coupure de presse du 26 mars 1870, conservée dans les dossiers Actualités Carnaval de la Bibliothèque historique de la ville de Paris, appelle la fête des blanchisseuses « la fête des battoirs ». À Boulogne, près de Paris, où l'eau est réputée très peu calcaire, on creuse des trous dans la berge de la Seine. Les blanchisseuses descendues dedans ont le linge posé sur le sol juste à la bonne hauteur pour le laver. En 1843, quatre voitures de blanchisseuses de Boulogne montent à Paris, pour la Mi-Carême. L'Illustration, en mars 1874, publie un dessin montrant Le marché aux blanchisseuses dans la rue aux Ours, où celles-ci vont chercher du travail.
Un jour de fête et de congé où on[Qui ?] est mis à l'honneur… Une fois par an la Mi-Carême c'est la journée des blanchisseuses, qui sont les vedettes, mais aussi des patrons et du personnel des lavoirs. Journée qui fait partie de la grande fête populaire du Carnaval de Paris.
Comme le dit le couplet de bis de la chanson comique Les garçons de lavoir, créée par Paulus à l'Eldorado :
La d'mi-carême, à nous, c'est notre fête ;

C'est ce jour-là qu'on s'en paye, ah ! malheur !

Y faut nous voir, le soir, à la guinguette,

Pousser notr'pas du Hann'ton cascadeur.
Ce jour-là, comme l'écrit Le Constitutionnel en 1846, les blanchisseuses élisent leur reine dans chaque grand lavoir, et vont ensuite à l'église, vêtues de blanc. Aux blanchisseuses de Paris viennent se joindre celles de la banlieue, que l'on[Qui ?] voit arriver par toutes les barrières avoisinant la Seine, vêtues de blanc aussi, et voiturées dans les charrettes de leurs patrons.
Les lavoirs et bateaux-lavoirs sont également décorés le jour de la fête, comme le note La Presse en 1851 : « Les lavoirs en ville et sur Seine étaient magnifiquement pavoisés et décorés d'arbustes et de fleurs. »
Le lendemain, chacun rentre au lavoir, dans la grande cour vitrée, fumeuse, bruyante, ou sur le bateau mouvant aux senteurs chimiques. On est un peu las, mais plus encouragé quand même et plus dispos.
L'ouvrière reprend sa place entre les deux baquets délaissés pour une journée ; et, faisant crier plus fortement son battoir, elle raconte sa promenade de la veille à la bonne ébahie, apportant sa cargaison de linge, etc.
Quant au roi d'hier, il revêt son bourgeron bleu, sa pipe à demi consumée, retrousse ses manches, et débite avec une parcimonieuse mesure ses deux sous de lessive habituelle ou de javelle, désespoir des ménagères !
Et voilà pour une année de souvenirs et de labeur.
Il arrive également que les blanchisseuses soient mises à l'honneur en d'autres occasions que la Mi-Carême. C'est ainsi, par exemple, que pour une cavalcade organisée à Boulogne-sur-Seine le 1er juin 1913, est élue le 4 mai qui précède une Reine des Reines des 6 000 blanchisseuses de la ville.

### La disparition des bateaux-lavoirs
Dans un article écrit avant 1871, Jules Vallès indique que : « Il y a environ cent vingt lavoirs dans Paris, sans compter les lavoirs publics et gratuits et les quatre-vingts bateaux établis tant sur la Seine que sur le canal Saint-Martin. »
Les bateaux-lavoirs parisiens sont un des hauts lieux traditionnels des fêtes de la Mi-Carême. La Presse écrit, le 24 mars 1838 :
Sur la rivière, tous les bateaux de blanchisseuses étaient gaiment pavoisés de mais, de rubans et de bannières ; dans l'intérieur, on entendait retentir les joyeux accords, et tout le monde y dansait. La Mi-Caréme est la fête des blanchisseuses.
À la fin du XIXe siècle, ces bateaux-lavoirs vivent leurs dernières années. Ce n'est pas une disparition spontanée. Elle est voulue et planifiée par les autorités. Georges Montorgueil écrit en 1895 :
Tradition appelée à disparaître. Il ne se concède plus de lavoirs nouveaux ; ceux existants mourront de vieillesse, sans le droit de prolonger, par des modifications confortatives, une existence plus que séculaire. La gaîté des rives y perdra quelque chose…
Georges Montorgueil note également dans le même livre que la Mi-Carême a cessé d'être fêtée sur les bateaux-lavoirs :
Il n'est plus de Mi-Carême pour ces laveuses, qui voient, indifférentes, défiler le cortège de leurs sœurs de la terre ferme.

### Origine de la féminité marquée de la Mi-Carême

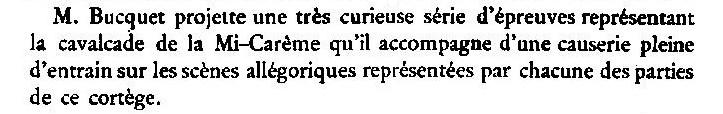
Bulletin du Photo-club de Paris 1894.

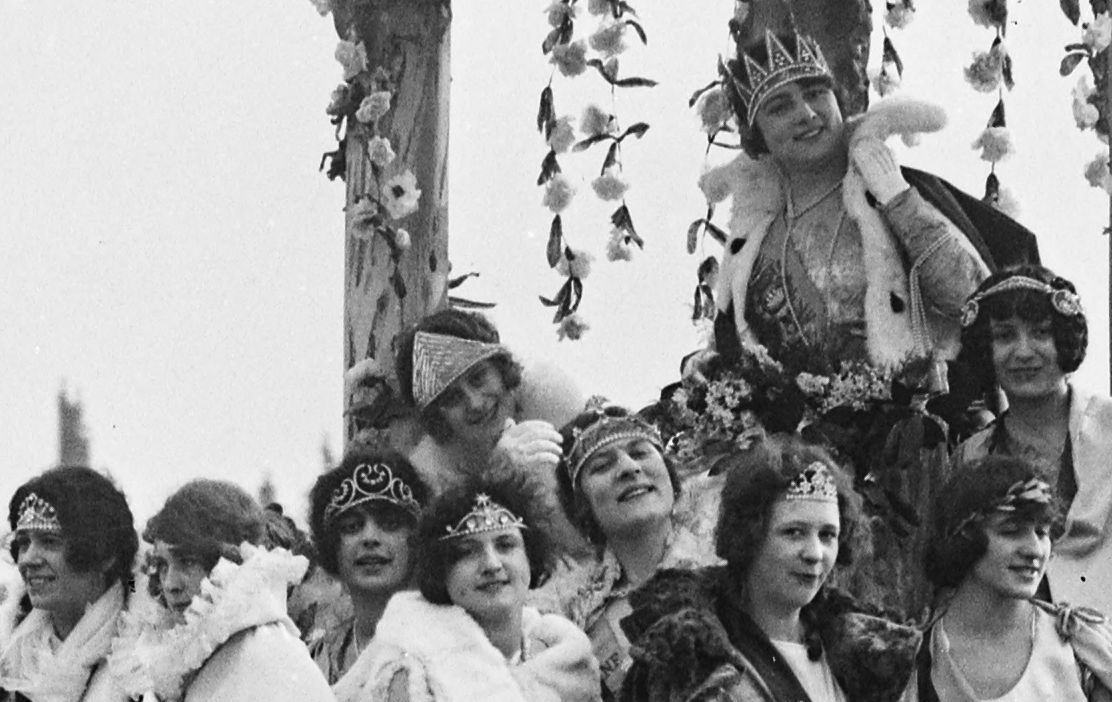
Yvonne Béclu, Reine des Reines de Paris, sur son char le jeudi de la Mi-Carême 3 mars 1921, avec une partie de sa suite.

À l'occasion de la Mi-Carême 1890, le journal parisien La Presse écrit :
L'invention de la Mi-Carême est bien plus récente que celle du carnaval. On avait de très bonne heure senti le besoin d'inaugurer par des plaisirs bruyants une longue période d'abstinence ; quand la foi se fut encore affaiblie, on jugea à propos de couper par une halte cette longue période de privations : on créa la Mi-Carême. Telle est sa raison d'être évidente ; quant à la cause occasionnelle de son existence, elle est moins sûrement connue. On attribue la Mi-Carême à la coutume établie dans quelques petites villes, parmi les jeunes gens, de donner, le mardi-gras un dernier bal aux jeunes filles du pays ; celles-ci donnaient à leur tour une fête le troisième jeudi de carême.
À cela s'est joint, surtout à Paris, l'habitude parmi les blanchisseuses, de se nommer à cette époque une reine, de se déguiser et de donner un bal dans leur bateau.
Cette coutume, souvenir probable des anciens rois des métiers, s'est étendue de Paris à la banlieue et bien au-delà. Dans beaucoup de villes, la Mi-Carême demeure la fête des jeunes filles.
Le Journal illustré écrit le 27 mars 1892, citant son confrère sans le nommer :
« Tous nos lecteurs savent qu'il est d'usage, à Paris, d'élire à l'occasion de la fête de la Mi-Carême, une reine dans chaque lavoir ; on choisit de même une reine du (marché du) Temple et une reine des Halles.
…
 » On suppose que l'usage de ces réjouissances s'est répandu à la suite de la coutume établie dans quelques petites villes, parmi les jeunes gens, de donner le mardi gras un dernier bal aux jeunes filles. Celles-ci offraient, à leur tour, une fête le troisième jeudi de Carême.
 » De là à Paris serait venu l'habitude des blanchisseuses qui nomment une reine à cette époque, se déguisent et dansent le soir sur leurs bateaux ou dans les salles publiques.
 » Cela est certainement une tradition, un souvenir des anciens rois des métiers. »
Pierre Hamp en 1923 donne à l'origine de la fête des blanchisseuses parisiennes une explication qui est peut-être complémentaire sans être contradictoire :
Les blanchisseuses de la Seine choisirent autrefois la Mi-Carême, la bombance qui suit les jours maigres, probablement parce que c'était pour leur métier un temps de repos avant les grands blanchiments de Pâques où il faut beaucoup de linge propre pour les communions. Cette fête du lavoir devint celle de tous les métiers de jeunes filles.

### Les Reines: cooptées ou élues?

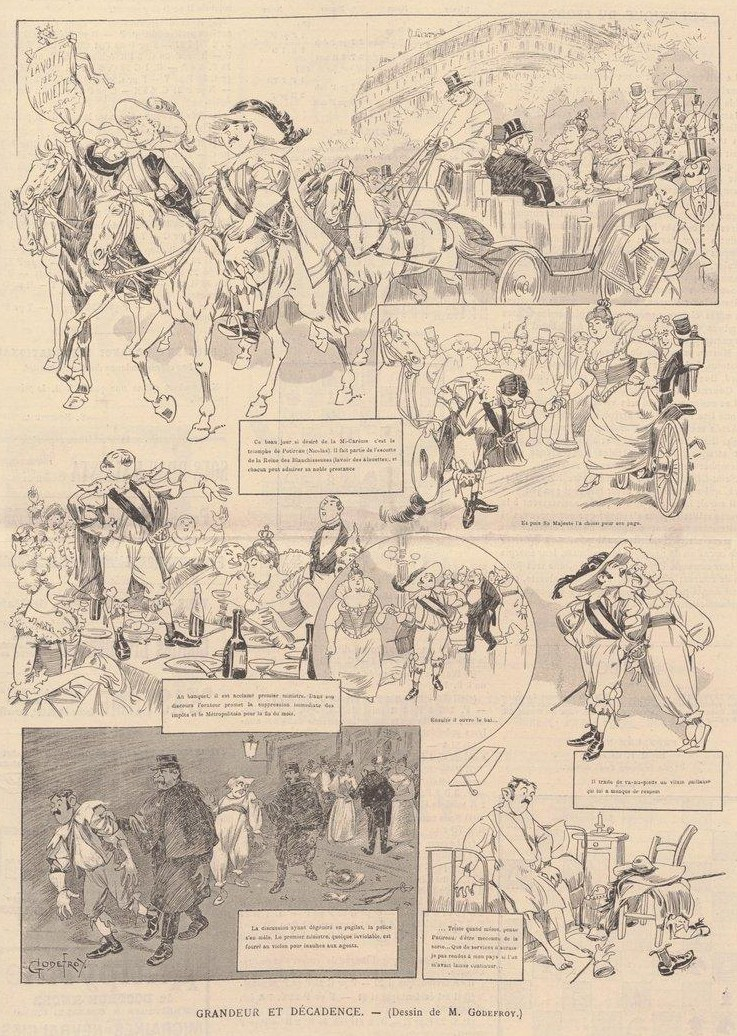
La Mi-Carême parisienne caricaturée par Godefroy en 1891.

Les reines telles qu'elles existent à l'origine et durant longtemps dans cette fête parisienne sont plus ou moins élues. Il ne s'agit pas traditionnellement d'élections avec liste, scrutin, etc., mais plus d'un consensus que d'un vote.
Ce genre de fonctionnement rappelle le mode traditionnel d'élection des massiers (élèves responsables d'ateliers) dans les écoles d'arts et architecture. Il apparaît évident, à un moment donné, aux étudiants de l'atelier, qu'un élève fait l'affaire comme massier. Dès lors, tout le monde l'accepte d'office comme tel, sans émarger sur une liste électorale, voter à main levée ou bulletin secret.
Il arrive aussi que quand il y a vote pour élire les reines, le nombre de participants au scrutin soit réduit.
Une reine peut être belle et souriante. Mais elle est surtout représentative. Cette fonction fondamentale de représentation la différencie de la rosière choisie pour sa vertu et son mérite et de la miss, choisie pour sa beauté.
Les reines apparaissent comme un élément essentiel de la Mi-Carême qui est une occasion de s'amuser.
Comme le rapporte Timothée Trimm dans Le Petit Journal en 1868, c'est une sorte de Comité occulte qui choisit la Reine du lavoir, qui découvre son élection en arrivant à son poste de travail.
On ignore le processus d'élection exact de la Reine générale de toutes les blanchisseuses de Paris.
Le Carnaval n'est pas régi par la démocratie, mais par des petits groupes unis par un projet commun, c'est ainsi que cela se passe encore à Dunkerque et dans sa région où le Carnaval est toujours très important.
L'introduction en 1891 de la démocratie formelle par les Maîtres de lavoirs dans la désignation de la Reine des Blanchisseuses rebaptisée Reine des Reines et élue par les Reines des lavoirs a conduit les blanchisseuses à se faire déposséder de leur représentante qui va vite être réduite à un élément décoratif choisi par des hommes, personnalités officielles ou maîtres de lavoirs.
L'argument principal pour ce bouleversement repose sur la naissance d'un cortège central organisé de la Mi-Carême en lieu et place de la convergence habituelle des voitures de blanchisseuses sur les grands boulevards le jour de la Mi-Carême.

### Origine du cortège de la Mi-Carême

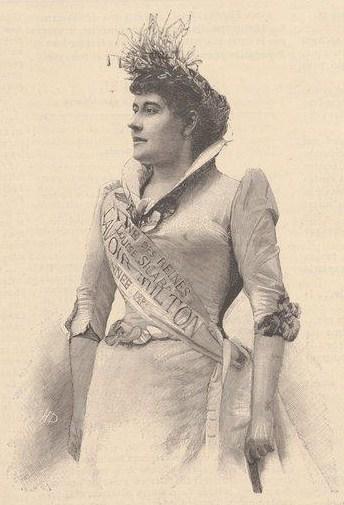
Louise Sicard, première Reine des Reines de Paris en 1891, photo d'Eugène Pirou.

Les journaux parisiens au XIXe siècle insistent plus d'une fois sur le fait que les blanchisseuses prennent la liberté à la Mi-Carême d'endosser les plus beaux vêtements qu'elles trouvent parmi ceux qu'elles viennent de laver.
On[Qui ?] peut supposer[style à revoir] que se montrer avec en sortant du lavoir pour aller dans une guinguette peut être à l'origine du défilé.
Il y a des bateaux-lavoirs sur la Seine et des guinguettes appréciées aux barrières juste après qu'on est sorti[style à revoir] de Paris. C'est également tentant de se montrer en passant sur les grands boulevards. Comme les autres y vont aussi on[Qui ?] s'y retrouve ensemble joyeusement.
Qui dit beaux vêtements dit louage de carrosse pour compléter le déguisement festif.
En 1895, et certainement avant cette date[pourquoi ?], les reines portent la couronne. Elles apparaissent alors coiffées d'un cercle de cuivre doré.
Le manteau aux armes de la ville de Paris offert par un grand couturier, l'impressionnant char de la Reine des Reines construit spécialement pour l'occasion, seraient les lointains héritiers au début du XXe siècle de ces pratiques festives des blanchisseuses.

### Le succès de la fête

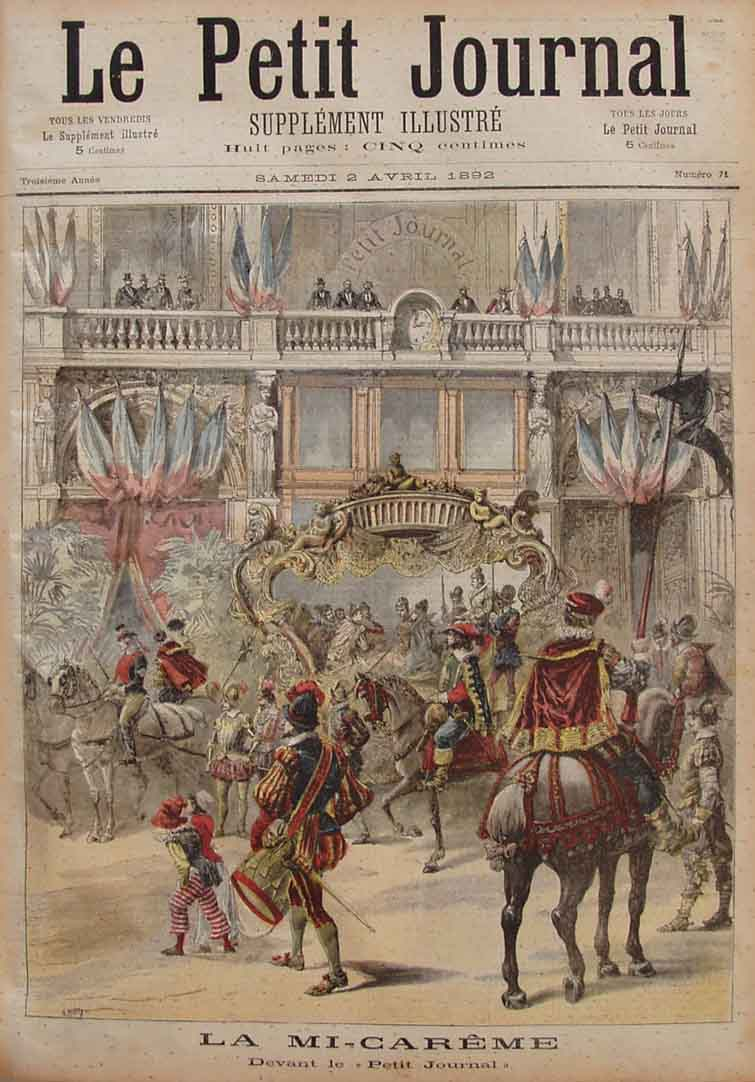
Le char d'Henriette Delabarre, Reine des Reines de Paris 1892 et son escorte, devant l'hôtel du Petit Journal, 61 rue La Fayette, le jeudi de la Mi-Carême 24 mars 1892.

Francisque Sarcey note en janvier 1895 :
A la Mi-Carême on regarde d'un œil bienveillant le défilé des voitures de blanchisseuses obstruer le boulevard et couper tout passage aux gens affairés (s'il en est ce jour-la), et le soir toutes les guinguettes font rage sans que personne s'en scandalise !
L'engouement pour la Mi-Carême est énorme[réf. souhaitée], comme cela ressort de cet écho de la fête en 1899 :
C'était jeudi la Mi-Carême, et c'est une fête autrement nationale que le 14 Juillet. J'ai voulu offrir à des parents de province le spectacle du boulevard en un pareil jour. Je suis allé au restaurant où j'ai l'habitude de déjeuner.
— Vous me réserverez une fenêtre, n'est-ce pas ?
— Oh ! monsieur, vous n'y pensez pas !
— Comment cela ?
— Mais tout est loué, archiloué. Il y a au moins un mois que tous nos cabinets sont retenus.
J'ai fait deux ou trois autres restaurants : même réponse. Le boulevard tout entier a été loué. La fête est lancée, et, qu'il pleuve ou qu'il vente, la Mi-Carême sera réussie.
En 1907, un journaliste hostile à la fête, Jean-Bernard, correspondant à Paris du journal l'Indépendance Belge, témoigne de l'importance de celle-ci dans sa chronique hebdomadaire La Vie de Paris :
Mais qui songe aujourd'hui à Libri, Paris est occupé surtout des chars de la Mi-Carême.
L'horrible chose, qu'une journée de la Mi-Carême : il n'est rien de si bassement brutal, de si odieux pour les honnêtes parisiens.
Les boulevards sont envahis par une cohue grossière où dominent les gens mal élevés qui s'excitent à l'insolence les uns les autres. On se presse, on s'écrase, on est bousculé, injurié par des farceurs sans esprit. La canaille, ce jour-là, prend sa revanche et les repris de justice ont droit à la première place ; il leur arrive d'aveugler à coup de confetti les juges qui, la veille, ont réprimé leurs méfaits. Qu'une honnête femme ne se hasarde pas à protester, elle sera injuriée d'abord, poursuivie de lazzis et frappée si elle insiste. Au milieu de ces tumultes, on remarque de très braves bourgeois qui viennent former la foule et prendre leur part de bousculades au milieu de cette cohue inénarrable. Sur tous les grands boulevards, les voitures ne passent plus, les omnibus ne font plus communiquer les deux parties de la ville, la circulation est arrêtée.
Il faut croire qu'il en est qui aiment ces spectacles, qui affectionnent ces désordres, puisque cinq cent mille personnes se pressent sur les larges trottoirs pour voir passer le légendaire cortège de chars ; une jeune fille hissée sur un char théâtrale, revêtue d'un costume de reine d'opérette, envoie des baisers à la foule qui se pâme, qui bat des mains et crie bravo ! C'est bête à pleurer.
L'affluence énorme, la foule compacte le jour de la fête, inspire une blague rapportée par Le Journal du dimanche en 1913 :

« LE PARISIEN. — Vous avez vu le programme du cortège de la mi-carême ?
LE PROVINCIAL. — Qu'est-ce que c'est que votre mi-carême ?
LE PARISIEN. — C'est un jour où les passants vont voir passer d'autres passants qui ne peuvent pas passer parce qu'il y a trop de passants. »

### Une fête au prestige national et international

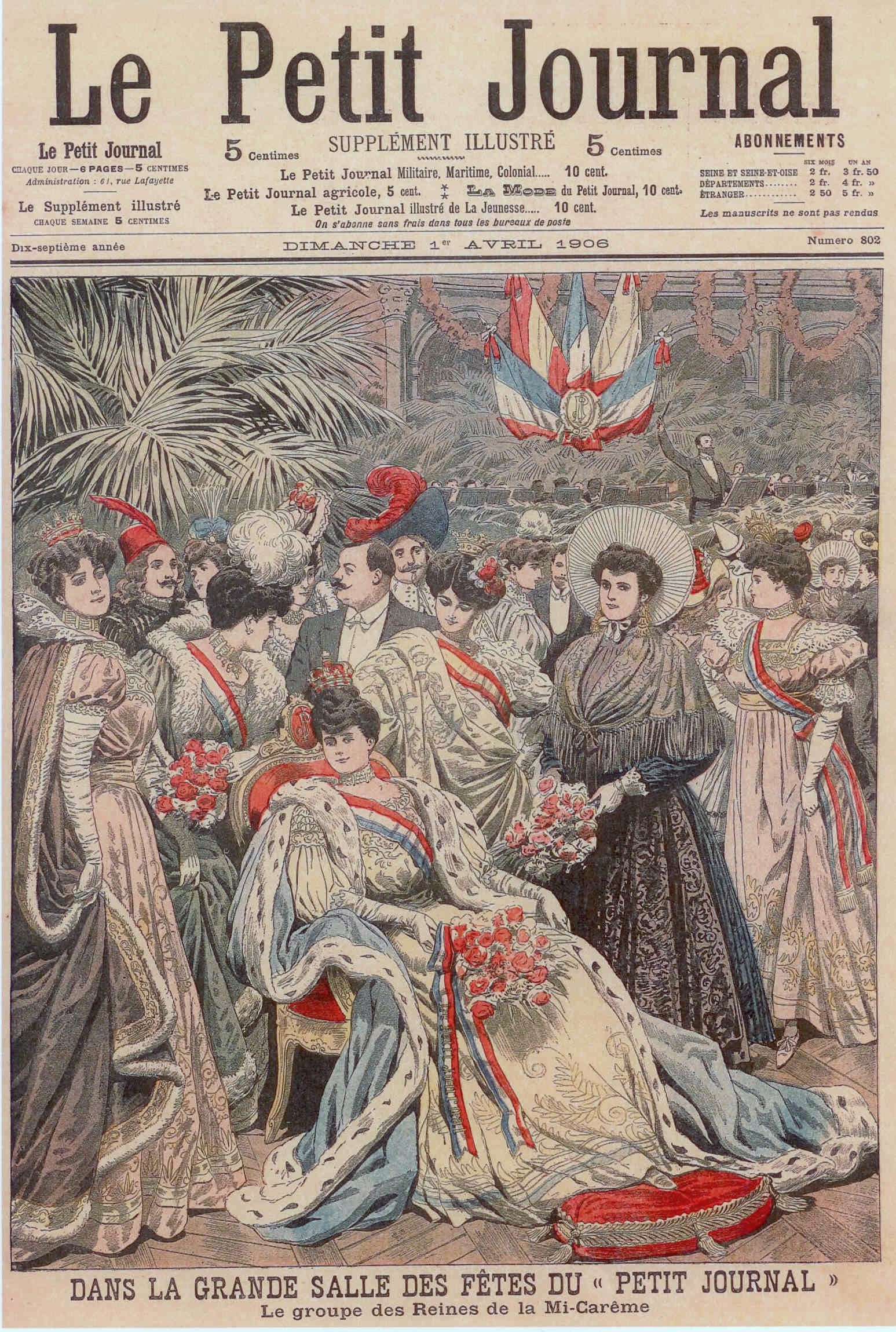
Les reines de la Mi-Carême 1906 en visite au Petit Journal : Calais, Madrid, Paris, Rome et Vevey sont représentées.

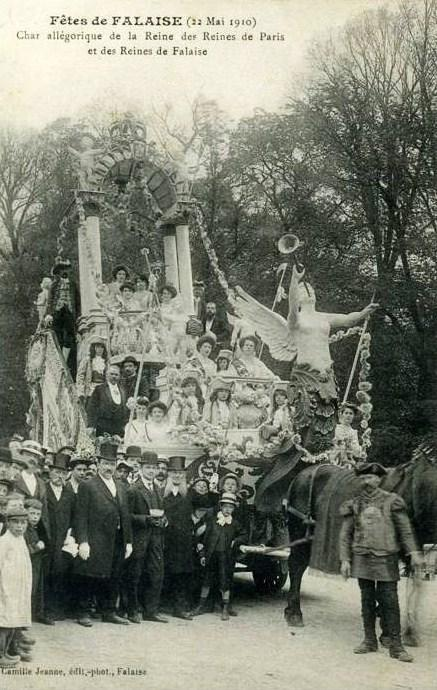
La Reine des Reines de Paris avec son char aux Fêtes de Falaise le 22 mai 1910.

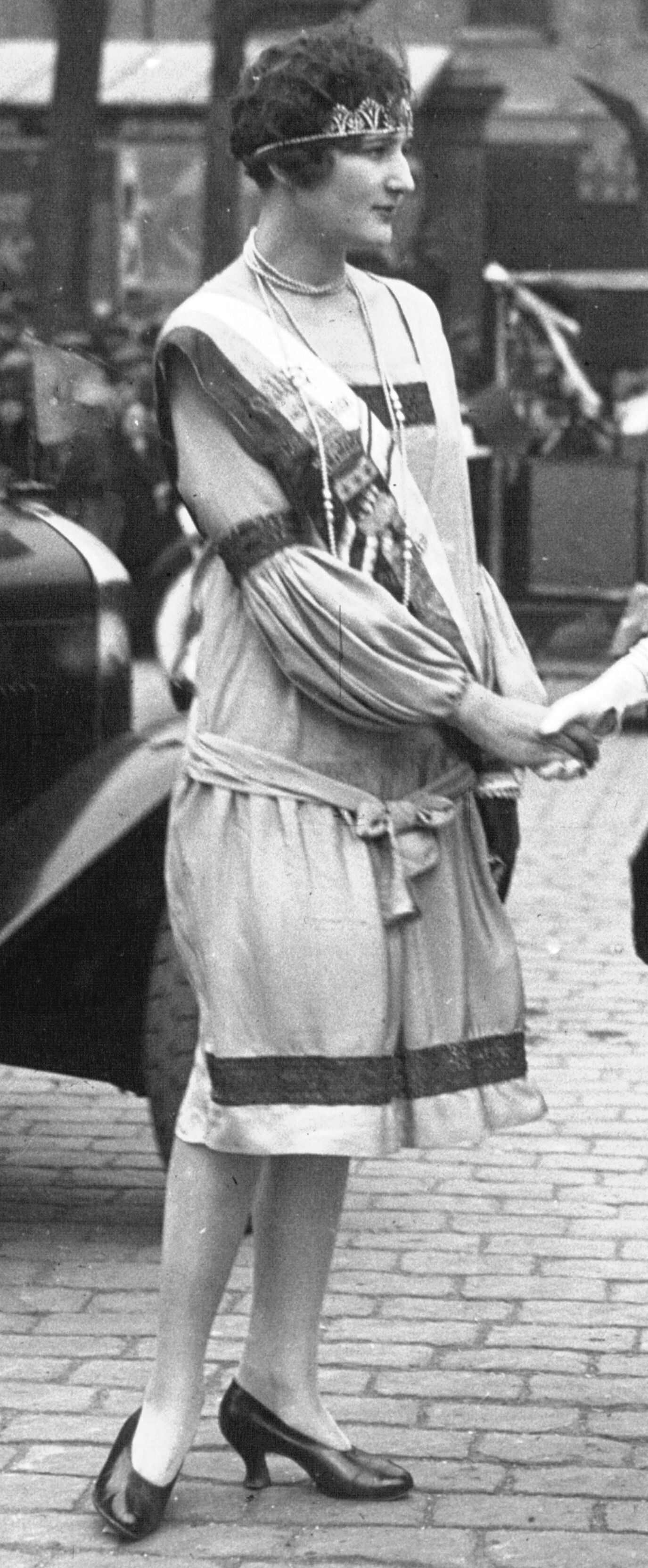
La Reine de la colonie russe de Paris à la Foire de Lyon en 1926.

La fête parisienne jouit d'un prestige parisien[Quoi ?] et national. Dans le cortège du Bœuf Gras qui défile le 16 mars 1902 à Paris, on[Qui ?] trouve une déesse de l'Agriculture juchée sur un char manifestement inspiré[Interprétation personnelle ?] par celui des Reines des Reines de la Mi-Carême[source insuffisante]. Au moins à partir de 1905 et jusqu'en 1920 des délégations de province viennent participer à la fête à Paris. Des délégations de la Mi-Carême parisienne sont invitées à des fêtes en province. Ainsi, par exemple, à la Cavalcade Paris-Chartres le 1er avril 1906 à Chartres, participe la Reine des Reines de Paris, ainsi que des chars de la Mi-Carême parisienne 1906, l'Harmonie du Petit Parisien et la société bigophonique Les Étourdis de Paris.
La Reine des Reines de Paris 1907 participe à la cavalcade du 5 mai 1907 à Évreux. À cette occasion est créée une carte-postale souvenir avec les portraits de Georgette Juteau Reine des Reines parisienne et Marthe Bréant Reine du Commerce d'Évreux[source insuffisante]. La même chose est faite à l'occasion de la participation de la Reine des Reines de Paris 1909 aux Fêtes Normandes de juin 1909 à Rouen. Son portrait accompagne cette fois-ci ceux de la Reine de Calais et de la Reine de Normandie[source insuffisante].
La Reine des Reines de Paris, avec son immense char de parade se déplace en province et défile. Il en est ainsi avec Antoinette Orlhac le 16 mai 1909 à Saumur[source insuffisante], Élisa Gaillard le 22 mai 1910 à Falaise[source insuffisante] et Jeanne Quéru le 5 juin 1911 à Alençon[source insuffisante]. Les 25, 26 et 27 juin 1910, des Reines de Paris participent aux Fêtes de Châteauroux et défilent à cette occasion sur le char de la Reine des Reines de Paris 1909[source insuffisante].
On[Qui ?] voit aussi des chars de la Mi-Carême parisienne réutilisés ailleurs. En 1912, Le Nouvelliste de Vannes écrit à propos de la fête des « Filets Bleus » de Concarneau :
Quant à la reine des « Filets Bleus », on peut être certain qu’elle sera charmante. Les membres du Comité n’auront que l’embarras du choix, ce ne sont pas les jolies filles qui manquent à Concarneau.
D’ailleurs, quelle est celle d’entre elles qui ne serait fière, de trôner sur le magnifique char qui, ayant déjà figuré à la cavalcade de la mi-carême à Paris, est en ce moment en route pour son port d’attache à Concarneau.
En 1912, la Reine des Reines de Paris, avec ses demoiselles d'honneur, est invitée à la cavalcade du 21 avril organisée à l'occasion de la Fête d'Aviation de Nancy. À cette occasion, elles défilent sur le char de la Reine des Reines de Paris 1909, orné d'un avion. Char qui a été récupéré par une marque locale de bières[source insuffisante]. La Reine des Roses, qui vient d'être créée à Paris, participe à la Fête des Fleurs à Rennes, en mai. Une carte-postale éditée à cette occasion montre son char défilant devant la foule[source insuffisante].
En 1920, Elisabeth Kollen, Reine de Metz, participe à la Mi-Carême à Paris. La même année, les Reines de Paris visitent l'Exposition Nationale de Metz. En 1922, elles participent aux Fêtes fleuries d'Uzerche. En 1925, les Reines de Paris sont reçues et fêtées à Nancy, au côté de la Reine de Nancy, Suzanne Planchenault et de ses deux demoiselles d'honneur Georgette Lethé et Marguerite Croiset. En 1926, la Reine de Paris au côté de la Reine de la colonie russe de Paris est à la Foire de Lyon. En 1927, à Rethel, les Reines de Paris sont les vedettes des Fêtes de la Sainte Anne. Le 10 juin 1928, à la Fête de la Reine, à Angoulême, participe un Char de la Reine de Paris[source insuffisante].
La Mi-Carême parisienne paraît avoir servi de modèle pour d'autres fêtes dans les provinces de France. Si on[Qui ?] considère, par exemple, les grandes Fêtes de la Bonneterie en 1925 à Troyes, on[Qui ?] y retrouve les grands chars[source insuffisante], les chars comiques[source insuffisante], le char de la Reine[source insuffisante], le couronnement solennel de celle-ci[source insuffisante], sa réception à la Préfecture[source insuffisante] et à l'hôtel de ville[source insuffisante], et même des reines baptisées « Abeilles[source insuffisante] », suivant un titre de substitution lancé à la Mi-Carême parisienne en 1923-1924.
Le titre de Reine des Reines, inventé à la Mi-Carême à Paris en 1891, a été repris dans d'autres villes françaises[source insuffisante] (et aussi à Paris en d'autres occasions). Il s'est exporté en Belgique, à Mons et Bruxelles.
Autre exemple d'influence parisienne : en 1906, Le Petit Journal rapporte que l'Académie Culinaire ou Les Étourdis, une société bigophonique parisienne composée de 40 exécutants jouant sur des bigophones en formes de denrées alimentaires, donne une aubade à la Reine des Reines de Paris à l'occasion de la Mi-Carême. En juin 1909, aux Fêtes Normandes de Rouen débarque une autre Académie Culinaire. Elle vient de Bruxelles, est composée de 100 musiciens aux costumes originaux. Ils jouent sur des bigophones aux formes fantaisistes représentant de colossaux légumes plantés au bout de fourchettes géantes. 13 ans plus tard, en 1922, on retrouve les bigophonistes belges à Nancy. Ils participent à la Cavalcade de la Mi-Carême dans cette ville.
Dans le domaine des chars, la Mi-Carême parisienne influence également hors Paris. On[Qui ?] voit ainsi un Char de la Musique à la Mi-Carême 1911 à Varzy manifestement inspiré par un Char de la Musique de la Mi-Carême parisienne[source insuffisante]. Le char de la Reine des Reines, à Roubaix, en 1903[source insuffisante], et ceux des Reines de Cognac en 1910[source insuffisante], de la Reine des Reines de Bonneval en 1912[source insuffisante], de la Reine des Reines de Dole, la même année[source insuffisante], de la Reine des Reines des Tissages à la Ferté-Macé, en 1913[source insuffisante], et de la Reine des Reines de Mons, en 1914[source insuffisante], sont directement inspirés par le char de la Reine des Reines de Paris[réf. nécessaire]. Le char de la Reine des Reines, à Fourchambault, en 1908[source insuffisante], à Chailley, dans les années 1910[source insuffisante], ainsi que la voiture de parade fleurie de la Reine de la Mi-Carême 1929 à Argent-sur-Sauldre, reproduisent en miniature le char de la Reine des Reines de Paris[source insuffisante]. Le char de la Reine du Muguet qui défile à Rambouillet le 16 mai 1920 est directement inspiré par le char de la Reine des Reines de la Mi-Carême qui a défilé à Paris[réf. nécessaire] le 11 mars précédent[source insuffisante]. Il se peut même qu'il en ai réutilisé des éléments[Interprétation personnelle ?].
Au Carnaval de Chalon-sur-Saône le Char de la Reine est également influencé par Paris[réf. souhaitée] en 1908[source insuffisante] et 1909[source insuffisante]. Et en 1913, au Carnaval de Chalon-sur-Saône on réutilise des chars de la Mi-Carême 1912 à Paris : le char de la Reine des Reines de Paris 1912 porte la Reine des Reines de Chalon-sur-Saône 1913[source insuffisante]. On[Qui ?] retrouve aussi ici un char du Carnaval de Nice monté à Paris pour défiler à la Mi-Carême 1912[source insuffisante]. Et, en 1922, on[Qui ?] retrouve le char de la Reine des Reines de Paris 1911 portant les Reines du Carnaval de Chalon-sur-Saône. Le même char qui avait déjà voyagé en juin 1911 jusqu'à Alençon avec la Reine des Reines de Paris[source insuffisante].
À partir de 1904, la Mi-Carême parisienne inaugure des échanges internationaux. Des délégations de Paris visitent des pays étrangers, des délégations étrangères viennent participer à la fête à Paris. La dernière en date à venir à ce jour sera le Soutien de Saint-Gilles en 1926 et 1927, un ensemble bigophonique belge composé de 153 musiciens costumés en Pierrots[source insuffisante].
La renommée de la Mi-Carême parisienne s'étend bien au-delà des frontières françaises. On[Qui ?] en trouve des échos jusque dans la presse de Nouvelle-Zélande, en 1873

### La Reine de la colonie russe de Paris
La diversité de populations d'origines étrangères à Paris amène le Comité des fêtes de Paris en 1925 à lancer l'idée de l'élection de reines représentatives de chacune de ces communautés. Cette proposition paraît être accueillie favorablement chez les Russes de Paris[réf. souhaitée], dont la communauté a augmenté récemment, à la suite de l'émigration blanche après la Révolution d'Octobre 1917.
Le 31 octobre 1925 est élue la première Reine « de la colonie russe » à Paris. On[Qui ?] aperçoit celle-ci sur une photo où elle figure avec la Reine de Paris à la Foire de Lyon en 1926[source insuffisante]. La suivante élue, Kira Sklarov, Reine de la colonie russe de Paris 1927, est couronnée à l'hôtel Lutétia par la Reine de Paris durant la nuit qui suit le jeudi de la Mi-Carême 24 mars 1927. Et dans le cortège de la Mi-Carême le 15 mars 1928, Nika Seversky, Reine de la colonie russe de Paris 1928, défile avec la Reine des Reines de Paris et les reines d'Alsace, du Bourbonnais et de la Corse,. Le 7 mars 1935, Suzy Lesage Reine de Paris 1935 et Madeleine de Charpin Reine de Paris 1934 président le banquet annuel de la colonie russe de Paris.
La proposition de créer d'autres reines représentatives des différentes communautés vivants à Paris amène l'apparition en 1927 d'une Reine des colonies, du nom de Trantchilec, une Reine des musulmans, Sonia Brahim et une reine de la colonie italienne de Paris.

### Une fête populaire

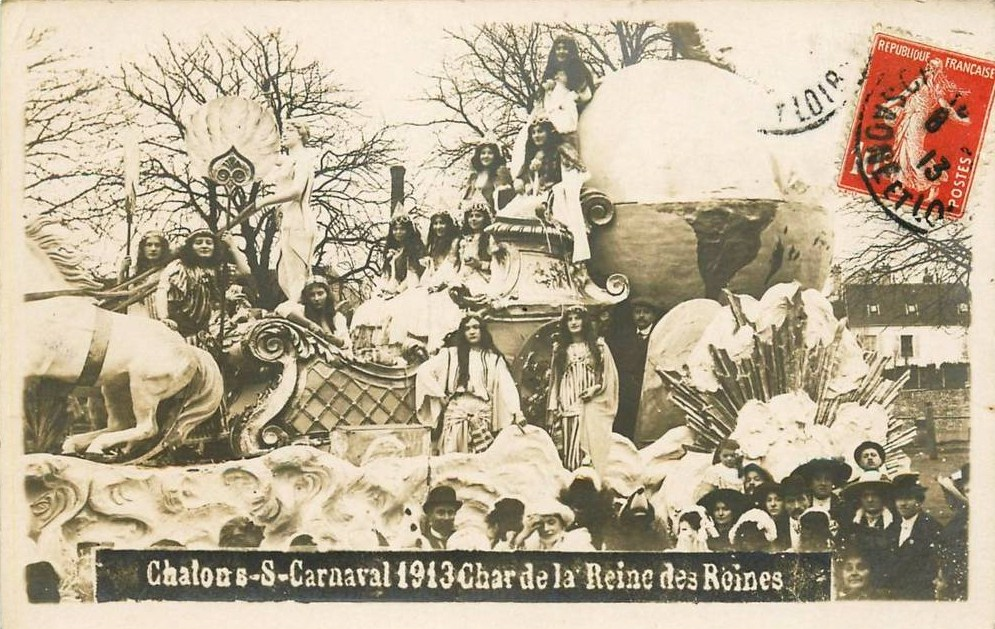
Le char de la Reine des Reines de Paris 1912 réutilisé pour la Reine des Reines du Carnaval de Chalon-sur-Saône en 1913.

Durant longtemps, la Mi-Carême est une fête extrêmement populaire en France, et pas seulement parce qu'à une époque où ils sont rares existent des « congés de la Mi-Carême ». Cette fête fait partie de la vie et on[Qui ?] y pense toute l'année[réf. nécessaire].
La Strasbourgeoise, un chant militaire français écrit à l'occasion de la guerre franco-prussienne de 1870 y fait allusion. À son début une fillette dit à son père mobilisé :
Petit papa c'est donc la mi-carême,

Car te voilà déguisé en soldat
Fin XIXe, début XXe siècle, l'ensemble de la presse française encense la Mi-Carême. En 1905, par exemple, depuis Le Figaro jusqu'à L'Humanité, tous les journaux parlent avec enthousiasme des grandes festivités franco-italiennes organisées pour la Mi-Carême.
Seules quelques voix s'élèvent contre la fête à l'époque où elle prospère. Ainsi, La Plume, en 1913, reproche à la Mi-Carême de faire tourner la tête aux jeunes filles de condition modeste promues reines et comblées de cadeaux. Goutant ainsi momentanément au luxe et cherchant à pérenniser celui-ci dans leur vie, selon La Plume, elles sombreraient ensuite inévitablement dans la prostitution.
En 1917, alors que la Mi-Carême est interdite pour la troisième année consécutive, à la suite de la guerre, L'Humanité écrit, nostalgique, le 16 mars, lendemain de la date de la fête :
Mi-Carême
Les cortèges de. la mi-carême, la reine des reines, les bals au coin des rues, au son des cuivres et des violons, les batailles de confettis et de serpentins, comme tout cela parait loin !
Les pensées ne sont plus aux réjouissances. La mi-carême, on en parlera plus tard après la paix. Pour l'instant on se préoccupe du sort de ceux qui se battent et dans les familles il n'y a plus guère de fête que pour l'arrivée du permissionnaire, toujours aussi impatiemment attendu.
Au moment où la Grande Guerre s'achève, le même journal écrit, le 13 novembre 1918 :
Après l'Armistice
Manifestations et Conséquences
Tout Paris a chômé hier à l'occasion de l'armistice. Et la même liesse qui s'était manifesté la veille a encore une fois caractérisé la physionomie de la rue. Le même enthousiasme a régné, les mêmes scènes qui avaient déjà égayé la ville se sont reproduites un peu partout, et les grands boulevards, envahis par la foule des promeneurs, ont encore repris cette allure si particulière d'animation intense, de gaieté profonde et mouvementée, qui caractérisait les jours de mi-carême avant la guerre. On a même, par endroits, jeté des confetti !
La soirée nous a permis de revoir la féerie de Paris éclairé, éclairé comme aux plus beaux soirs, dans les principales artères tout au moins. Tous les candélabres étaient allumés, sans que le moindre verre coloré vint atténuer leur éclat, et de nombreuses rampes électriques, et enseignes lumineuses, rapidement raccordées dans la journée, vinrent nous rappeler le caractère qu'avait autrefois la « Ville-Lumière ».
Cela ne contribua pas peu au maintien de la joie populaire, de même que l'ouverture des cafés et débits qui avait été autorisés, hier encore, à ne fermer qu'à onze heures du soir !
En 1919, seule de toute la presse, L'Humanité proteste vigoureusement et en première page, contre l'interdiction des confettis à Paris, qui porte préjudice aux fêtes du Mardi gras et de la Mi-Carême. Ce journal s'élève également contre l'interdiction de la fermeture tardive des cafés parisiens et de la possibilité d'y jouer de la musique.

### La fête des étudiants parisiens

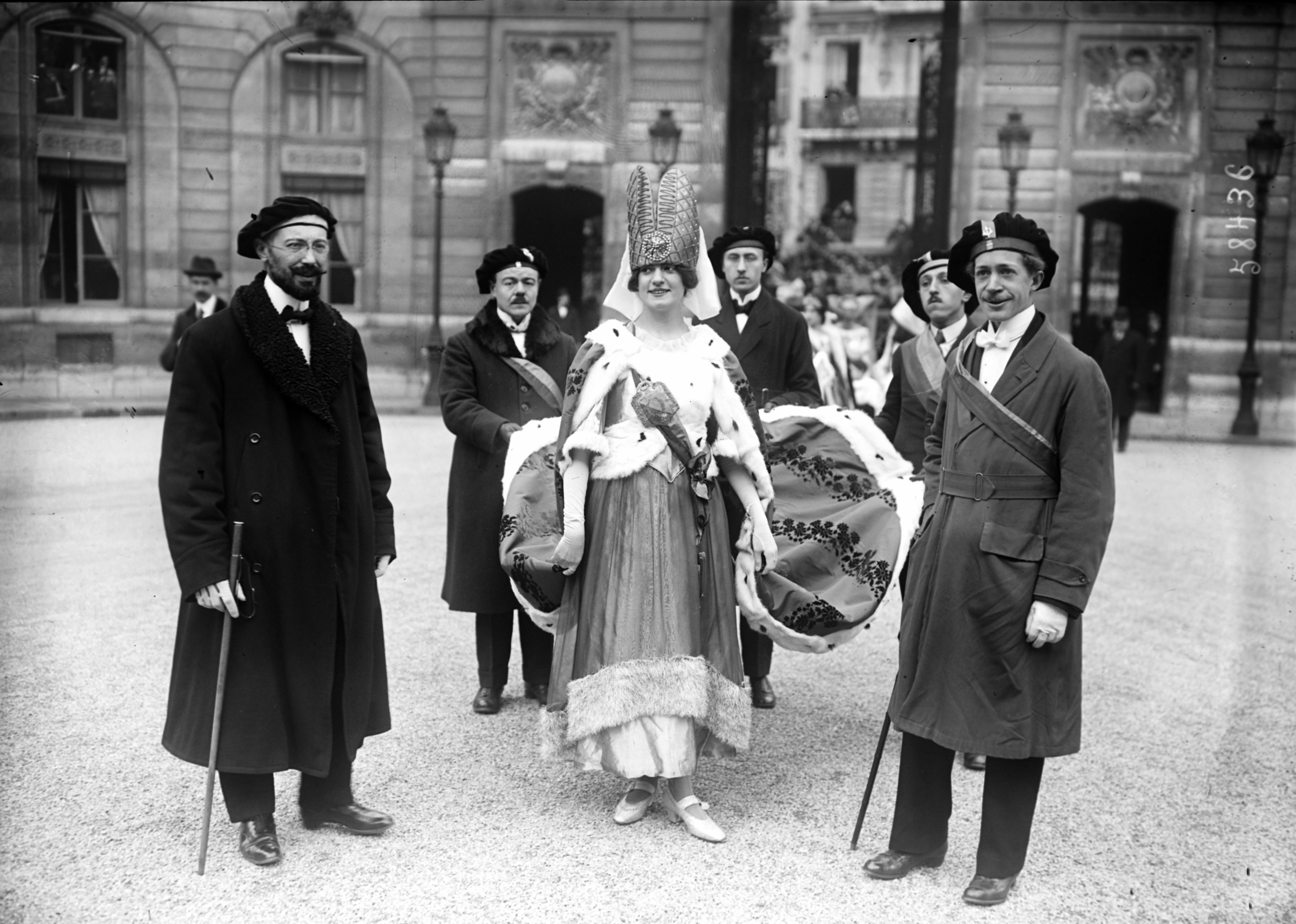
Le jeudi de la Mi-Carême 11 mars 1920, la Reine des étudiants de Paris est reçue au palais de l’Élysée avec cinq étudiants portant la faluche.

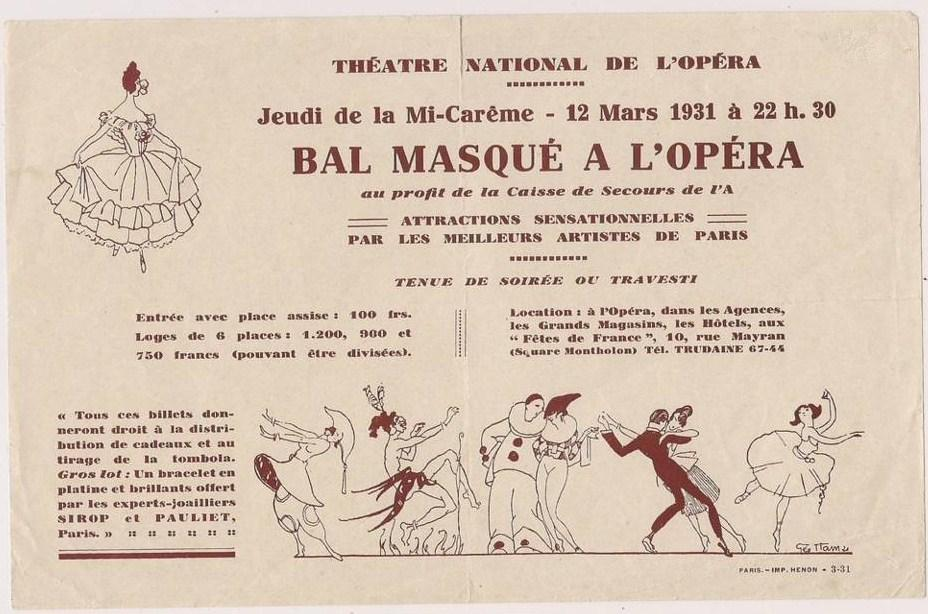
Annonce du bal étudiant du jeudi de la Mi-Carême 12 mars 1931.

À partir de 1893, la Mi-Carême devient la fête des étudiants parisiens. Cette année-là, ils la rejoignent en masse dans la rue avec l'armée du chahut. Les organisateurs de cette participation sont l'Association générale des étudiants de Paris, dite l'« A », et la Faluche.
Fêter la Mi-Carême n'est pas nouveau pour les étudiants parisiens. Déjà en 1670 on voyait leurs ancêtres, les écoliers, élire des rois et reines à cette occasion.
On[Qui ?] peut lire sur Internet un récit rendant bien l'atmosphère de la Mi-Carême dans la rue au Quartier latin en 1900.
Le défilé des étudiants pour la Mi-Carême est un événement parisien remarqué et apprécié. Une foule nombreuse vient y assister[réf. souhaitée][source insuffisante]. Quand, dans les années 1930, le cortège central de la Mi-Carême n'a pas lieu, n'ayant pas été organisé, leur défilé se maintient.
La fête étudiante n'a pas seulement lieu dans la rue. Elle est aussi l'occasion d'organiser tous les ans un bal masqué.
En 1934, Le Matin, détaillant le programme de la Mi-Carême à Paris, précise que les étudiants donneront le soir « leur grand bal annuel de la mi-carême dans toutes les salles du Palais des congrès, porte de Versailles ». Ce bal de la Mi-Carême étudiante est alors une véritable tradition.
Les étudiants sont – avec les forts des Halles de Paris et les grands journaux parisiens, – les organisateurs du grand cortège du jeudi de la Mi-Carême 28 mars 1946, dernier cortège du Carnaval de Paris sorti à grande échelle au XXe siècle.
En 2005, pour célébrer le centenaire de la participation de 300 Italiens du Piémont et de Lombardie à la mi-Carême à Paris 1905, des dizaines d'étudiants italiens venus de toute l'Italie participent à l'autre cortège du Carnaval de Paris, la Promenade du Bœuf Gras.
À cette occasion est signé entre les organisateurs un traité carnavalesque italo-français.

### La Mi-Carême et les communistes
Dans les années 1920-1930, la Section Française de l'Internationale Communiste, ancêtre du Parti Communiste Français, intègre la populaire Mi-Carême à sa politique.
En 1922, son journal commence à s'élever contre la Mi-Carême officielle. Le 18 janvier 1922, on lit dans L'Humanité :

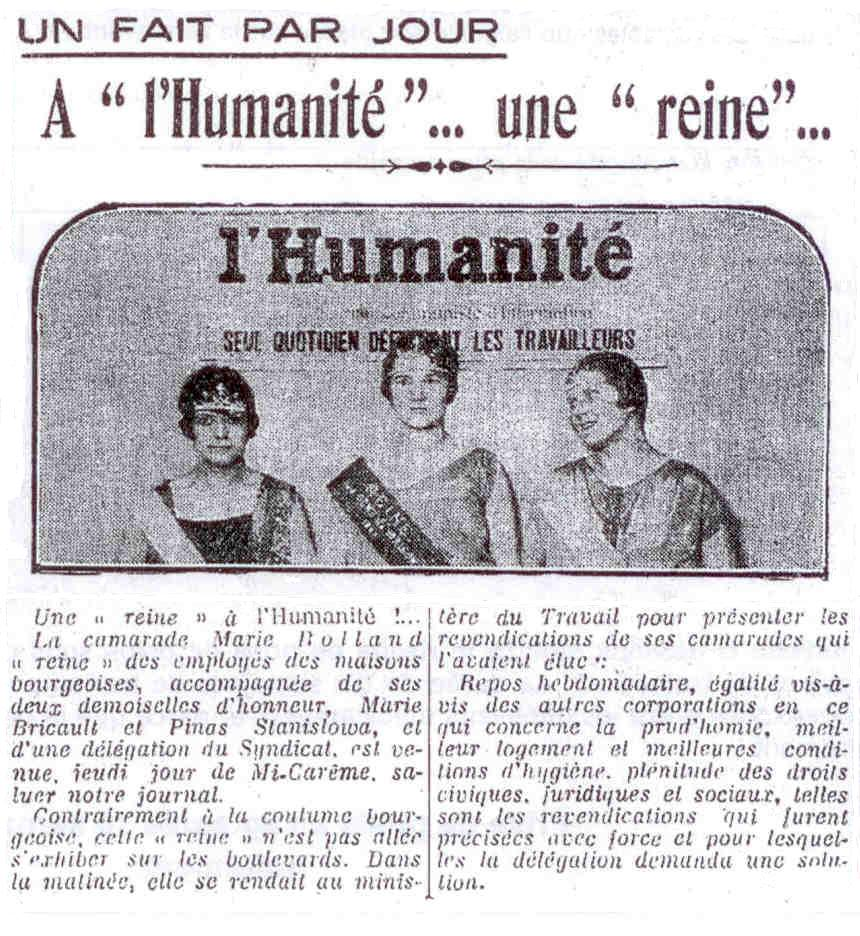
Le jeudi de la Mi-Carême 24 mars 1927, une reine en visite à L'Humanité.

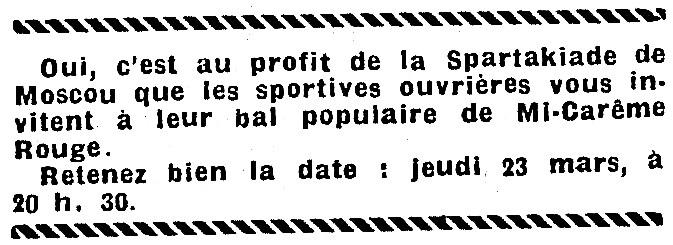
L'Humanité, 14 mars 1933.

Les Reines
On les choisit un peu partout, les pauvres petites reines de la Mi-Carême.
Vous plairait-il, ma jolie, d'être celle du 2e arrondissement ? L'élection aura lieu le 4 février à 3 heures, à la Mairie. Si vous êtes française, âgée de 18 à 25 ans, écrivez avant le 26 janvier au Comité des fêtes, 8, rue de la Banque, afin de poser votre candidature. Justifiez de votre domicile par une pièce quelconque, et de vos occupations par un certificat de travail…
Et si vous pouvez suborner quelques-uns de ces messieurs du jury, peut-être serez vous élue…
Le 25 mars 1927, lendemain de la Mi-Carême, c'est en première page de L'Humanité que le rédacteur en chef, Paul Vaillant-Couturier, s'en prend très violemment à l'organisation de la Mi-Carême officielle :
Aujourd'hui, Mi-Carême de désastre
Hier on avait convoqué une large foule à s'amuser par ordonnance préfectorale. Une permission limitée dont elle voulait se hâter de profiter... Mi-Carême du grand Carême de chômage...
Et cela était pathétique...
Les chars. Une pauvre odeur rance de comité d'arrondissement. Du pavoisement mal foutu qui laisse voir une méchante charpente De pauvres petites reines outrageusement maquillées envoyant des baisers mécaniques aux réclames des boulevards et aux haies sans bravos. Des bandes d'étudiants fascistes.
Tricolore et publicité, publicité et tricolore. Plus rien de traditionnel même dans ce que le mot peut encore contenir de grandeur populaire.
Des centaines de mille francs dépensés pour créer un maximum de laideur une laideur anguleuse et sans couleur.
On avait voulu ressusciter les fêtes d'antan !
Lazare se levait, mais cadavérique puant, épouvantable !
Plus la moindre fantaisie.
Aucun char de « déguisés » n'avait surgi de la masse. Tout cela était l'émanation d'une joie stérilisée.
La fête n'avait non plus rien d'une conception quelconque d'ensemble. Une fade anarchie, un décousu invraisemblable dans le spectacle incohérent.
(...)
La mention des « bandes d'étudiants fascistes » s'explique par le fait que dans les années 1920, la Mi-Carême, fête apolitique, jouit d'une grande popularité notamment dans les rangs des étudiants de l'Action française. Comme en témoigne leur organe, L’Étudiant français, qui écrit, le 15 mars 1921 :
PARIS
L'Association Générale des Étudiants a pris, cette année, une heureuse initiative en collaborant avec le Comité des Fêtes de Paris pour l'organisation de la Mi-Carême.
Le samedi 26 février, à la Maison des Étudiants, fut procédé à l'élection de la Lisette des Étudiants, la toute gracieuse Mlle Marie Leca, élue avec enthousiasme au milieu d'une joyeuse assemblée. Le peintre Willette et de nombreux conseillers municipaux étaient venus prêter leur concours à la fête.
Et le jeudi suivant, dans le cortège de la Reine des Reines, notre Lisette, à côté de Béranger, défilait à travers tout Paris, sur le char de la Chanson française, qu'entouraient les Étudiants coiffés de leur béret.
Toutes nos félicitations à l'A. G. et à son président, Albucher.
Traditionnellement, les Reines de la Mi-Carême rendent visite aux sièges des grands journaux parisiens. Le 26 mars 1927, L'Humanité annonce avoir reçu à son siège la reine des employées des maisons bourgeoises et ses deux demoiselles d'honneur :
A « l'Humanité »… une « reine »…
Une « reine » à l'Humanité !…
La camarade Marie Rolland « reine » des employées des maisons bourgeoises, accompagnée de ses deux demoiselles d'honneur, Marie Bricault et Pinas Stanislova, et d'une délégation du Syndicat, est venue, jeudi jour de Mi-Carême, saluer notre journal.
Contrairement à la coutume bourgeoise, cette « reine » n'est pas allé s'exhiber sur les boulevards. Dans la matinée, elle se rendait au ministère du Travail pour présenter les revendications de ses camarades qui l'avaient élue :
Repos hebdomadaire, égalité vis-à-vis des autres corporations en ce qui concerne la prud'homie, meilleur logement et meilleures conditions d'hygiène, plénitude des droits civiques, juridiques et sociaux, telles sont les revendications qui furent précisées avec force et pour laquelle la délégation demanda une solution.
Le 19 mars 1931, à la tribune de la Chambre des députés, le député communiste Jacques Doriot dénonce, entre autres, l'interdiction d'un bal de la Mi-Carême :

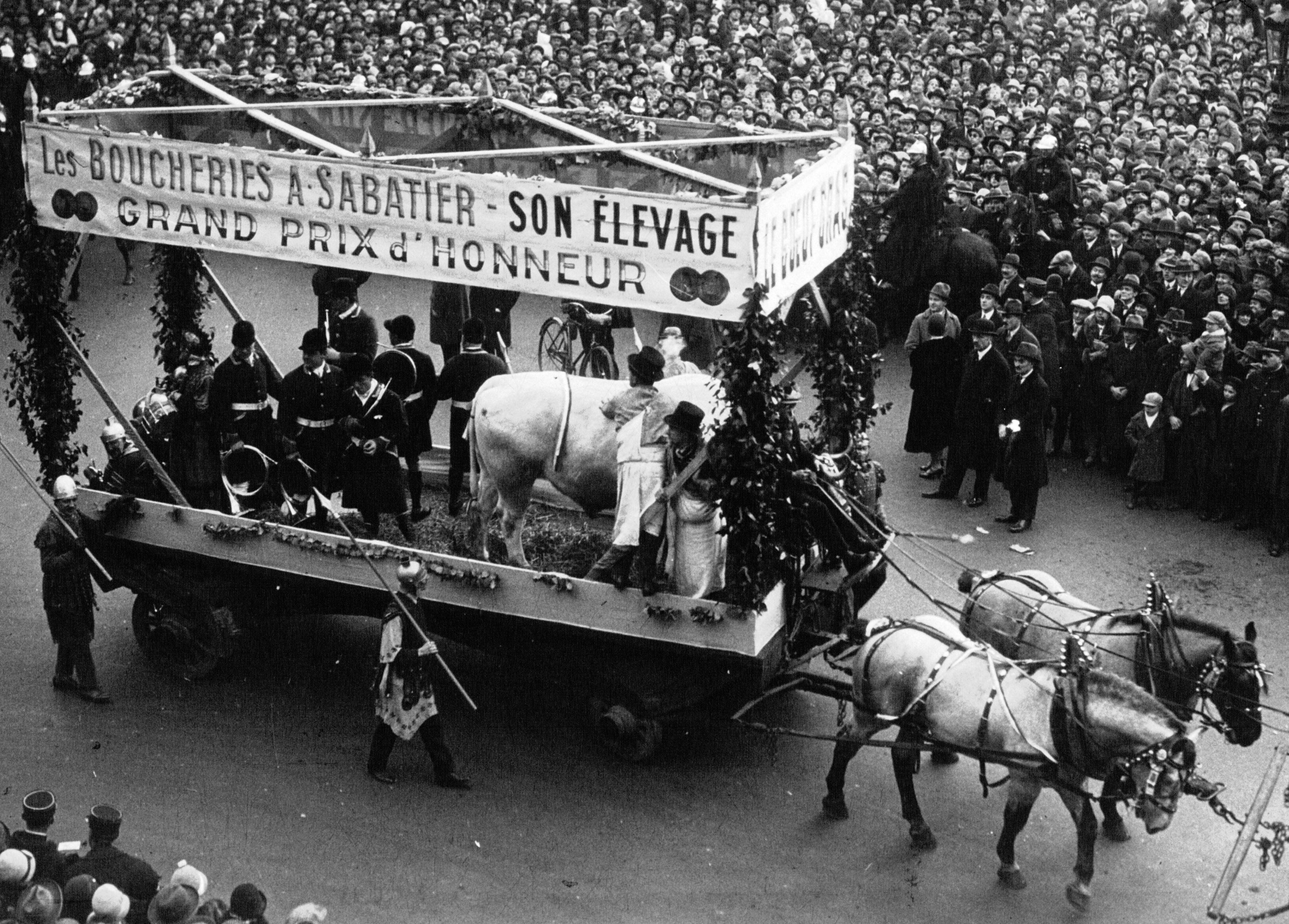
Le char du Bœuf Gras à la Mi-Carême 1928, publicité pour les Boucheries Auguste Sabatier.

Combien d'interdictions aussi n'avez-vous pas prononcées contre des bals ouvriers ! Dans l'espace d'un mois, à Saint-Denis, vous avez interdit le bal d'une organisation ouvrière féminine, le bal du Secours rouge international et, le jour de la mi-carême, vous avez été jusqu'à interdire un bal d'enfants travestis.
Le 13 mars 1933 on[Qui ?] lit dans L'Humanité l'annonce d'un « bal de mi-carême rouge » :
Prenez note qu'au bal de mi-carême rouge aura lieu un concours de travestis entre ceux et celles qui auront su le mieux ridiculiser nos adversaires de classe.
Par la suite, les communistes français paraissent retrouver une certaine neutralité vis-à-vis de la Mi-Carême. Le 25 mars 1938, L'Humanité publie une photo d'Hélène Capron, la jeune Reine des Reines de Paris. Et le journal communiste Ce Soir édite un tract d'appel au grand cortège qui défile à Paris le jeudi de la Mi-Carême 28 mars 1946.
À l'opposé de l'échiquier politique, on[Qui ?] voit Suzy Lesage Reine de Paris 1935 participer avec deux autres reines à un bal des croix-de-feux à Vincennes en 1935. Mais il faut relever que d'une façon générale, la plupart du temps, la politique ne participe pas de la Mi-Carême parisienne qui reste une fête totalement apolitique.

### La Mi-Carême et le député Auguste Sabatier
En 1928, la politique s'invite indirectement dans la Mi-Carême parisienne. Alors que le boucher Auguste Sabatier se présente à la députation, le député communiste Jean Garchery, qui ne fait pas partie de ses amis politiques, le décrit ainsi dans un débat à la Chambre des députés :
Nous savons que M. Sabatier est président d'un comité des fêtes de Paris, que, en particulier, il organise chaque année les fêtes de la mi-carème et qu'il dirige et préside les cérémonies au cours desquelles sont désignées les reines de la cité.
Le 15 mars 1928, dans le cortège de la Mi-Carême figure un char du Bœuf Gras vantant les mérites des boucheries Auguste Sabatier. Le patron de ces boucheries préside l'organisation de la fête. Alors qu'il est également en campagne électorale à Paris.
Il est élu député de la 2e circonscription du 18e arrondissement, quartier de Clignancourt, le 29 avril suivant.

### La Mi-Carême et la publicité

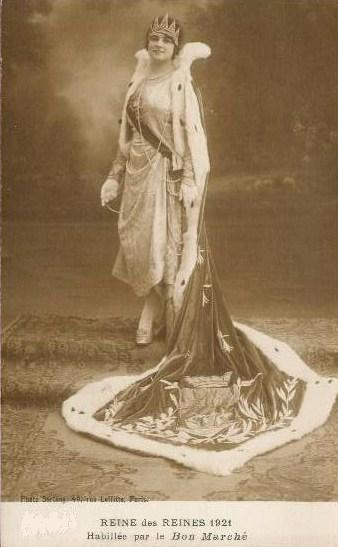
En 1921, la Reine des Reines de Paris Yvonne Béclu pose pour le Bon Marché.

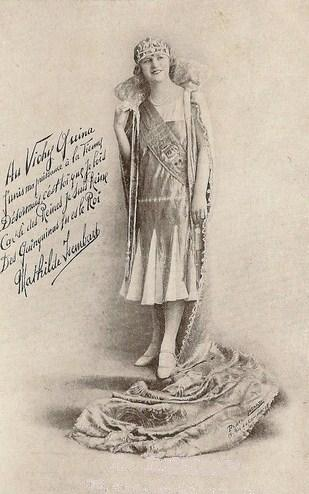
En 1926, la Reine des Reines de Paris Mathilde Isembart pose pour l'apéritif Vichy Quina.

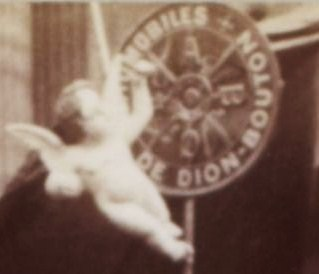
La marque De Dion-Bouton fait sa publicité en haut d'un des mâts du char automobile électrique de la Reine des Reines de Paris pour la rive droite 1903.

La publicité cherche à s'infiltrer tôt dans le Carnaval de Paris sous la forme des chars réclames se joignant aux cortèges du Bœuf Gras et de la Mi-Carême.
« Le Triomphe », char automobile électrique construit par la maison De Dion-Bouton, sur lequel défile en 1903 la Reine des Reines de Paris pour la rive droite Marie Missiaux, porte plusieurs mâts. En haut d'un de ceux-ci se tient un angelot sculpté montrant un disque emblème de la marque. Il est écrit dessus, en grands caractères majuscules : « AUTOMOBILES DE DION-BOUTON ».
Cinq années plus tard, pour la Mi-Carême 1908, De Dion-Bouton s'associe aux pneumatiques Michelin pour faire défiler à Paris un char monumental de Bibendum et de Dion Bouton.
La publicité va aussi tendre à associer la Mi-Carême elle-même avec ses messages.
Ainsi, en 1921, le grand magasin parisien Au Bon Marché édite deux cartes-postales publicitaires à l'effigie d'Yvonne Béclu, Reine des Reines de Paris 1921, où est précisé qu'il a offert la tenue royale.
En 1926, Mathilde Isembart, Reine des Reines de Paris 1926, pose pour une carte-postale publicitaire de l'apéritif Vichy Quina, un vin de quinquina alors célèbre en France.
À côté de sa photo en tenue royale apparaît un quatrain manuscrit :
Au Vichy Quina

J'unis ma puissance à la Tienne

Désormais, c'est toi que je bois

Car si des Reines je suis Reine

Des Quinquinas tu es le Roi

Mathilde Isembart
Quand Auguste Sabatier, homme politique et boucher, préside à l'organisation du cortège de la Mi-Carême en 1927, celui-ci compte un char du Bœuf Gras. Il porte un bœuf de sa boucherie, comme le précise une inscription bien visible sur le char. L'année d'après, le char du Bœuf Gras de la Mi-Carême est affublé d'une tonitruante publicité pour Auguste Sabatier[source insuffisante].
L'organisation-même de la Mi-Carême parisienne est reprise par le commerce dans le cadre d'événements commerciaux. On peut voir, par exemple, en 1932, la foire-braderie organisée à Saint-Denis, juste après le jeudi de la Mi-Carême, dotée d'une Reine de la braderie avec ses demoiselles d'honneur. Un grand journal en parle. Et elles sont présentées aux autorités locales, exactement comme le sont habituellement les Reines des Reines de Paris et leurs demoiselles d'honneur aux autorités officielles à Paris.
En 1924, à Montélimar, on[Qui ?] intronise trois Reines du Nougat : Irène Bernard, Rose Mouyon et Marguerite Brun[source insuffisante]. En 1932, à Paris, la Ligue nationale pour la défense des fumeurs et des industries se rattachant au tabac fait élire, à l'issue de son troisième congrès, une Reine des tabacs : Mademoiselle Capoulade. Et à Plougastel-Daoulas, on élit, à une date indéterminée, une Reine des Fraises. Ce titre existe encore en 2012 dans au moins deux communes françaises : Bièvres, où Clara a été élue Reine des Fraises au cours de la 87e Fête des Fraises, et Woippy, où Djelyssa Dorschner a été élue 82e Reine des Fraises.

### Disparition de la fête des blanchisseuses

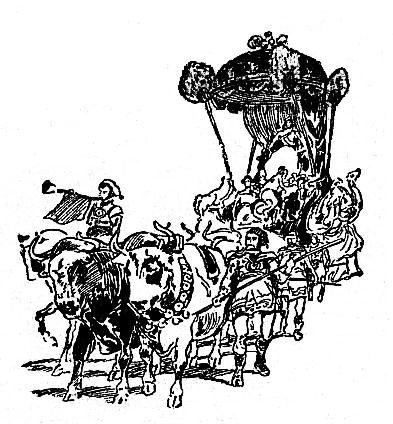
Le char de Lucie Le Péru, Reine des Reines de Paris 1902 pour la rive gauche.

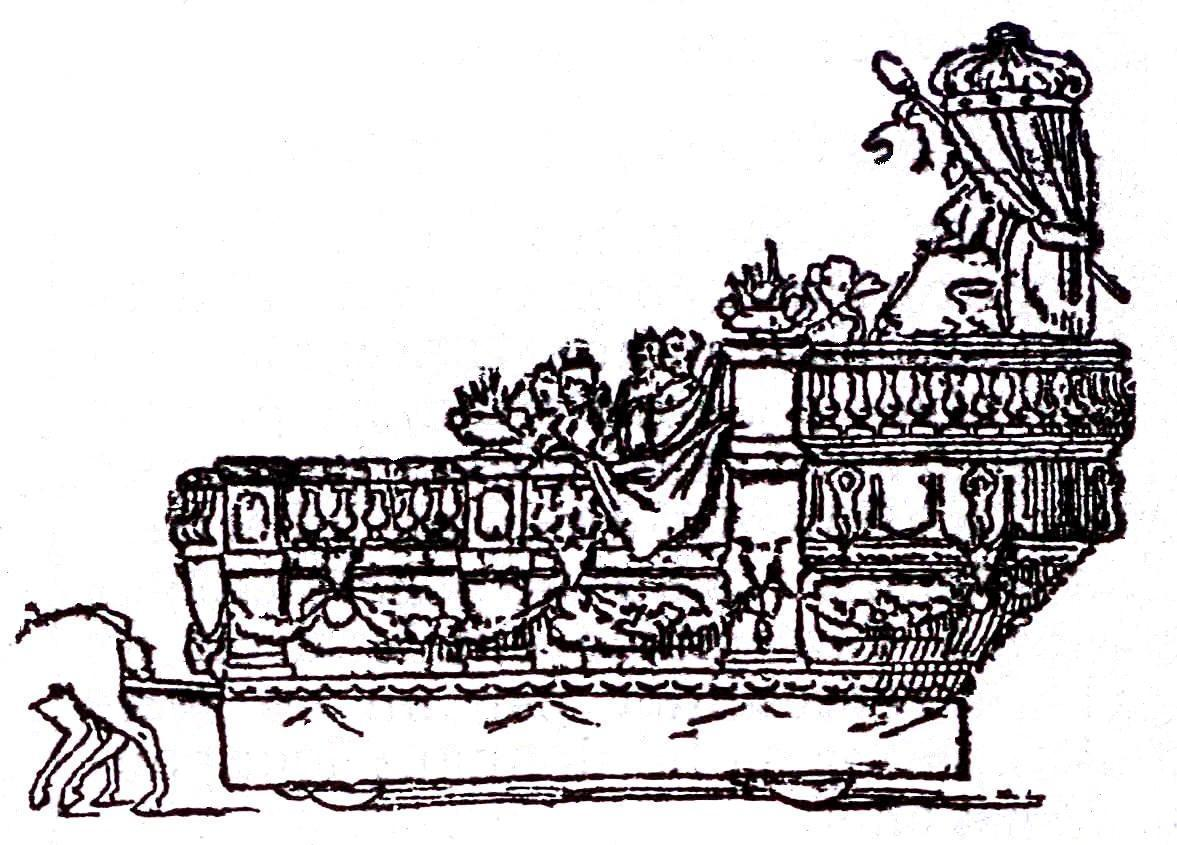
Le char d'Eugénie Petit, Reine des Reines de Paris 1893.

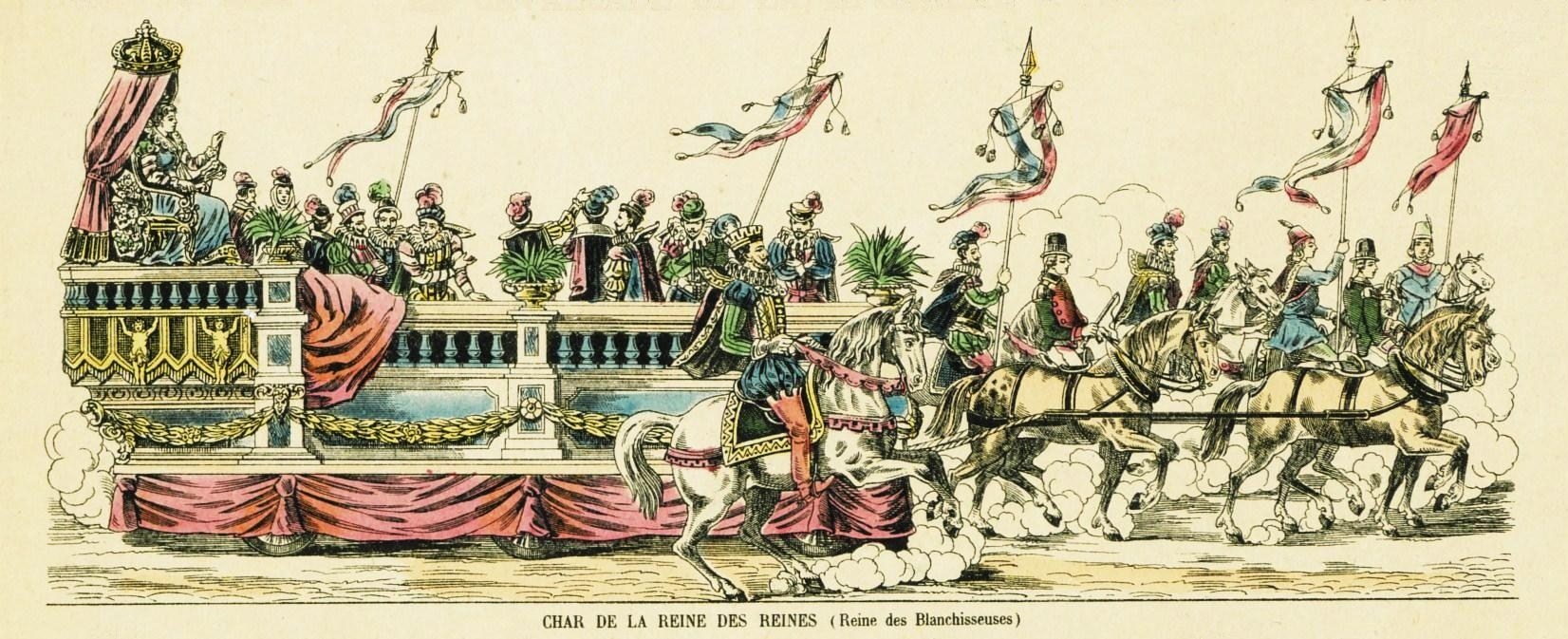
Le char de Marie Bonhomme, Reine des Reines de Paris 1894.

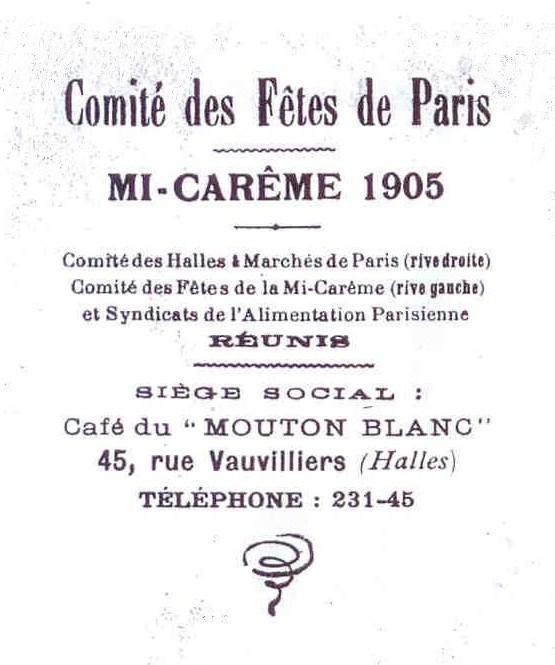
En-tête des lettres du Comité des Fêtes de Paris préparant les festivités de la Mi-Carême 1905.

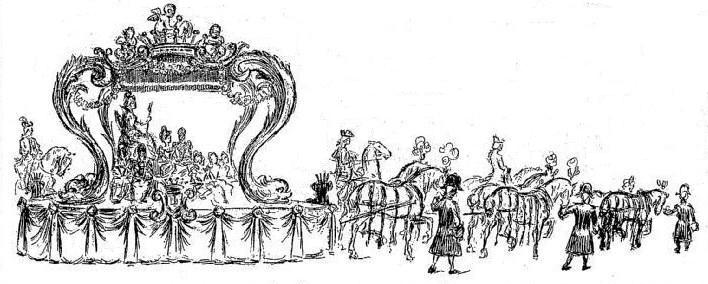
Le char de Marie-Louise Grimm, Reine des Reines de Paris 1895.

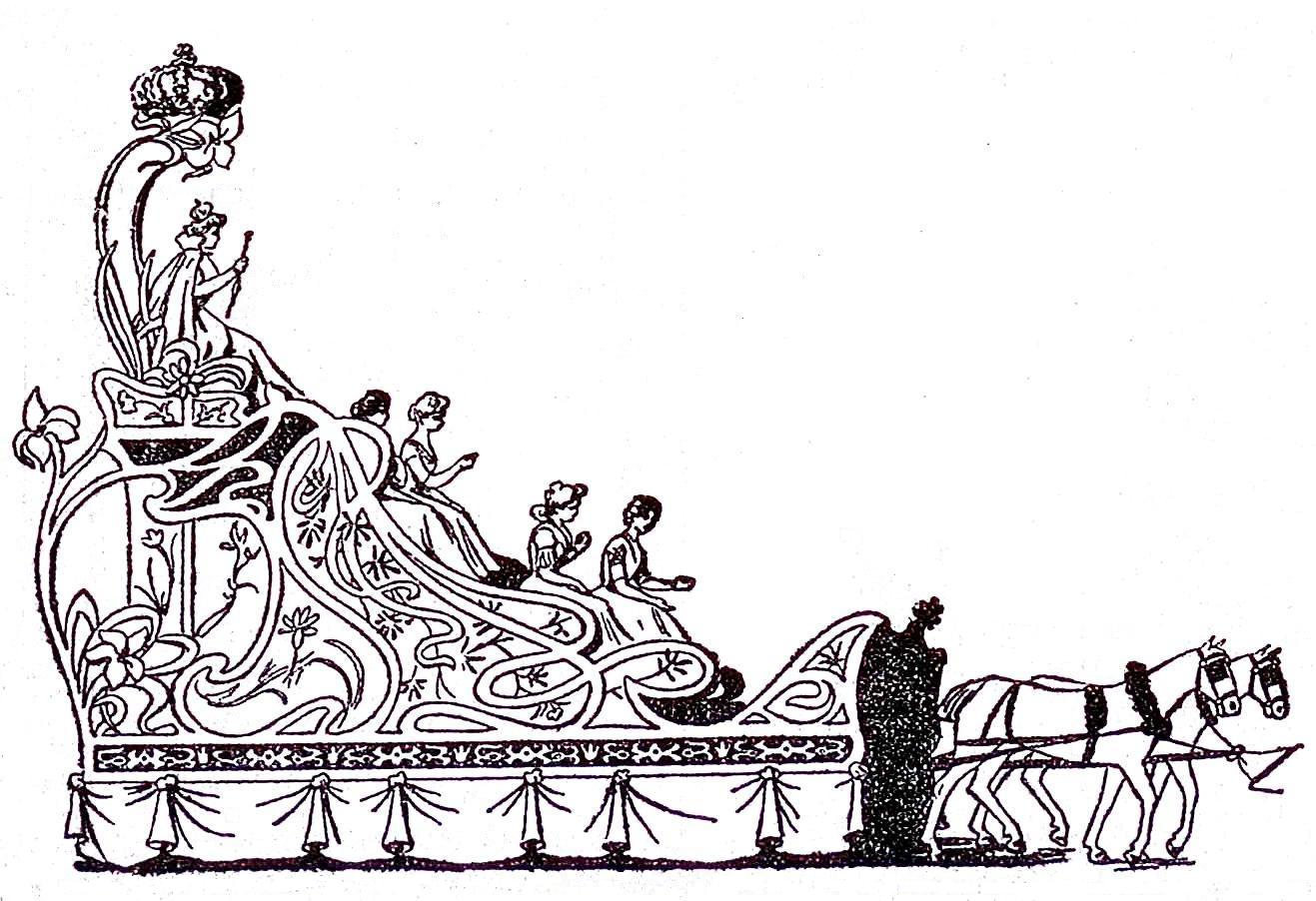
Le char de Berthe Roche, Reine des Reines de Paris 1902 pour la rive droite.

À partir de 1891, des hommes, les maîtres de lavoirs, vont priver les femmes, les blanchisseuses, de leur fête.
Le prétexte invoqué – comme toujours en pareil cas les adversaires avancent masqués – sera l'efficacité et l'amélioration de la fête. Il y aura aussi l'argent, grâce auquel on récompensera, on fera plus beau, etc.
Et aussi le mensonge, qui consiste à dire que la chose qu'on veut organiser c'est la même fête « améliorée ».
Le nom est le même, le conserver est rentable, incontournable, mais le but est différent.
Ce n'est plus une fête c'est un spectacle.
La création d'un somptueux char de parade accompagné par une escorte de prestige et d'un manteau de cérémonie pour la Reine des Reines participera de cette prise de contrôle de la Fête des Blanchisseuses par les maîtres de lavoirs. Le manteau, d'ailleurs, semble être toujours resté la propriété des organisateurs et non de la Reine des Reines. C'est ce qui paraît ressortir à la lumière d'un procès survenu en 1914 : la Reine des Reines ayant choisi de conserver son manteau en vue de le porter par la suite à son mariage, les organisateurs de l'époque – le Comité des Fêtes de Paris, – poursuivent la jeune fille en justice pour le récupérer. Finalement, ils perdent leur procès.
Dans les années qui suivent 1891 une rivalité éclate entre les lavoirs, halles et marchés.
Excepté une certaine Madame Massot, présidente de l'association la Renaissance des Halles, seuls des hommes dirigeaient les halles et marchés parisiens. Les marchés s'emparent de la fête à partir de 1895. Puis ils sont éliminés par le commerce parisien représenté par le Comité des fêtes de Paris – organisme privé, créé en 1901, – qui leur succède en 1903.
Le Comité des fêtes de Paris à partir de 1921 se révèle incapable de gérer ce qui reste de la fête des blanchisseuses. Il discute même de l'idée de déplacer la Mi-Carême à un autre moment de l'année situé en dehors de la période traditionnelle et où le temps serait plus doux. Après diverses innovations douteuses, la fête disparaît dans les années 1930.
Elle est alors encore vivante dans les écoles. Un témoin, né en 1929, se souvient[pertinence contestée][source insuffisante] que dans les écoles du 13e arrondissement qu'il a fréquenté enfant, un repas costumé était organisé à la Mi-Carême. Les enfants s'inventaient leurs propres costumes, défilaient dans le quartier, couraient dans la cour de récréation, formaient des groupes, jouaient à chat-perché ou à se faire peur. Par ailleurs Mardi gras était également fêté.
À la Mi-Carême défile encore un grand cortège le 28 mars 1946 et des cortèges d'enfants sur les Champs-Élysées dans les années 1950.
Après sa disparition, la grande fête des femmes est littéralement effacée de la mémoire collective[réf. nécessaire]. Dans les livres on[Qui ?] n'en trouve aucune trace[réf. nécessaire]. Ceux qui l'ont conduit à disparaître ont cherché ensuite à en effacer le souvenir[Interprétation personnelle ?].
À Paris, on[Qui ?] se souvient quand même un peu de la Mi-Carême, mais la fête des blanchisseuses est oubliée[Interprétation personnelle ?]. C'est seulement en 2008 que commence sa renaissance, et en 2009 défile à nouveau un cortège de la Fête des Blanchisseuses.

### Une fête sœur en Allemagne

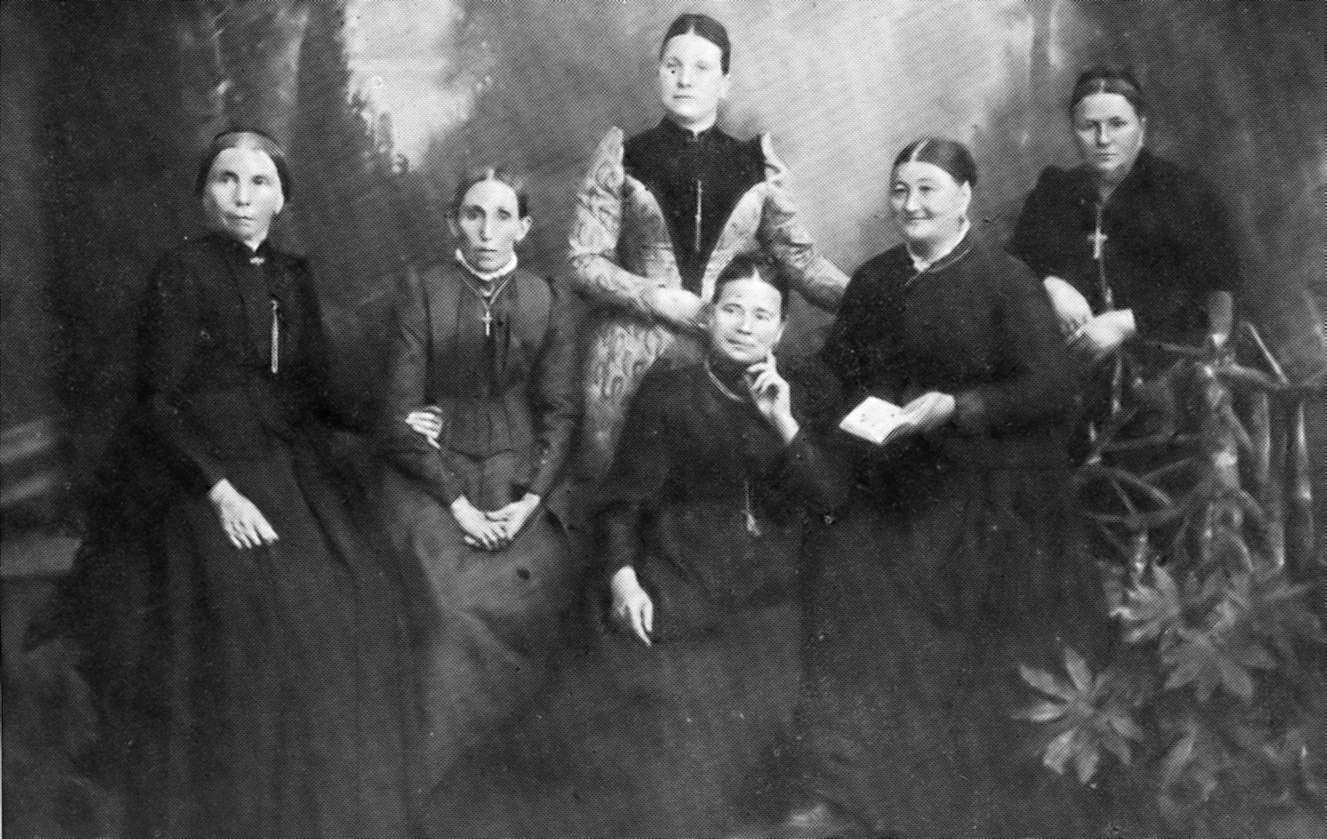
Le « Beueler Damenkomitee von 1824 » (Comité de 1824 des dames de Beueler) photographié vers 1900.

Beueler quartier de la ville de Bonn en Rhénanie était fameux pour ses blanchisseries depuis le XVIIIe siècle. En 1902 existaient encore 92 blanchisseries à Beueler.
Se déroulant au moment du Carnaval à Beueler existe une fête des blanchisseuses.
Les blanchisseuses ont créé en 1824 leur fête et son comité d'organisation : le « Beueler Damenkomitee von 1824 » (Comité de 1824 des dames de Beueler). C'était l'année d'après la naissance du grand Comité du Carnaval de Cologne, ville proche de Bonn.
Depuis 1958 est élue à Beueler à l'occasion de la fête une « Wäscherprinzessin (princesse des blanchisseuses) ». La première se nommait Maria Balzer.
Cette fête des blanchisseuses de Beueler où les femmes s'affirment face au pouvoir masculin a donné naissance à la tradition allemande du « Weiberfastnacht » ou « Weiberfasching » (appelée en Kölsch, dialecte de Cologne et ses environs : « Wieverfastelovend »).
Il s'agit du jour du Carnaval où les femmes s'arment de ciseaux et coupent les cravates des hommes.
Cette fête d'affirmation féminine rappelle la tradition du Hirtzag[réf. nécessaire] qui existait encore, vers 1900, au moment du Carnaval dans la ville de Mulhouse.

### Une tradition bolivienne présente à la Mi-Carême à Paris 2015

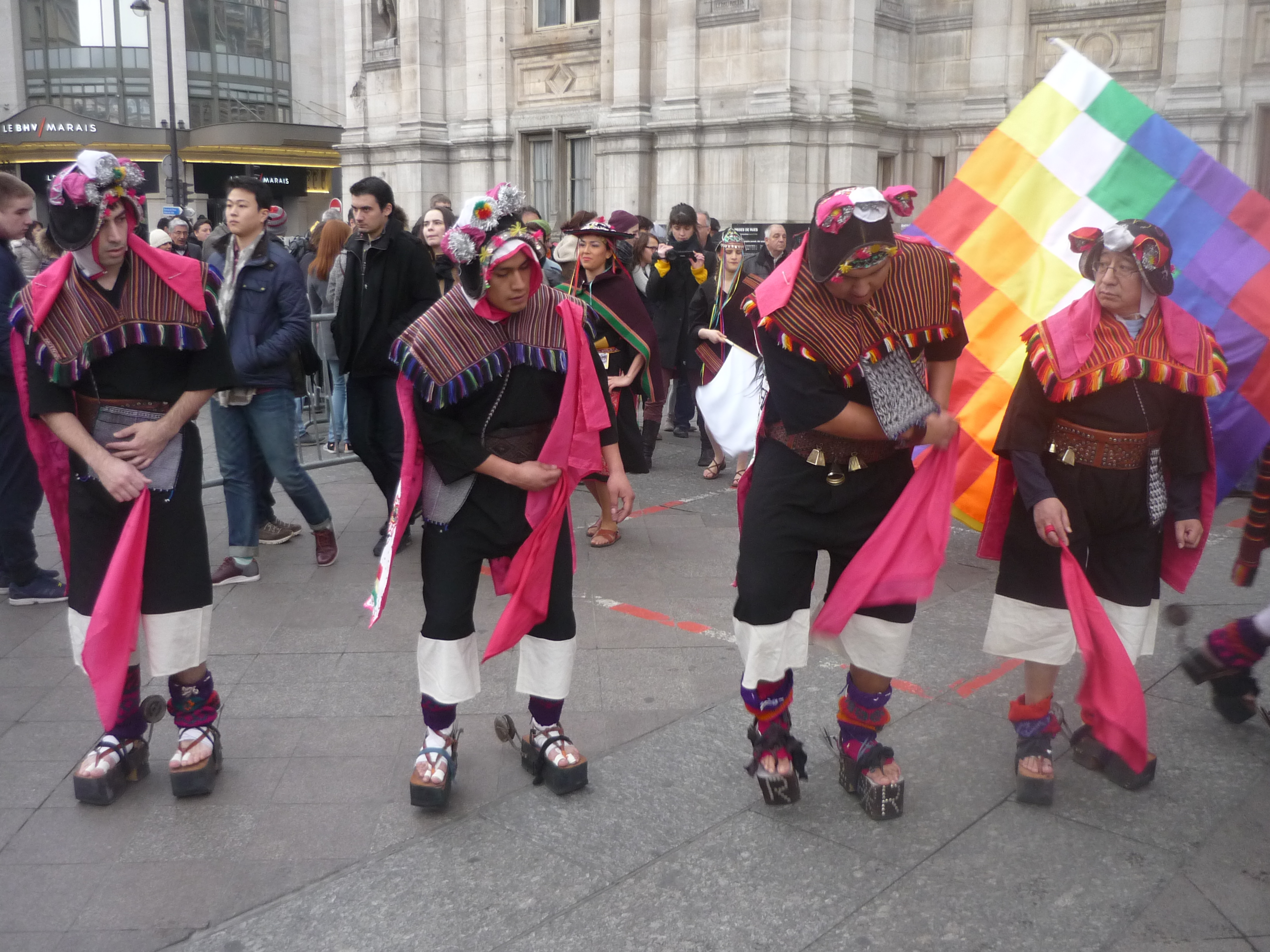
« Pujllay » fêté à Paris, place de l'Hôtel-de-Ville, au Carnaval des Femmes 2015.

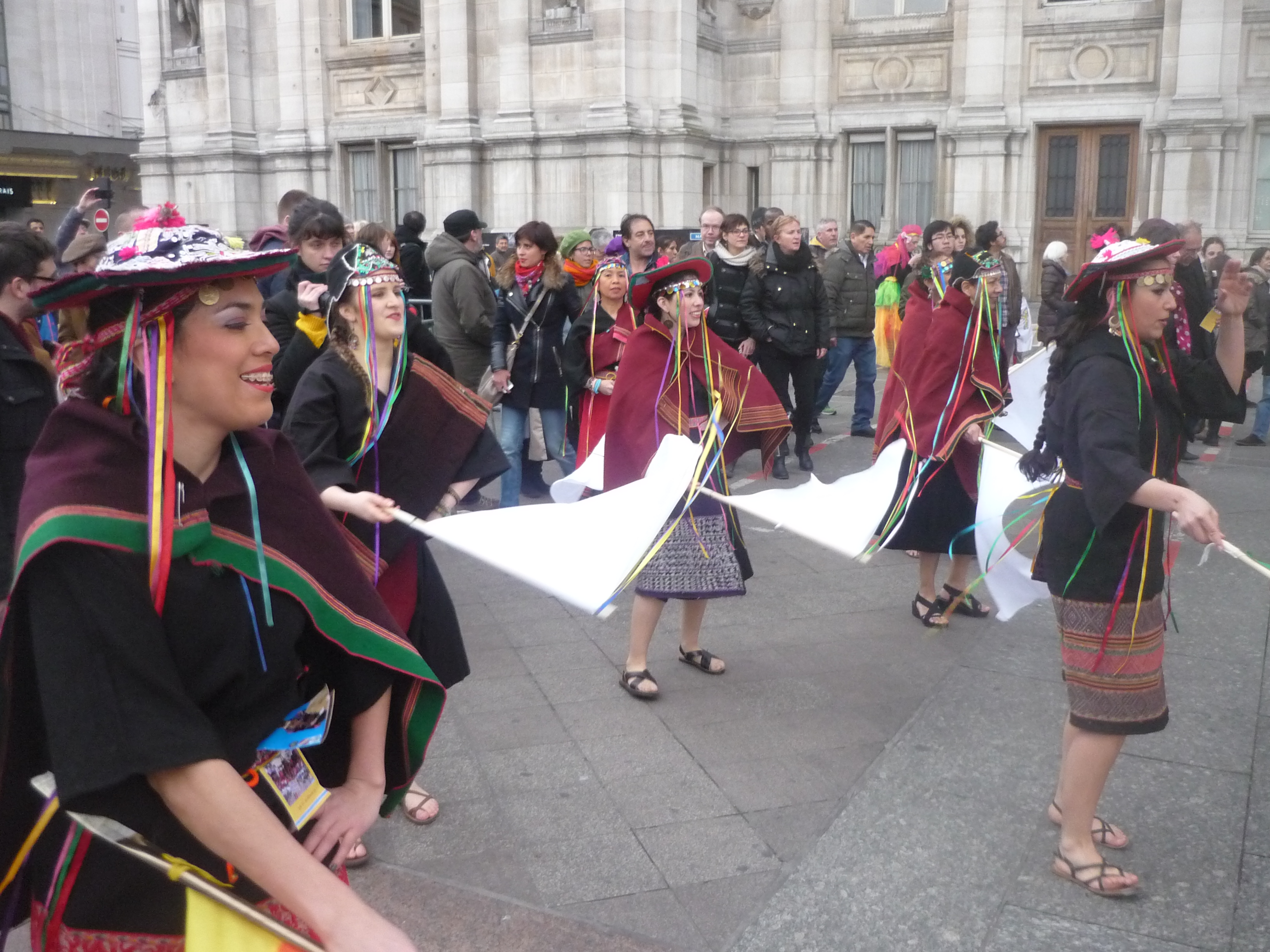
« Pujllay » dansé devant l'Hôtel de ville de Paris, au Carnaval des Femmes 2015.

Une fête traditionnelle de la communauté indienne Yampara de Bolivie : « Pujllay et Ayarichi », a été inscrite en 2014 par l'UNESCO sur la liste du patrimoine immatériel de l'Humanité. Le certificat de cette inscription a été porté au village de Tarabuco le jour de la fête de Pujllay, le 15 mars 2015.
À Paris, le même jour, « Pujllay et Ayarichi » ont été dansés par des Boliviens de Paris au 7e Carnaval des Femmes, Fête des Blanchisseuses 2015. Les Boliviens ont dansé tout le long du parcours, depuis la place du Châtelet jusqu'à la place de l'Hôtel-de-Ville. Sergio Cáceres García, ambassadeur de Bolivie auprès de l'UNESCO, était présent à la fête[source insuffisante].

## Histoire de la fête

### AuXVIIesiècle: laTruie qui file

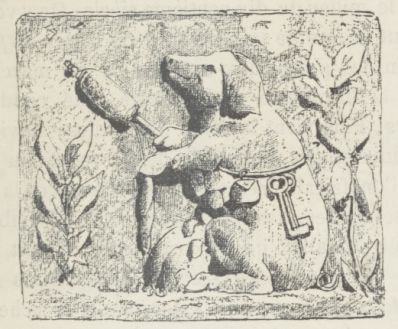
La Truie qui file enseigne du XVIe siècle.

Au XVIIe siècle, le jour de la Mi-Carême à Paris, dans le quartier de la Halle, se déroulent des festivités populaires autour d'une enseigne figurant une Truie qui file, située au numéro 24 rue de la Cossonnerie. Edmond Beaurepaire écrit à ce sujet en octobre 1902 :
C'était un petit bas-relief en pierre peinte, devant laquelle, le jour de la mi-carême, les garçons de boutique des environs, les apprentis, les servantes et les portefaix de la Halle se livraient à des folies, « souvenirs du paganisme », s'il faut en croire Jean Deslyons, un grave docteur en Sorbonne. Sauval nous dit quelles étaient ces « folies » : on forçait les apprentis nouveaux et les artisans de la Halle à venir embrasser cette truie, non sans avoir soin de leur cogner le nez contre la pierre, et, jusqu'à la nuit, ce n'étaient que danses, cris, mascarades et beuveries dans tout le quartier.
Cette enseigne, du XVIe siècle, est aujourd'hui au musée de Cluny.

### La Mi-Carême à Paris, au Palais Cardinal, mars 1656
On[Qui ?] lit dans le Grand dictionnaire universel du XIXe siècle, qu'à Paris, le jeudi de la Mi-Carême 26 mars 1656, Louis XIV participe à un jeu à cheval : il court la bague.
Jeu de bagues, Jeu d'adresse qui consiste à enfiler et à enlever, au galop d'un cheval avec une lance, une épée, un stylet ou un bâton, un ou plusieurs anneaux suspendus à un poteau : Le jour de la mi-carême, 26 mars 1656, Louis XIV voulut courre la bague dans le palais Cardinal. (Journ. inéd.)

### La Mi-Carême à Paris, place Royale, mars 1659

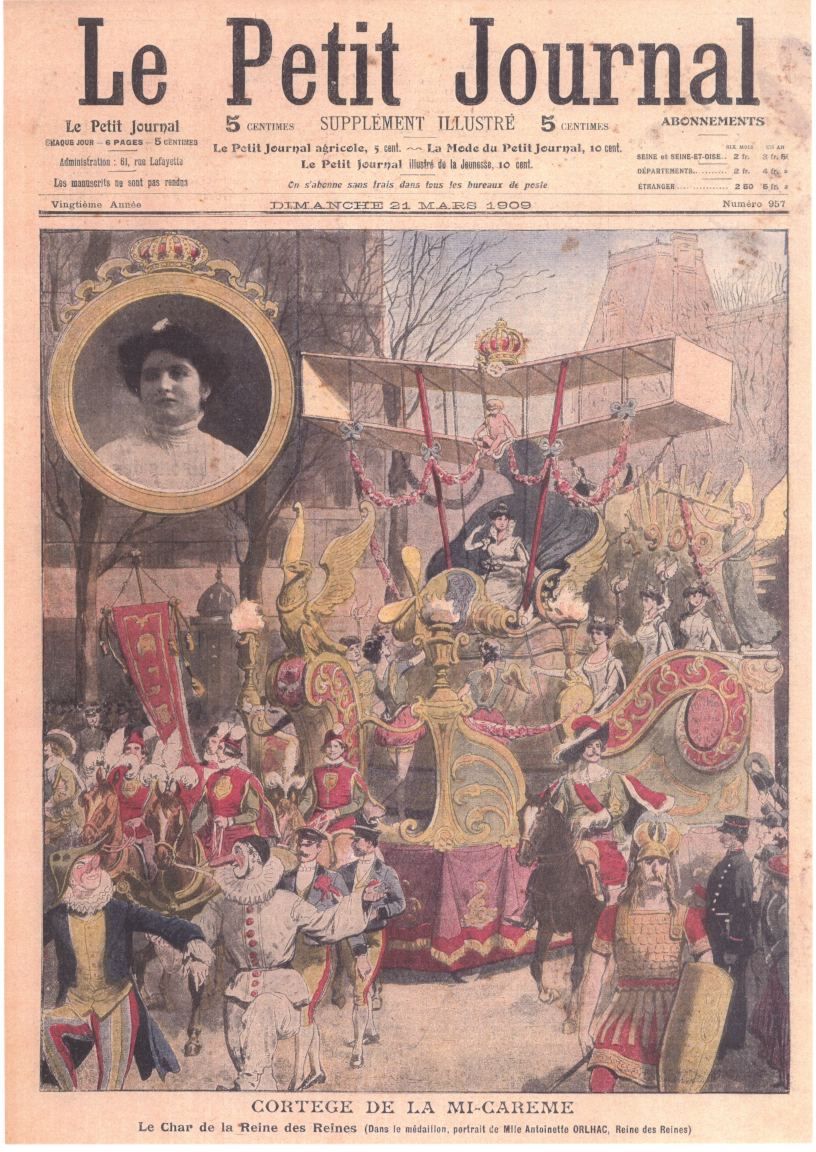
Le char d'Antoinette Orlhac, Reine des Reines de Paris 1909.

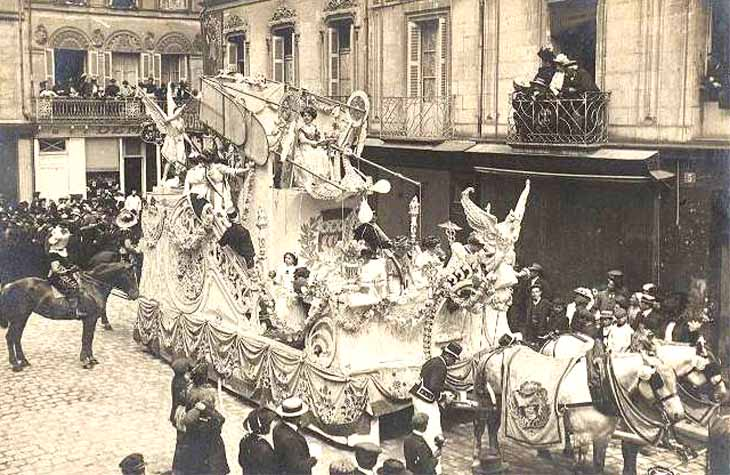
La Reine des Reines de Paris 1909 avec son char participant au défilé fleuri du 16 mai 1909 à Saumur.

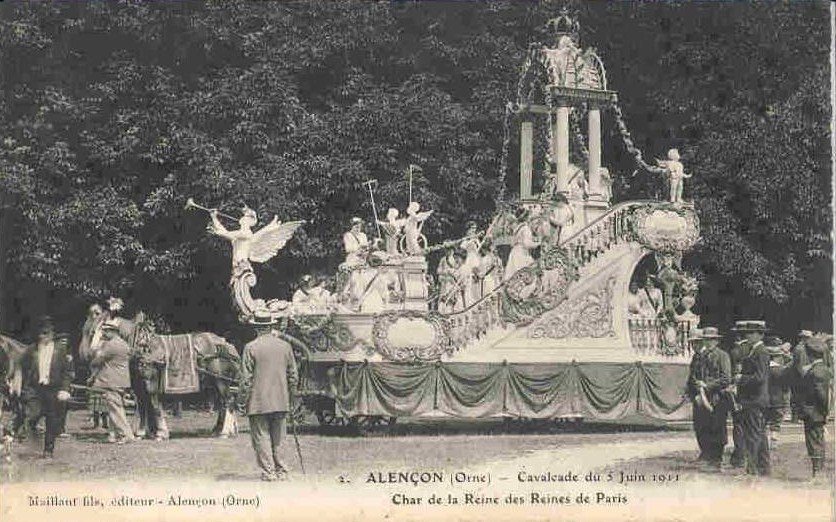
La Reine des Reines de Paris 1911 avec son char participant à une cavalcade le 5 juin 1911 à Alençon.

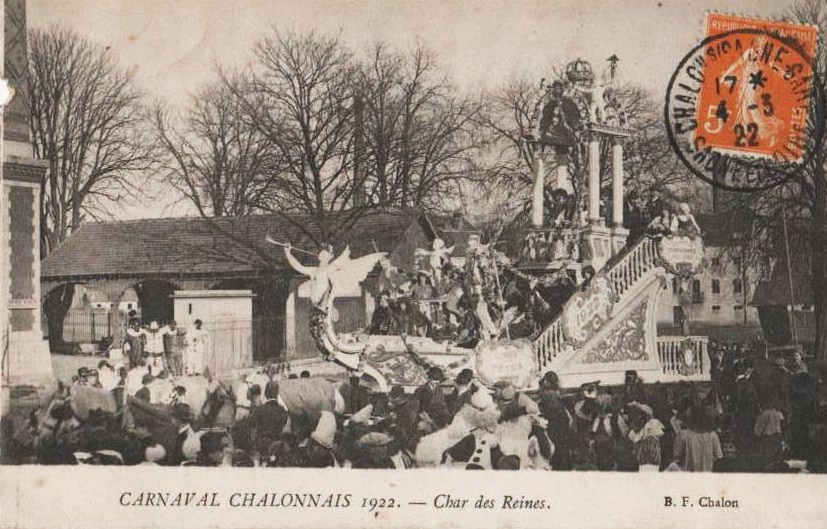
Le char de la Reine des Reines de Paris 1911 réutilisé pour les Reines du Carnaval de Chalon-sur-Saône en 1922.

### La Mi-Carême auXVIIIesiècle
La Mi-Carême parisienne est une fête féminine depuis, au moins, le XVIIIe siècle. On[Qui ?] en connaît une description de cette époque :
Les blanchisseuses s'élisent une reine et lui donnent un écuyer ; le maître de cérémonies ordinairement est un porteur d'eau. Le jour de la fête arrivé, la reine soutenue par son écuyer, se rend dans le bateau (le bateau-lavoir), où des ménétriers l'attendent. On y danse et c'est elle qui ouvre le bal. La danse dure jusqu'à cinq heures du soir ; les cavaliers font pour lors venir un carrosse de louage ; la reine y monte avec son écuyer ; et toute la bande gaie suit à pied ; elle va, avec elle, dans une guinguette pour s'y réjouir toute la nuit.

### Sans être nommée, la Mi-Carême est autorisée le 29 ventôse an VIII
Un rapport du baron Dubois, préfet de police, du 19 ventôse an VIII (9 mars 1800) indique qu'il est permis aux blanchisseuses, « tant dans leurs bateaux qu'ailleurs », de fêter le « 29 ventôse » (19 mars). C'est le jour de la Mi-Carême, qu'on évite de nommer dans le document,.

### La Mi-Carême en 1805
Il existe une description de cette fête en 1805. Ce document est conservé dans les Collections historiques de la préfecture de Police. Il s'agit d'une épave, pièce échappée à l'incendie de l'Hôtel de police de Paris en mai 1871. Ce texte a été en partie publié pour la première fois dans la brochure de Basile Pachkoff Proposition de rétablissement de la Fête de Paris, dite : Promenade du – ou des – Bœuf(s) gras. en février 1994 (première édition) et mars 1994. Il a été reproduit intégralement, par la suite, dans des publications à faible tirage distribuées dans le cadre de la renaissance du Carnaval de Paris :
Jeudi 21 mars 1805 30 Ventôse an 13
Dès le matin, la gaité s'est manifestée parmi les diverses classes du peuple.
Suivant un ancien usage, les blanchisseuses ont célébré la mi-carême, par des danses et des chants dans leurs bateaux.
Les garçons-bouchers (1) ont promené un enfant vêtu en amour, sur un char élégant, trainé par deux moutons d'une superbe race
Le char était environné de jeunes filles à cheval, en costume de bergères, parées de guirlandes de fleurs.
Un corps de musique et de tambours précédait le cortège.
Vendredi 22 mars 1805 1er Germinal an 13
Les bals ont duré toute la nuit du jeudi au vendredi.
Les ouvriers ont encore été réunis toute la journée du vendredi
Le bal de l'opéra a été nombreux et a produit 9.300f
L'ordre et la gaité ont régné partout.
(1) Les garçons-bouchers étaient à cheval en grand costume de bergerie.

### L'enterrement des roses en 1830
A Paris, dans les bals de la mi-carême, à la fin des plaisirs de l'hiver, toutes les danseuses se donnent aussi le mot pour enterrer les roses : elles doivent avoir toutes une robe de satin rose, avec une triple jupe de tulle rose, relevée de chaque côté par de grosses roses mousseuses ; au corsage, aux manches, aux coiffures, la même fleur domine : à deux heures du matin, on détache toutes ces roses qui, réunies dans de vastes corbeilles, ornent la table du souper ; après le souper, on les vend au profit des pauvres, et l'enterrement des roses vient au secours des vivants.

### Une reine des blanchisseuses héroïne de théâtre en 1830
En 1830 est donné au théâtre de l'Ambigu-Comique Tristine, une parodie en trois actes de Jules, dont l'héroïne est une reine des blanchisseuses du village de Chaillot.

### Les reines de 1830 à 1860

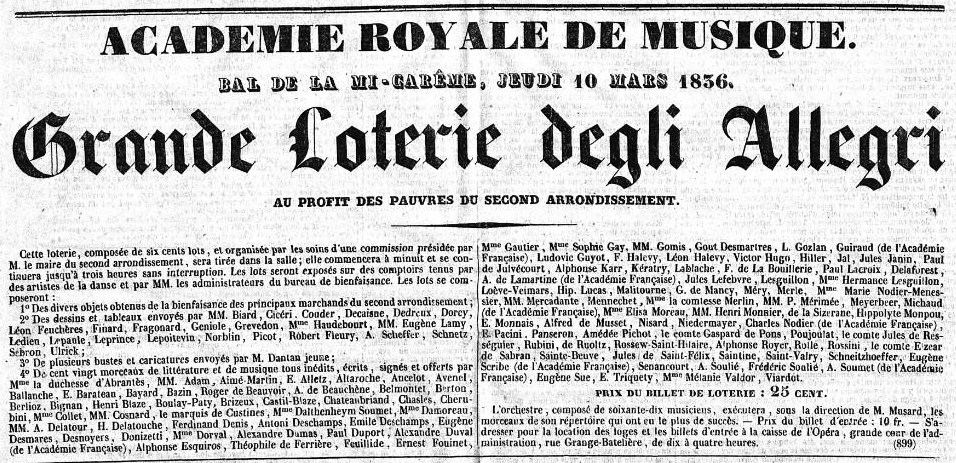
Annonce dans le Journal des débats du bal de l'Opéra et d'une loterie organisée pour le jeudi de la Mi-Carême 10 mars 1836.

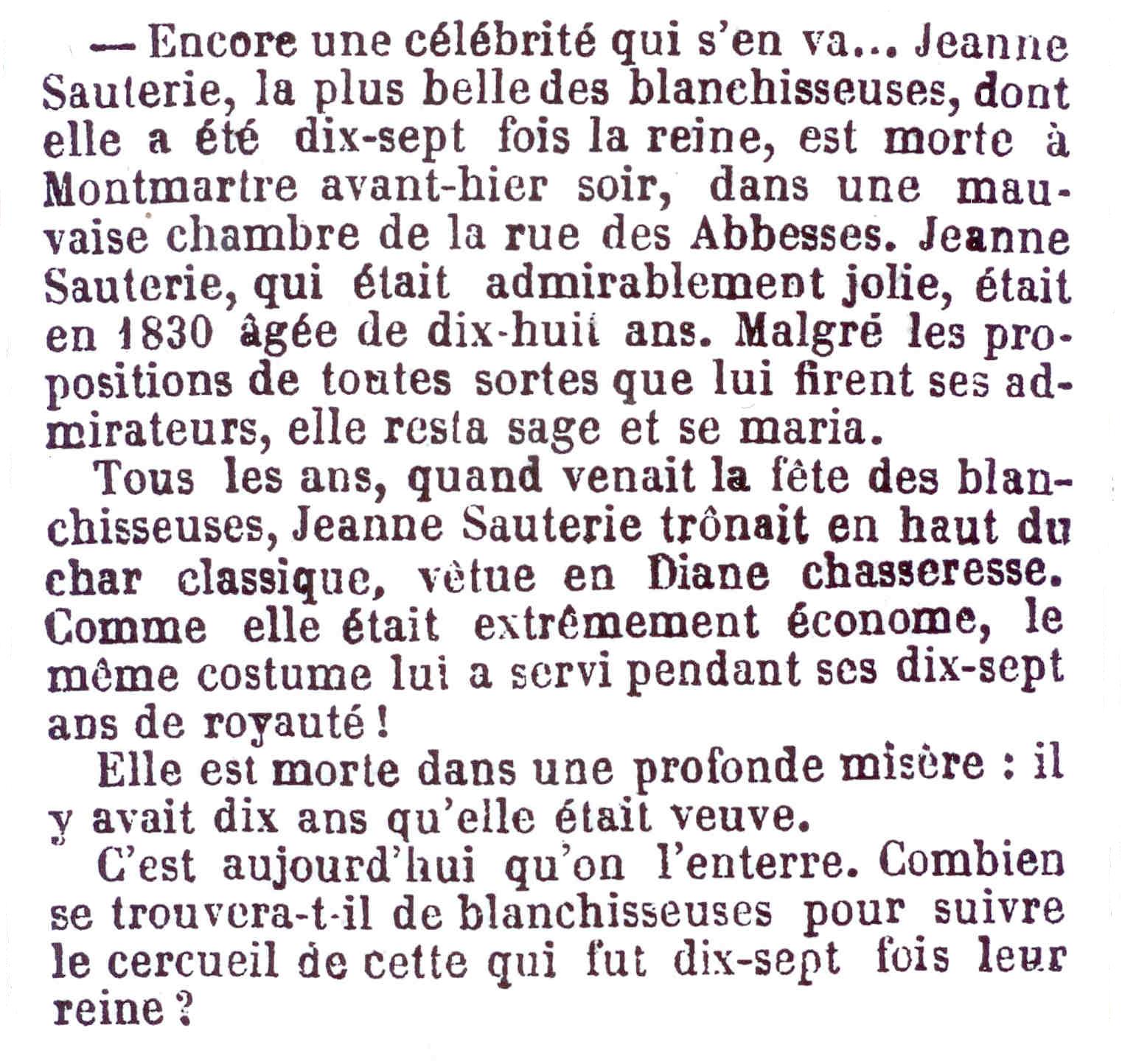
Le Rappel, 23 novembre 1871.

Les blanchisseuses élisent leur reine pour la Mi-Carême. Nous[Qui ?] connaissons les noms de quelques-unes d'entre elles.
Un article du journal Le Rappel, du 23 novembre 1871, fait l'éloge posthume de Jeanne Sauterie, « la plus belle des blanchisseuses, dont elle a été dix-sept fois la reine » :

« Jeanne Sauterie, qui était admirablement jolie, était en 1830 âgée de dix-huit ans. Malgré les propositions de toutes sortes que lui firent ses admirateurs, elle resta sage et se maria.
Tous les ans, quand venait la fête des blanchisseuses, Jeanne Sauterie trônait en haut du char classique, vêtue en Diane chasseresse. Comme elle était extrêmement économe, le même costume lui a servi pendant ses dix-sept ans de royauté ! »

Cet article indique donc que Jeanne Sauterie est la reine des blanchisseuses de 1830 à 1847.
Elle ou tout au moins sa fonction paraît avoir inspiré la scène parisienne durant cette période : le 25 septembre 1838 au Théâtre des Variétés on[Qui ?] donne pour la première fois une pièce intitulée La Reine de Blanchisseuses, œuvre de Rougemont, Hennery et Granger.
En 1895, Les Annales politiques et littéraires, revue populaire paraissant le dimanche donne d'autres noms, certains contradictoirement à la longue royauté de Jeanne Sauterie :

« La plus ancienne reine dont l'histoire fasse mention était Marie Gaupin, qui dut à son haut rang passager, d'être remarquée par un homme du monde, dont elle accepta les hommages. Deux ans après, Marie Gaupin s'asphyxiait dans un taudis de la rue Serpente. La reine de 1845, Blanche Chassa, eut des malheurs d'un autre genre. Elle se laissa séduire par un garçon blanchisseur qui, entre-temps, occupait ses nuits à chiper les bourses des passants attardés. Il finit par « mourir subitement » par la main de « Monsieur de Paris ». Blanche lui survécut peu. Elle devint folle et mourut à la Salpêtrière.
Une fluxion de poitrine enleva successivement la reine de 1848, Aurélie Vioux, et la reine de 1849, dont le nom est oublié. Annette Leduc, qui fut reine trois années de suite, en 1850, 1851 et 1852, s'asphyxia, suivant les uns, et, suivant les autres, mourut de la poitrine. La reine de 1853, Marguerite Fauchon, quitta le battoir pour les planches. Sous le nom de Louise de Chamerau, elle débuta au Palais-Royal. On lui trouva de la beauté et on remarqua ses diamants.
Quelques mois après, désespérée des dédains d'un de ses camarades, elle s'habille comme au temps où elle était simple ouvrière, se dirigea vers la Chapelle, gagna le canal et s'y laissa choir. On ne la retrouva que le lendemain. La reine de 1860 se noya par accident dans la Marne !… »

Un journal de l'année précédente, La Justice, donne les mêmes noms et ajoute : « Plus heureuses, les autres reines n'ont pas d'histoire. » Ce qui signifie que si elles ne connaissent pas un sort tragique relevant de la rubrique des faits divers, elles ne méritent pas qu'on leur accorde de l'attention. C'est un point de vue.

### Carnaval et Mi-Carême vus par Charles Baudelaire en 1859
En 1859 pour critiquer la photographie Charles Baudelaire fait référence au Carnaval de Paris, aux bouchers de la Promenade du Bœuf Gras et aux blanchisseuses de la Mi-Carême :
« Puisque la photographie nous donne toutes les garanties désirables d’exactitude (ils croient cela, les insensés !), l’art, c’est la photographie. » À partir de ce moment, la société immonde se rua, comme un seul Narcisse, pour contempler sa triviale image sur le métal. Une folie, un fanatisme extraordinaire s’empara de tous ces nouveaux adorateurs du soleil. D’étranges abominations se produisirent. En associant et en groupant des drôles et des drôlesses, attifés comme les bouchers et les blanchisseuses dans le carnaval, en priant ces héros de vouloir bien continuer, pour le temps nécessaire à l’opération, leur grimace de circonstance, on se flatta de rendre les scènes, tragiques ou gracieuses, de l’histoire ancienne.

### La Mi-Carême en 1863

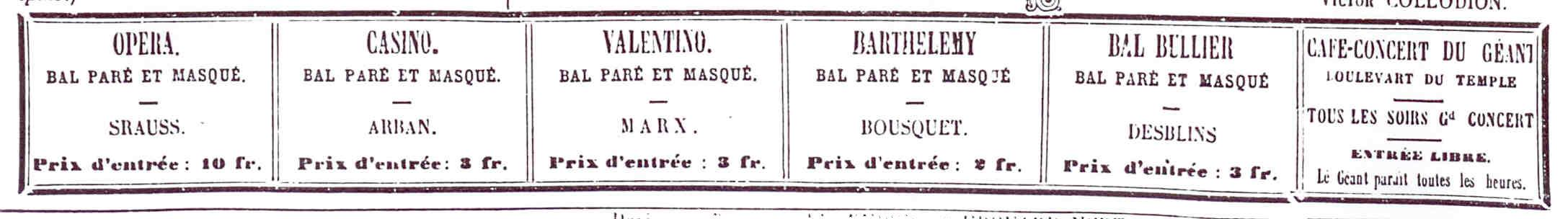
Annonces de bals parés et masqués pour le jeudi de la Mi-Carême 12 mars 1863.

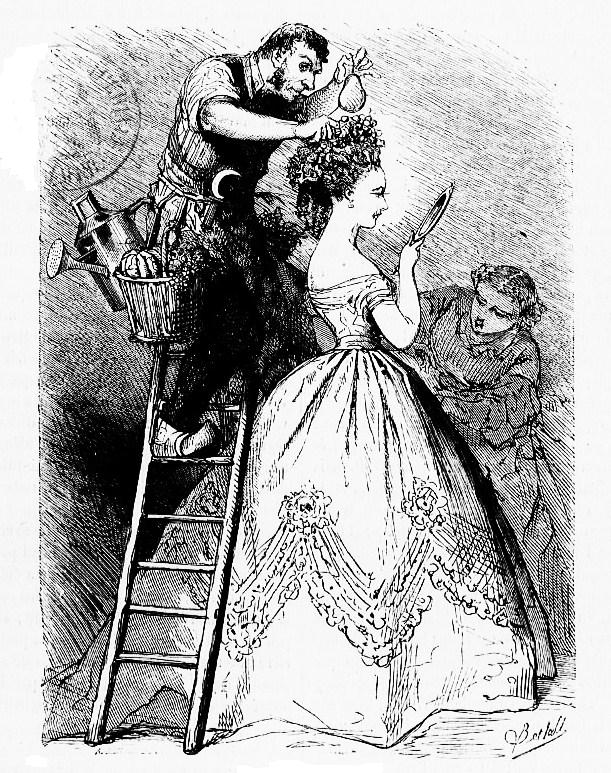
Caricature de Bertall : le Jardinier-Coiffeur ornant de fruits la tête de sa patronne pour la Mi-Carême 1863.

Un auteur qui signe son texte Jean Cabochard écrit :
Adieu beau Carnaval !!
C'est aujourd'hui jeudi ; le traditionnel cornet à boucquin retentit : les oreilles timides se bouchent.
La foule envahit les boulevards ; le défilé de masques va commencer.
Le jeudi de la mi-carême, c'est le véritable mardi gras.
C'est le jour où circulent les cortèges les plus grotesques, les chars les plus somptueux.
Les promeneurs se divisent en deux catégories :
L'une, qui regarde.
L'autre, qui se fait regarder.
Et tout le monde est content, tout le monde s'amuse !…
C'est la fête des blanchisseuses…
Elles sont toutes là, fringantes et joyeuses, et faisant parade de leurs plus beaux atours.
Tous les lavoirs sont brillamment représentés : leurs bannières constellées d'étoiles d'or flottent au vent.
La réclame est également de la fête : les grands magasins de Paris se rappellent à leurs clients par d'ingénieux attraits.
– On fait des crêpes aussi, et mardi gras, qui est parti, n'en a pas.
Le carnaval est mort…. Vive la mi-carême !

### La Mi-Carême en 1864
Deux éléments intéressants à relever ici. À l'époque la messe fait partie de la journée de fête de la Mi-Carême. Et la pluie battante n'arrête pas les fêtardes :
—La pluie presque continuelle qui avait signalé la journée et la soirée d'hier, a redoublé aujourd'hui de grand matin. Cela n'a pas empêché les reines choisies dans les lavoirs et les blanchisseries, de se rendre en grand équipage à la messe et de faire ensuite leur promenade sur les boulevards, dont l'aspect était assez triste, sous l'influence d'une pluie battante.

### Description de l'élection des reines en 1868

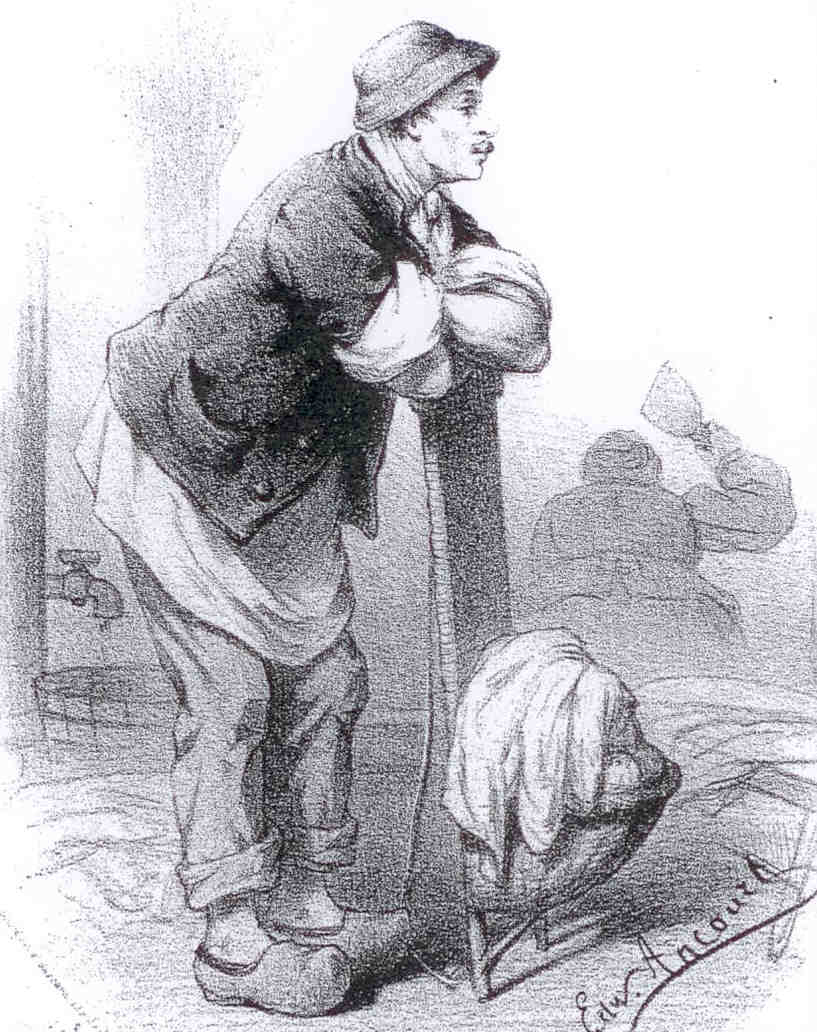
Garçon de lavoir ou porteur d'eau, dessin d'Edward Ancourt.

En 1868, Timothée Trimm explique comment une blanchisseuse devient reine de son lavoir ou bateau-lavoir :
Si chaque lavoir a sa souveraine, il s'ensuit que nous pourrons compter des reines par centaines, dans ce Paris d'aujourd'hui tout plein de gens en habits de fêtes.
Et j'ai appris comment l'élection se faisait généralement.
On ne vote pas, on complote, on convient à l'avance, dans un lavoir, quelle sera la souveraine de la Mi-Carême.
Il y a souvent 100, 120 et 150 lavandières dans un lavoir ; on voit que le choix parmi les postulantes ne manque pas...
Un beau matin, quinze jours avant la Mi-Carême, une jeune laveuse arrive à sa place.
Et voit un bouquet déposé dans son modeste baquet !...
C'est le signe de son avènement prochain ; c'est la marque qu'elle a été choisie dans son lavoir ou bateau de blanchissage... pour représenter gracieusement la communauté.
On rit, on chante, on danse le soir à son heureux avènement.
Les pratiques elles-mêmes sont souvent invitées à ces fêtes où règne une aimable gaieté.
La Reine choisit son Roi, et le jour de la Mi-Carême, c'est ce monarque bénévole qui la vient chercher pour la conduire en pompe dans Paris.
Devant chaque Reine flotte la bannière de la localité qu'elle représente.
Je viens de voir passer la bannière portant Lavoir Bellefonds, la Reine est fraîche comme un linge fin, elle a les yeux plus ressemblants au saphir que le bleu qu'elle emploie à certains blanchissages.
Il apparaît donc que la reine est cooptée, élue par une sorte de comité restreint et non sujette aux suffrages d'une assemblée. Ce qui changera par la suite.
Ici la reine choisi son roi. Comme il n'y a pratiquement pas d'hommes dans le lavoir, il arrive aussi que d'office un porteur d'eau ou le patron du lavoir soit couronné.
Le Gaulois écrit le mardi 23 février 1869 :
Que d'ambitions satisfaites dans la journée d'hier ou bien qui le seront dans celle de jeudi prochain ! Plus de cent royautés vacantes auxquelles il a été pourvu.
Rien de la politique bien entendu : ce sont les sociétés de blanchisseurs, les bateaux (les bateaux-lavoirs) et les lavoirs qui ont fait leurs élections en vue de la mi-carême et qui ont fixé les cotisations et organisé leur journée de plaisir.
Après 1870 des problèmes internes aux bouchers parisiens, l'affaire Mathurin Couder, font disparaître pour longtemps le cortège de la Promenade du Bœuf Gras.
Seule restent en lice les cortèges informels (celui du Moulin Rouge, par exemple, qui défile pour le Mardi Gras et la Mi-Carême 1892)[source insuffisante] et bien sûr[pourquoi ?] les cortèges des lavoirs.

### Le linge «emprunté» pour se costumer en 1870

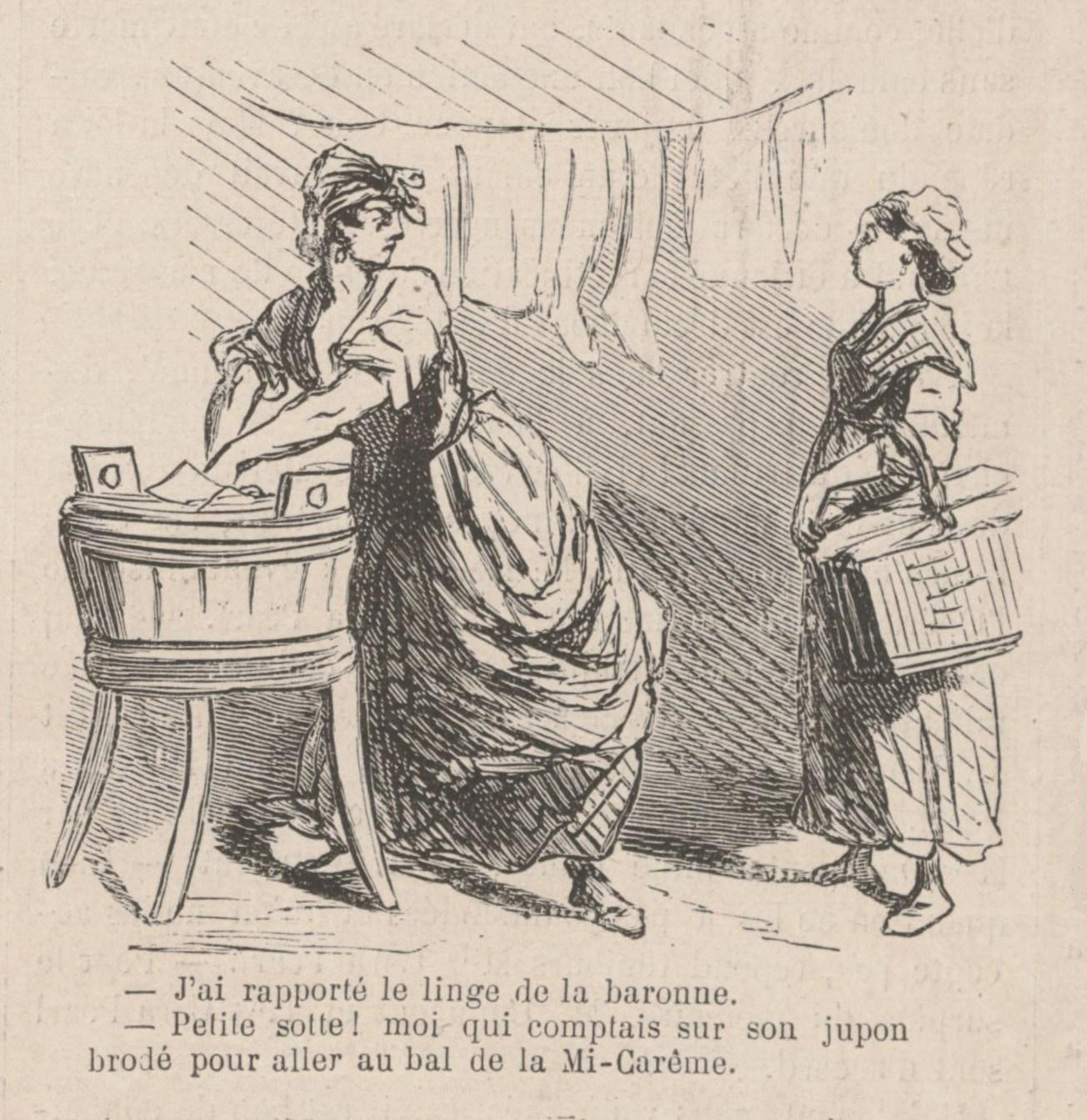
Dessin de Cham paru en 1868, à propos de l'emprunt du beau linge par les blanchisseuses pour se costumer à la Mi-Carême.

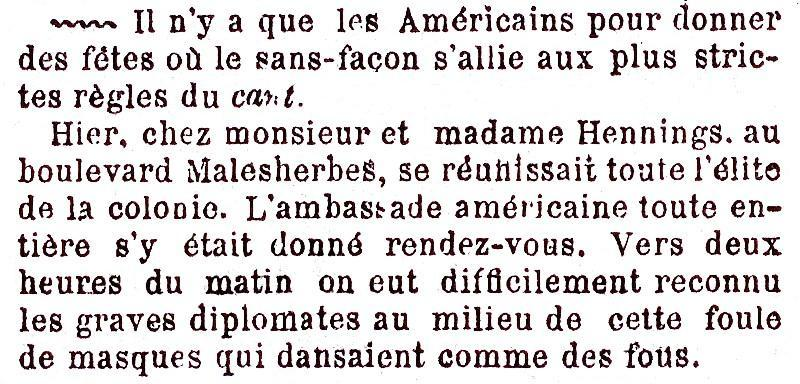
La colonie américaine de Paris fête la Mi-Carême 1870.

Un article de presse du 26 mars 1870 parle du costume festif des blanchisseuses :
La Mi-Carême est peut-être la fête des blanchisseuses, mais c'est aussi la mort du linge confié cette semaine à ces dames par leurs coquettes pratiques.
Car — ô mesdames, je vous l'apprends — vos belles chemises et vos jupons merveilleux servent ce jour-là de parure distinguée aux quadrilleuses de Vanves et d'Issy.

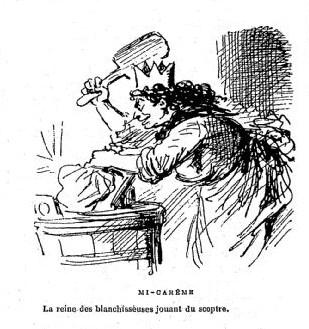
La reine des blanchisseuses jouant du sceptre. Caricature de Cham, 1876.

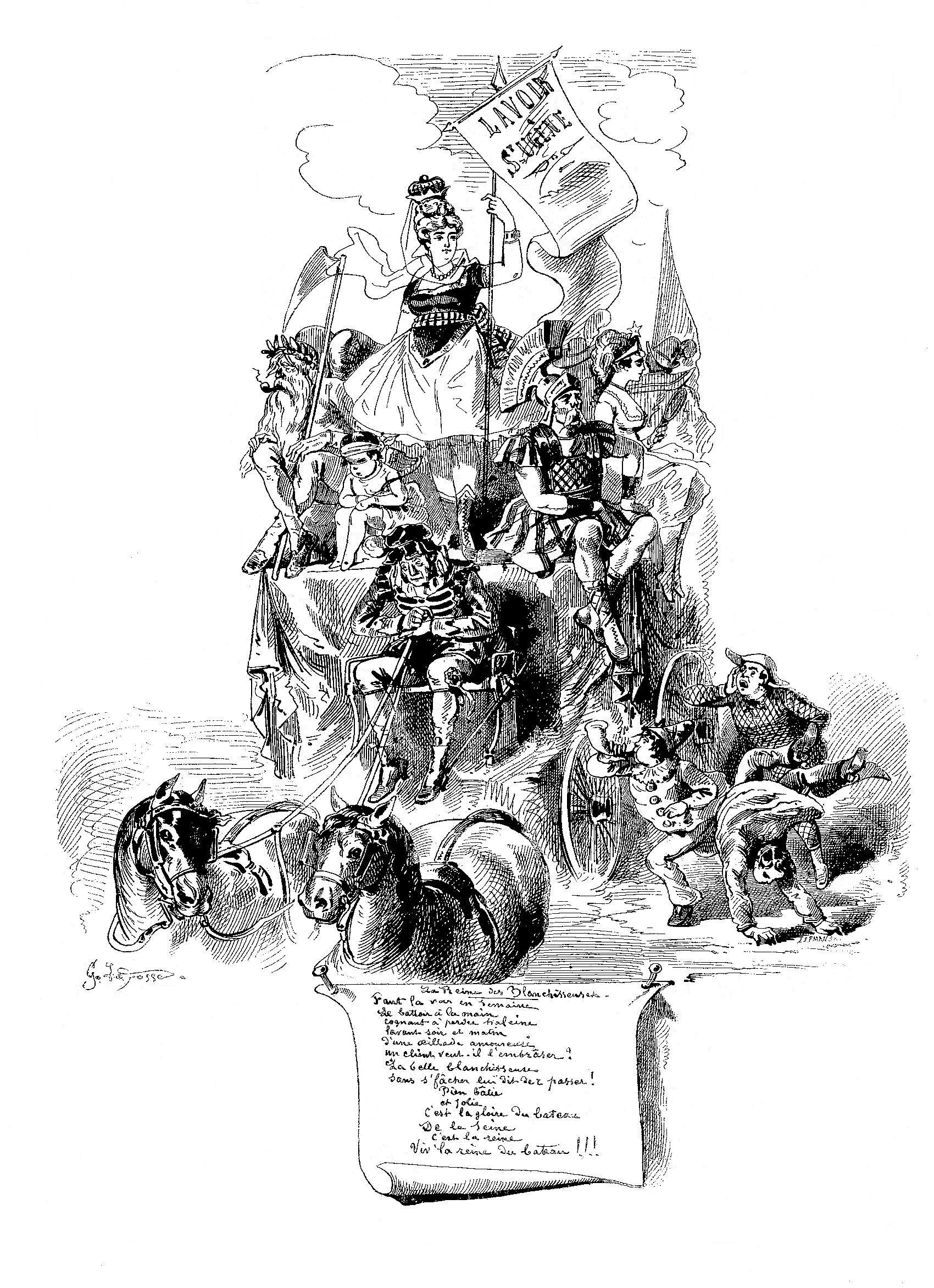
La Reine des Blanchisseuses vue par G. Lafosse en 1874.

Et après souper, dame !...
C'est effrayant !...

### La Mi-Carême 1873 vue par un journal néo-zélandais
Le 27 mai 1873, un journal néo-zélandais, le West Coast Times and Observer, publie un article sur la Mi-Carême à Paris, où on[Qui ?] lit notamment :
La Mi-Carême est l'annuel, et le seul moment de vacances pour les blanchisseuses, comme le Vendredi saint l'est pour les bouchers. Elles choisissent leur roi dans la mesure où il est riche, et la reine pour sa beauté et sa vertu. Une procession – qui vient d'avoir lieu, suit, et un bal vient à minuit, précédé par une visite générale des théâtres. Le roi n'a pas de liste civile, les insignes de sa fonction sont une rosette et un insigne en argent, sa majesté affiche uniquement des bouquets de fleurs, et sa couronne se compose de camélias blancs ; il n'est pas de duchesse en France qui la surpasse par l'élégance de sa toilette, sauf par le choix de riches matériaux, qui, cependant, ne la rende pas plus attractive.

### La Mi-Carême 1875

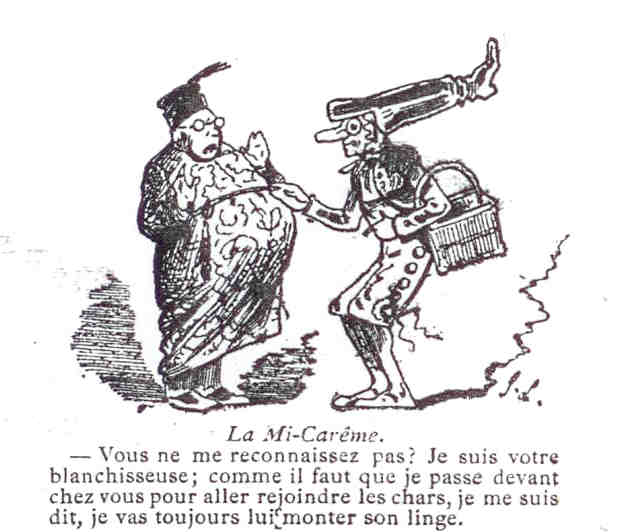
Illustration de la Mi-Carême parisienne vers 1877.

Le Petit Journal écrit le 6 mars 1875 :
Malgré une température peu agréable, il y a eu hier, jour de la mi-carême, une animation très grande dans Paris. Sur les boulevards, notamment, la foule était considérable ; dès quatre heures, on n'avançait qu'avec peine. Outre quelques chars de blanchisseuses assez bien ornés, on n'a vu, sauf quelques masques, que des enfants travestis. Le soir seulement, au moment de l'ouverture des bals, les masques et les personnages costumés ont commencé à affluer sur les boulevards,
Nombre de bateaux de blanchisseuses ont fêté la mi-carême d'une manière un peu plus intime que par les promenades traditionnelles, qui ne manquent pas d'inconvénients quand l'hiver est trop persistant. On a donc orné de fleurs les établissements, bateaux et lavoirs ; on a nommé la reine dans quelques réunions, puis les blanchisseuses ont offert des bouquets à leurs patrons.
Les patrons, en retour, ont donné un banquet aux blanchisseuses.
On a beaucoup ri, beaucoup bu, un peu dansé, et l'on s'est séparé vers le matin en se donnant rendez-vous pour l'année prochaine.

### La reine des blanchisseuses de Paris en 1878
Un banal fait divers sans rapport direct avec le Carnaval survient en 1878 sur les lieux où les blanchisseuses de Paris viennent de choisir leur reine.
Ce qui fait que le journaliste qui rapporte l'affaire nous informe en passant sur ce qui nous intéresse ici :
Les blanchisseuses de Paris étaient réunies au lavoir de la rue Balagny, dans le but de nommer leur « reine » pour la fête annuelle de la mi-carême.
Après le vote, souper et sauterie, où ne se trouvaient mêlés à l'élément féminin que quelques amis et quelques employés des lavoirs.

### La Mi-Carême 1879 à l'Opéra

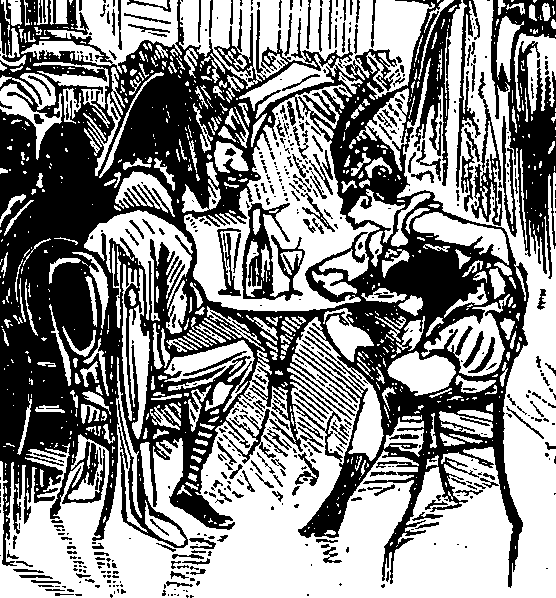
Au bal de l'Opéra, le jeudi de la Mi-Carême 20 mars 1879, un costume de carnaval féminin très dénudé.

Au cours des années, on[Qui ?] trouve fréquemment annoncée la disparition imaginaire du Carnaval de Paris ou d'un de ses grands événements. De ce genre de disparitions imaginaires on[Qui ?] trouve un écho dans L'Univers illustré parlant du bal de l'Opéra donné pour la Mi-Carême :
L'Opéra a donné jeudi dernier; jour de la Mi-Carême, le dernier des quatre bals masqués et costumés qu'il avait annoncés.
Je m'imagine qu'un voyageur qui aurait quitté la France depuis vingt-cinq ans, qui n'aurait jamais lu un journal français pendant sa longue absence, et qui, revenant à Paris, verrait sur une affiche ces mots: « Bal masqué de l'Opéra » serait bien étonné.
Il y a vingt-cinq ans, en effet, ce voyageur-là avait pu entendre dire : « C'est fini, le bal de l'Opéra est mort », et c'était peut-être vrai, en ce sens que le bal de l'Opéra n'était plus à cette époque ce qu'il avait été en 1840. Avait-il changé à son désavantage ? Je n'oserais dire oui, je n'oserais dire non, ne l'ayant point vu autrement.
J'entends une foule de gens dire qu'on s'ennuie an bal de l'Opéra, et il m'est arrivé de le dire comme tant d'autres. Il faut avouer qu'on y trouve aussi des gens qui ont l'air de s'y amuser. En ont-ils l'air seulement ? Est-ce de leur part une feinte pour sauver l'institution ? J'aurais quelque peine à le croire. D'autre part, un grand nombre de ceux qui disent s'être fort ennuyés au dernier bal retournent au bal suivant. C'est apparemment que cela les amuse de s'ennuyer. En tout cas, il est certain qu'il y a énormément de monde à ce bal mort et qu'il fait d'excellentes recettes.

### La Belle Lurette en 1880
En 1880 Jacques Offenbach fait de la Belle Lurette blanchisseuse de Paris l'héroïne de l'opéra-comique du même nom.
Le clou de celui-ci est le défilé des blanchisseuses pour la Mi-Carême qui se déroule sur scène.

### Contre l'emprunt du linge en 1882

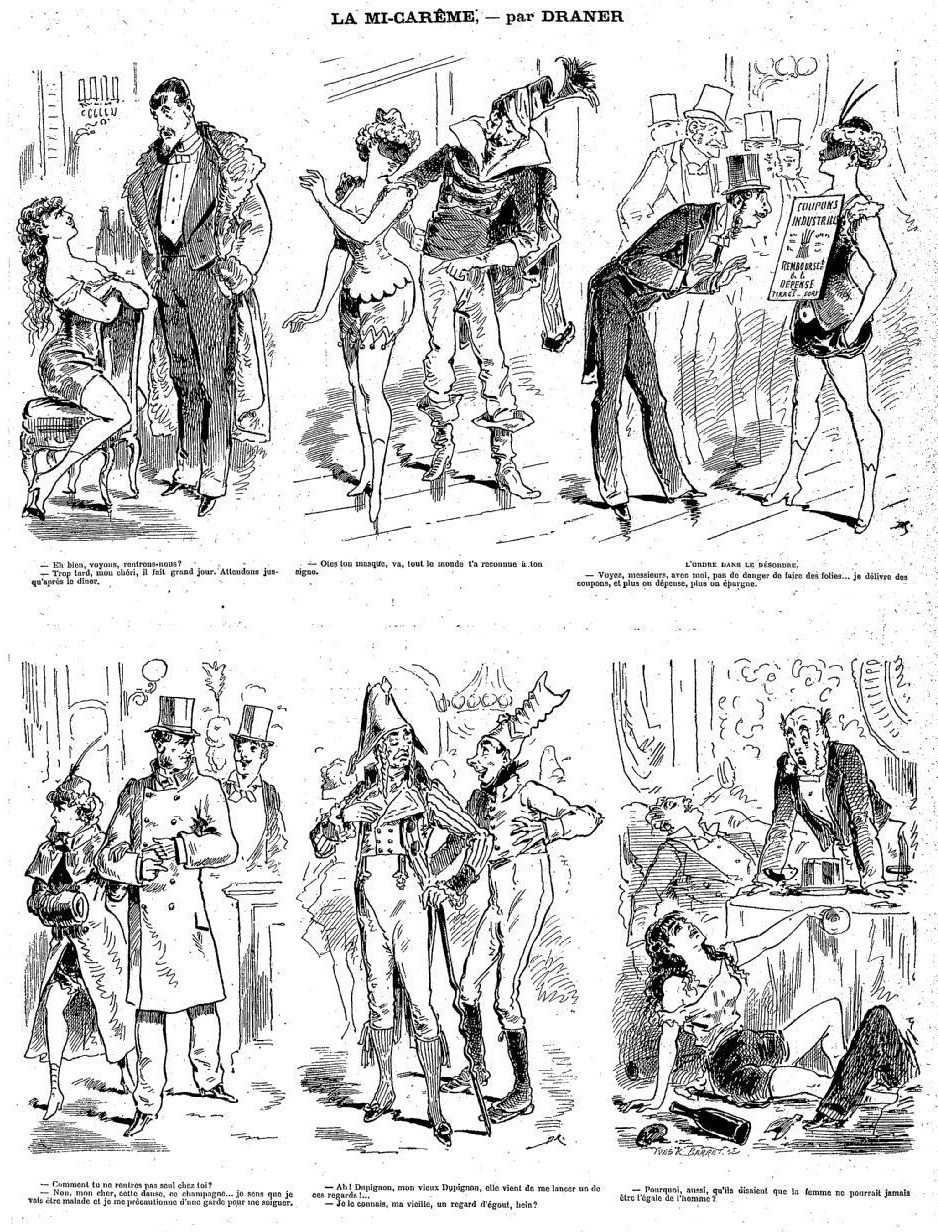
La Mi-Carême parisienne vue par Draner en 1881.

En 1882 le journaliste Raoul Fauvel s'insurge avec humour contre l'emprunt du linge par les blanchisseuses en fête[source insuffisante] :
ET NOTRE LINGE ?
Si Monselet n'avait pas chanté les petites blanchisseuses avec autant de malice gauloise que de grâce parisienne, j'aurais peut-être cédé à la tentation de rimer quelques quatrains en leur honneur. Mais le souvenir de cette jolie fantaisie me permet à peine de hasarder sur leur compte un articulet en humble prose.
Je pousserai, néanmoins, l'audace jusqu'à critiquer ces vestales de la Mi-Carême en rupture de lavoir. Ce n'est pas qu'il me déplaise de les voir passer, superbes et rieuses, sur leur char triomphal. Je salue même leur reine d'un jour sans aucune arrière-pensée révolutionnaire.
Seulement, ce qui m'inquiète en les voyant défiler si richement parées, c'est de songer que c'est nous qui payons, à notre insu, les frais de la fête. Oui, mes amis, c'est notre linge qui danse ; ce sont nos chemises les plus fines qui ornent la poitrine des pages et des hérauts du cortège ; ce sont vos jupons brodés, vos cols agrémentés de dentelles qui servent à mettre en relief ou à voiler les grâces idem de ces robustes Vénus du battoir.
Essayez un peu de les arrêter au passage en leur demandant : « Et notre linge ? »
Notre linge ! Nous l'aurons la semaine prochaine, quand nos blanchisseuses auront oublié les fatigues de la Mi-Carême et repris le travail.
Encore si cette mauvaise farce ne se reproduisait qu'une fois par an, mais on nous la fait tous les jours.
Et pour quiconque connaît le secret des petits profits clandestins du métier, je ne crains point d'être démenti en affirmant que les trois quarts des blanchisseuses ne se gênent pas pour louer notre linge à la journée et même à la semaine.
Tenez, pas plus tard que l'année dernière, précisément au sortir du bal de la Mi-Carême, j'ai fait pour une nuit la conquête d'une petite blanchisseuse, déguisée en homme.
Une fois dans l'intimité déshabillée du tête-à-tête, savez-vous ce que j'ai reconnu ?
Ma chemise ! Il est vrai qu'elle me l'a rendue... en baisers.

### La Mi-Carême en 1882

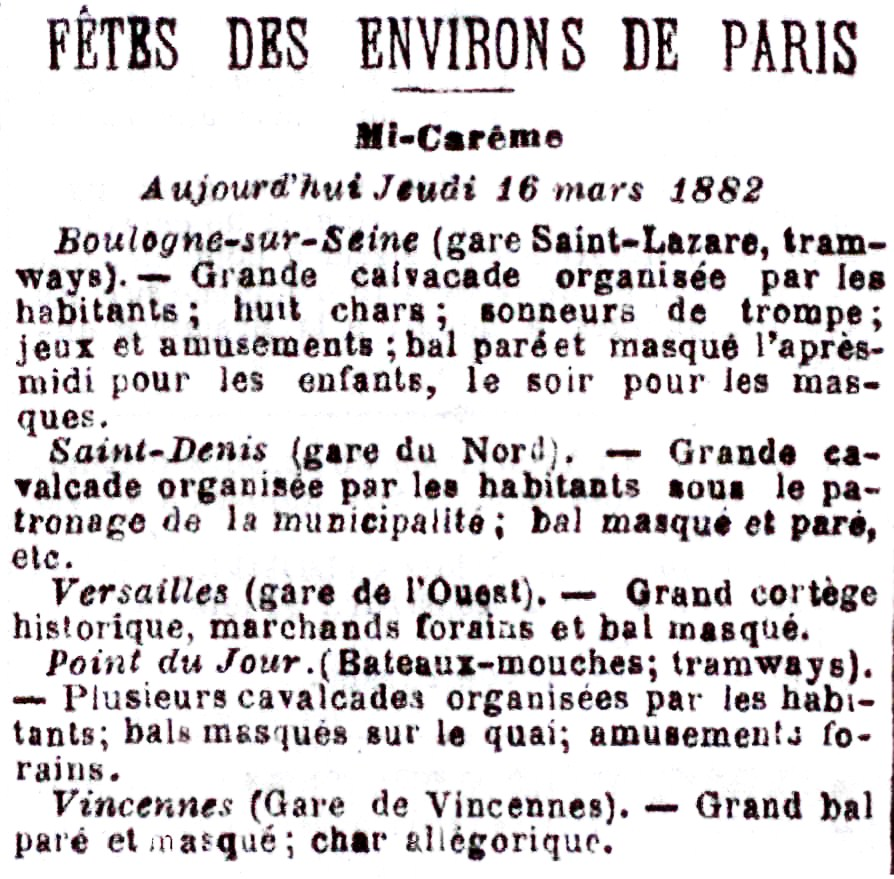
Annonce des festivités de la Mi-Carême 1882 organisées en banlieue de Paris.

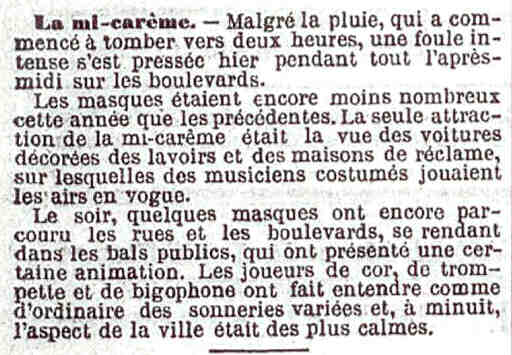
Pluie, masques, cors, trompettes et bigophones à Paris le jeudi de la Mi-Carême 8 mars 1888.

Le jeudi de la Mi-Carême 16 mars 1882, paraît un poème d'Escopette, qui nous donne d'intéressantes précisions sur la fête des blanchisseuses.
Il existe sans doute comme dans d'autres Carnavals des cris propres au Carnaval de Paris. « Ohé ! », en est peut-être un.
Jeanne Sauterie reine des blanchisseuses de 1830 à 1847 se costumait en Diane. En 1882, les blanchisseuses affectionnent toujours les costumes mythologiques : Minerve, Vénus.
Le troisième quatrain indique la présence de musiciens sur les chars des blanchisseuses.
La pratique consistant à « emprunter » les vêtements des riches pour se costumer est rappelée au quatrième quatrain.
Le sixième quatrain évoque la reine des blanchisseuses. Le poète parle d'une personne précise sans la nommer.
Jeanne Sauterie a été reine des blanchisseuses durant 17 ans. Il s'est passé 35 ans entre la fin de son règne et 1882. Les blanchisseuses paraissent fidèles à leur reine. Une fois choisie elle est reconduite dans sa fonction pendant longtemps. On peut supposer que la « commère aux airs farceurs » de 1882, est la troisième reine depuis Jeanne Sauterie. Trois reines depuis 1847 totalisant chacune un règne d'environ douze ans.
Le huitième quatrain nous indique que la reine des blanchisseuses porte une couronne.
| 1 Soyons gais ! C'est la Mi-Carême ! Crions : Ohé ! tous à la fois, Et regardons passer la crème Du tuyotage et de l'empois ! 4 Les dames plus ou moins bien mises, Les messieurs plus ou moins exquis, Auront emprunté les chemises Des duchesses et des marquis. 7 Qu'elle risque un simple sourire, Et la foule va se presser ; Un geste ? Et le peuple en délire Tombe en ses fers... à repasser. | 2 C'est la fête des Blanchisseuses On va contempler les bras nus D'un tas de petites noceuses Figurant Minerve ou Vénus. 5 Mais, sans faire de la politique, Le Français est toujours tenté, Même au sein de la République, De célébrer la Royauté. 8 Et le soir venu, la matrone, Cédant aux vœux du plus malin, N'a plus qu'à jeter sa couronne Par-dessus le premier moulin. | 3 Sur les chars où toute la clique Dès le matin se cramponna, Nous entendrons cette musique Qui fait rêver à Namouna, 6 Les blanchisseuses ont leur reine, Une commère aux airs farceurs, Qui recevra, l'âme sereine, Les hommages des blanchisseurs. 9 C'est bien ! Mais la reine idéale Serait celle qui, proprement, Saurait laver le linge sale De notre cher gouvernement ! |

### La Mi-Carême en 1883
Le Gil Blas du 1er mars 1883, daté du 2 mars, se fait l'écho des cortèges parisiens de la Mi-Carême :
Parmi les nombreuses cavalcades qui traverseront Paris, il convient de citer celle du marché des Carmes, organisée par la Société des Enfants du Plaisir. Huit piqueurs sonnant de la trompe ouvriront la marche ; suivront : le char de la Musique ; la voiture du président, M. Sérié ; les voitures du roi, M. Didier ; celle de la reine, Mme Georges ; huit landaus contenant des personnes costumées.
Voici l'itinéraire du cortège :
A dix heures, départ du marché des Carmes, place Maubert, Halles centrales, rue Vivienne, place de la Bourse, rue Joquelet, rue et Faubourg-Montmartre et rue Lafayette.

### Un incident en 1887

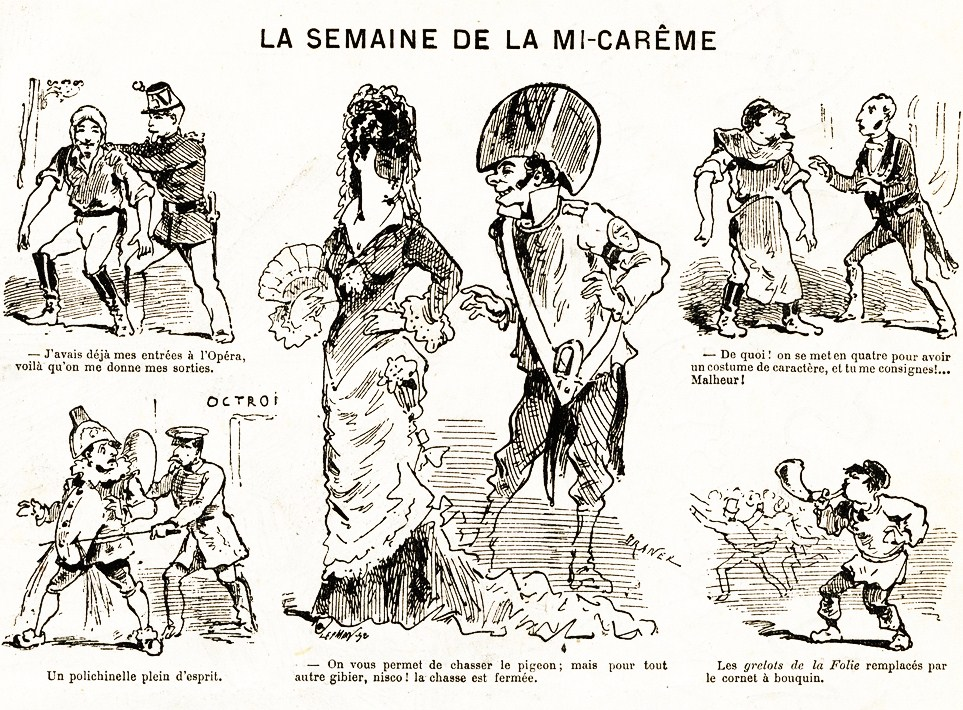
Scènes de la Mi-Carême parisienne caricaturées par Draner en 1877.

Le Petit Parisien écrit le 4 mars 1887 :
Hier, vers quatre heures de l'après-midi, les blanchisseuses du bateau-lavoir installé au quai du Louvre venaient de nommer leur reine pour la Mi-Carême prochaine : elles dansaient sur la berge.
Un gardien de la paix du premier arrondissement, nommé Roth, voulut s'opposer aux danses des blanchisseuses.
Celles-ci refusèrent d'obéir.
Mais le gardien de la paix se fâcha et fit mine de tirer son sabre.
Aussitôt, il fut hué et malmené.
D'autres gardiens de la paix accoururent à son aide.
Six arrestations ont été opérées.
Une seule a été maintenue : celle du nommé Marius Couard, tôlier, âgé de dix-neuf ans.

### La Mi-Carême en 1887

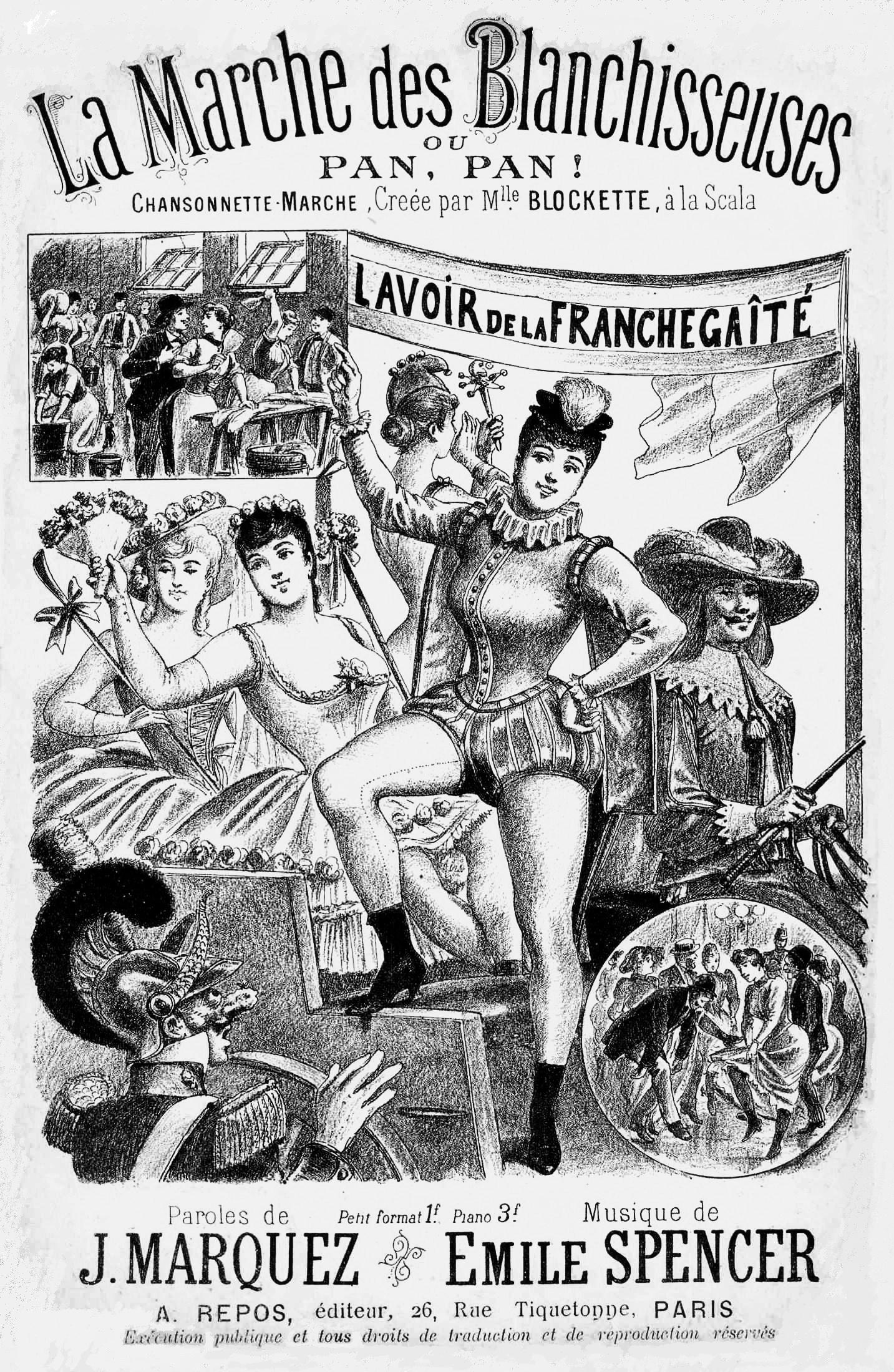
La fête chez les blanchisseuses inspire des chansons.

Le Petit Journal écrit le samedi 19 mars 1887 :
Les Parisiens en général et plus particulièrement les blanchisseurs et blanchisseuses, pour qui la Mi-Carême est le jour de fête par excellence, ont eu une désagréable surprise, hier matin, à leur réveil.
La neige était tombée en assez grande abondance, pendant la nuit, blanchissant le toit des maisons et le sol des rues; le temps semblait pris irrémédiablement pour toute la journée.
Malgré le mauvais état de la température, la Mi-Carême n'a pas laissé cependant d'être très animée.
Comme cela a lieu tous les ans depuis plusieurs années, c'est spécialement autour de l'hôtel du Petit Journal, rue Lafayette et place Cadet, que l'animation a été plus vive dans Paris et que l'entrain a été le plus grand.
L'entrée de l'hôtel avait été décorée avec beaucoup de goût par M. Storm, propriétaire du Jardin d'hiver de la rue Milton.
Le vaste hall, qui vient d'être construit dans l'immeuble récemment annexé à notre hôtel pour l'agrandissement des services du Petit Journal, a servi hier à la réception des nombreux amis qui sont venus nous faire leur visite annuelle.
Le lavoir du boulevard de la Villette, numéro 80, est le premier dont nous ayons reçu la visite, vers deux heures de l'après-midi. Nous avons demandé au roi, M. Montorier, et à la reine, Mme Cartin, si le mauvais temps n'allait pas décourager les blanchisseuses.
—Les blanchisseuses, voyez-vous, monsieur, nous a répondu la reine, comment voulez-vous qu'elles aient peur de l'eau ?...
En fait, rien n'a découragé les blanchisseuses et jamais Mi-Carême n'a été plus brillante, au Petit Journal tout au moins.
Le lavoir de l'Espérance, rue de Belleville, 15, est le second dont nous avons reçu le roi et la reine, M. Loubière et Mme Dru, qui nous ont remis un très beau bouquet.
Un grand char à cinq chevaux, avec musique, a ensuite amené M. Lagache et Mme Lambert, le président et la reine du lavoir Saint-Pierre, rue de Tardieu, qu'accompagnaient Mesdemoiselles Rosine Séquet, Marie Rousseau et Adèle Roudier, trois jeunes filles costumées en trois couleurs.
Le lavoir Saint-Jean, rue Tandou, arrivé à la suite, avait aussi, pour représenter les trois couleurs, Mlle Marie Fricher et Mesdames Michel et Soules. Le roi était M. Simon et la reine Mme Weller.
Des sonneries de trompes ont annoncé l'arrivée du lavoir Jeanne d'Arc, rue Patay, venu dans un char à quatre chevaux, avec son roi M. Rognion, et sa reine Mme Piot.
Deux charmantes jeunes filles, Mesdemoiselles Julia Evrard et Louise Buque sont venues nous offrir deux splendides bouquets, au nom du grand lavoir Sainte-Marie, 127, faubourg du Temple, dont le roi est M. Fouillet et la reine Mme Buque.
Le patron de ce lavoir, M. Digard, nous a, en outre, remis une somme de dix francs pour les pauvres.
Le lavoir Sainte-Marguerite, de la rue du même nom, a versé également entre nos mains la somme de vingt francs au profit de la caisse des écoles du onzième arrondissement, par l'intermédiaire de leur jeune roi et reine M. Normand et Mlle Gavanier.
A ce moment, une très belle cavalcade, organisée par le Biberon-Robert, a défilé vers trois heures et demie, dans la rue Lafayette. Le ciel s'est un peu éclairci, et, tout aussitôt, une foule considérable s'est massée autour de l'hôtel du Petit Journal, entravant toute circulation.
Deux mousquetaires à cheval, précédant les landaus et un char renfermant un orchestre de douze musiciens, nous ont annoncé l'arrivée du lavoir de Jouvence, rue d'Avron. La reine, Mme Joseph Petit, fêtait en même temps ses noces d'or et le roi était M. Gustave François.
Après une sérénade donnée par les Amis de Saint-Hubert, est venu le lavoir Sainte-Marthe, dont M. et Mme Vognin étaient roi et reine, avec leur demoiselle d'honneur Mlle Simone Zelea.
Le lavoir d'Orléans, de la rue Bisson, nous a présenté son roi M. Sandoz, et sa reine, Mlle Failly, accompagnés de Mesdemoiselles Marie Clévenot et Louise Leroy, l'une demoiselle d'honneur, et la seconde fort bien costumée en République.
Deux chars à cinq chevaux, avec une musique de dix-sept exécutants, ont amené en même temps le lavoir Saint-Jean, rue de Belleville. M. Charles Ridel et Mlle Levrey étaient roi et reine, ayant comme garçon et demoiselle d'honneur M. Étienne Collas et Mlle Vilzinski, accompagnés de M. Berthe, patron du lavoir.
M. Ancien, patron du lavoir de ce nom, situé 32, rue de Belleville, nous a remis peu après le produit d'une collecte faite au profit des pauvres et montant à 25 francs. M. Ancien était roi et Mme Bacot reine de ce lavoir.
Trois landaus du lavoir de la rue du Buisson-Saint-Louis ont amené M. Eugène Martin et Mlle Delahaye, roi et reine, qui ont eu la gracieuseté de nous offrir un splendide bouquet.
Après le passage de la ménagerie incohérente, dont le dompteur et les animaux féroces renfermés dans une cage ont obtenu le plus vif succès dans Paris, sont venus simultanément le bateau-lavoir de la Villette et le bateau-lavoir de la Gare-Carré.
Le premier avait comme roi et reine M. Jules et Mme Etévé; le second M. Benoist et Mme Gigon.
Une musique nous annonce l'arrivée du lavoir de la rue Germain-Pilon, ayant pour roi M. Déglise et pour reine Mme Noirel.
Après la visite d'une jeune cantinière, Mlle Églantine Grosca, qui nous a remis un franc pour l'œuvre de la Bouchée de pain, la société de la Mi-Carême d'Arcueil-Cachan, le pays par excellence des blanchisseurs, s'est présentée à notre hôtel, accompagnée de la musique des Touristes montrougiens, dirigée par M. Millard.
Un immense tambour-major, M. Ernest Legorgu, menait cette société, pleine d'entrain, dont le roi et la reine sont M. et Mme Louis Lorrain.
Un bal s'est improvisé dans notre hall. Il aurait pu durer longtemps, si le trajet n'avait été si long pour retourner à Arcueil.
Après une sérénade des Trompettes de Paris, le défilé a été clos par la société la Républicaine, de Charonne, qui avait organisé une charge très réussie en imaginant le lavoir des rosiers à Nanterre.
En somme, charmante journée, bien faite pour resserrer les liens amicaux qui unissent le Petit Journal et ses lectrices, tout aussi bien que ses lecteurs.
Dans la soirée, la société en formation, l'Espérance, est venue nous sonner de brillantes fanfares.

### La Mi-Carême en 1889
Berthe de Presilly débute ainsi son compte-rendu de la Mi-Carême dans le Carnet mondain de La Nouvelle Revue de mars-avril 1889 :
Mais je parle de tant de bibelots ou de fanfreluches que j'en allais oublier mon titre de Carnet mondain. Cependant la mi-carême, outre sa cavalcade dont les journaux quotidiens ont raconté tout ce qu'il y avait à dire, a vu bien des salons, donner des matinées d'enfants, des diners à têtes, des bals travestis, des soirées mixtes ; combien en faudrait-il citer pour n'en pas oublier ? Permettez-moi de· ne parler pour aujourd'hui que de la fête donnée par M. et Mme Joseph Ferrier. Le concert qui a précédé la sauterie du boulevard des Capucines était un vrai régal pour les dilettanti. Songez donc au programme : Mme Adiny, MM. Duc, Lauwers, Plançon, Mazalbert, Melchissedech, tout l'Opéra enfin ; des Français, la gracieuse Maria Legault qui a dit avec brio le Fou rire de Pailleron, et avec sentiment des poésies de Rameau ;...

### La Mi-Carême en 1890
Une encyclopédie à son article « Carnaval » décrit la Mi-Carême :
« La mi-carême. Il était déjà d'usage au XVe siècle de fêter la mi-carême. On élisait des rois et des reines, qui après une promenade triomphale dans les rues, donnaient à danser à leurs sujets d'un jour. À Paris, c'était le jour consacré où l'on faisait embrasser aux nouveaux apprentis la Truie qui file, sculptée à l'encoignure de l'une des maisons du marché-aux-Poirées. On heurtait fortement le nez des malheureux contre la pierre et ce spectacle soulevait les rires et les quolibets des badauds ameutés. Plus spécialement, les harengères se distinguèrent dans la célébration de la mi-carême. Aujourd'hui, ce sont les blanchisseuses qui continuent la tradition, élisent des rois et des reines, parcourent Paris sur des chars et dansent éperdument toute la nuit. »

### Élections au lavoir en 1891
L'Illustration écrit en 1891 :

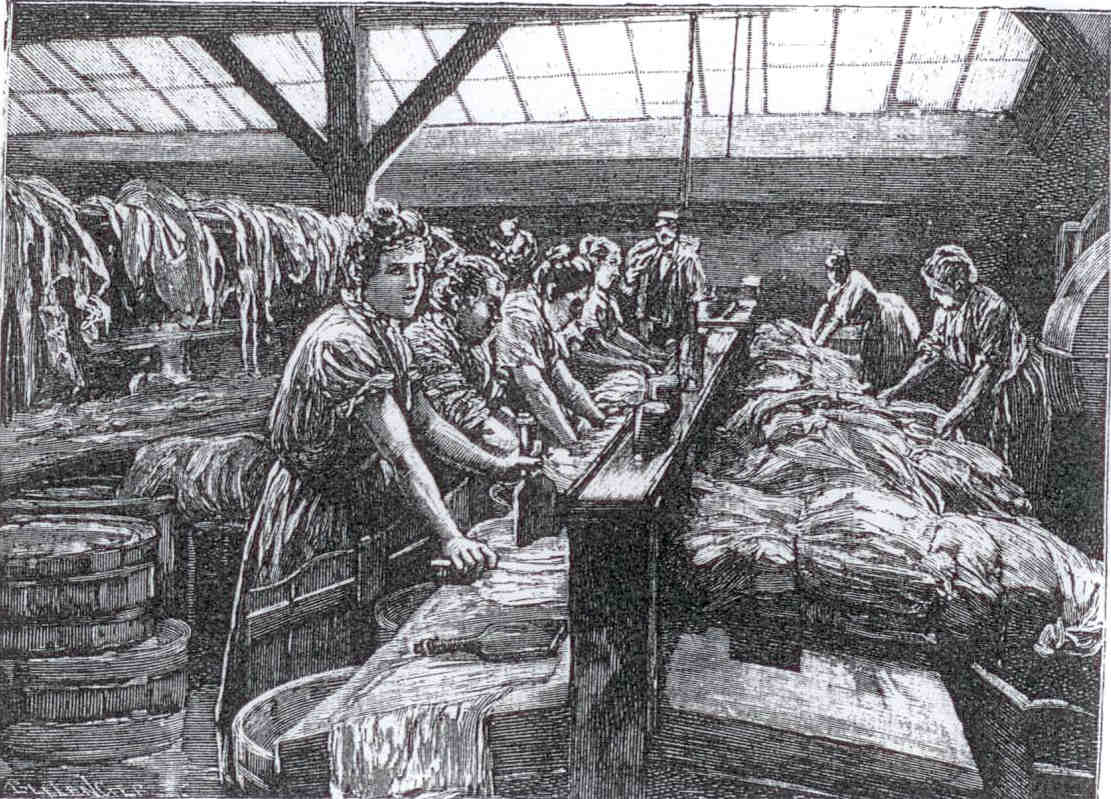
L'intérieur du lavoir parisien juste avant la Fête des Blanchisseuses.

Dans l'atmosphère âcre de la coulerie, à travers la buée qui monte de la cuve, et la pluie de gouttelettes d'eau distillée retombant des poutrelles du toit ; tout le long de la grande salle où s'alignent les baquets, où gicle l'eau chaude ; au plein du travail, quand les brosses frottent énergiquement ; à l'heure du déjeuner sur le pouce, on sentait, ces jours derniers, qu'il se passait quelque chose. Il s'agissait d'élire un roi et une reine. Que de compétitions, que de diplomatie, que de faux fuyants ! Donner sa voix, n'est pas une petite affaire. Déjà quand il est question d'un député... donc pour un roi !
Enfin ! il a bien fallu aboutir. Du reste, au lavoir comme ailleurs, il est des personnalités qui s'imposent. Au parlement, on dit de certains de nos représentants qu'ils sont ministrables ; il y a des rois de race dans le savon et la lessive. Ici, c'est le patron de l'établissement, un bon gros qui ne refoulera pas sur la question des litres — toute gloire se paye ! — là on s'arrêtera à un garçon de coulerie, jarret infatigable et, dit-on, un cœur d'or. Reste la reine. Branche aînée ou branche cadette ? La forte commère qui tiendra tête au roi, premier modèle, ou la jeune femme plus délurée, qui formera un joli couple avec l'élu genre numéro deux ? Si ce sont les vieux partis qui l'emporte, si l'on plaide la cause de la raison, en convenant qu'il faut se faire représenter par quelqu'un « ayant de la tenue » alors nous aurons le duo solennel, redingote et robe de soie noire, à peine un bouquet, et un grand cordon en bandoulière. Les freluquets — la partie un peu antique du lavoir traite ainsi la jeunesse — abordent plus aisément le costume.

### Le tournant de 1891

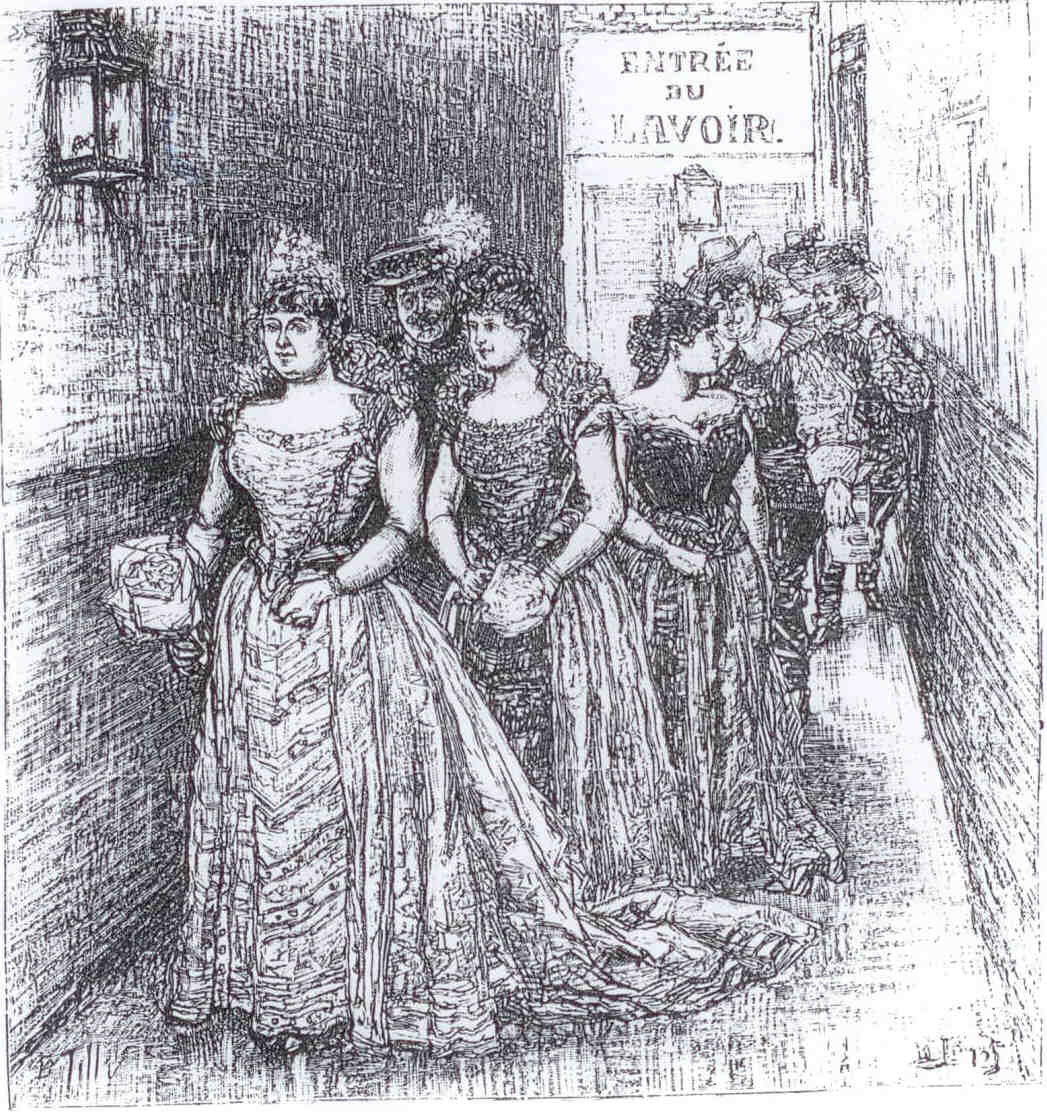
Fête des Blanchisseuses 1891 à Paris : la reine et son cortège quitte le lavoir

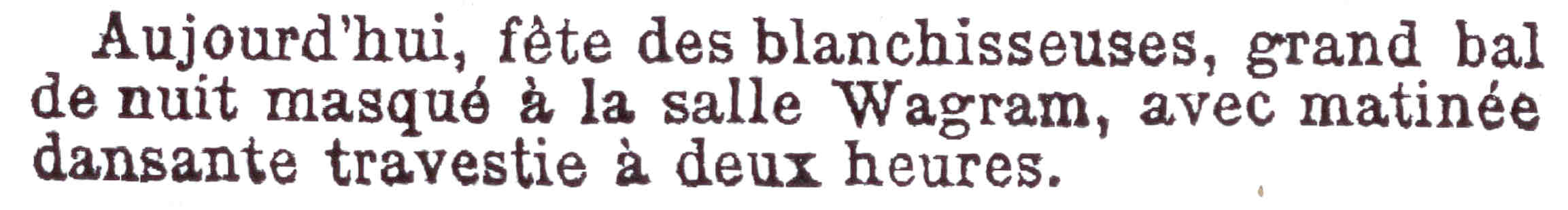
Annonce parue dans Le Petit Journal le jeudi de la Mi-Carême 5 mars 1891.

Parlant du cortège de la reine d'un lavoir parisien, L'Illustration écrit en 1891 :
Le char est parti au grand trot, les cors emplissent l'air de leurs éclatantes fanfares, les gamins suivent en criant, les curieux s'amassent, le boulevard envahi représente une mer humaine. Cinq cent mille spectateurs attendent cinquante ou soixante chars ! Et l'on est content, et l'on rit à qui mieux mieux ! Parce que les grandes pensées, les réflexions amères ont besoin d'être coupées de temps en temps par un vent de folie. c'est humain.
Autrefois les chars se répandaient par la ville à leur gré. On a voulu cette fois les réunir en cortège officiel et stimuler le zèle des organisateurs par une distribution de primes.
Ce sera-t-il plus gai, étant plus beau ? C'est à voir. Mais on ne s’ennuiera pas tout de même ce jour-là dans le monde des lavoirs. Après la promenade, banquet, toasts nombreux au roi et à la reine ; après le banquet, bal ; après le bal, les huîtres et la soupe à l'oignon pour se réconforter. Vingt-quatre heures de sommeil par là-dessus, et il n'y paraîtra plus.

### Apparition de la Reine des Reines de Paris en 1891

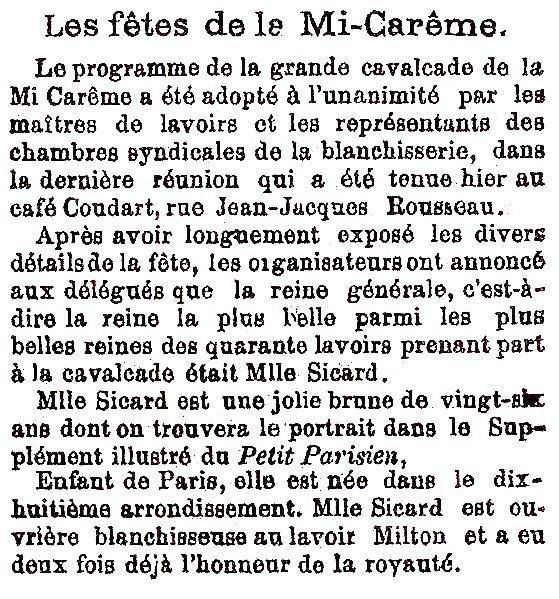
Annonce de la désignation de la reine de la cavalcade du jeudi de la Mi-Carême 5 mars 1891.

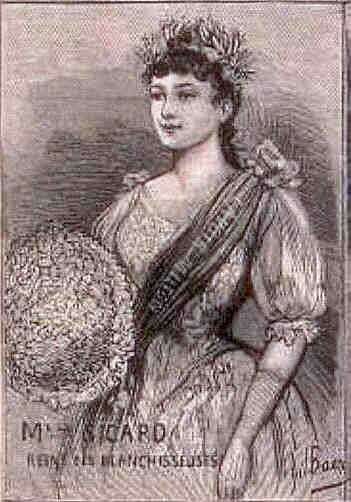
Mademoiselle Louise Sicard, Reine des blanchisseuses 1891 vue par Le Progrès de Lyon.

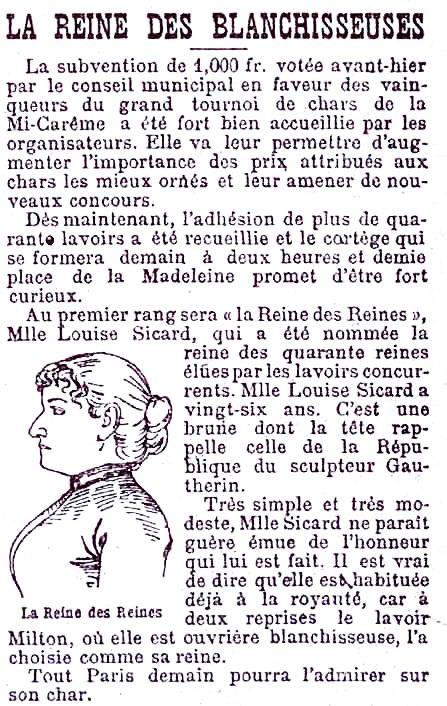
Annonce du défilé de la Mi-Carême 1891 avec la première Reine des Reines de Paris.

En 1891, Morel président de la chambre syndicale des maîtres de lavoirs prend l'initiative de créer un comité des lavoirs qui fédère les cortèges des lavoirs parisiens. Apparaît alors la première  Reine des Reines de Paris : Louise Sicard.
À son propos, Le Progrès Illustré, supplément littéraire du Progrès de Lyon, écrit le 15 mars 1891 page 8 : « les organisateurs (de la Mi-Carême parisienne) ont voulu apporter à cette fête un élan nouveau : ils ont voulu avoir une reine des reines. Pour cela les maîtresses blanchisseuses se sont réunies en conseil secret pour désigner celle qui devait porter ce titre. À l'unanimité elles ont nommé Mlle Sicard dont nous donnons le portrait en première page. La reine des blanchisseuses est une belle fille de vingt-six ans, à la chevelure très brune, au teint mat, à la bouche souriante, aux yeux vifs. Lorsqu'elle était au lavoir Saint-Ange elle en avait été élue reine deux années de suite. Elle appartient maintenant au lavoir de la rue Milton. »
Le Petit Journal écrit, le 4 mars 1891, veille du défilé : « Au premier rang sera « la Reine des Reines », Mlle Louise Sicard, qui a été nommée la reine des quarante reines élues par les lavoirs concurrents. » Des guillemets encadrent le titre nouveau de Reine des Reines dans l'article intitulé : « LA REINE DES BLANCHISSEUSES ».
Le 5 mars 1891, jeudi de la Mi-Carême, tous les cortèges, ou tout au moins un grand nombre d'entre eux, convergent pour défiler de concert à partir de la place de la Madeleine. Un char des blanchisseuses de Rouen est venu se joindre à eux pour la circonstance. Place de la République cent mille personnes les attendent. Un jury décerne des récompenses. Le succès est immense.
Les facétieux étudiants des Beaux-Arts en profitent pour se joindre au cortège avec le char du lavoir des Beaux-Arts[source insuffisante].
Fait à relever, le jury qui juge les chars n'est pas formé de blanchisseuses. Il est masculin. Au nombre des hommes qui le composent, on trouve[style à revoir] : « Villard, ancien conseiller municipal, Hattat, conseiller municipal, Morel, Adenis, Merwart, etc. » Morel est le président de la chambre syndicale des maîtres de lavoirs, donc du syndicat patronal, Merwart fait partie de l'Association générale des étudiants de Paris. Et ce jury ne juge pas que des chars de blanchisseuses, d'autres chars se sont joints au cortège, pas que celui des Beaux-Arts[style à revoir].
Le Monde illustré écrit, le 14 mars 1891 :
La jeune reine est âgée de vingt-six ans et règne pour un jour sur une corporation dont le chiffre ne s'élève pas à moins de quatre-vingt-treize mille femmes, ainsi que nous l'apprend notre confrère du Figaro, M. G. Calmette, dans l'article qu'il a consacré à l'éphémère et jolie souveraine.
L'année d'après, pour la Mi-Carême, l'évènement est réédité, toujours avec un grand succès, et avec la Reine des Reines suivante. Cependant, Le Petit Journal, qui soutient à fond l'entreprise des maîtres de lavoirs écrit : « Cette année, la Mi-Carême avait perdu en grande partie son caractère spécial de fête des lavoirs et des blanchisseuses ; c'était une journée de réjouissance générale, une occasion de s'amuser à peu de frais ; les Parisiens n'ont eu garde de laisser échapper cette aubaine. »
À la fête des blanchisseuses était toujours invité les « pratiques », c'est-à-dire les clients. Et quand les chars des lavoirs parcouraient les grands boulevards, tout le monde pouvait en profiter. Quand le journal écrit que la Mi-Carême a « perdu en grande partie son caractère spécial de fête des lavoirs et des blanchisseuses », il trahit les intentions de ceux qui sont en train de s'emparer de l'événement en en chassant ses organisateurs historiques : les blanchisseuses. L'opération de confiscation de leur fête est bien en route. En 1892, c'est encore un jury de reines qui élit la Reine des Reines. Bientôt, ce ne sont plus elles qui choisissent. Face à ce déferlement qui leur arrache leur fête au nom de l'efficacité, avec le soutien de la presse et des autorités, et avec des moyens matériels, que peuvent faire les blanchisseuses ?[style à revoir] Ce qui leur arrive : se faire déposséder d'une fête qui marche bien, au nom de la fête, par des personnes qui, pour le moment, ne proclament pas encore leurs intentions d'en faire autre chose, n'a même pas de nom[Interprétation personnelle ?]. Il faut attendre presque 120 ans et l'année 2009 pour voir avancer, pour des faits analogues, le qualificatif de « squat d'événement[source insuffisante] ».

### Quelle organisation pour quelle fête?
En 1892, un journal parisien écrit :
Voici la Mi-Carême : il n'y aura pas de char promenant dans les environs et sur les grands boulevards la reine élue. Depuis deux ans, par tristesse, cette coutume est tombée en désuétude.
On peut supposer[style à revoir] que « la reine élue » et sa cavalcade dont il est question ici, c'est une reine et une cavalcade émanation des blanchisseuses elles-mêmes, évincées par une « reine et une cavalcade des blanchisseuses » émanation de la chambre syndicale des maîtres de lavoirs.
La fête des femmes dans le cadre du Carnaval de Paris avec l'élection et la cavalcade des reines des blanchisseuses organisées par les intéressées elles-mêmes disparaît.
Son nom et son prestige sont usurpés par d'autres qui l'ont remplacé par un spectacle[Interprétation personnelle ?].

### Raisons possibles du changement

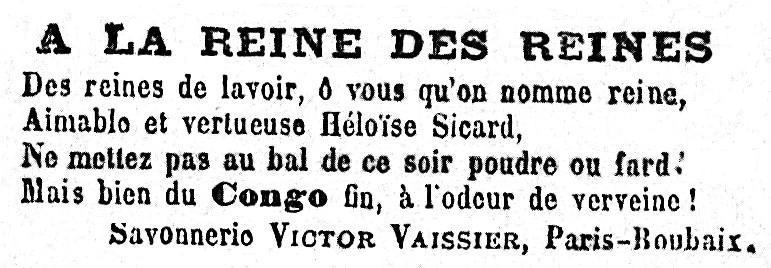
Publicité 8 mars 1891.

Plusieurs raisons peuvent être envisagées :
Lors de la Mi-Carême 1890 avait brillé une nouveauté : une cavalcade organisée par le Marché du Temple, qui avait notamment rendu visite aux sièges de grands journaux parisiens. L'idée d'organiser un cortège des lavoirs l'année d'après à la Mi-Carême 1891, avec les très actives blanchisseuses dont c'est la fête, vient probablement de là.
Les Maîtres de lavoirs ont peut-être aussi voulu :
Transformer la Mi-Carême en spectacle de prestige et vitrine publicitaire.
Réduire l'espace que les femmes contrôlent.
Dans les années 1890 et autour d'elles, la pression des femmes pour acquérir de nouveaux droits, espaces d'expression et libertés, connaît des avances significatives, même en termes symboliques.
En 1897, par exemple, pour la première fois une femme intègre comme élève l'École des Beaux-Arts de Paris.
On débat de la possible entrée des femmes en politique.
Devant l'avancée féminine générale, les hommes qui dirigent les lavoirs ont pu, en réaction, souhaiter priver les femmes de la maîtrise de la Mi-Carême.
Ils ont pu aussi souhaiter ainsi liquider le réseau des reines échappant au contrôle des maîtres de lavoirs, pour prévenir sa possible transformation en réseau revendicatif des blanchisseuses. Qui ont déjà commencé à l'époque à se syndiquer. En février 1889, cinq ans à peine après la loi de 1884 autorisant les syndicats professionnels, une assemblée de cinq cents blanchisseuses parisiennes décide la fondation d'une chambre syndicale des blanchisseuses. Et en juin 1890, un conflit social dur et bref entre les maîtres de lavoirs et les blanchisseuses se solde par le recul précipité des patrons. Dans la foulée, les blanchisseuses en mouvement, voulant obtenir plus encore, créent un « comité de résistance » composé de vingt-huit dames « pour résister à l'augmentation du prix des places et poursuivre une campagne en vue d'obtenir du Conseil municipal, l'établissement de lavoirs municïpaux. » C'est-à-dire parvenir à la liquidation des maîtres de lavoirs.
Le rôle d'éléments extérieurs aux lavoirs n'est pas non plus à négliger dans l'évolution suivie par l'organisation de la Mi-Carême : politiques et presse en particulier. Le Petit Journal, premier soutien de l'initiative des maîtres de lavoirs a certainement joué un rôle. Habitué de la publicité, soutien traditionnel et sans doute intéressé de la Mi-Carême, il a peut-être même été à l'origine de la transformation de la fête des blanchisseuses en autre chose. La mise en scène nécessitant d'en attribuer l'origine à celles-mêmes qui en étaient spoliées : la paternité du changement et de la cavalcade de 1891 est attribuée cette année-là à une « Société des ouvriers et ouvrières en blanchisserie ». Six ans plus tard, Le Petit Journal n'a plus besoin de travestir la vérité et évoque uniquement en qualité d'organisateurs le « comité des maîtres de lavoirs ».

### Galerie de portraits des 51 Reines des Reines de Paris élues pour la Mi-Carême
De 1891 à 1939 inclus, en comptant les scissions, révocations ou abdications, Paris voit élire 51 Reines des Reines de la Mi-Carême. Cette galerie présente les noms, prénoms et visages des 51 Reines des Reines de Paris.

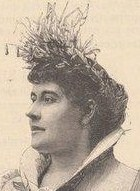
Louise Sicard 1891
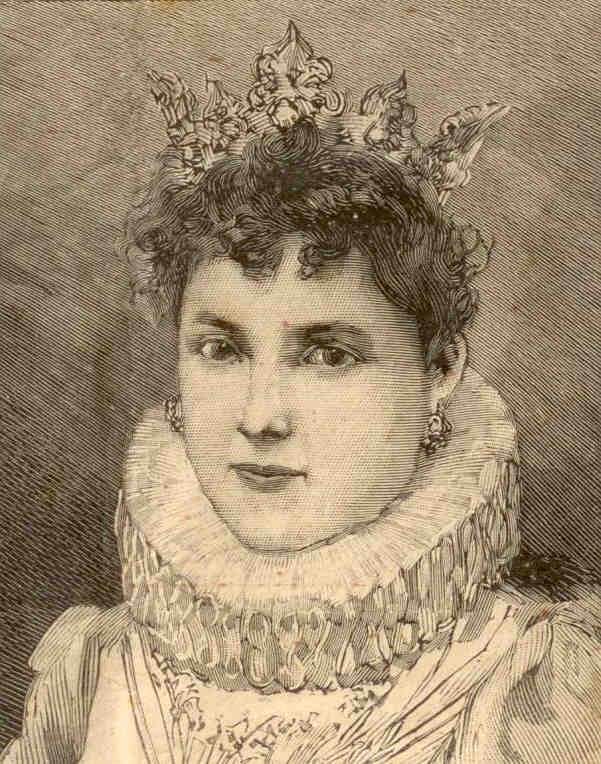
Henriette Delabarre 1892
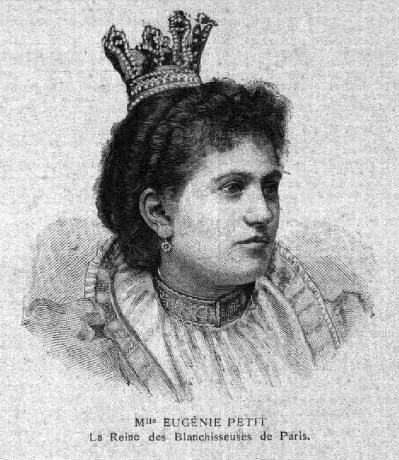
Eugénie Petit 1893
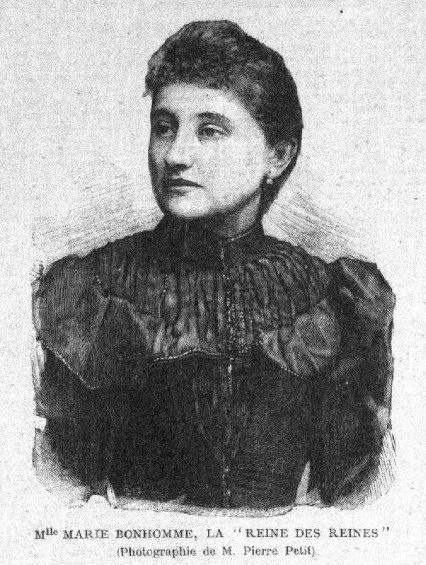
Marie Bonhomme 1894
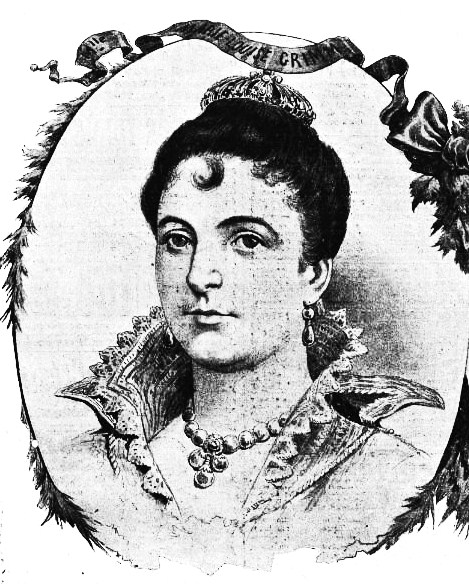
Marie-Louise Grimm 1895
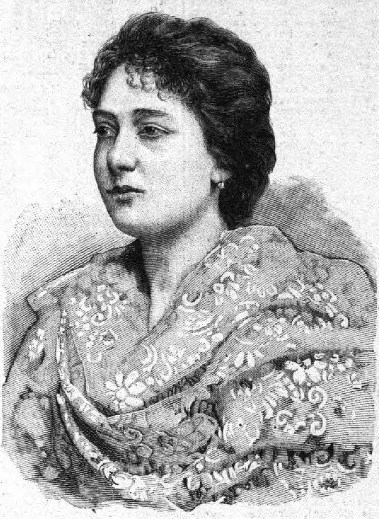
Henriette Dufoulloy 1896
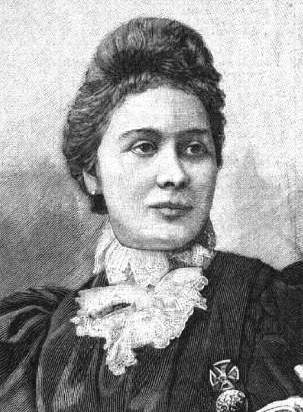
Marie Schœnacker 1897
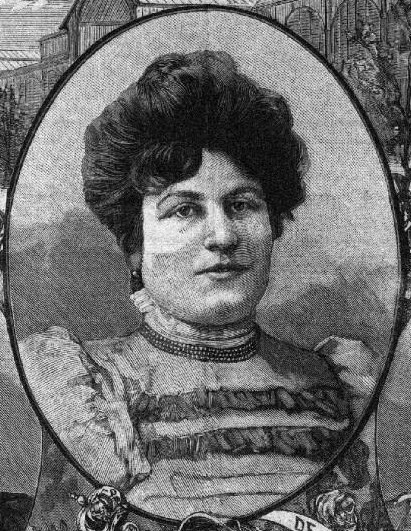
Maria Bourdillon 1898
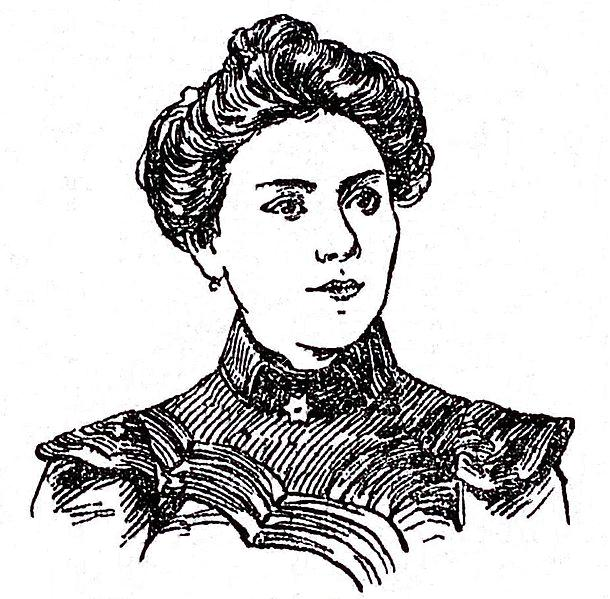
Charlotte Proisy 1899
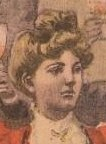
Clotilde Ozouf 1900
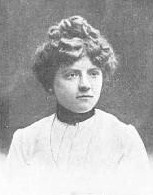
Eugénie Romelotte 1901 (presque aussitôt déchue[256])
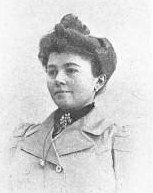
Marie Marlin-Poirier 1901 (remplace Eugénie Romelotte[257])
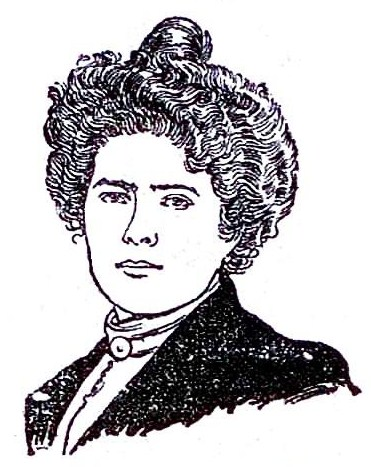
Berthe Roche 1902 (rive droite[258])
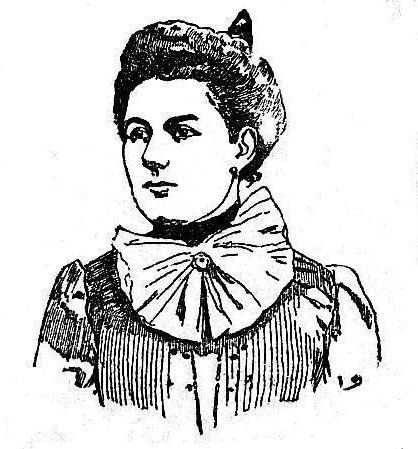
Lucie Le Péru 1902 (rive gauche[259])
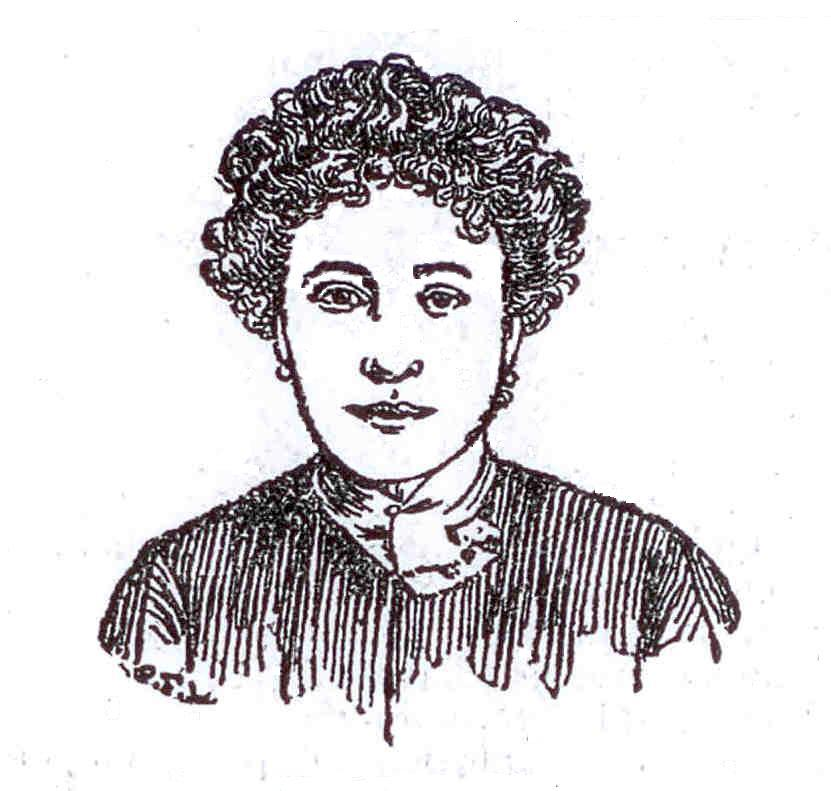
Marie Missiaux 1903 (rive droite[260],[261])
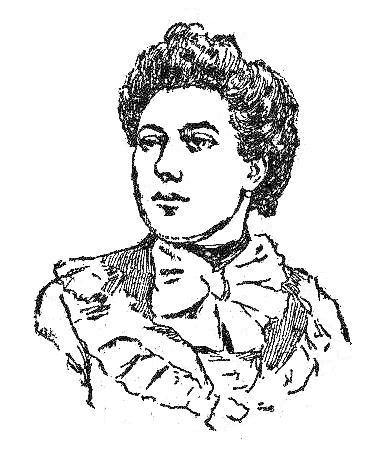
Jeanne Troller 1903 (rive gauche[262])
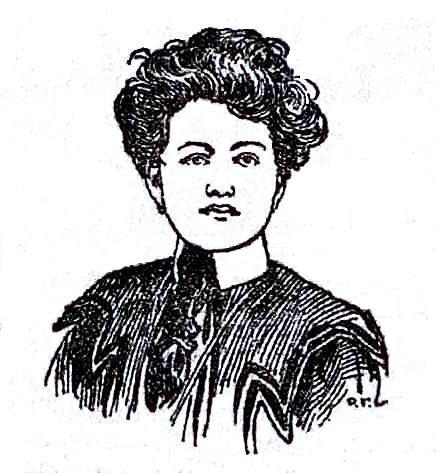
Jeanne Leclinf 1904 (rive droite[263])
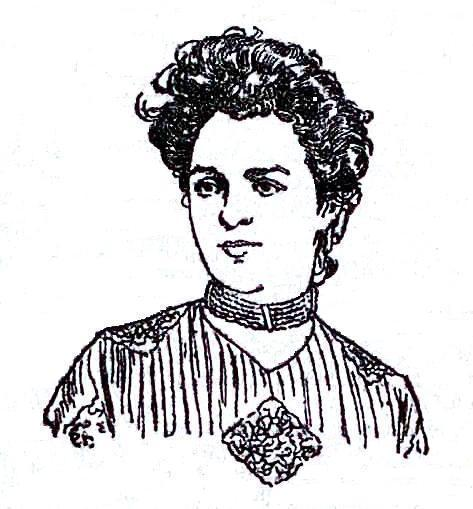
Sarah Balmadier 1904 (rive gauche[263])
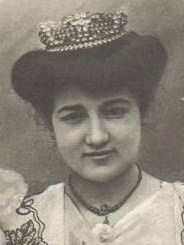
Jeanne Troupel 1905 (rive droite[264])
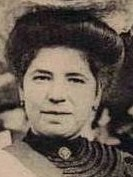
Pauline Toyer 1905 (rive gauche[265])
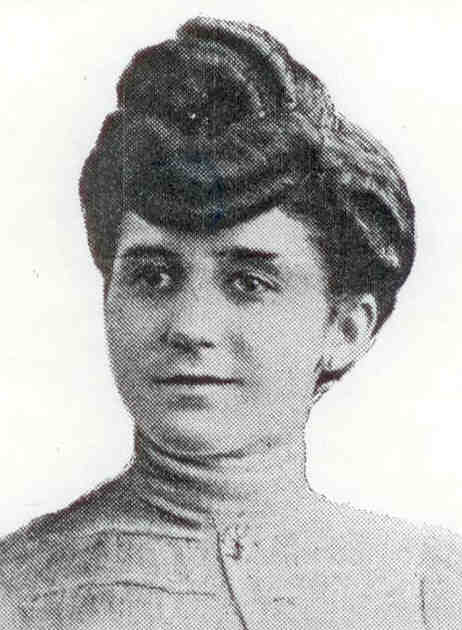
Rosa Blanche 1906
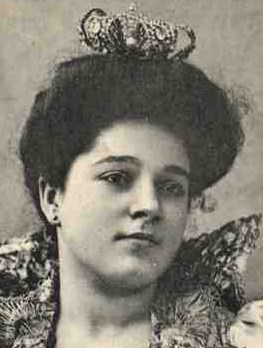
Georgette Juteau 1907
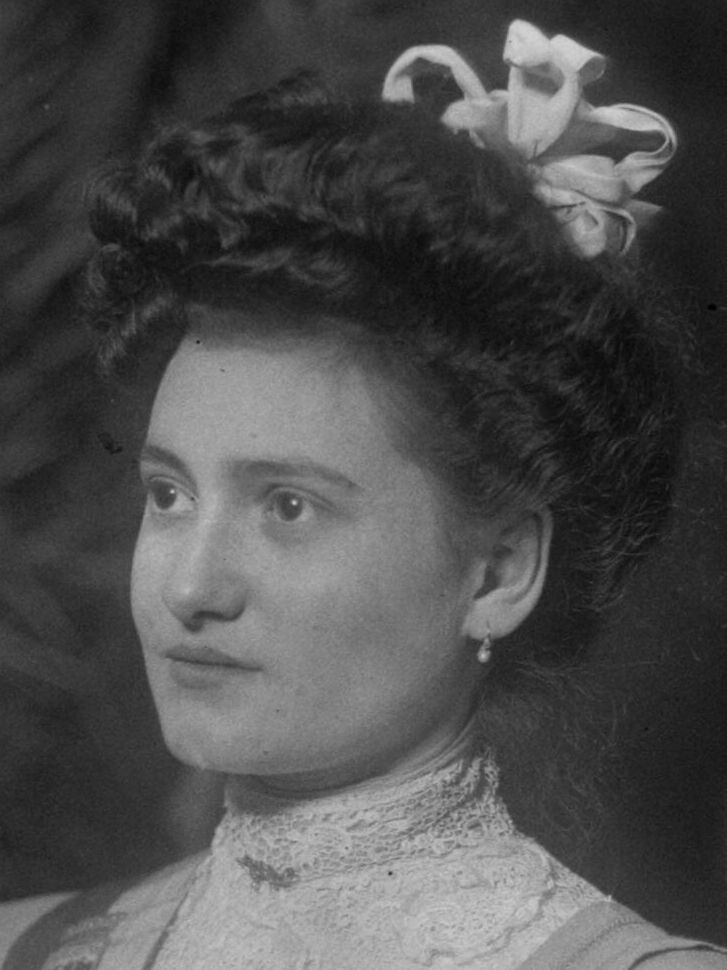
Fernande Morin 1908
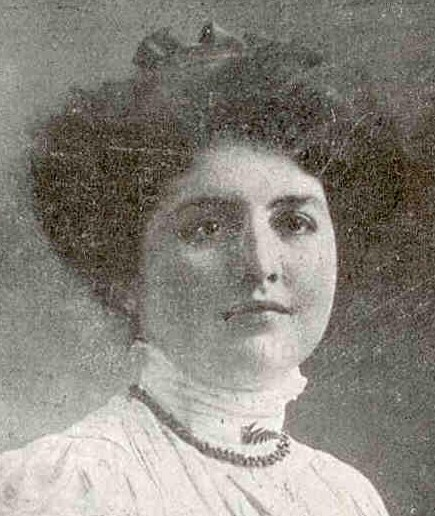
Augustine Orlhac 1909
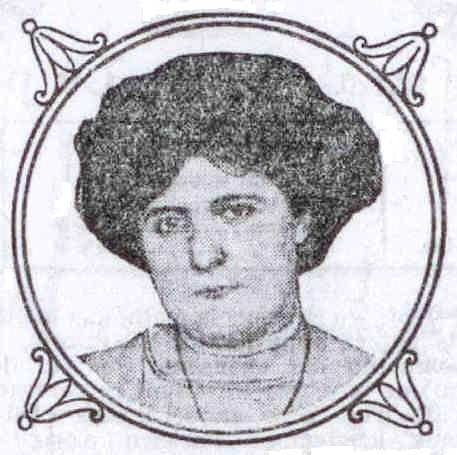
Thérèse Choque 1910
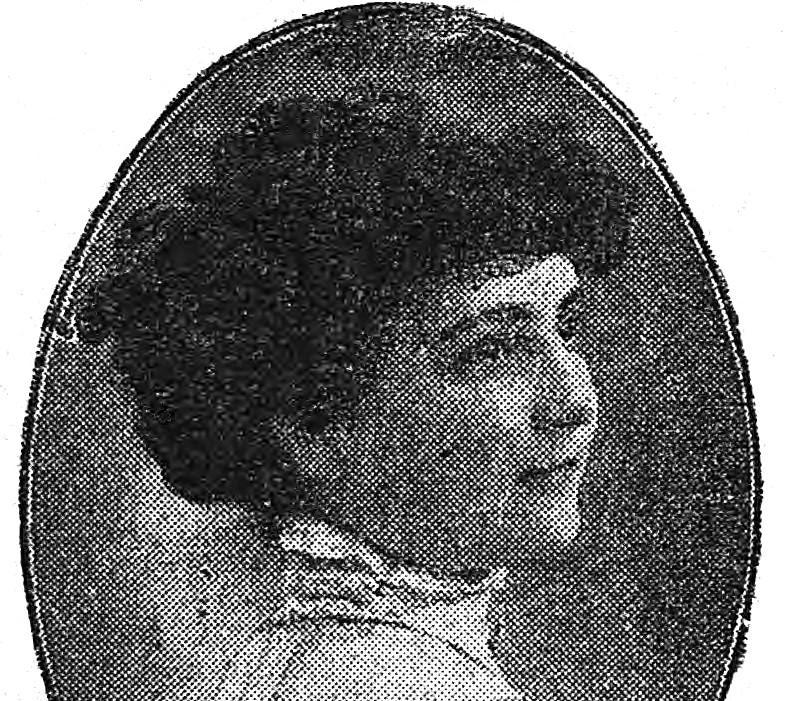
Élisa Gaillard 1910 (remplace Thérèse Choque[270])
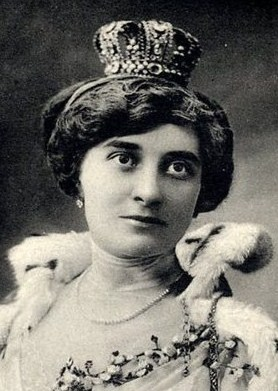
Jeanne Quéru 1911
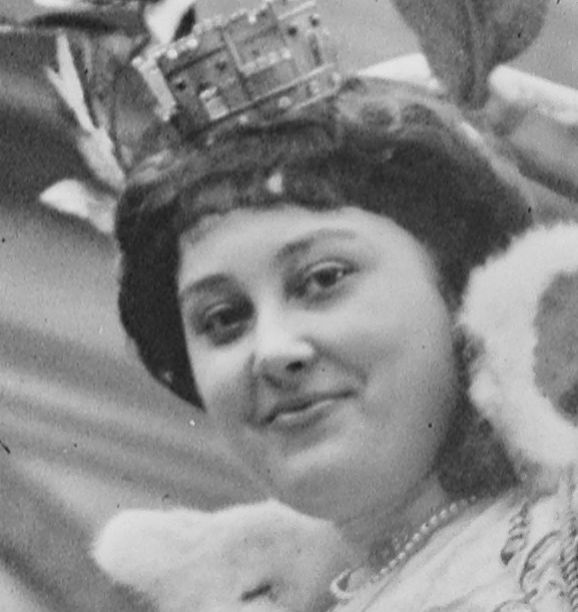
Marcelle Paradeis 1912
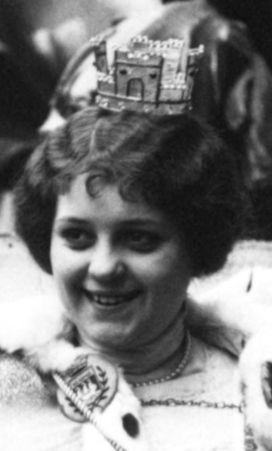
Germaine Brégnat 1913
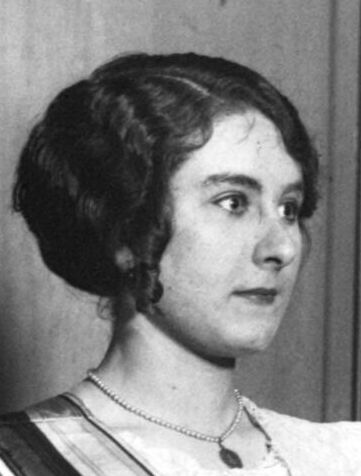
Marcelle Guillot 1914
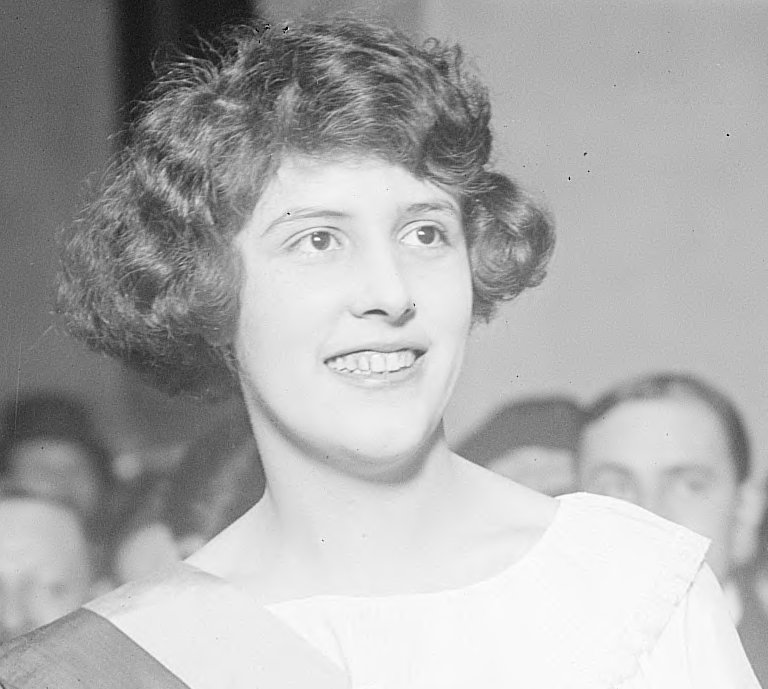
Lucie Bataille 1920
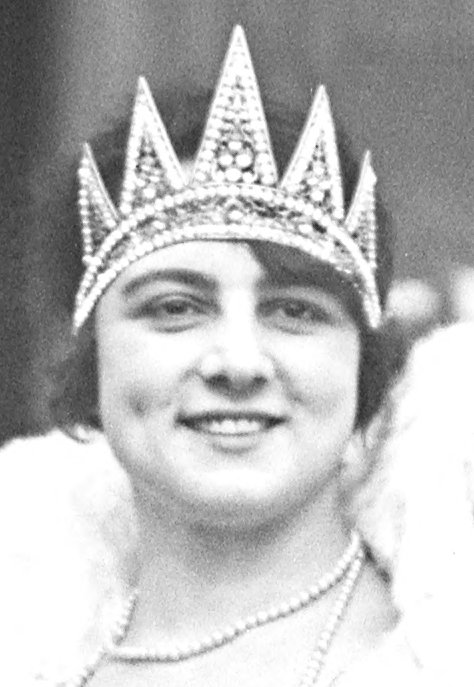
Yvonne Béclu 1921
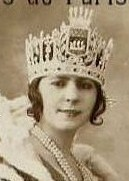
Germaine Buchet 1922
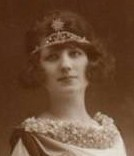
Jeanne Cron 1922 (remplace Germaine Buchet[278])
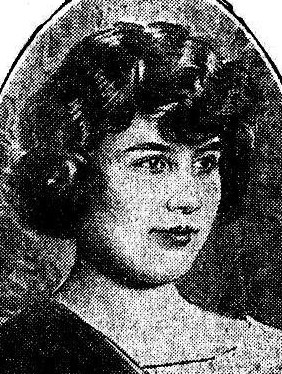
Geneviève Durand 1923 et 1924
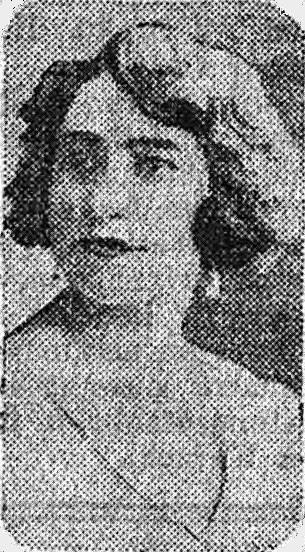
Jeanne Champ 1924
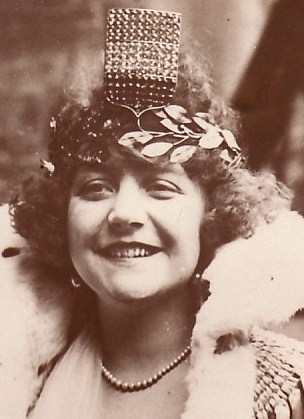
Georgette Fraigneux 1925
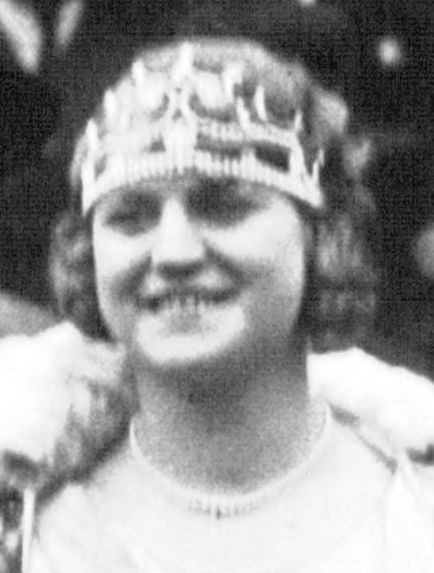
Mathilde Isembart 1926
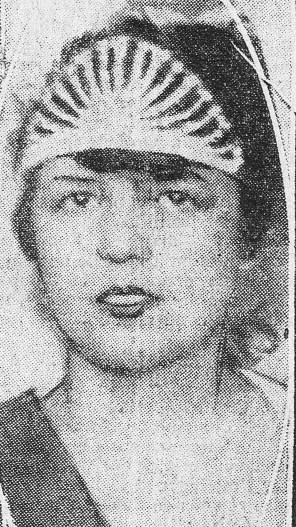
Aline Lesage 1927
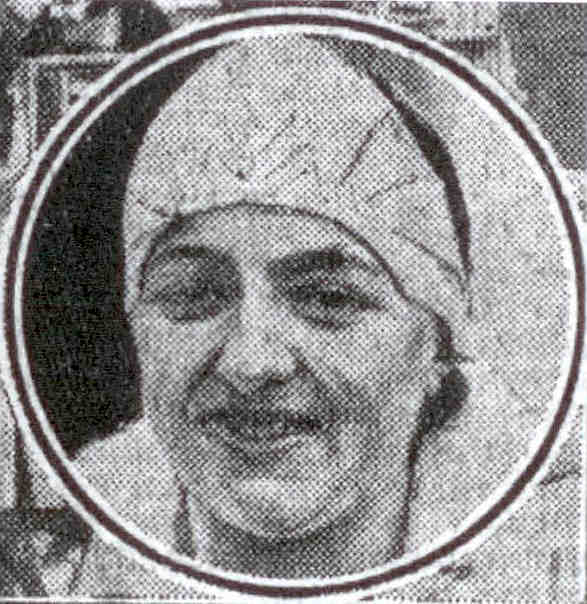
Paulette Cayet 1928
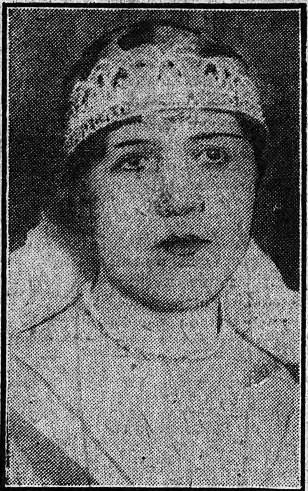
Suzanne Petauton 1929
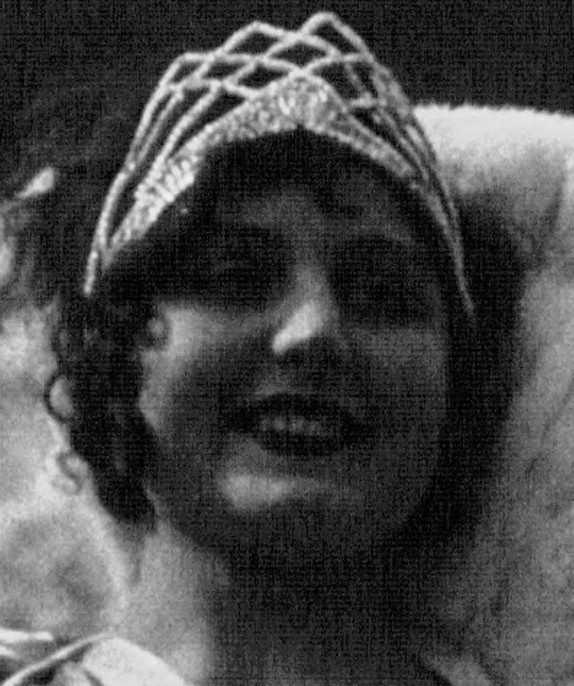
Rolande Risterucchi 1930
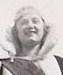
Lucienne Clément 1931
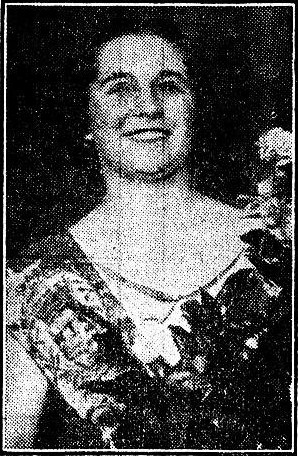
Simone Clément 1932
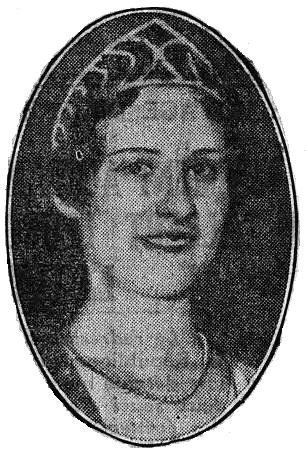
Raymonde Nieuwensteed 1933
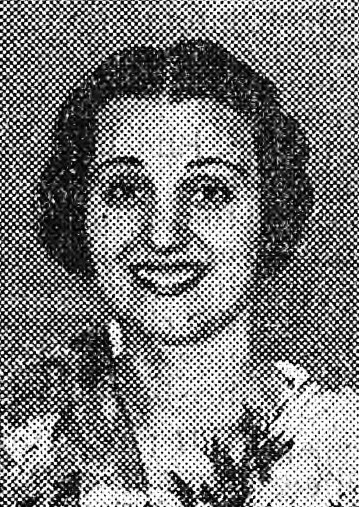
Lise Brousseaud 1934
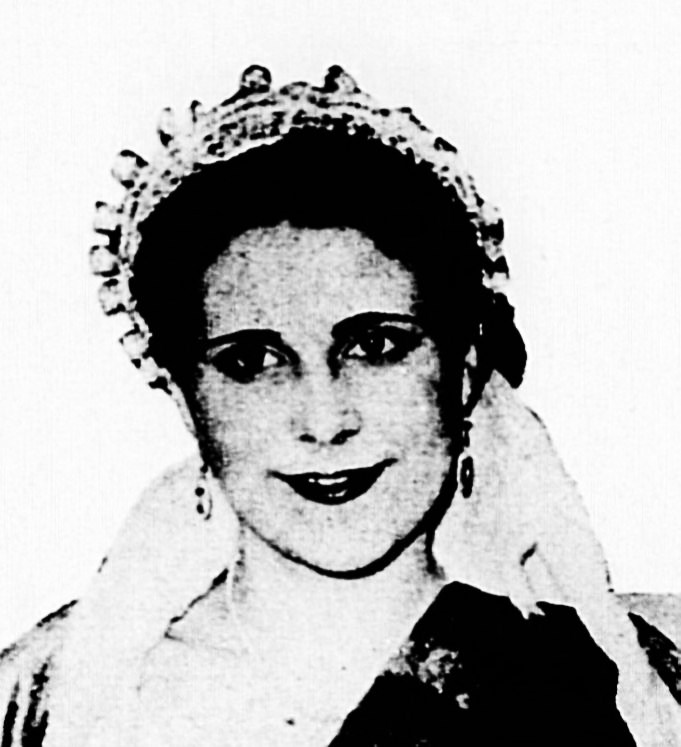
Francine Constance 1935[291],
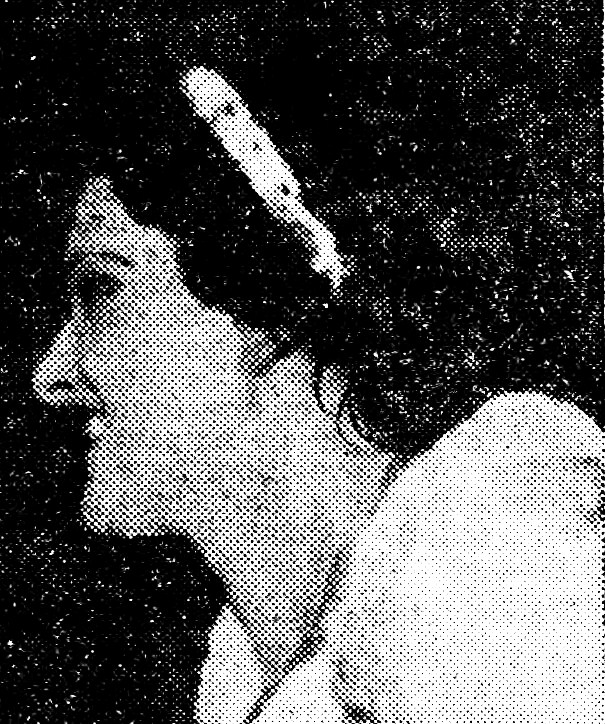
Gilberte Soubirat 1936
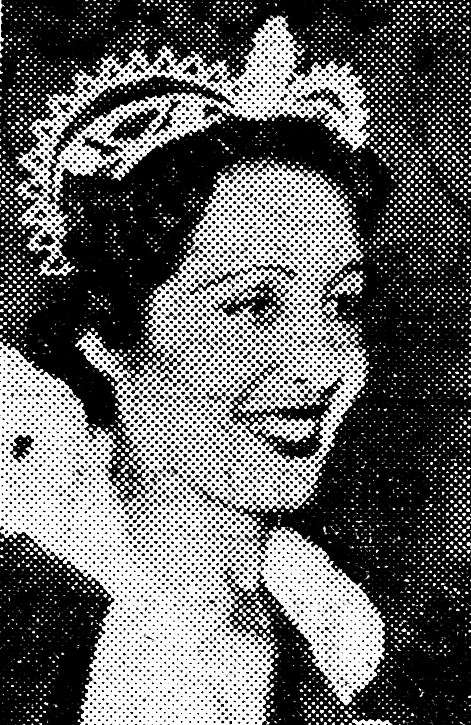
Fernande Botton 1937
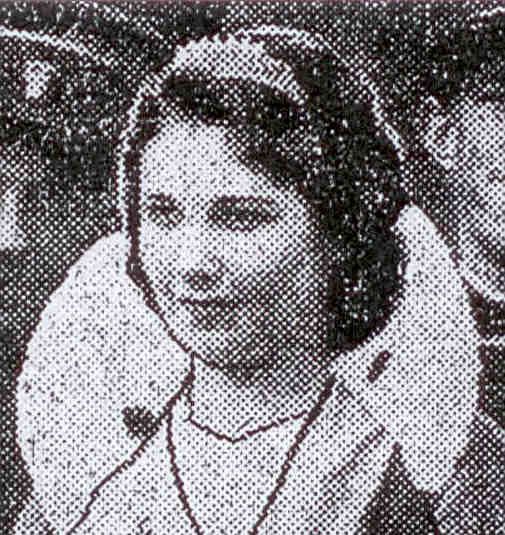
Hélène Capron 1938
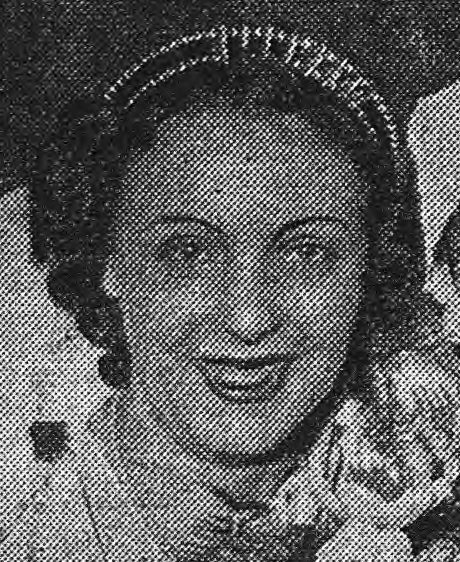
Odette Vercheval 1939

### Les femmes exclues de l'organisation de leur fête
Extrait du programme de 1892 :
Programme de la fête populaire de la Mi-Carême 1892
Approuvé par la Reine des Reines Mademoiselle Henriette Delabarre
Comité :
Président d'honneur : M.Villard, Président de la Société centrale du Travail professionnel. — Président : M.Morel, Président de la Chambre syndicale des Lavoirs de Paris. — Vice-Présidents : M.Rancès, vice-président de l'Association des Étudiants ; M.Merwart, de l'Association des Étudiants ; M.Rémy Leroy, vice-président de la Chambre syndicale des blanchisseurs. — Secrétaires : MM.Semichon, Bailly, Isoard, Gaston Mayaud. — Trésorier : M.Raynal, Maître de Lavoir. — Commissaires : Vacquerie, Muller. — Membres du Jury : MM.Gastiné, Schwob, Dehaître, Lamothe, Cuau, Delaroch, Denterbecq et les Délégués de la Presse Parisienne.

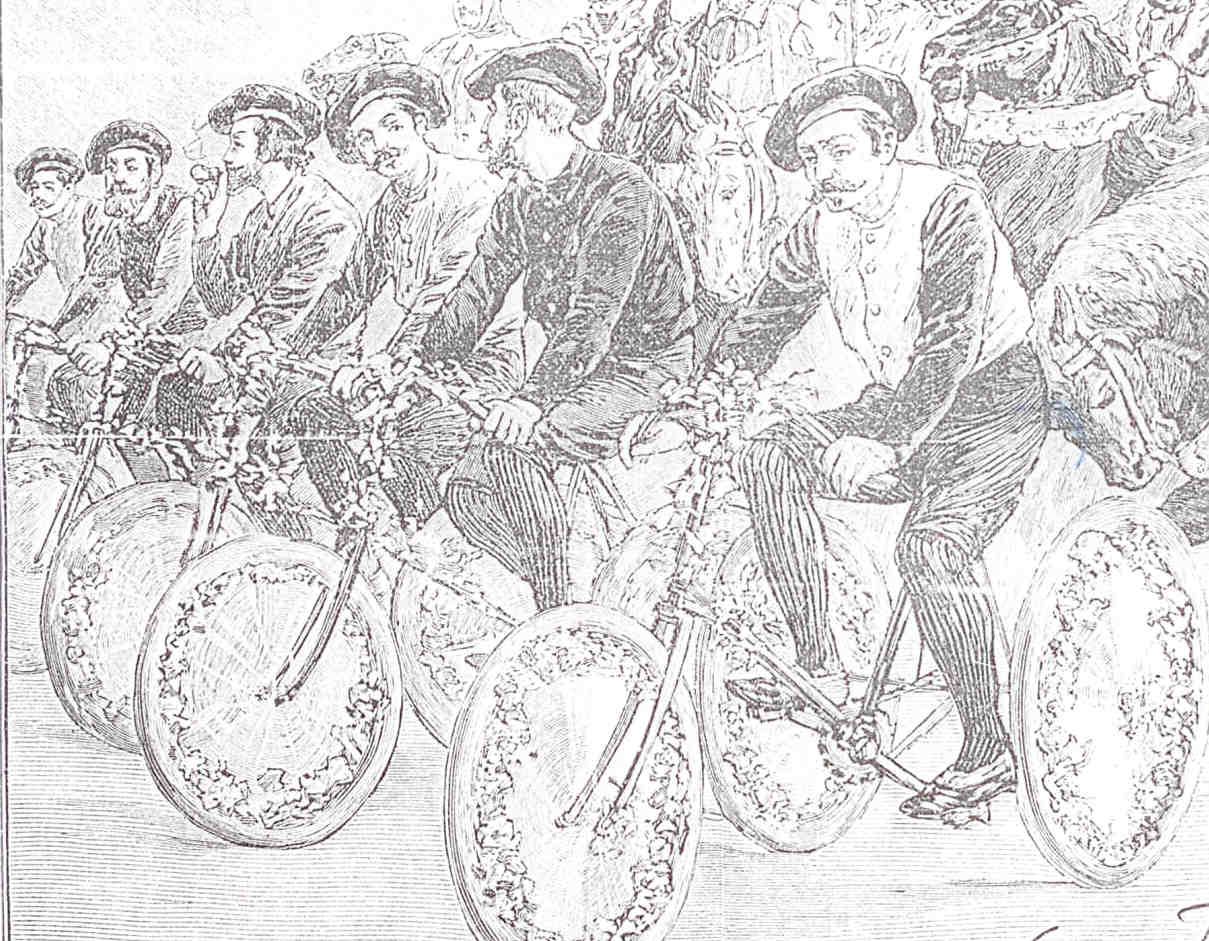
En tête du cortège des étudiants en 1893 : vélos fleuris et Faluches.

### Tentative de résistance de la fête ouvrière en 1893
En 1893, la lecture de l'Écho de Paris daté du 10 mars, nous apprend qu'il est en fait prévu pour la Mi-Carême deux cortèges des blanchisseuses. Le grand cortège, abondamment détaillé – auquel se joignent étudiants et marchés, –– de la Reine des Reines de Paris 1893 Eugénie Petit, blanchisseuse au lavoir de la Santé.
Et un autre cortège, mentionné juste en quatre lignes, sans autres précisions :
« Une autre cavalcade parcourra également Paris. Elle est organisée par la Chambre syndicale des ouvrières blanchisseuses, qui a élu reine Mlle Louise Vivien, une jolie brune de vingt ans. »
Ce cortège paraît être une tentative de riposte organisée et concurrentielle des ouvrières blanchisseuses syndiquées cherchant à reprendre à leurs employeurs le contrôle de la fête traditionnelle de la Mi-Carême.

### 1893: convergences sociales

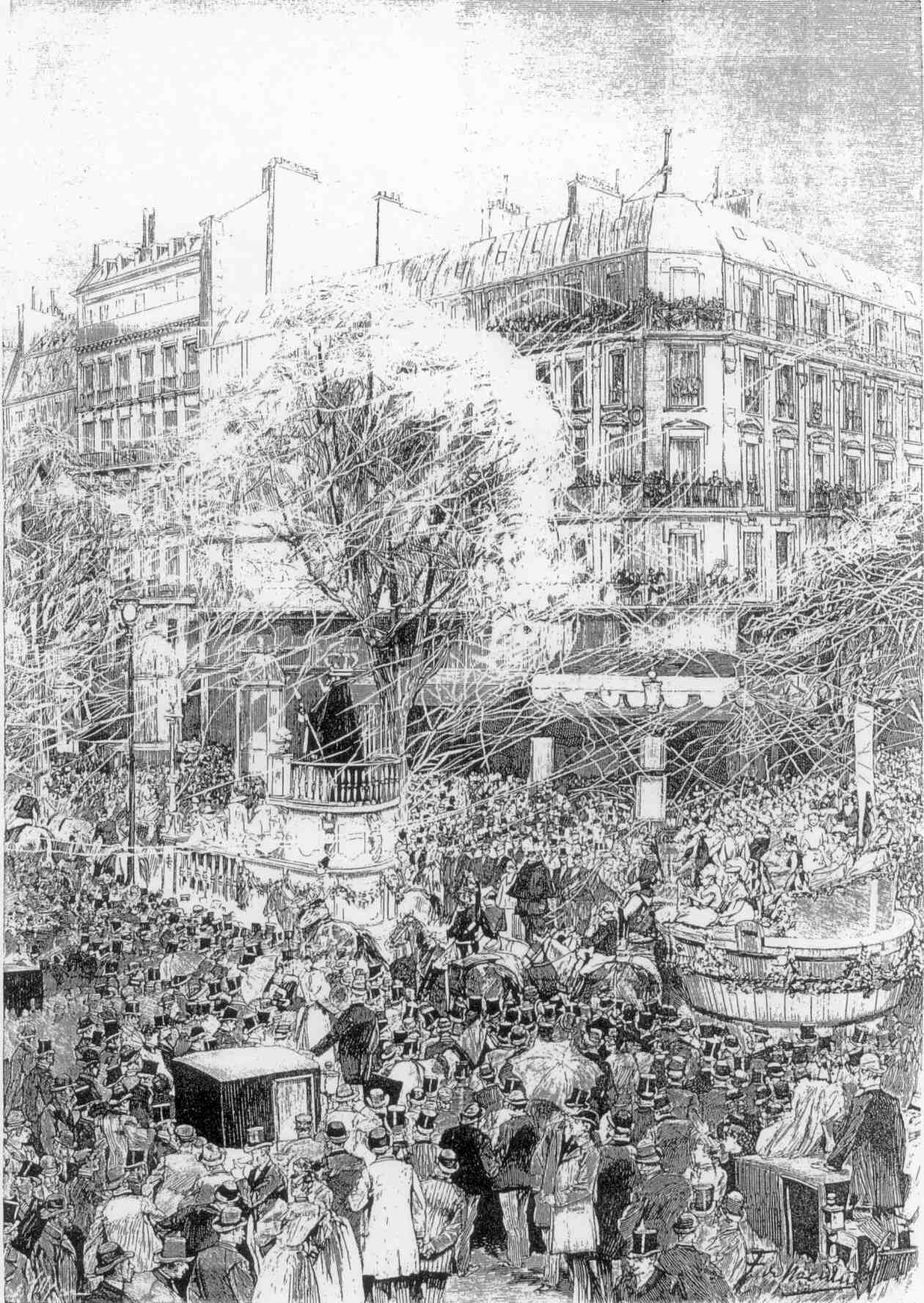
La cavalcade de la Mi-Carême 1893 défile sous les serpentins géants emmêlés dans les arbres dénudés des grands boulevards parisiens.

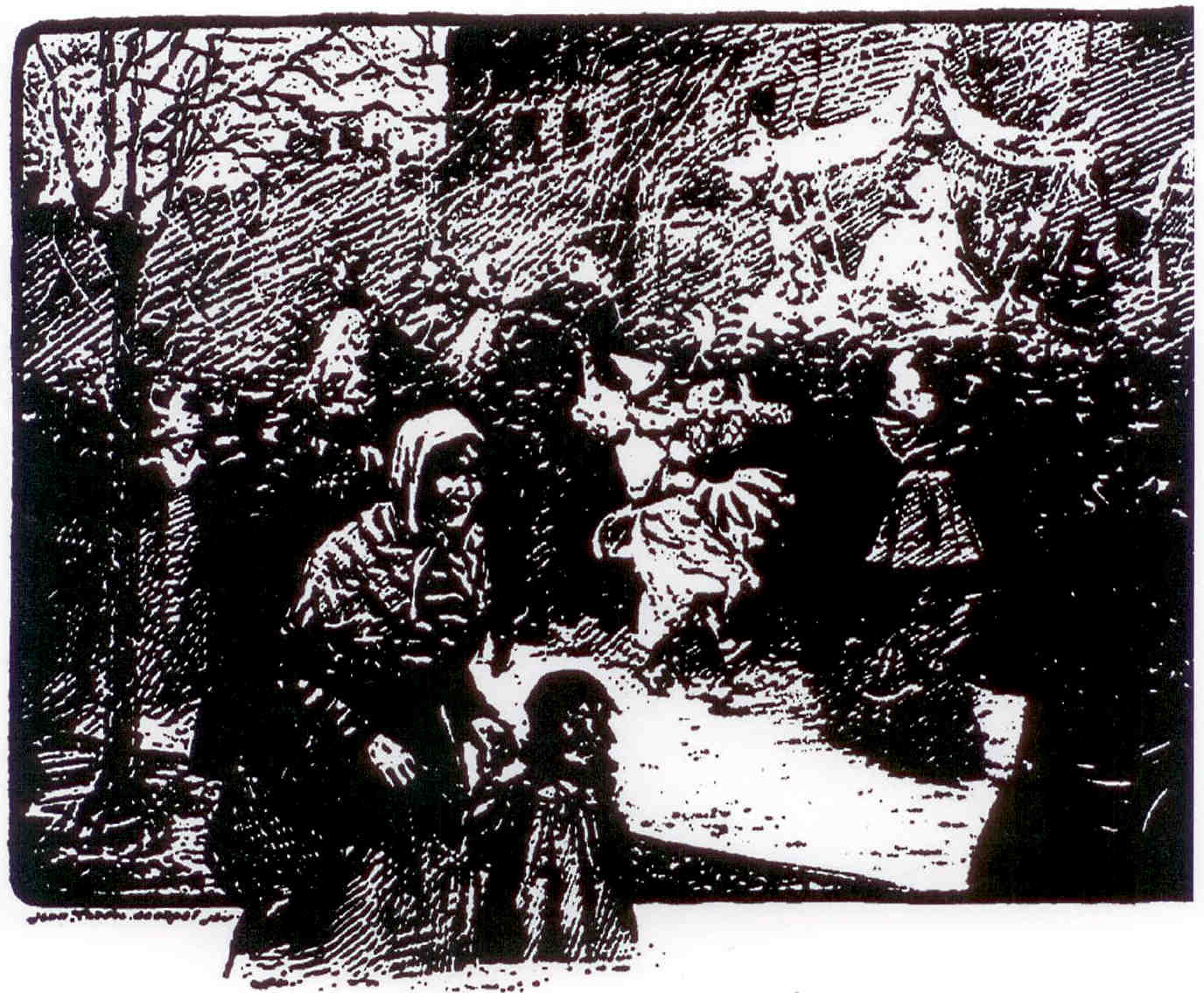
Une femme pauvre et son enfant passent devant la foule en liesse de la Mi-Carême 1894.

Quand les très populaires étudiants parisiens annoncent en 1893 qu'ils vont se joindre au cortège des blanchisseuses, François Coppée les salue avec un poème : Aux étudiants pour leur Cavalcade de la Mi-Carême. Il les encourage à célébrer la Mi-Carême comme « le bon peuple naïf » et danser avec les blanchisseuses.
Le 9 mars, sur les grands boulevards, trois cortèges défilent pour la Mi-Carême : de la reine des reines, de la reine du Temple (le marché du Carreau du Temple) et de la reine du syndicat (de l'Alimentation parisienne).
Les étudiants de Paris, avec l'armée du chahut, organisation qui a fait une première apparition très discrète l'année précédente, remporte un succès immédiat.
Le journal Le Temps relève à cette occasion que :
L'armée du chahut avec son orchestre de bigophones et ses vendeuses en chapeau miss Helyett du journal En Arrière, forment un ensemble des plus réjouissants.
À la Mi-Carême suivante, le 1er mars 1894, les étudiants sont toujours présents et François Coppée leur écrit à nouveau un poème.
On remarque[style à revoir], dans leur défilé : les chats mousquetaires à cheval d'Alfort[source insuffisante], la rosière du XXIe arrondissement de Paris (un jeune homme travesti), etc.
Ainsi, à la Mi-Carême, à partir de 1893] les extrémités sociales se touchent. Défilent ensemble les étudiants, issus de familles privilégiées, les employés des marchés et de l'alimentation et les femmes des lavoirs, représentants les couches populaires les plus modestes.
À partir de ce moment, si ce n'est déjà avant, la Mi-Carême devient la grande fête des étudiants parisiens. Et le reste au moins une cinquantaine d'années. On rencontre la dernière importante participation étudiante à la Mi-Carême le 28 mars 1946.
Le long de toutes ces années, les étudiants élisent souvent leurs reines, pourvues d'un titre spécial qui varie : Lisette des étudiants, etc. Il existait déjà vers 1840-1850 une reine des étudiantes parisiennes. Émile de Labédollière, qui en parle dans un ouvrage général sur Paris, ne précise pas si la reine des étudiantes avait un rapport avec la Mi-Carême :
Avant 1830, les étudiants l'adoptèrent (le bal de la Grande-Chaumière), ainsi que leurs sémillantes compagnes, parmi lesquelles brillait Clara Fontaine, qui fut couronnée la reine des étudiantes ; elle était née à Bordeaux, le 25 janvier 1820, et, pendant plusieurs années, cette belle brune à la taille cambrée trôna sans conteste à la Grande-Chaumière. Qu'est-elle devenue ? nous l'ignorons ; mais elle peut être considérée comme une des créatrices de la danse échevelée.

### Programme de la Mi-Carême des étudiants de Paris, en 1895

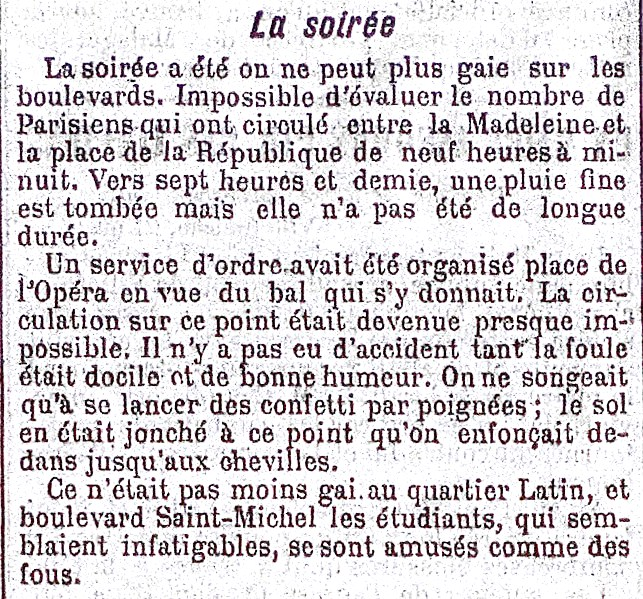
Échos de la Mi-Carême 1895 à Paris.

Extrait de La Presse, 18 février 1895, page 1 :
Le comité central des étudiants vient d'arrêter, en ce qui le concerne, le programme de la cavalcade de la Mi-Carême.
Rendez-vous place de la Sorbonne. Départ à onze heures pour le boulevard Saint-Michel, les rues de Médicis et de l'Odéon, le boulevard Saint-Germain. Fusion, au Cours-la-Reine, avec la cavalcade des blanchisseuses.
À l'arrivée du cortège, place de l'Hôtel-de-Ville, simulacre d'une course de taureaux, défilé devant le char de la reine des reines et rentrée au quartier latin.
Le soir, place du Panthéon, autodafé du « Prince Carnaval » ; à sept heures, grand dîner fraternel à l'hôtel des Sociétés savantes, rue Serpente, et grand bal auquel la reine des reines est invitée.

### La Mi-Carême 1895 dans un lavoir

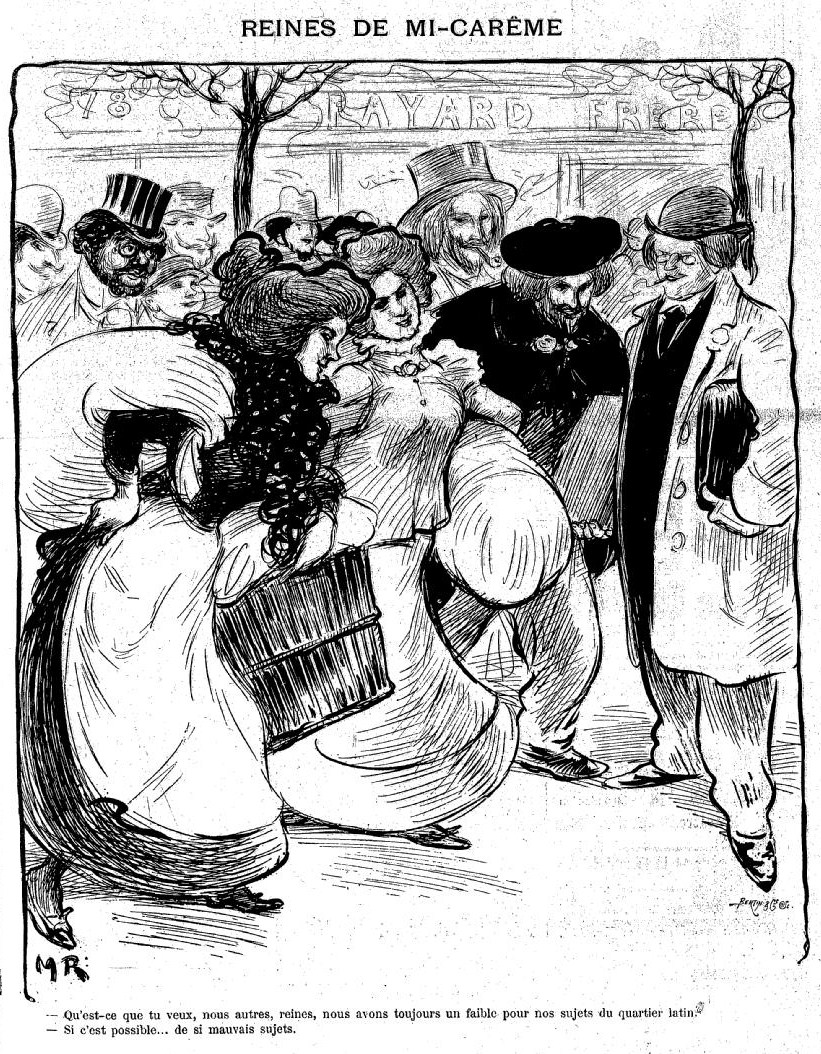
Dessin datant de 1899, se moquant des reines et leur penchant pour les étudiants.

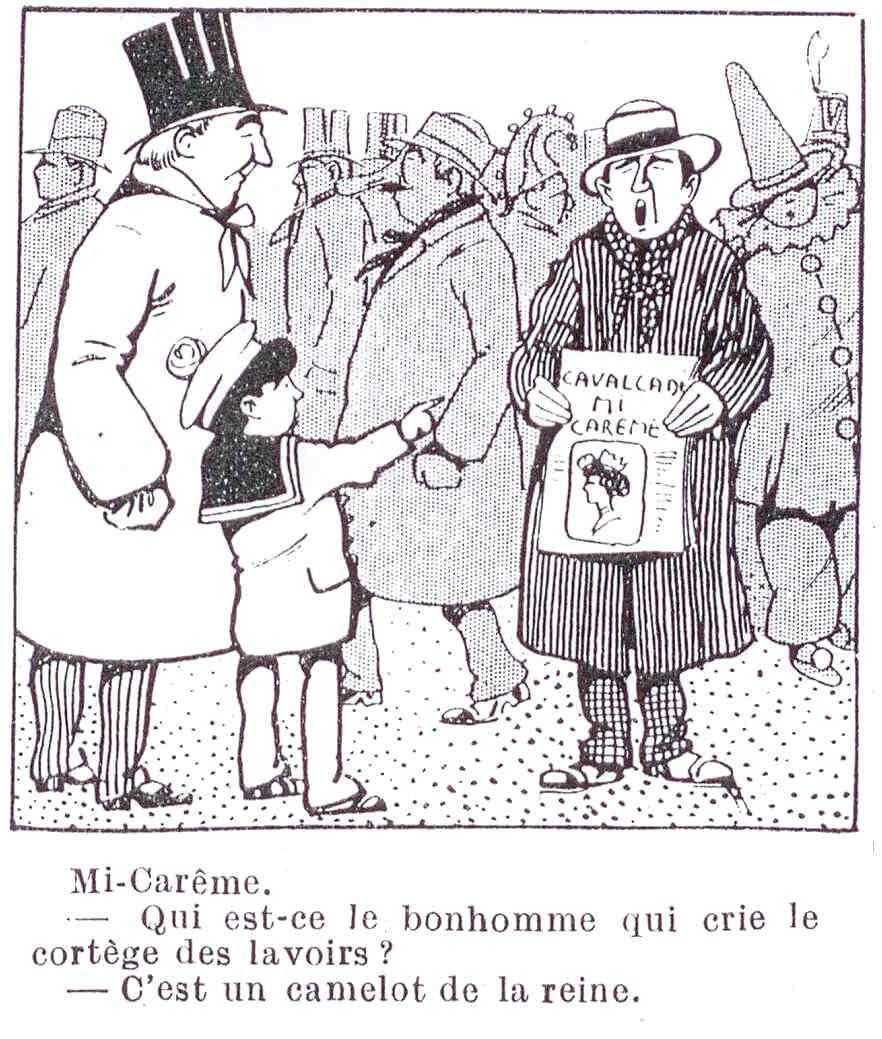
Dessin comique datant de 1909, où voit que le cortège de la Mi-Carême est toujours appelé cortège des lavoirs.

### Blanchisseuses et étudiants invités au bal de l'Opéra en 1896
Julius écrit, le 8 mars 1896, dans La Revue diplomatique :
Le quatrième grand bal masqué de la saison aura lieu à l'Opéra le jeudi de la Mi-Carême, 12 mars. Le grand succès du bal du samedi gras fait présager une fête encore plus brillante et plus animée.
L'administration s'est entendue avec le cortège des étudiants et celui de la reine des blanchisseuses qui entreront solennellement à l'Opéra, le 12 mars, à minuit.
Nous donnerons prochainement le programme complet de ce dernier bal où les attractions et les surprises ne manqueront pas.

### Les étudiants au Moulin Rouge en 1897

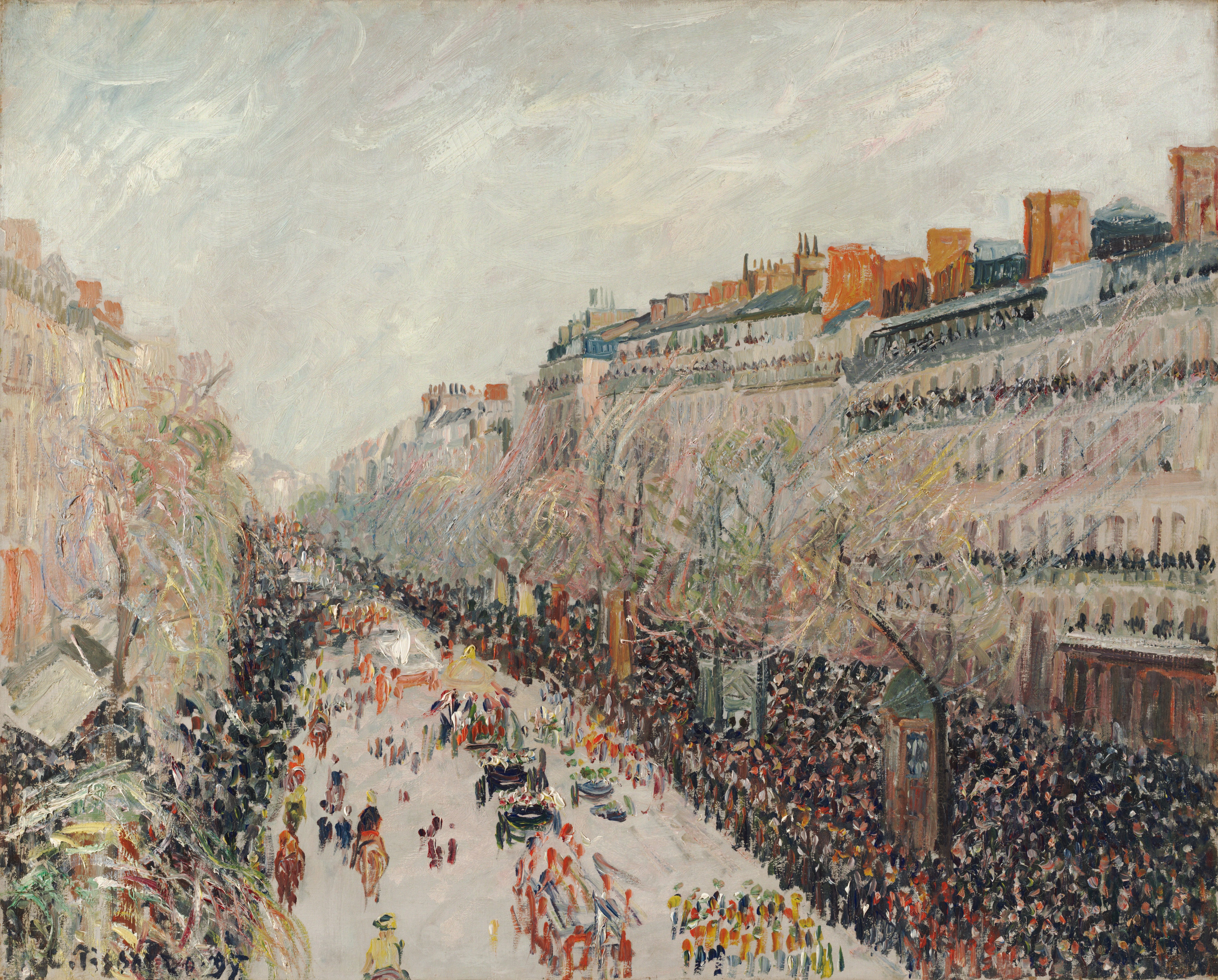
La Mi-Carême sur les boulevards, huile sur toile, Camille Pissarro, 1897.
Harvard Art Museums.
Vue sur le boulevard Montmartre depuis une chambre du Grand Hôtel de Russie.

L’Écho de Paris écrit en 1897, à propos du soir de la Mi-Carême :
À onze heures, entrée triomphale et traditionnelle de la cavalcade des étudiants au Moulin-Rouge.

### La Mi-Carême et l'affaire Dreyfus
La Mi-Carême 1898, le 17 mars, tombe en pleine affaire Dreyfus. Le procès d’Émile Zola pour diffamation dure depuis dix jours devant la Cour d'assises de la Seine. Les dreyfusards essayent d'introduire un char politique dans le défilé festif. La Croix raconte cette tentative :
Le char du « Huis clos ». — Sans la vigilance de la police, la cavalcade aurait certainement dégénéré en bagarre.
Des dreyfusards avaient fait confectionner un immense char orné de faisceaux de fusils et de sabres de bois et surmontés d'une inscription : Huis clos. Sur ce char devaient prendre place des masques revêtus de robes d'avocats et de juges, et d'uniformes d'officiers.
La préfecture a ordonné de remiser ce char qui aurait pu s'intituler : La Discorde.
Au moment de la Mi-Carême 1899, on est toujours en pleine affaire Dreyfus. Cette fois-ci, ce sont des antidreyfusards qui manifestent. Le 9 mars, la fête leur donne l'occasion du lancer de confettis antisémites à Paris.
Le Matin rapporte cette rarissime manifestation politique dans le cadre du très neutre Carnaval de Paris :
Confetti antijuifs. — On a jeté, hier, sur les boulevards et sur divers points de Paris, en guise de confetti, des rondelles et des carrés de papier contenant des couplets antisémites ou des légendes et des portraits. La police n'a pas eu à intervenir. Cependant, deux manifestants, les nommés Alphonse Delarue, employé de commerce, demeurant 71, rue Rochechouart, et Benoît Jayet, garçon marchand de vins, ont été arrêtés pour avoir fait suivre le lancement de confetti antijuifs de propos injurieux et de cris séditieux.

### Disparition de la fête ouvrière

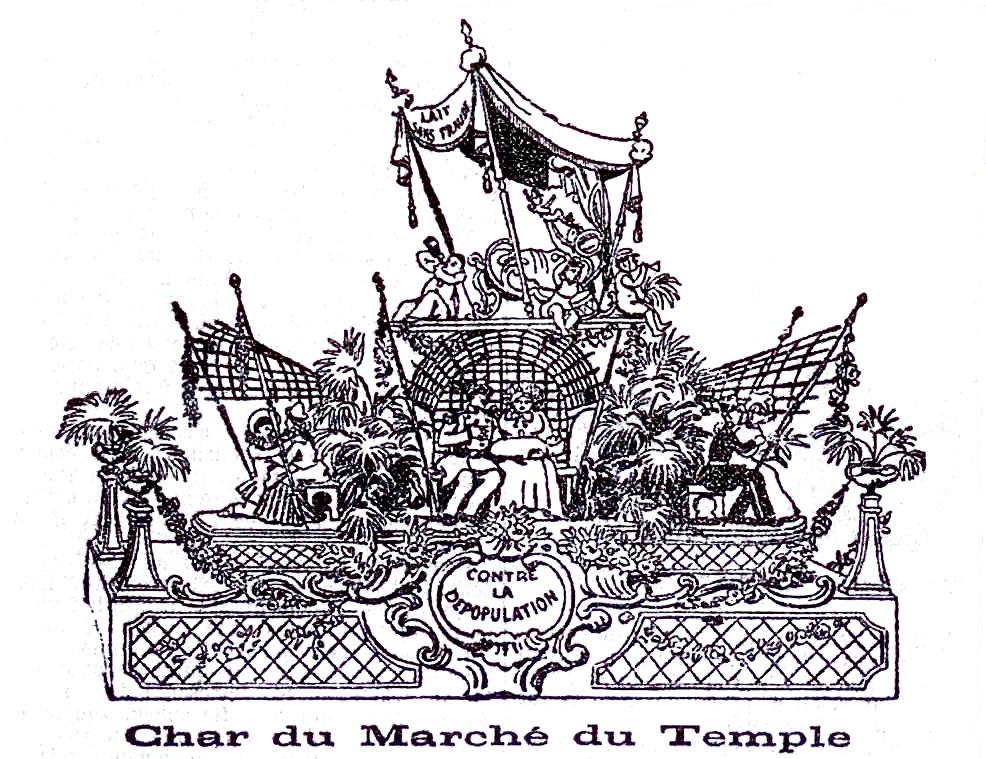
Char du Marché du Temple, 1902.

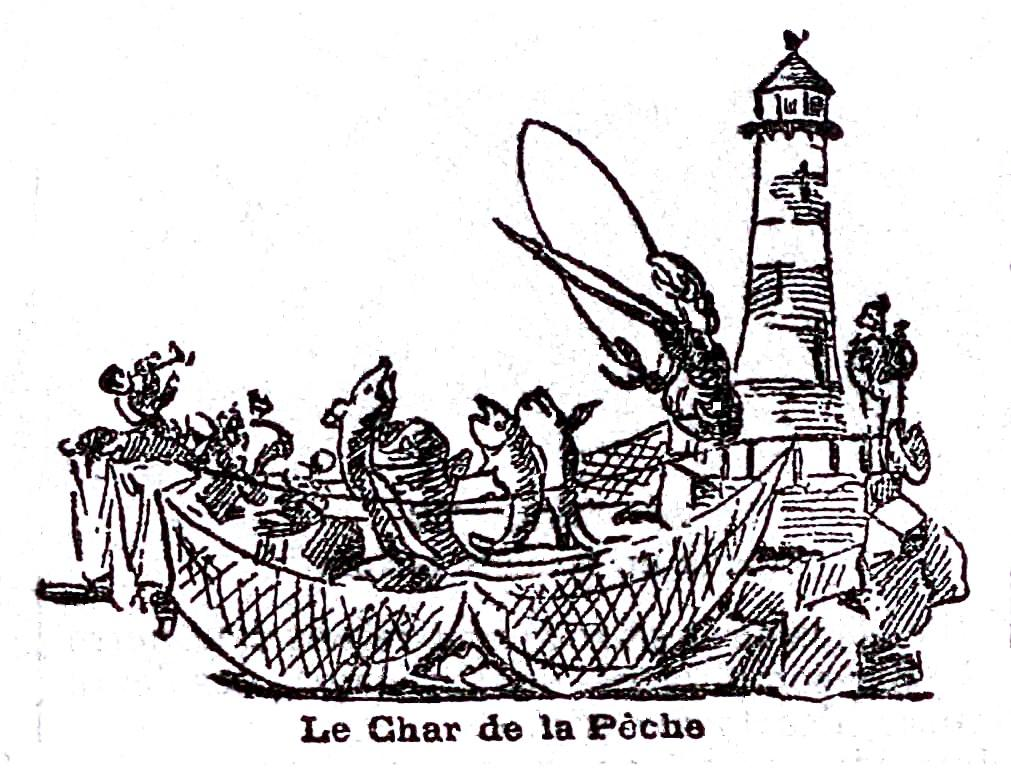
Char de la Pêche, 1900.

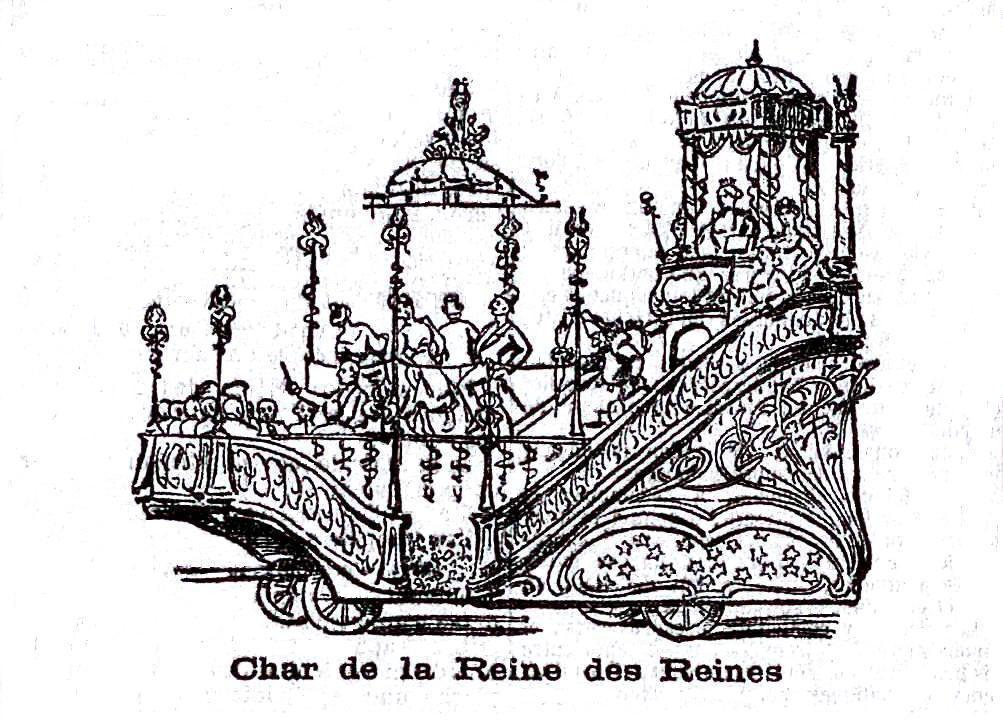
Char de Jeanne Leclinf, Reine des Reines de Paris 1904 pour la rive droite, avec un orchestre et une piste de danse.

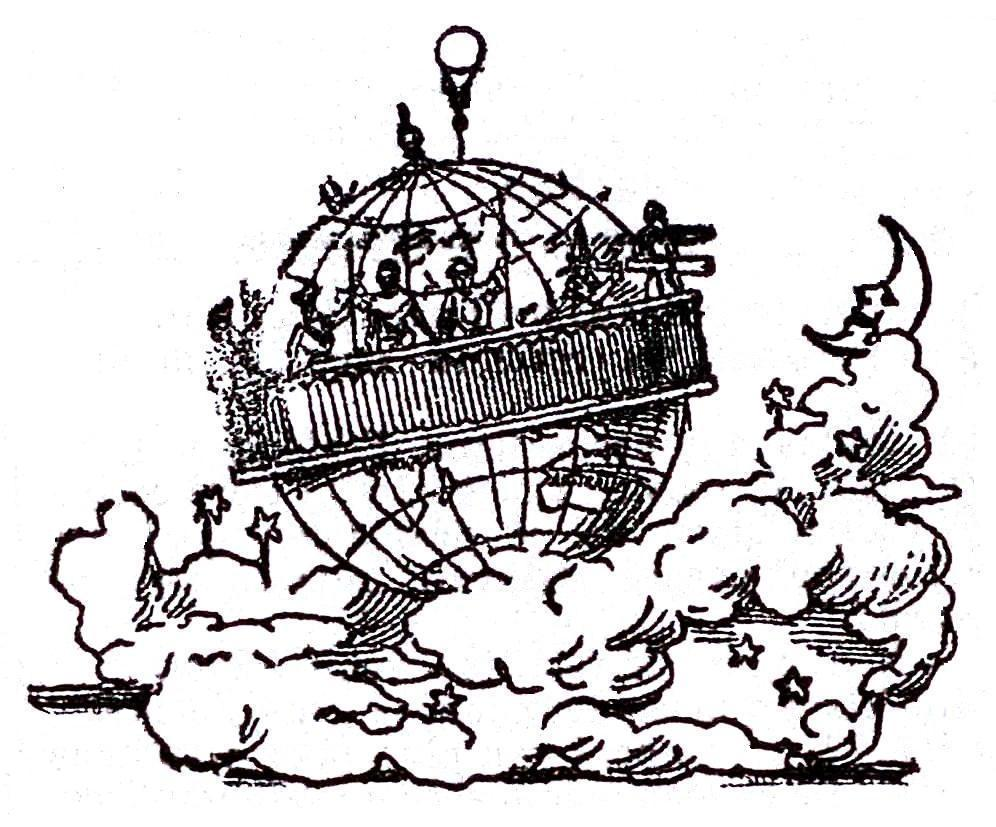
Char du Monde, 1900.

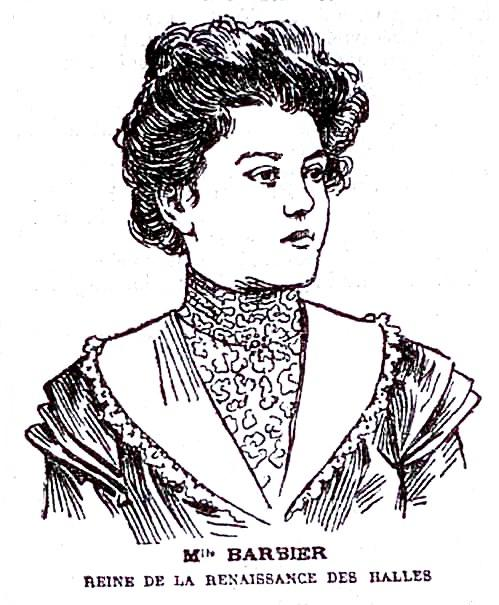
Eugénie Barbier, Demoiselle d'Honneur de Charlotte Proisy, Reine des Reines de Paris 1899. Elle est Reine de la Renaissance des Halles en 1900 et 1909.

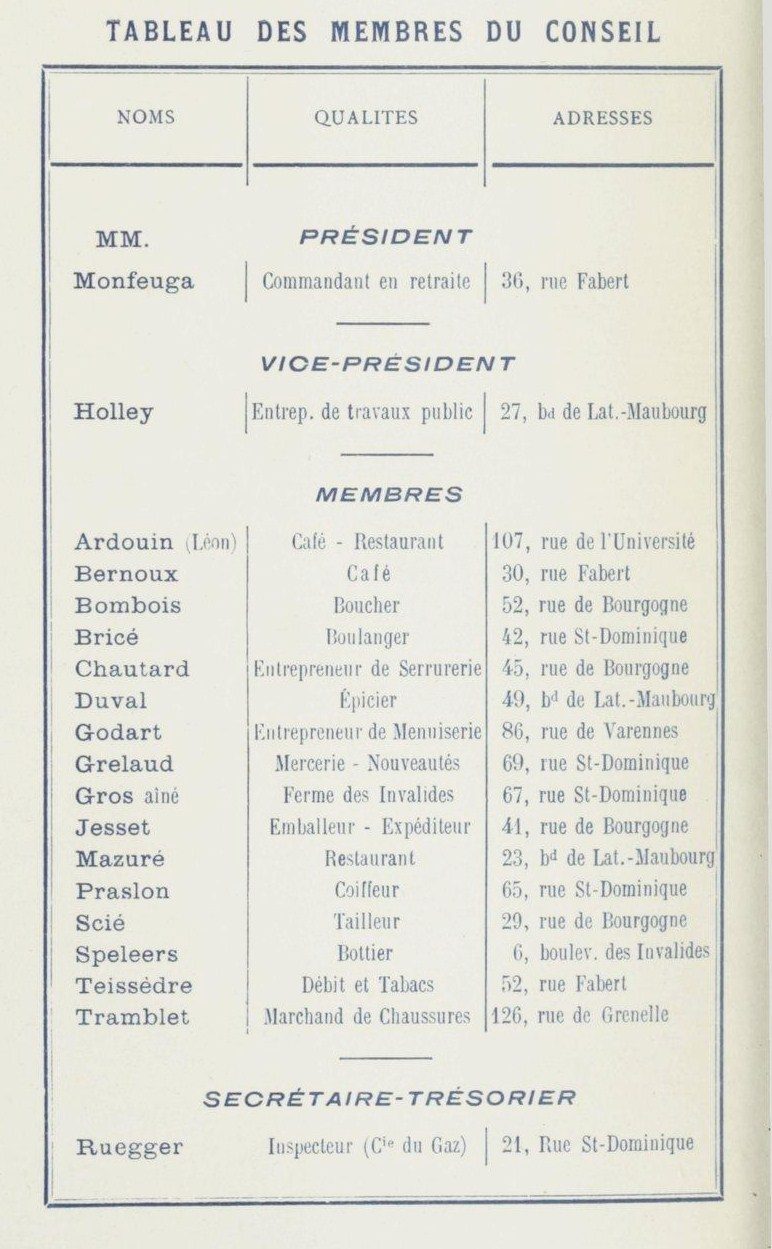
Tableau des membres du Conseil du Comité des fêtes du quartier des Invalides en 1903.

Ce que Morel n'avait certainement pas prévu, c'est qu'en créant une Reine des Reines il allait faire naître une concurrence avec les patrons des marchés parisiens pour la possession du titre.
Ceux-ci s'en emparent à partir de 1898. La Reine des Reines des marchés remplace la Reine des Reines des lavoirs.
Consacrant, à sa façon et sans la détailler, la défaite du comité des lavoirs, Le Petit Journal écrit alors :
« On sait que cette année, les lavoirs n'ont pas organisé de cortège ; c'est individuellement qu'ils viennent nous rendre visite. La grande attraction que le public groupé rue La Fayette, devant l'entrée du Petit Journal, attend, du reste, avec bonne humeur, c'est la reine des reines des marchés, qui est venue vers onze heures et demie. »
Le journal ajoute plus loin :
« Bien que laissés cette année à leur propre initiative, beaucoup de patrons de lavoirs ont tenu à prendre une part active à la fête populaire de la mi-carême. »
Les initiatives des lavoirs pour participer à la Mi-Carême mentionnées ici relèvent des patrons. Il n'est plus question des blanchisseuses. Leur fête traditionnelle leur a échappé. Elle leur a été confisquée[Interprétation personnelle ?].
Ayant éliminé les lavoirs, les marchés se répartissent l'élection de la Reine des Reines, comme on le voit[Qui ?] à la lecture de La Revue hebdomadaire rapportant l'élection de Clotilde Ozouf en février 1900 :
« Pour la Mi-Carême. — La reine des reines des marchés. — La société « Union et Progrès du Marché Saint-Germain » a procédé le mois dernier à l'élection de sa reine, élection sensationnelle, car, en vertu du roulement régulier, c'est la reine du Marché Saint-Germain qui, cette année, doit être la reine des reines de la Mi-Carême, le 22 mars. »
En 1901, en vertu de cette règle, une Reine des Reines élue, Eugénie Romelotte, est presque aussitôt déchue et remplacée par une autre, comme le rapporte le journal La Presse :
« On sait que Mlle Romelotte, qui avait été précédemment élue Reine des reines, a vu son élection annulée sous le prétexte qu'elle appartient au marché des Carmes. lequel a déjà fourni la Reine des reines l'année précédente »
« A ce propos, le marché des Carmes a décidé, devant l'affront qui était fait à sa reine, de ne point participer aux fêtes du Carnaval ! »
En 1901, croyant certainement que la Mi-Carême parisienne est encore une fête ouvrière organisée et contrôlée par les blanchisseuses, des mineurs grévistes de Montceau-les-Mines montent à Paris pour y participer de façon politique et organisée. La Mi-Carême parisienne paraît avoir un grand prestige à Montceau-les-Mines où est attestée en 1924 l'existence d'une Reine des Reines avec son char à l'exemple de Paris[source insuffisante]. Ils construisent deux chars à la Bourse du travail rue Charlot et tente le jeudi de la Mi-Carême 14 mars de rejoindre le cortège place de la Concorde. Ils se heurtent à l'hostilité du public et à l'action de la police qui neutralise complètement leur initiative. Cet incident est abondamment rapporté et commenté par la presse parisienne de l'époque. Il constitue un des deux seuls du genre dans le cadre de la Mi-Carême, fête apolitique et carnavalesque réunissant indifféremment des représentants de toutes les couches, tous les âges et tous les bords de la population. L'autre incident politique du même ordre ayant été celui du char des dreyfusards en 1898.
En juillet 1901 paraît dans La Caricature un dessin de Huard intitulé Confidences. C'est le seul connu qui fait allusion à l'interaction entre la Mi-Carême et la politique. À son amoureux, une blanchisseuse déclare :
– Pourquoi que j'ai pas été reine des blanchisseuses ? Parce que papa était de la Commune, tiens !
Début 1902, une scission s'opère chez les organisateurs du cortège de la Mi-Carême. Dorénavant, il y a deux Reines des Reines élues chaque année : une pour la rive droite, l'autre pour la rive gauche. Cette situation dure jusqu'à l'année 1905 inclus. En 1905, les organisateurs sont réunis, mais il existe encore deux Reines des Reines : Jeanne Troupel pour la rive droite, Pauline Toyer pour la rive gauche. Par la suite, il n'existe à nouveau plus qu'une seule Reine des Reines de Paris. La dernière élue est Odette Vercheval en 1939. Cependant, après la réunification, la Reine de la rive gauche continue à exister en tant que telle au moins durant plusieurs années. C'est ce qui apparaît sur une carte-postale figurant les Reines de Paris 1908. Au côté de Fernande Morin, Reine des Reines et d'autres reines, apparaît Marie Chavois, Reine de la Rive Gauche[source insuffisante].
En 1903, c'est au tour du commerce parisien représenté par le Comité des Fêtes de Paris, organisme privé réunissant des personnalités et des syndicats patronaux, de se saisir de l'organisation de la Mi-Carême. Il est dirigé par Léon Brézillon propriétaire notamment de deux cinématographes, c'est-à-dire deux salles de cinéma.
Le Petit Journal, le mardi 17 mars 1903, se fait l'écho du changement :
C'est jeudi prochain, la Mi-Carême.
La fête sera célébrée, c'est plus que probable, très gaiement; mais ce ne sera plus la Mi-Carême habituelle : ce sera autre chose. Il y aura cavalcade sur la rive droite, cavalcade et réjouissances sur la rive gauche, bataille de confetti sur les boulevards; les automobiles, pour la première fois, joueront leur partie dans l'ensemble. Les costumes seront riches, les déguisés nombreux, mais le caractère bon enfant, l'aspect ouvrier en rupture de travail et en liesse aura disparu.

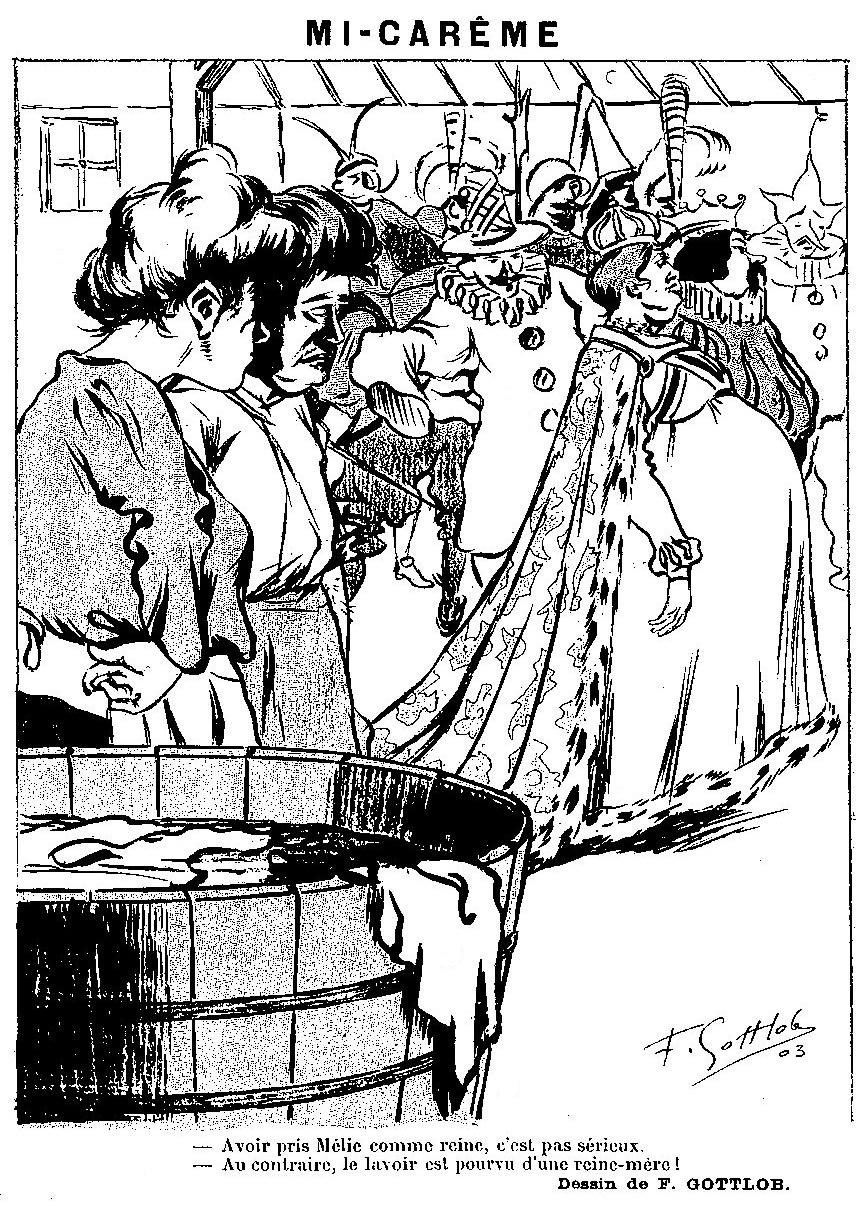
Dessin comique de Gottlob paru dans Le Journal amusant en 1903.

Les cortèges formés par les lavoirs, les cours des reines, majestés d'un jour, blanchisseuses de la veille et du lendemain, appartiennent dès maintenant à l'histoire anecdotique de Paris. Depuis que M. Sémichon, qui fut l'âme de ces organisations, n'est plus là pour les diriger, les lavoirs ont cessé de se réunir pour former une cavalcade unique; ils ont continué encore quelques années à sortir individuellement, mais cette fois, peu, très peu, manifestent l'intention de célébrer leur fête traditionnelle.
D'autre part, la cavalcade des marchés est, elle aussi, atteinte. Le marché du Temple, qui se mit à la tête de l'organisation abandonnée par les lavoirs, n'existe plus ; pour galvaniser la Mi-Carême, il a fallu, cette année, recourir à des appuis extérieurs et à des moyens qui, pour être bons, n'en restent pas moins étrangers aux corporations en cause.
Dans ces conditions, nous nous ferons un plaisir, au Petit Journal, de recevoir, après la reine des reines et sa cour, ceux de nos amis qui voudront bien venir nous apporter en ce jour de fête leur salut traditionnel. Nous échangerons nos vœux de bonheur et trinquerons, la coupe de Montebello en mains ; à la prospérité des affaires.
Mais adieu nos longues réceptions d'antan ! Adieu la décoration extérieure de notre hôtel ! Adieu la fête d'autrefois ! Place aux solennités et salut à la nouvelle Mi-Carême !
L'élection échappe aux femmes. Ce sont des journalistes, députés, élus de Paris, de sexe masculin, qui choisissent la reine.
À la faveur de son institutionnalisation, la Mi-Carême parisienne a été confisquée à ses animatrices traditionnelles : les ouvrières blanchisseuses. La festivité parisienne est organisée dorénavant par des commerçants, artisans, personnes aisées en général. La composition du Conseil du Comité des fêtes du quartier des Invalides en 1903 est parlante à ce sujet : 19 membres, tous des hommes, dont 17 artisans ou commerçants, un inspecteur de la Compagnie du gaz et un commandant en retraite.
La popularité des Reines des Reines reste immense. Elles sont reçues à l'hôtel de ville, la préfecture de Police, l'Élysée et acclamées par quatre cent mille Parisiens !
Les lavoirs sont toujours présents, mais ne sont plus les organisateurs principaux.
Le Petit Journal écrit, le 20 mars 1903 :
Après avoir longtemps hésité, après avoir même déclaré, pour la plupart, qu'ils ne sortiraient pas, les lavoirs, devant la clémence de la température, ont organisé en hâte des cortèges, qui pour avoir été constitués rapidement, n'en ont été ni moins riches, ni moins bien compris que les autres années.
C'est l'occasion de venir sabler le champagne au journal et y porter une contribution aux œuvres charitables qu'il organise.
16 lavoirs sont mentionnés dont 4 venus de la banlieue.
Les 16 lavoirs mentionnés en 1903 par Le Petit Journal sont ceux dont des délégations sont venues visiter sa rédaction. Il est possible que d'autres ont aussi fait la fête et défilé ce jour-là et que le journal ne les mentionne pas[Interprétation personnelle ?] :
Lavoir des Enfants-Rouges, de la rue de Beaune,
Lavoir du Petit-Château, de Charenton,
Lavoir Championnet,
Lavoir de la Ferme, de Clichy,
Lavoir du marché Lenoir,
Lavoir Saint-Michel, 40 avenue de Saint-Ouen,
Lavoir Saint-Nicolas,
Lavoir Lamarck, de la rue Duhesme,
Lavoir des Martyrs, (« un des plus anciens établissements du quartier »)
Lavoir Sainte-Marguerite, de la rue Trousseau,
Lavoir Moderne, 77 rue de Flandre,
Lavoir Hélène, de la rue Pierre-Ginier,
Lavoir du Progrès, de la rue Ramey,
Lavoir de l'Industrie, rue de l'Industrie,
Lavoir Sainte-Marie, de Saint-Ouen,
Lavoir Saint-Charles, de Pantin.
Le Petit Journal précise :
Le lavoir du marché Lenoir n'a rien organisé cette année ; mais le propriétaire a voulu quand même, à titre individuel, nous faire sa visite annuelle, et il nous a apporté, pour notre caisse du Secours immédiat, 10 francs, en souvenir des anciennes fêtes de la Mi-Carême.
Longtemps le prestige des blanchisseuses reste associé à la Mi-Carême. Un dessin comique publié en 1909 atteste qu'à l'époque le cortège de la Mi-Carême est encore couramment appelé cortège des lavoirs.

### La Mi-Carême en automobile en 1903

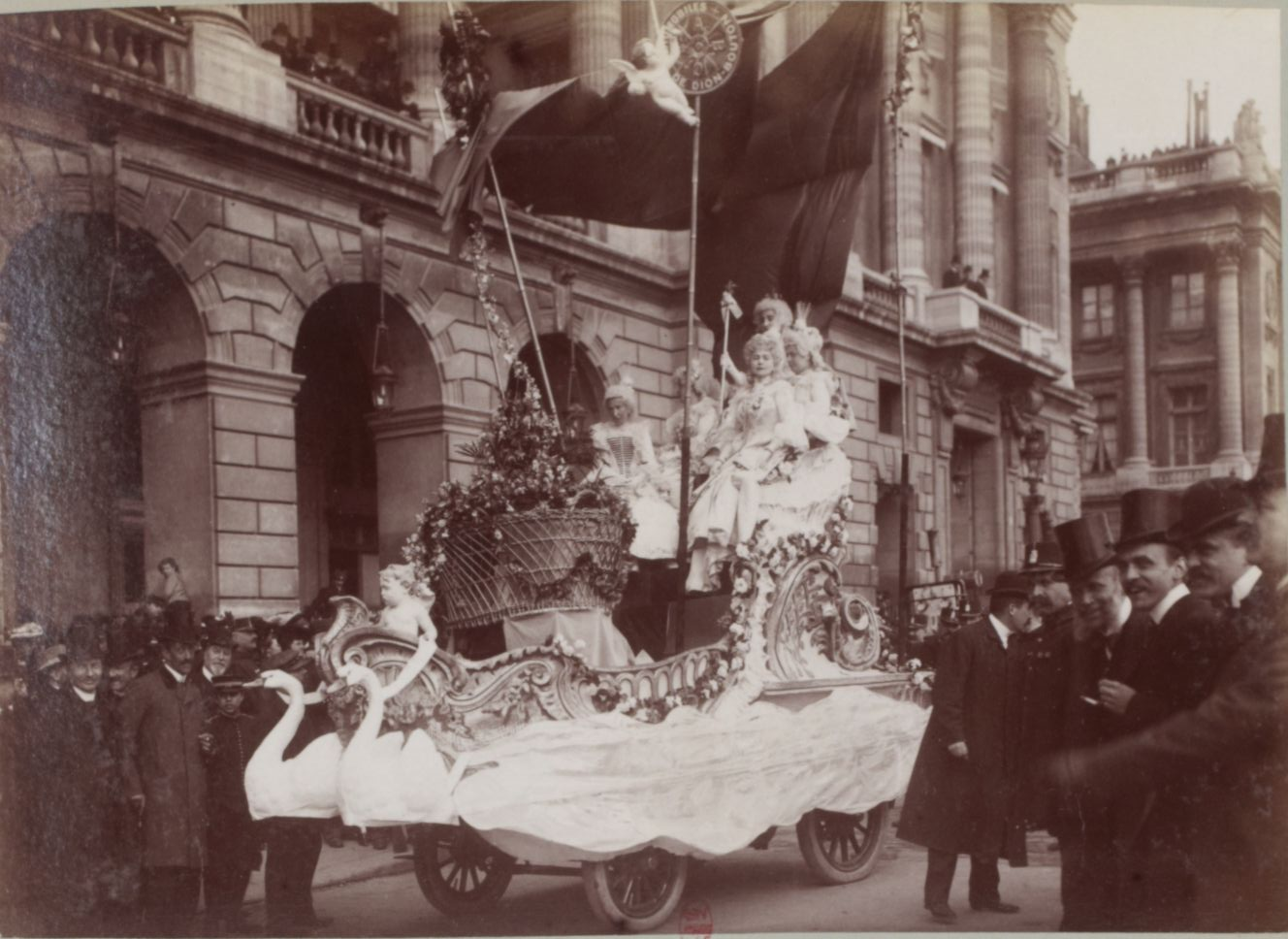
« Le Triomphe », char automobile électrique de Marie Missiaux, Reine des Reines de Paris (rive droite), stationnant devant le siège de l'Automobile Club de France, place de la Concorde, avant le départ du défilé du jeudi de la Mi-Carême 19 mars 1903.

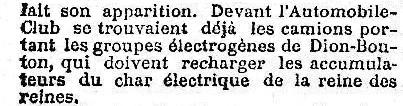
L'Intransigeant, 21 mars 1903.

La Mi-Carême 1903 offre comme originalité un cortège avec une importante composante automobile. G. Etchépérestou écrit à ce propos dans Le Journal amusant du 28 février :
La Reine des Reines en automobile — La mi-carême sera, cette année, plus brillante que d'habitude, car Paris va voir défiler la Reine des Reines sur un char automobile. Le cortège partira de l'Automobile Club de France, place de la Concorde.
Le cercle a donné au comité d'organisation une subvention de 500 francs, et la toute mignonne souveraine de la journée recevra un bijou lorsque, à une heure de l'après-midi, elle viendra dans les salons de l'A. C. F., où on lui offrira le Champagne au nom de cette autre reine des reines du jour, l'automobile.
Le cortège comprend trois groupes, dont les deux derniers seront les groupes classiques hippomobiles de jadis.
Mais le premier groupe va révolutionner Paris. Voici sa composition :
Tout d'abord, sur un char de la maison de Dion-Bouton, — la Reine des Reines. Ce char est décoré par Jambon, le grand artiste du décor. Puis derrière, pour son cortège, un autre char, et entre les deux, faisant la navette, trois Populaires.
Puis viendront les voitures des Grands Garages de Paris, splendidement décorées.
Voici l'itinéraire du parcours :
Départ : place de la Concorde, avenue des Champs-Élysées, avenue Marigny, place Beauvau (arrêt à l’Élysée), faubourg Saint-Honoré, rue Royale, la Madeleine, les grands boulevards, Marguery (arrêt), place de la République, rue Turbigo, boulevard Sébastopol, rue de Rivoli, Hôtel-de-Ville (arrêt), quai de Gesvres, place Saint-Michel, boulevard du Palais, Préfecture de police (arrêt), boulevard Saint-Michel (dislocation).

### La Mi-Carême au théâtre
En 1903, la Mi-Carême apparaît dans Sans Mère !, pièce de théâtre de Michel Carré et Georges Mitchell.
Extrait d'une critique :
Pour tout vous dire, nous ajouterons à ce récit que nous tombons en pleine mi-carême, qu'il y a là une cavalcade de blanchisseuses réjouissantes — si l'on veut — où chacun se rencontre sous un déguisement imprévu : gendarme, polichinelle, clown, Gugusse (hélas que tout cela est donc vieux jeu !) ; que la Reine des Reines est Anne-Marie; que la patronne du lavoir est la femme de Souillard (à quoi bon, grands dieux !) ; que la moitié du cortège entre au Palais de Justice et chez le juge d'instruction aussi facilement, plus facilement que le ferait le garde des Sceaux lui-même ; qu'il y a aussi des trompettes, des bigophones, de la joie, de la gaieté... et qu'enfin on essaie d'exciter le rire qui, toutefois, ne vient guère.

### 1904-1905: Solennités internationales

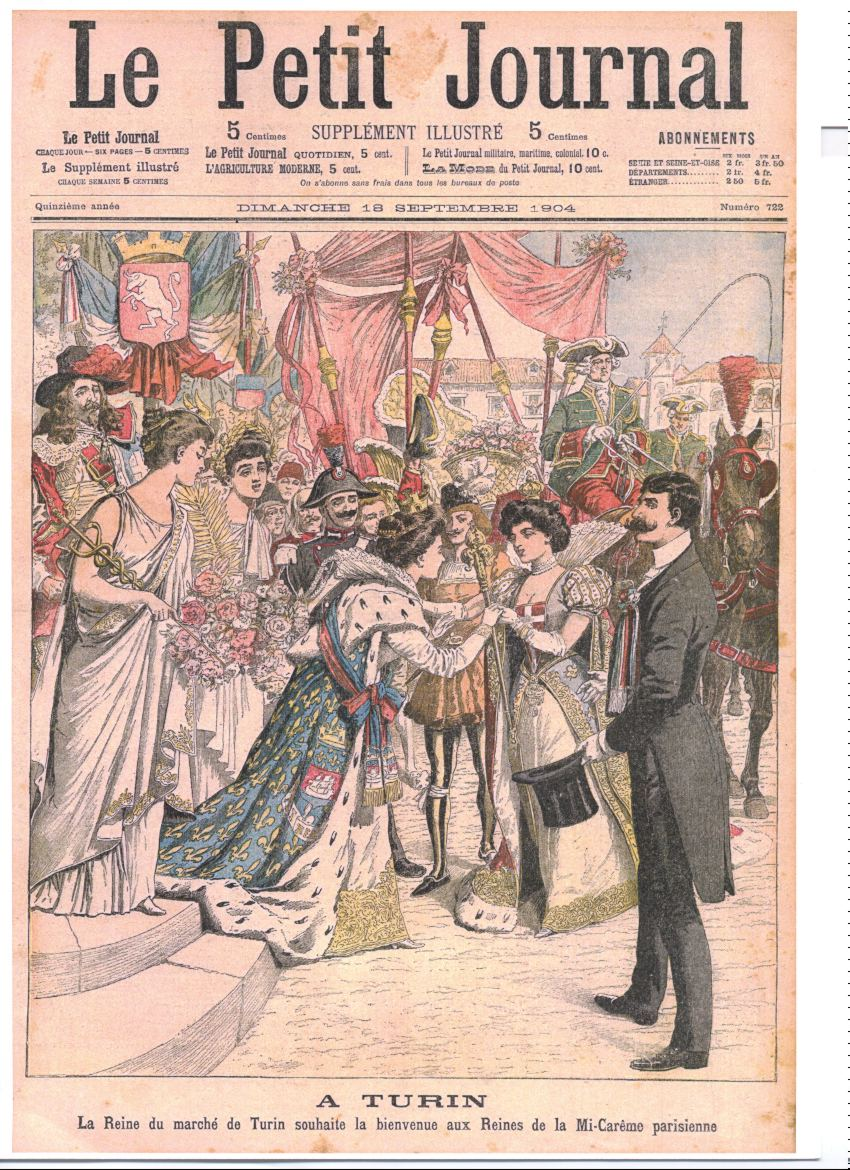
La Reine de Turin, à droite, accueille les Reines de la Mi-Carême parisienne, Turin septembre 1904.

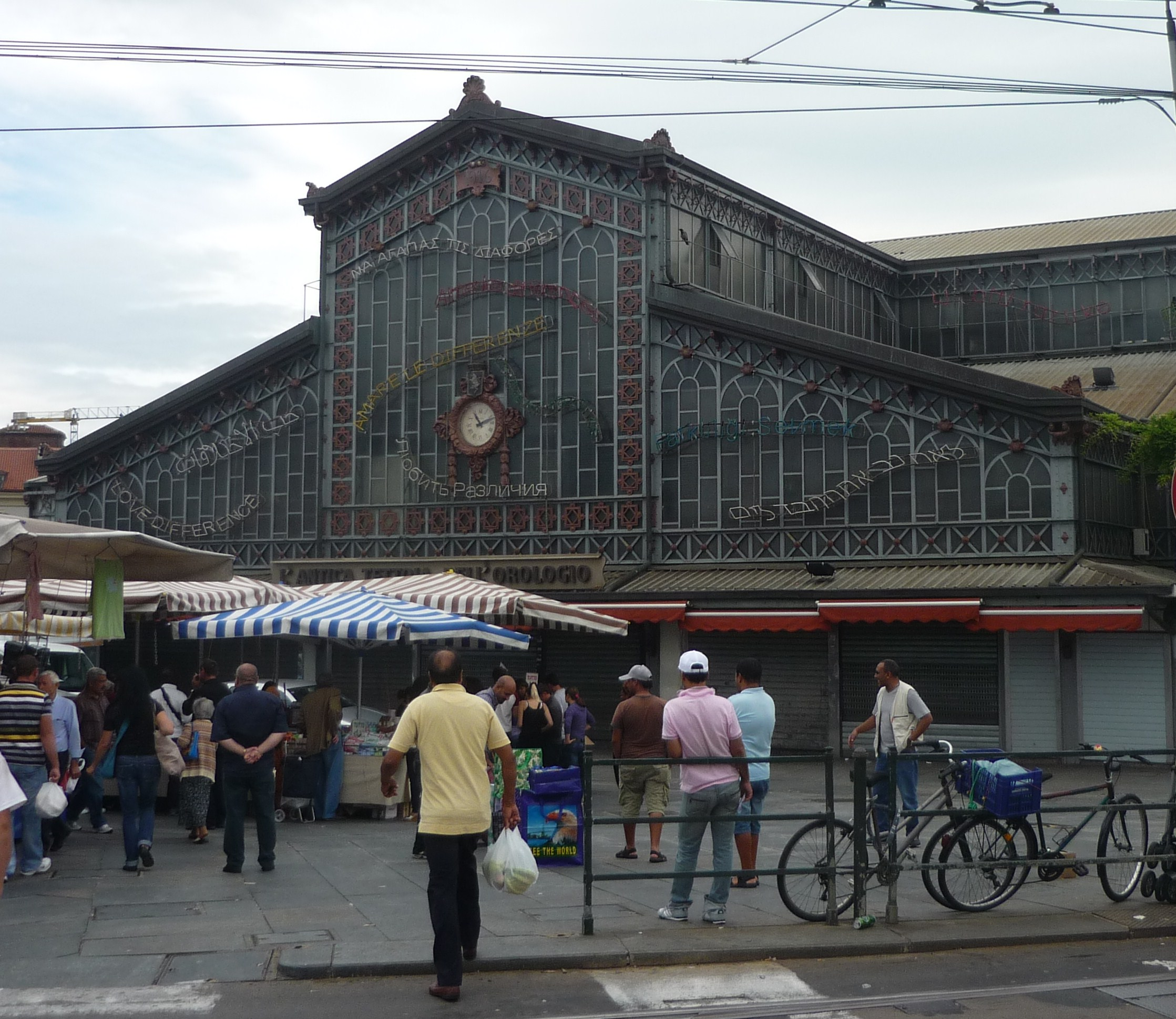
Vue prise en 2010 de la Tettoia dell'Orologio (Dais de l'horloge), bâtiment emblématique du marché turinois de Porta Palazzo, construit en 1916.

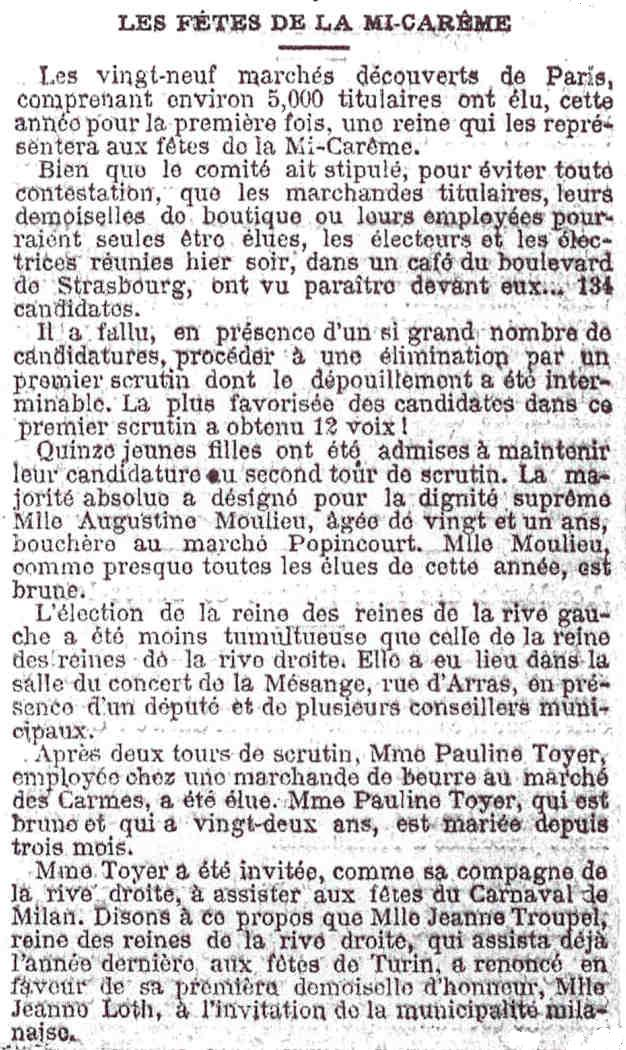
Élections de reines en mars 1905.

Vers 1900, la popularité de la Reine des Reines a franchi les frontières.

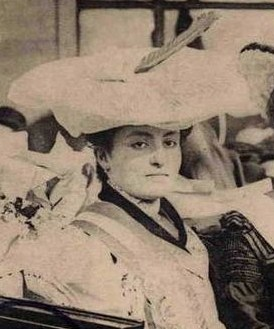
Rosina Ferro-Pia Reine du Marché turinois de Porta Palazzo à Paris en 1905.

À l'époque c'est une élue des marchés parisiens. Ce serait à son exemple que d'autres reines apparaissent dans le monde.
Ce qui est certain en tous cas, c'est qu'en 1902 de grandes fêtes sont organisées au célèbre marché de Porta Palazzo à Turin. Bien qu'ayant un caractère carnavalesques, elles ont lieu en septembre loin de la période du Carnaval. Est élue à cette occasion la première reginetta palatina, ce qui signifie en italien : « petite reine palatine », car le marché de Porta Palazzo se trouve voisin de la porta Palatina, monument antique romain.
En septembre 1904, à l'initiative du journal turinois satirico-humoristico-politico-sociale « Il Fischietto », la Reine des Reines, avec d'autres reines de la Mi-Carême parisienne, participent aux fêtes de Porta Palazzo.
C'est un voyage fabuleux pour l'époque et pour des reines d'extraction modeste.
C'est le début d'une période de dix ans d'échanges internationaux entre la Mi-Carême parisienne et des villes d'autres pays que la France.
L'annonce de la participation italienne à la fête à Paris en 1905 galvanise les Parisiens et amène la réunification de la Mi-Carême parisienne qui, depuis trois ans, s'était divisée avec une Reine des Reines de la rive gauche et une Reine des Reines de la rive droite de la Seine.
Le 23 décembre 1904, « M. Brezillon a exposé au préfet (de Police Louis Lépine) la fusion des deux comités, suscitée surtout par le désir de faire mieux que ce qui a été fait jusqu'alors, en unissant les ressources, les efforts et les initiatives pour pouvoir organiser une réception grandiose aux délégations des halles et marchés de Turin et aux commerçants des grandes villes italiennes qui se joindront à elles. »
Une délégation parisienne est invitée au Carnaval de Milan en 1905.
À la gare de Turin, Torino Porta Nuova, le 28 mars 1905, à 0 heures 20, une foule énorme acclame le convoi de douze voitures, attelées de deux locomotives, qui part vers Paris. Trois cents Italiens, de Turin et Milan, partent participer aux fêtes de la Mi-Carême 1905. À leur tête se trouvent la reginetta palatina Rosina Ferro-Pia, reine du marché de Porta Palazzo et Maria Nulli, reine des marchés de Milan.
Dans le programme pour les fêtes de la Mi-Carême, 1905 est indiqué qu'il est prévu que le 30 mars défileront dans la grande cavalcade des marchés, lavoirs et cortège allégorique des syndicats de l'Alimentation parisienne 40 chars et 2000 figurants.
Ce jour-là, la cavalerie du Wild West Show le célèbre cirque de Buffalo Bill arrivé la veille de la fête à Paris rejoint le cortège et l'accompagne ensuite :
Mais une surprise nous était réservée : Buffalo-Bill nous envoyait quelques-uns de ses meilleurs cavaliers, qui venaient se joindre au cortège à la place de la Concorde, et ce fut le plus beau défilé, où, après les Peaux-Rouges, superbement empanachés, on vit cosaques, gauchos et cowboys, sans oublier une batterie d'artillerie anglaise, qui représentait sans doute quelque entente cordiale.
Le soir, les reines avec leur suite officielle sont reçues à l'Hôtel de ville et à la préfecture de police.
Puis l'on se sépare, un peu ahuris d'avoir accompli, avec quelques bigophones, des légumes grotesques, des seigneurs Louis XIII et des jolies filles, de si grandes choses sans s'en douter.
Le lendemain soir une retraite aux flambeaux de la gare de l'Est à l'Observatoire rassemble 1000 musiciens et 1500 figurants avec chars lumineux, illuminations et feux d'artifice.
Ce n'est pas la première fois que le Carnaval de Paris reçoit une délégation étrangère. Déjà le mardi gras 5 mars 1878, une délégation de 64 étudiants espagnols, membres de la Estudiantina espagnola de Salamanque, avec guitares et tambourins avaient défilé dans Paris, accueillie par 600 étudiants parisiens et une foule immense.

### Les festivités de 1905 vues parla Gazzetta del Popolo
La Gazzetta del Popolo (Journal du Peuple), éditée à Milan, écrit le 1er avril 1905 :
Les petites reines italiennes à Paris
Le banquet au « Petit Journal »
Paris, 31 mars (par téléphone) – Hier soir avait lieu à 21 heures, dans la salle des fêtes du Petit Journal, le banquet organisé par le Comité des fêtes de la Mi-Carême, sous la présidence d'honneur du comte Tornielli.
La Reine des Reines de Paris présidait, assistée par les petites reines italiennes.
A la table d'honneur était Archdeacon, député de Paris, des conseillers municipaux, Trezza di Musella de la Chambre de commerce italienne, les présidents des Comités parisiens, Piccini de Turin, Gerosa de Milan, etc.
Huit cents personnes assistaient au banquet dans la salle du Petit Journal.
Au dessert ont été portés des toasts par Archdeacon, Trezza di Musella et Gandolfi.
A minuit a commencé un bal qui a duré jusqu'au matin.
La matinée
Paris, 31 mars (par téléphone) – Les petites reines de Turin et Milan, accompagnées par les reines françaises et des membres du Comité franco-italien, ont assisté à une matinée artistique dans la salle des fêtes du magasin Dufayel.
Elles ont reçu en cadeau un bracelet d'or.
La retraite aux flambeaux
Paris, 31 mars (par téléphone) – La retraite aux flambeaux, en l'honneur des reines de Milan et Turin, a attiré une grande foule à la gare de l'Est, d'où devait partir le cortège.
Les reines sont vite arrivées avec leurs suites, acclamées par la foule.
Le cortège se composait de 1000 musiciens et 1500 figurants.
Tout le long du boulevard de Strasbourg la foule criait avec enthousiasme : Vive les reines ! Vive l'Italie !
Le cortège a traversé les Halles et le Marché Lenoir, particulièrement applaudi. Tous les cafés étaient plein de gens qui montaient sur les tables ou sur les sièges pour voir passer les petites reines.
Après la traversée des marchés le cortège est allé à l'hôtel de ville où ont été reçues les reines italiennes.

### Une fête, comment?

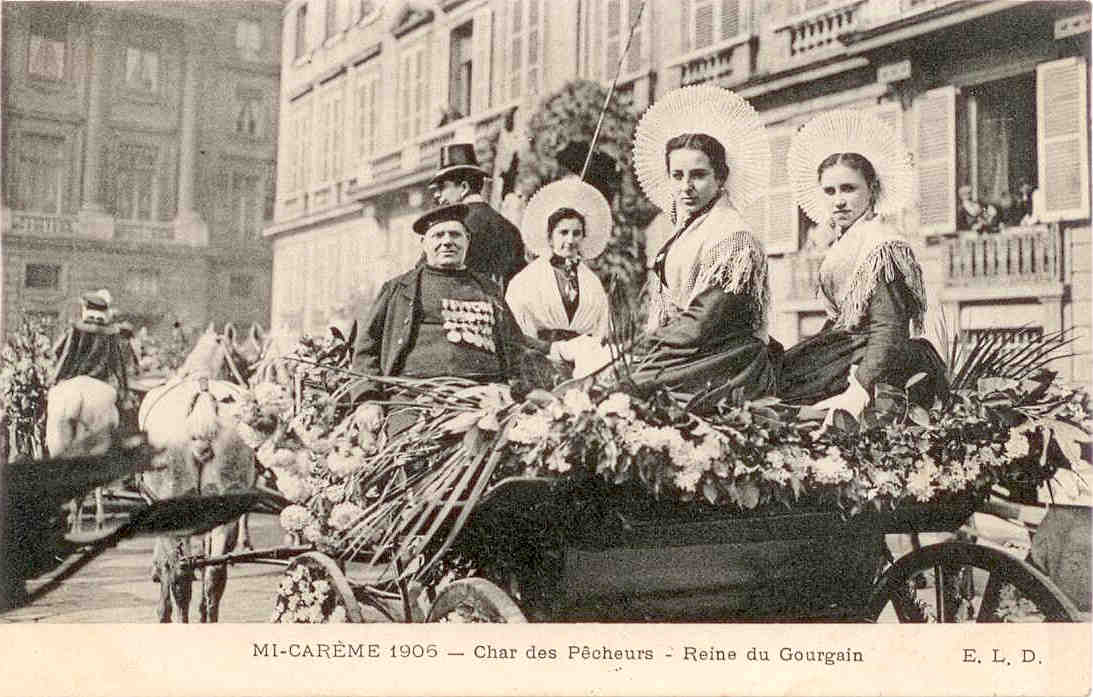
Des délégués de Calais à la Mi-Carême 1906 avec la Reine du Courgain, quartier maritime de Calais.

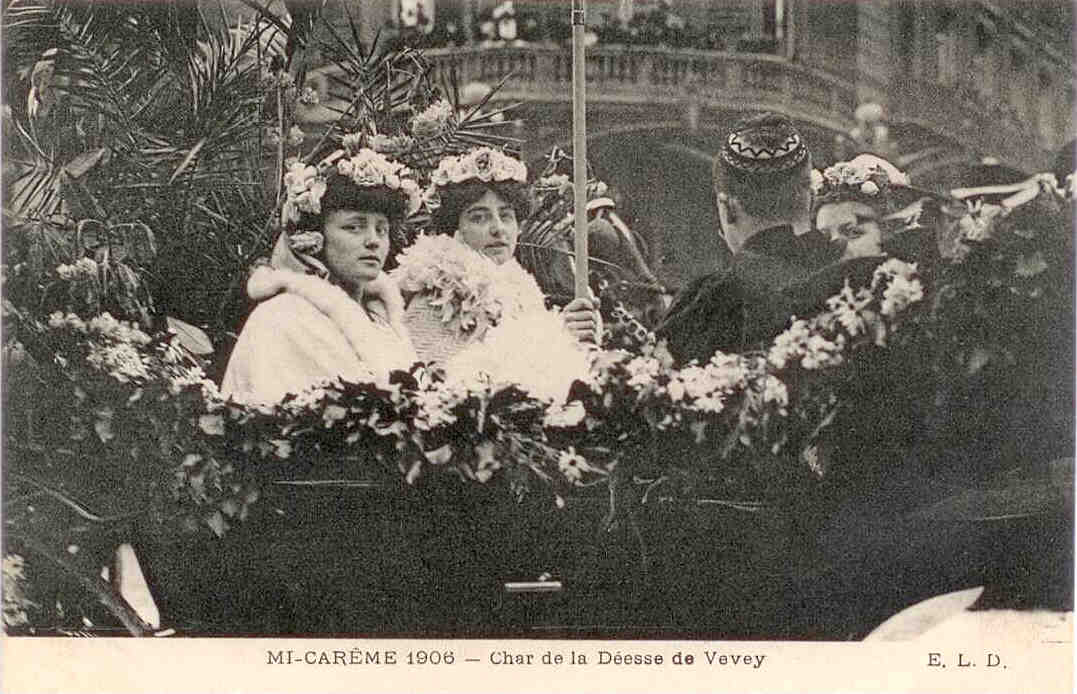
Des délégués suisses à la Mi-Carême 1906, dont Mademoiselle Hermance Taverney, Palès déesse du Printemps de la Fête des Vignerons de Vevey 1905 et ses deux demoiselles d'honneur.

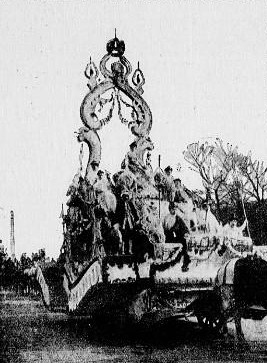
Le char de la Reine des Reines de Paris 1906.

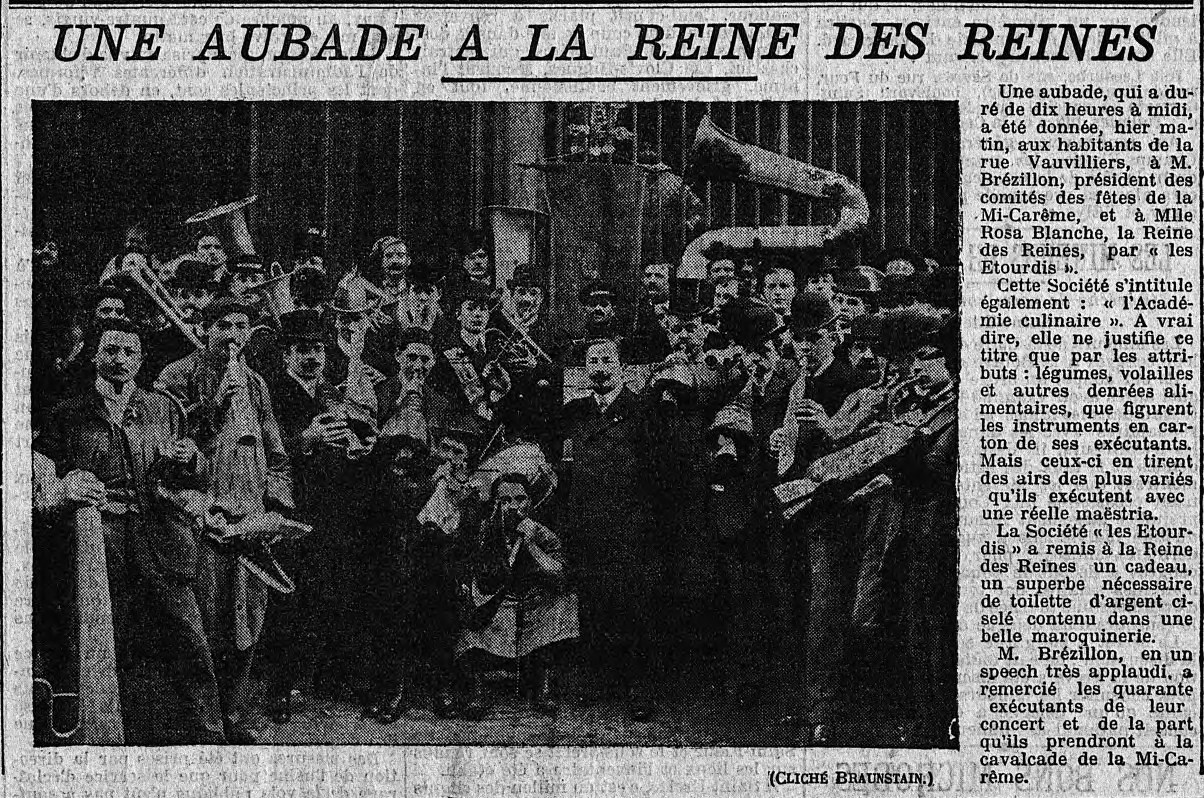
La société des Étourdis ou de l'Académie culinaire, une société bigophonique aux instruments de musique en carton en formes de denrées alimentaires. – Mi-Carême 1906.

En 1906 au scrutin pour l'élection de la Reine des Halles présidé et organisé par une large majorité d'hommes, les électrices sont très nombreuses. En revanche, quand il s'agit de choisir parmi les candidates, reines ou demoiselles d'honneur, la Reine des Reines, c'est tout autre chose:

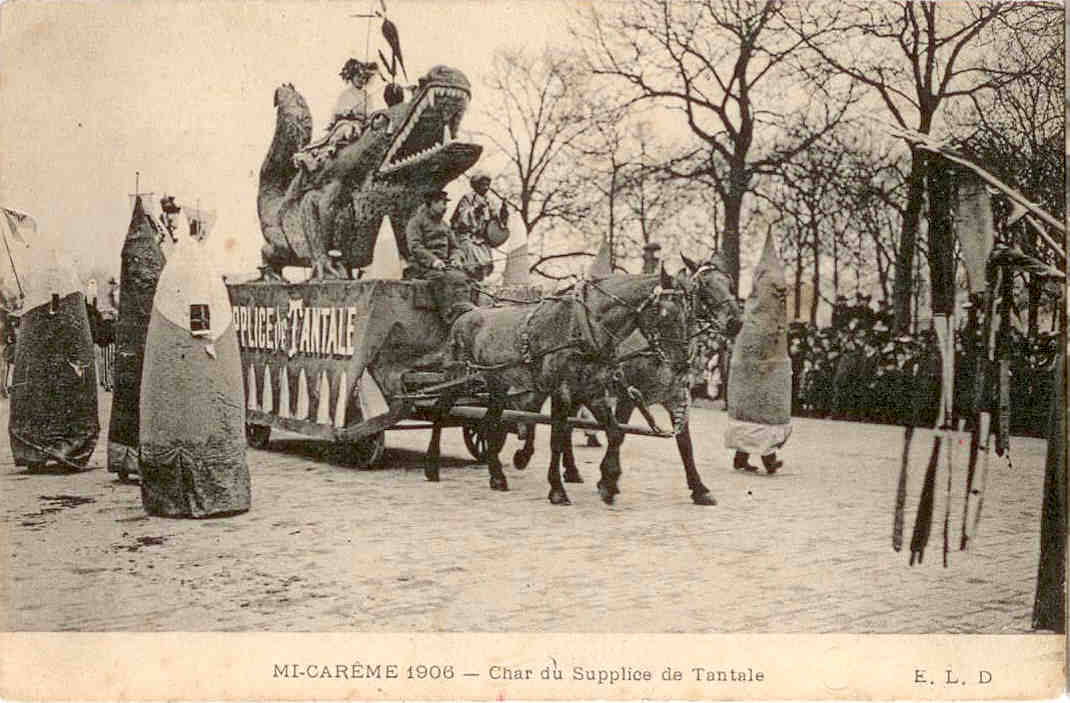
Le char du supplice de Tantale, un des deux chars comiques, avec celui de la Tortue, à la Mi-Carême 1906.

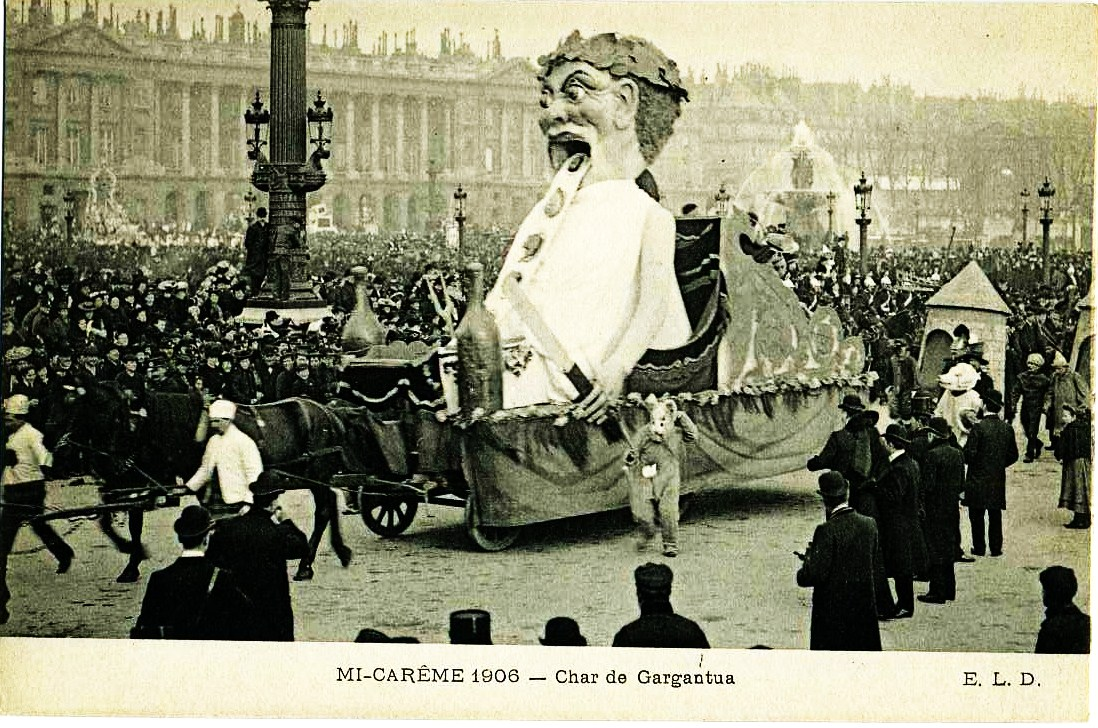
Le char de Gargantua à la Mi-Carême 1906. Le thème de ce char avait déjà été utilisé pour un char animé de la Promenade du Bœuf Gras au Carnaval de Paris en 1866 et un autre en 1902.

Cela s'est passé dans la grande salle des fêtes de la mairie du dixième arrondissement, car le temps n'est plus où l'élection de la reine des reines avait lieu sous les quatre vents des pavillons des Halles. Jamais, non plus, on n'avait vu autant de personnages officiels : MM. Tournade et Auffray, députés; Achille Barillier, Joseph Ménard, Gay, Chassaigne-Goyon, Gally, Moreau, Dausset, Leriche, Pannelier, Congy, Quentin, Massard, conseillers municipaux, et, sur l'estrade, MM. Marguery, président de l'Alimentation parisienne, et les actifs organisateurs des fêtes de la Mi-Carême, MM. Brézillon, Leroy, Leray, etc.
En toilettes claires, dans leurs plus beaux atours, les dix concurrentes se rangent face aux électeurs, qui sont les députés, les conseillers municipaux, les membres du comité et les membres de la presse ; chacune porte à la main une sorte de houlette qui porte un numéro distinctif.
En 1906, on relève un des rares incidents politiques rapporté par la presse dans le cadre de la Mi-Carême :
La police a saisi, vers deux heures et demie, avenue Parmentier, un char composé d'une voiture à bras décorée de draperies rouges, sur laquelle se trouvaient deux individus portant, l'un une tête de chien, l'autre un costume de prêtre, et qui distribuaient des placards de propagande anarchiste aux curieux.
La petite voiture était traînée par un groupe d'individus déguisés en moutons ; l'un portait une pancarte rouge sur laquelle on lisait : « Groupe des électeurs. »
Vingt arrestations ont été opérées au cours desquelles deux agents ont été fort malmenés.
Deux sociétés bigophoniques, dont celle des Étourdis de Paris, participent de façon marquante au cortège de 1906.
Quand on[Qui ?] étudie le Seul Programme Officiel de la Mi-Carême 1911, on réalise[Quoi ?] que chacune des 10 Reines présentées comme Reine de Paris, est en fait l'élue d'une des associations qui adhère au Comité des Fêtes de Paris[Interprétation personnelle ?], organisme à caractère privé, déposé selon la loi de 1901. Certes, les Reines n'ont jamais été des élues du peuple, mais pourquoi présenter les Reines d'une fédération d'associations parisiennes comme les Reines de Paris en général ?[style à revoir] Il aurait peut-être été plus juste de les présenter comme les Reines du Comité des Fêtes de Paris ?[Interprétation personnelle ?] Mais, à cette objection, on peut[Qui ?] répondre que les élections de Reines de Carnaval sont des élections de Carnaval. Et que le titre royal invoqué, les insignes royaux et l'imposant char de parade employés suffisent pour conférer une légitimité... de Carnaval[Interprétation personnelle ?].
On ne saurait[style à revoir] nullement par ailleurs accuser le Comité des fêtes de Paris, organisme privé, de vouloir se substituer abusivement aux autorités municipales. Car la ville de Paris ne dispose d'aucune Commission des fêtes, mais tout au plus juste d'une Commission de la fête nationale, comme cela apparaît dans un débat tenu au Conseil municipal de la ville le 30 décembre 1911.
Le programme de la Mi-Carême parisienne 1906 annonce que l'organisation de sa tombola est faite au Profit des Pauvres de Paris et de la Société de Secours Mutuels. Cette Société de Secours Mutuels est sans-doute celle dépendante du Comité et de l'Harmonie des Fêtes de Paris, c'est-à-dire des organisateurs de la tombola. En ceci, le Comité des fêtes de Paris reste fidèle à la tradition qui veut combiner festivités et bienfaisance, comme cela se faisait déjà à Paris, par exemple en consacrant en 1830 aux pauvres les bénéfices du célèbre bal masqué de l'Opéra.
En 1906, 1909, 1910 et 1911, les échanges festifs internationaux se poursuivent. Participent à la Mi-Carême parisienne des délégations avec les reines et demoiselles d'honneur de Lisbonne, Vevey, Madrid, Rome, Ostende, Prague.
Participent également à la fête à Paris des délégations de provinces françaises.

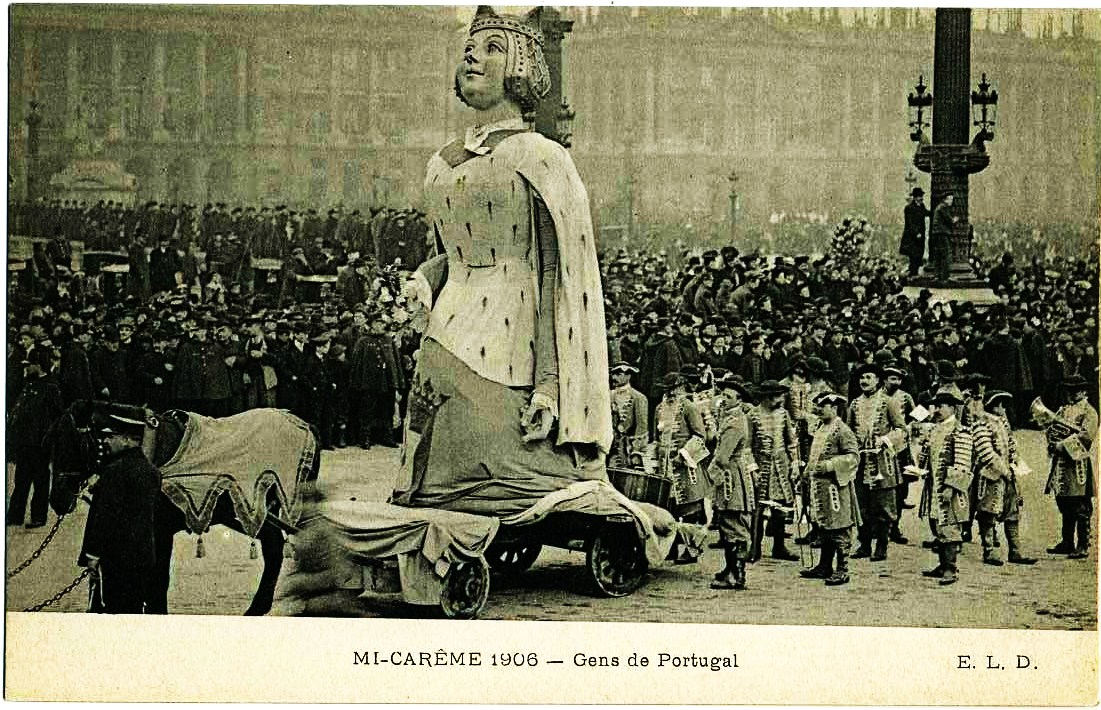
La délégation portugaise défile avec une géante place de la Concorde en 1906.

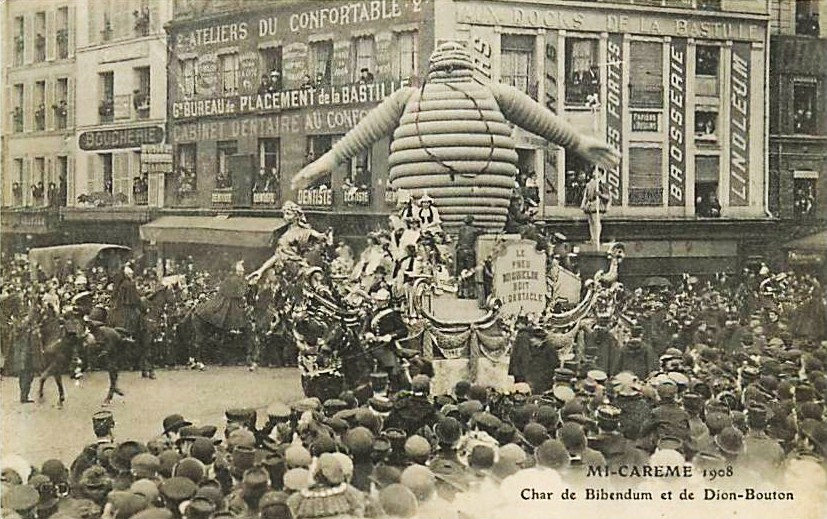
Char de Bibendum et de Dion-Bouton à la Mi-Carême à Paris 1908.

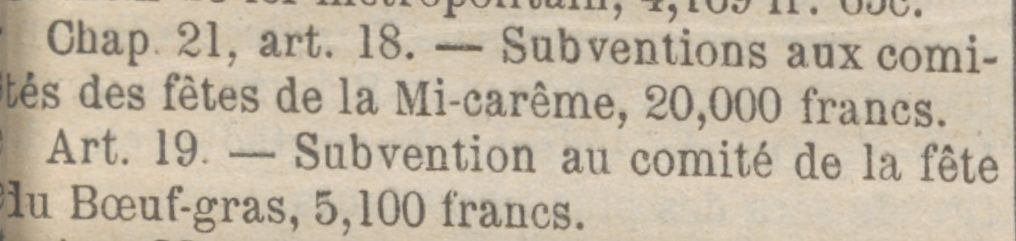
Subventions municipales parisiennes en 1910 pour les comités des fêtes de la Mi-Carême et le comité de la fête du Bœuf Gras.

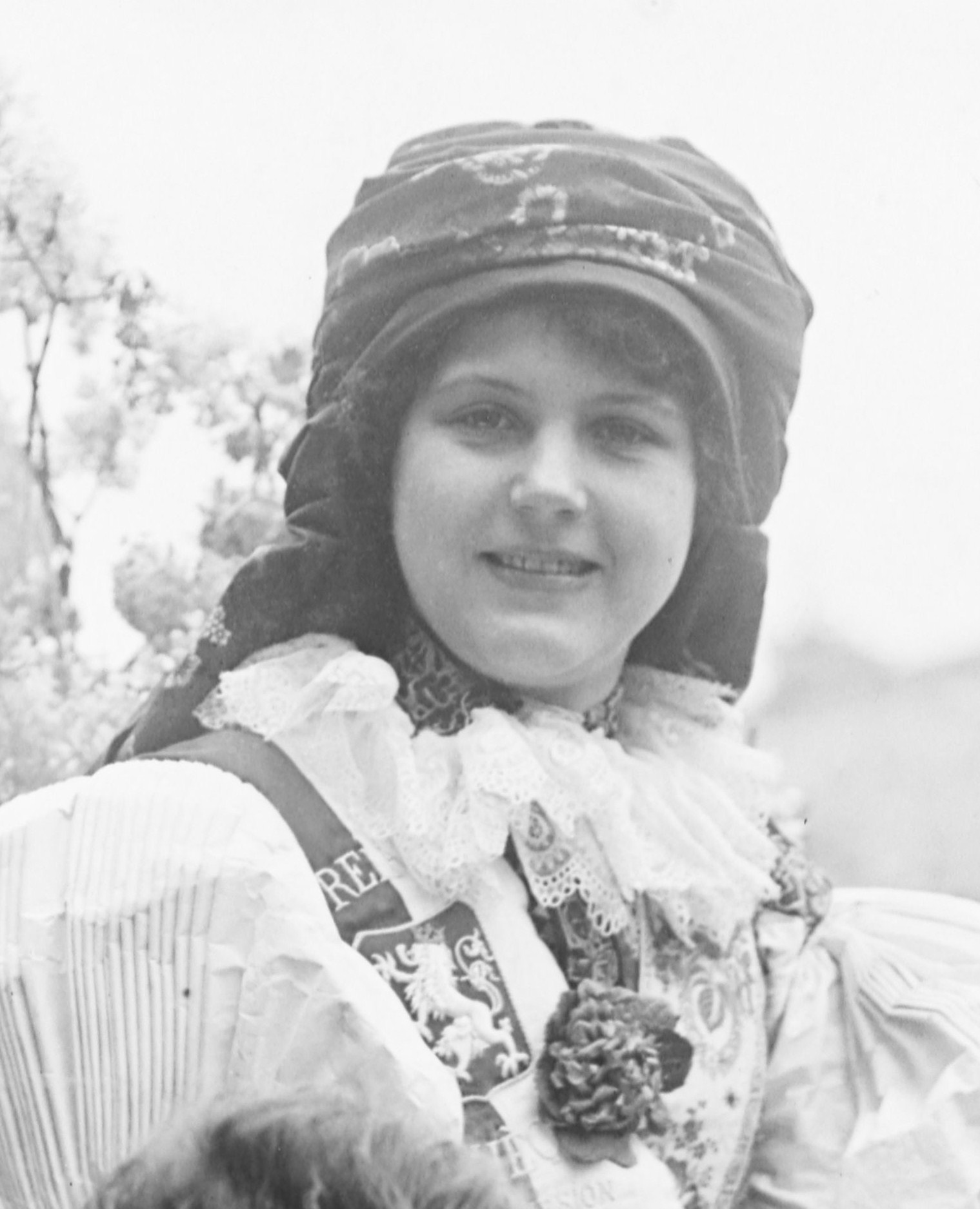
Ruzena Brazova Reine de Prague à la Mi-Carême 1910 à Paris.

Des Reines parisiennes visitent Londres, Rome, Saint-Sébastien, Madrid, Naples, Prague.
En 1908, elles assistent à Madrid à des courses de taureaux, ce dont s'indigne un journaliste français : « il est regrettable, en vérité, que les comités espagnols chargés de les recevoir n'aient pas senti toute l'inconvenance qu'il y avait à imposer à des jeunes filles françaises ce spectacle hideux. »
Les Reines parisiennes visitent également la province. Ainsi, le 1er avril 1906, Rosa Blanche Reine des Reines de Paris 1906 paraît aux côtés de la Reine du Commerce de Chartres, à la Cavalcade Paris-Chartres organisée à Chartres. À cette occasion, une carte-postale souvenir est éditée par le journal Le Matin[source insuffisante].
Le 16 mai 1909, Augustine Orlhac Reine des Reines de Paris, participe au défilé fleuri de Saumur dans son char monumental amené de Paris. Le mois suivant, elle paraît aux Fêtes Normandes à Rouen, aux côtés de ses demoiselles d'honneur, assise dans un splendide landau fleuri[source insuffisante].
Le 3 mars 1910, se joint à la cavalcade de la Mi-Carême un protestataire original : Jean-Baptiste Doussineau, amputé des deux jambes, qui depuis la fin décembre 1909 parcourt les rues de Paris à dos de chameau, en compagnie d'un ami arabe, Ali ben Amar. Il vend des cartes-postales, fait la charité et harangue la foule. Ancien boulanger « tombé dans le pétrin », selon ses propres mots, il accuse la Compagnie de l'Ouest et l'Assistance publique de ne lui avoir porté aucun secours après l'accident de chemin de fer qui l'a laissé infirme[source insuffisante].
Le 23 mars 1911, aux commandes de son aéroplane, l'aviateur Jules Védrines jette des bouquets de violettes sur le cortège de la Mi-Carême parisienne, qui est ensuite survolé par le ballon dirigeable espagnol Astra Torrès.
Le 14 mars 1912, défilent à Paris trois cortèges à l'occasion de la Mi-Carême : celui de la rive droite, avec la reine des reines, celui de la rive gauche avec la rose des roses et, enfin, pour fêter son cinquantième anniversaire, Le Petit Journal fait défiler un cortège formé de groupes et chars du Carnaval de Nice. Le cortège de la rive droite est organisé par le Comité des fêtes de Paris, organisme privé dirigé par Léon Brézillon. Celui de la rive gauche est organisé par la Fédération des comités des fêtes de la rive gauche, fédération constituée en 1911 afin d'organiser une cavalcade sur la rive gauche. La ville de Paris a concouru au premier cortège par une subvention de 20 000 francs, et au second par une subvention de 6 000 francs.
Cinq chars de Nice défilent à Paris en 1912 : le char de S. M. Carnaval XXXX[Comment ?][pourquoi ?], les chars de la Rascasse, du Carnaval, des Gardiens du Louvre et de la Vie chère. Le char des Gardiens du Louvre fait référence au célèbre vol de la Joconde, qui a eu lieu en août 1911. Il s'agit d'un char tiré par un âne en cartonnage coiffé de la célèbre tiare de Saïtapharnès, un faux acheté comme authentique par le Louvre en 1896. Comme aucun atelier parisien n'a de portes assez larges pour laisser sortir les chars de Nice une fois remontés, un atelier de fortune est installé sous les arcades du métro aérien, station Corvisart. Celles-ci sont fermées avec de grandes bâches. La même année, la représentante des étudiants parisiens qui défile sur son char dans le cortège de la Mi-Carême porte le titre d'Estudiantina, nom porté par les groupes musicaux et costumés traditionnels d'étudiants d'Espagne, Portugal et Amérique latine. Un Char de la Vie Chère qui défile en 1913 au Carnaval de Chalon-sur-Saône paraît comporter des éléments réemployés de chars niçois montés à Paris en 1912. Ce ne sont pas les seuls à avoir ainsi poursuivi leur route au-delà de Paris pour être réutilisé festivement ailleurs.

### 1912: la Mi-Carême colosse aux pieds d'argile
En 1912, un cortège de la Reine des Reines défile pour la Mi-Carême le même jour que deux autres. Cependant, comme on peut le voir à la lecture du journal[style à revoir] Le Gaulois, son triomphe dissimule une faiblesse organique fondamentale. Il ne représente plus l'expression de la ferveur populaire. D'une fête vivante où les masses se déguisent et vont défiler, comme c'est le cas dans les fêtes carnavalesques vivantes, comme la Mi-Carême parisienne jusqu'en 1890, ou encore, aujourd'hui, le Carnaval de Dunkerque et des villes alentour. C'est une organisation méticuleuse et onéreuse, un spectacle subventionné en plein air dont l'existence repose sur l'argent[Interprétation personnelle ?], même si on y retrouve[style à revoir] de la bonne volonté et de la joie partagée. Dès que l'argent manquera au rendez-vous, ces cortèges disparaîtront des rues de Paris :

« Lorsque ce magnifique cortège défilera, on ne se rendra guère compte du travail colossal que son organisation a nécessité, ni des sommes relativement importantes que le comité a dû dépenser.
Ainsi, chaque char, pris en location seulement, revient de quinze cents à trois mille francs. Quant à la figuration, elle est représentée ordinairement par cent cinquante à deux cents femmes payées à raison de huit francs pour la journée et un millier d'hommes à cinq francs.
Le travestissement féminin vaut vingt francs ; le costume masculin dix francs, en moyenne. Il faut ajouter à cela la location de mille tiges de bottes à un franc la pièce et autant de perruques de un à trois francs, selon la qualité ou le style.
Les musiciens, au nombre de cinq cents, se paient de dix à douze francs ; les tambours et les trompettes ne valent que neuf francs ; par contre, les sonneurs de trompe de chasse reçoivent quinze francs. C'est un tarif établi.
Comme accessoires, il faut compter cinquante bannières à quinze francs la pièce, les armures, les hallebardes, épées, lances, etc., dont la location moyenne vaut, de un franc à quatre francs. Nous ne devons pas oublier non plus dans ce chapitre les cartonnages, les motifs portés à la main, les grosses têtes, dont le prix est de vingt à vingt-cinq francs, et qui figurent au nombre d'une centaine dans le cortège.
C'est la cavalerie qui occasionne les plus fortes dépenses. Il faut des chevaux de selle pour les cavaliers et des chevaux de trait pour tirer les chars. Paris n'offre à ce point de vue que des ressources très limitées, puisque la grande extension de l'automobile a supprimé la plupart des écuries. Pour se procurer les deux cents chevaux nécessaires aux personnages montés, il est obligatoire, après avoir engagé tous les chevaux des manèges parisiens, de s'adresser aux écuries spéciales de Montmorency, Robinson, Enghien, Meudon, etc. Les prix de location atteignent maintenant des prix fantastiques : vingt-cinq à vingt-huit francs.
Les chars, eux, exigent, suivant leur importance, quatre, six ou huit chevaux de trait, à cinquante francs la paire, loués chez des entrepreneurs de camionnage, et deux conducteurs par paire à six francs par homme engagé, les hommes de métier pouvant seuls opérer de savants virages sans accident.
D'ailleurs, le comité, par prévoyance, contracte une assurance contre les accidents, qui lui coûte de six à sept cents francs pour cette unique journée.
On doit[Qui ?] ajouter aux frais de cavalerie la location des selles d'hommes et de femmes à trois francs par cheval. Le recrutement de la figuration n'est pas chose aisée. C'est au personnel habituel de certains théâtres, comme le Châtelet, où manœuvrent des masses de figurants, que l'on fait[Qui ?] appel. Les écuyères, peu nombreuses, sont recrutées où on peut[Qui ?]. Quant aux cavaliers, on exige[Qui ?] d'eux la production de leur livret militaire, afin de s'assurer que les futurs mousquetaires ont servi dans un régiment de cavalerie.
L'embauchage étant terminé, rendez-vous est donné à la figuration dans un groupe scolaire. Les femmes s'habilleront du côté de l'école des filles, les hommes à l'école des garçons.

Dès sept heures du matin, le travail du travestissement commencera sous la surveillance de chefs des groupes, recevant chacun un salaire de trente francs. Ces chefs de figuration seront chargés du matin au soir de veiller sur leur équipe et de la contrôler, le comité étant responsable par traité de toute perte d'effet, de perruque ou d'accessoire.
Les costumes d'hommes ne sont pas essayés, mais distribués au jugé.
Quant aux femmes de la figuration, quinze jours d'avance elles se rendent chez les costumiers pour essayer leur travestissement, car il serait impossible de procéder pour elles comme pour les hommes et de les habiller à la dernière minute.
Maintenant, tout est prêt. Dans quelques heures les trois cortèges défileront et tout Paris sera dans la rue pour les acclamer. »

### Une fête, pourquoi?

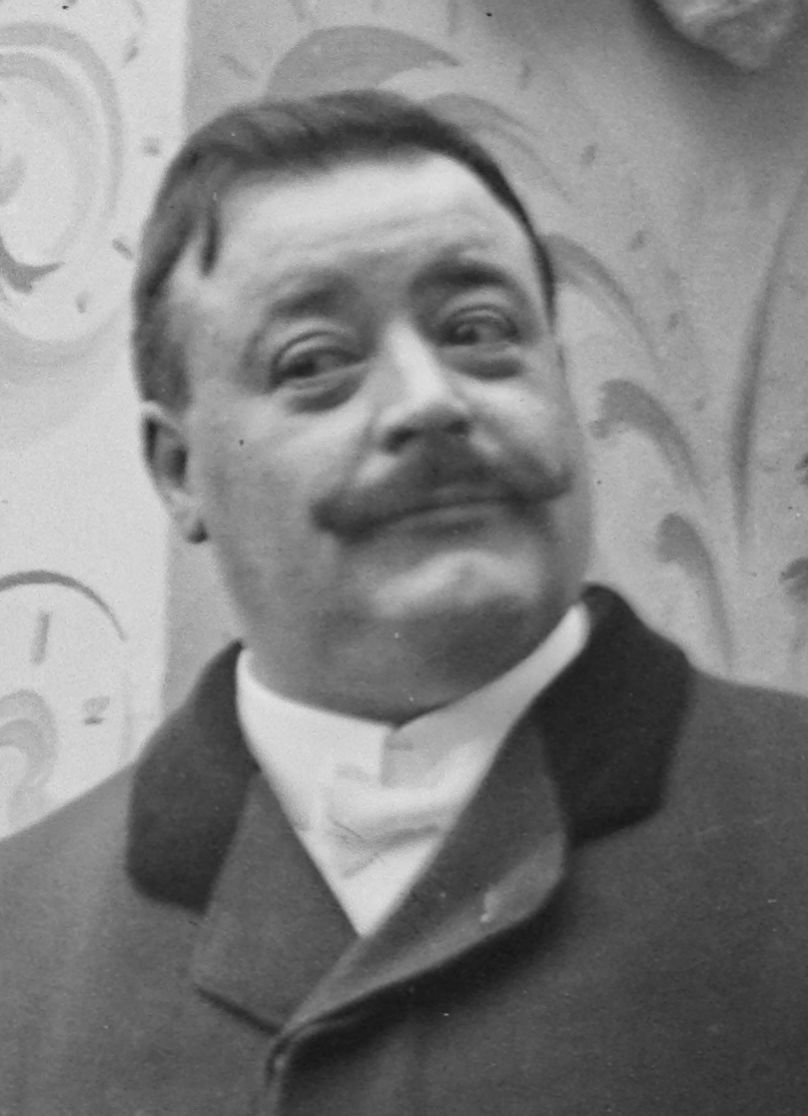
Le président du Comité des Fêtes de Paris Léon Brézillon photographié en 1909.

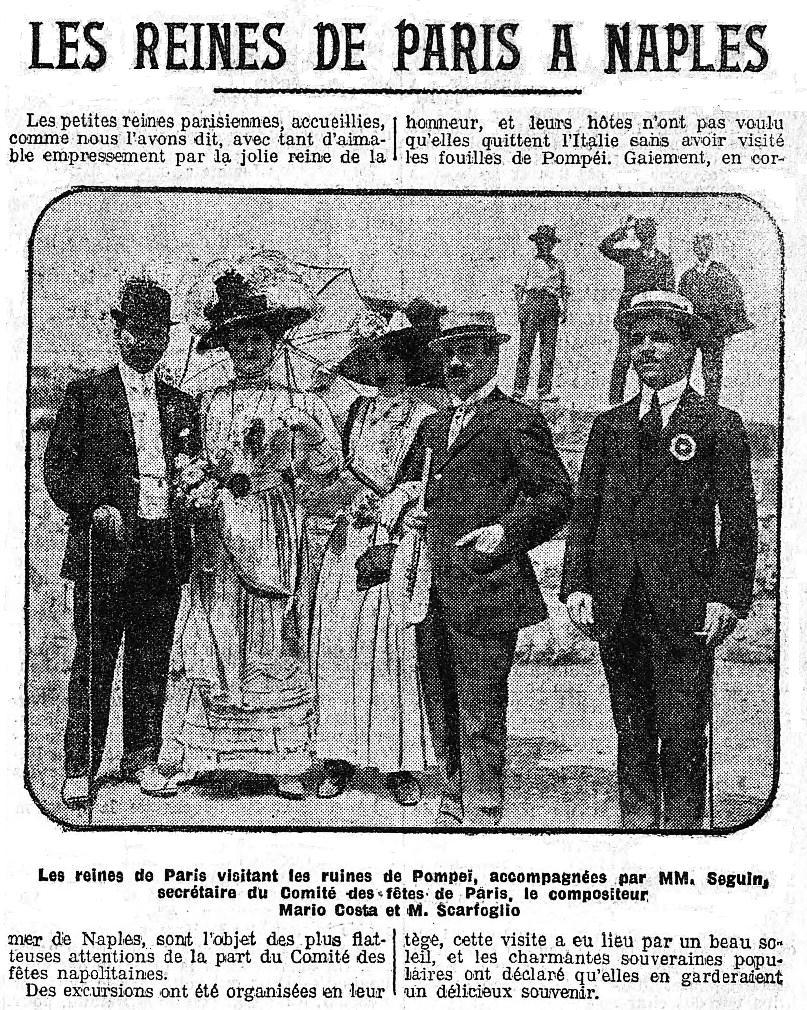
Le Petit Journal, 5 septembre 1910.

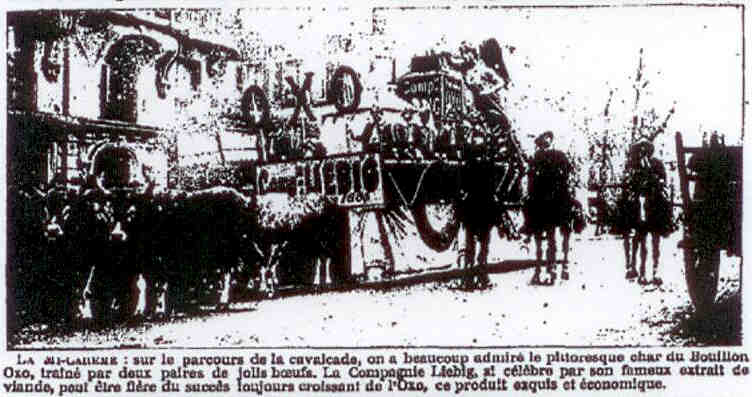
Char publicitaire du Bouillon Oxo, sorti dans Paris pour la Mi-Carême 1912.

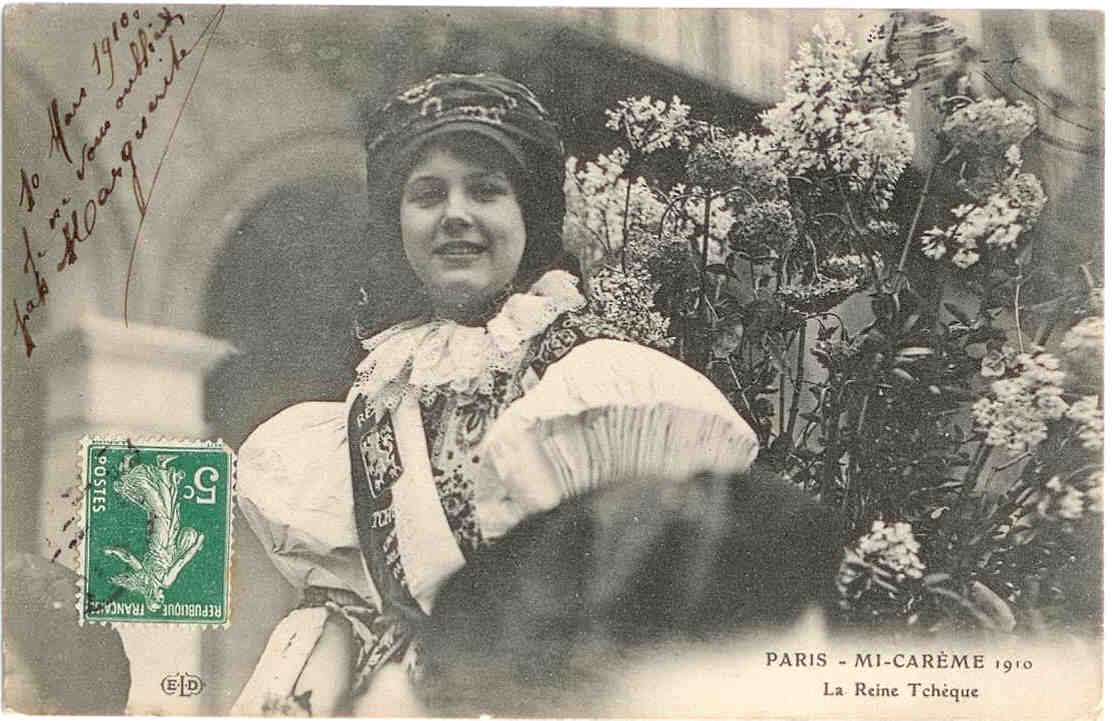
Mademoiselle Ruzena Brazova, Reine Tchèque, au cortège de la Mi-Carême 1910.

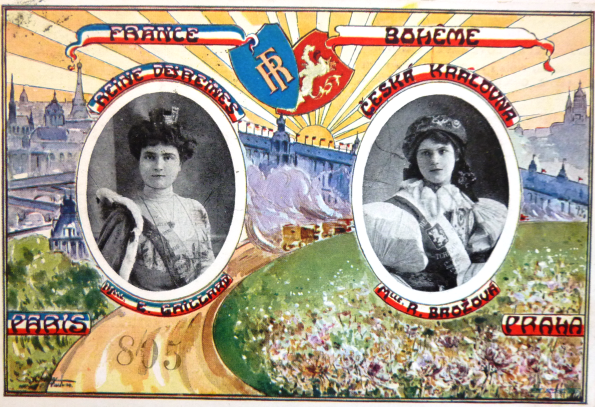
Carte postale tchèque célébrant la Reine des Reines de Paris et la Reine Tchèque de la Mi-Carême 1910.

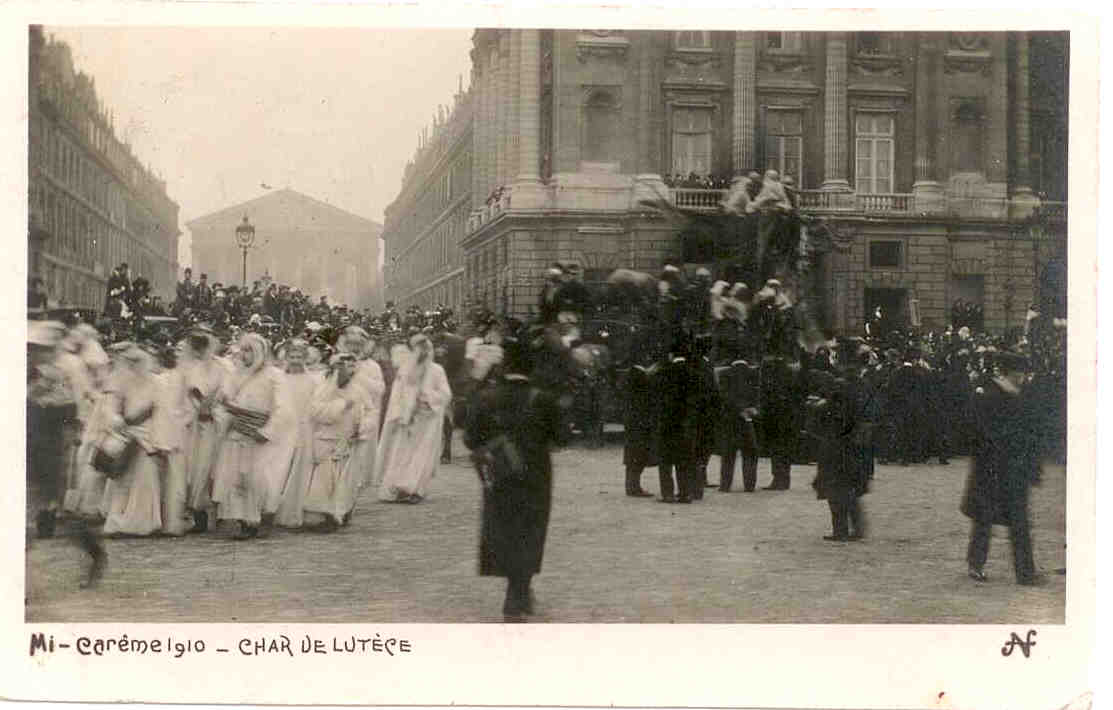
A la Mi-Carême 1910 : le char de Lutèce.

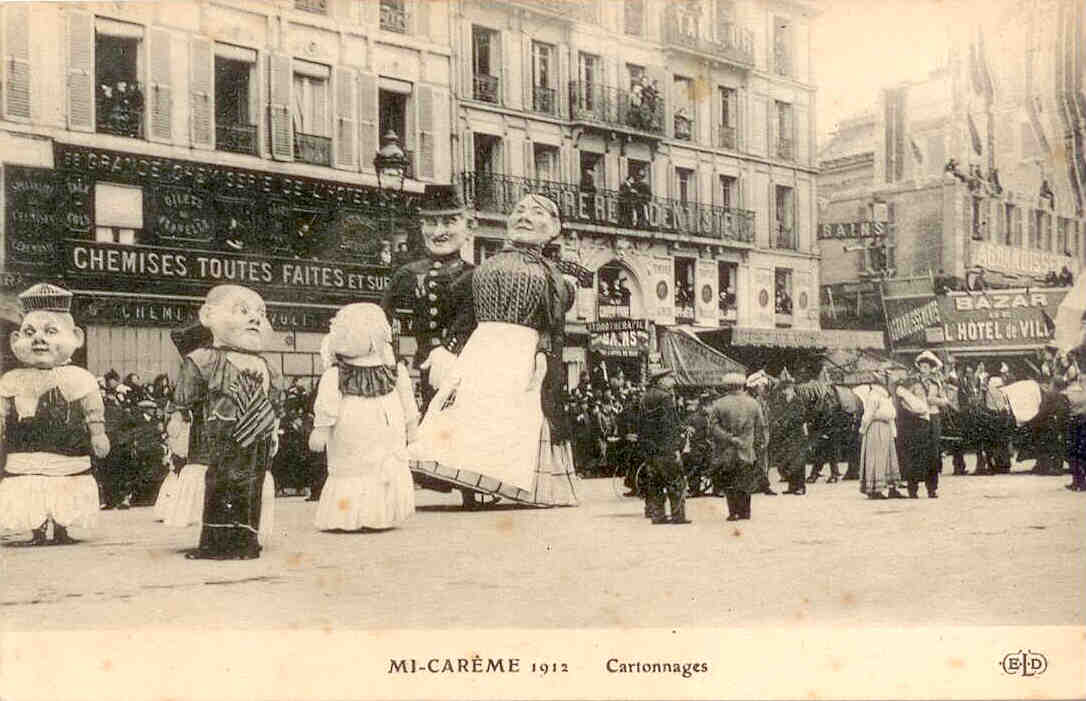
Mi-Carême 1912 : grosses têtes et géants du Carnaval de Nice défilant place de l'Hôtel de Ville.

En 1905 viennent à Paris les Reines italiennes. Puis en 1906 arrivent un nombre impressionnant de délégations étrangères, espagnole, italienne, portugaise et veveyzanne. Ensuite plus rien jusqu'en 1909 année où Paris reçoit la visite de Reines d'Ostende. Ostende ce n'est pas aussi loin que Madrid ou Rome.
La réduction visible après 1906 de l'ampleur des échanges internationaux dans le cadre des fêtes de la Mi-Carême doit avoir une raison[Interprétation personnelle ?]. Elle n'a pas été à ce jour retrouvé[Interprétation personnelle ?].
En 1909 la Reine des Reines a une identité régionale comme le rapporte Le Petit Parisien :
« La Ligue Auvergnate a donné, hier soir, sa fête annuelle au Salon des familles, sous la présidence de Mlle Orlach reine des reines, originaire de l'Aveyron.
Étaient également présents : MM. Brézillon, président du comité des fêtes de Paris, Bonnet directeur de l'Auvergnat de Paris, et Me Piton avocat à la cour d'appel de Paris et Ranvier, conseiller municipal.
Au champagne des discours ont été prononcés par MM. Brézillon et Bonnet. »
Les organisateurs de la cavalcade du 16 mai 1909 à Saumur invite à cette occasion dans leur ville la Reine des Reines de Paris qui défile avec son char venu de la capitale.
En 1910 et 1911 arrivent à Paris pour la Mi-Carême des délégations praguoises. Mais 1910 est selon une source tchèque l'année de l'échec d'un gros emprunt de la ville de Prague placé à Paris[source insuffisante]. La reine tchèque de 1910 portant un vêtement décoré avec le lion de Bohème, les reines des fleurs praguoises l'année d'après, seraient-elles venues aussi pour promouvoir cet emprunt auprès des souscripteurs français ?
L'accueil de la foule parisienne en tous cas est enthousiaste. Elle leur crie en tchèque : « Nazdar ! », ce qui est le salut des Sokols, les faucons, sociétés sportives et patriotiques tchèques[source insuffisante].
Le succès remporté par la fête n'empêche pas de voir fin 1911 Léon Brézillon, président du Comité des Fêtes de Paris, se plaindre dans l'Almanach pratique du journal « Le Petit Parisien » du manque de subventions officielles pour la Mi-Carême :
« Il faut des fêtes aux Parisiens, il faut que les pouvoirs publics nous aident, il faut que les particuliers se rendent compte que les réjouissances populaires déterminent un mouvement considérable de capitaux !» Ainsi nous parlait un jour M. Léon Brézillon qui, depuis dix ans, ne ménage ni son temps, ni sa peine, ni même son argent pour donner à la fête de la Mi-Carême un éclat digne de Paris.
» Mais, malheureusement, ajouta-t-il, on ne nous aide guère. Le Conseil municipal nous alloue une somme de vingt-cinq mille francs. C'est peu ! La tombola nous rapporte quelques billets de mille et nous ramassons le reste, très péniblement, chez les particuliers. Et cependant !!! Nous laissons chaque année de 75  à   80 000 francs chez les costumiers façonniers et décorateurs. Nous donnons là-dessus de 3  à   4 000 francs aux figurants. et nous mettons en branle les fabricants de confetti, de serpentins, de masques. Nous faisons venir les gens de la banlieue, voire de la province... Les restaurateurs, les limonadiers, triplent ou quadruplent le chiffre de leurs affaires ce jour-là... L'octroi lui-même huit jours avant et huit jours après, encaisse de belles recettes, car on fait des provisions, en prévision de la fête, avant qu'elle ait lieu, et on remplace les marchandises vendues quand les lampions se sont éteints.

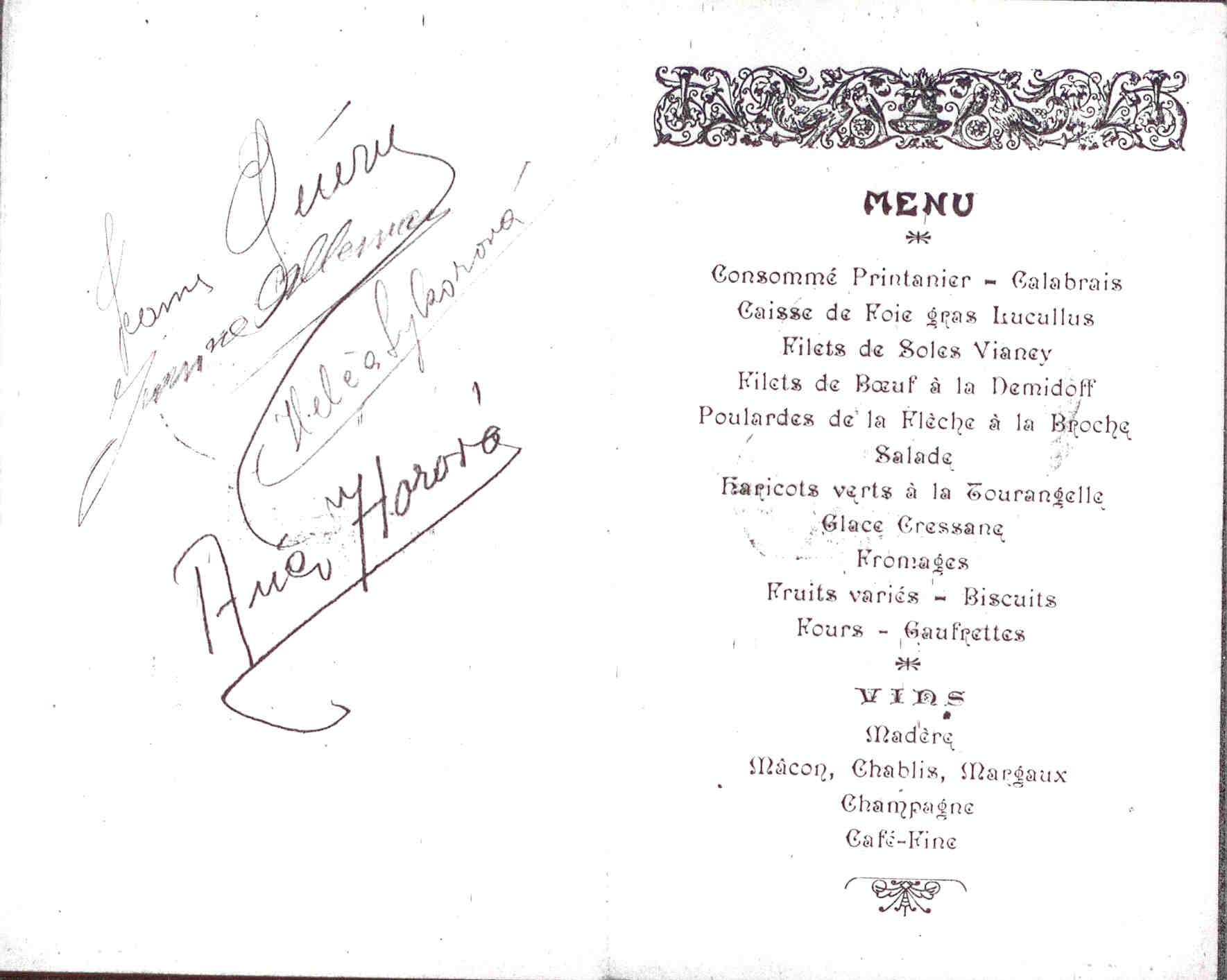
Sur un menu du grand banquet donné pour la Mi-Carême à Paris le jeudi 23 mars 1911 ont été recueillis les autographes de la Reine des Reines de Paris 1911 Jeanne Quéru, d'une autre reine parisienne ainsi que celles de deux reines des fleurs tchèques Aneta Horova et Helena Sykorova.

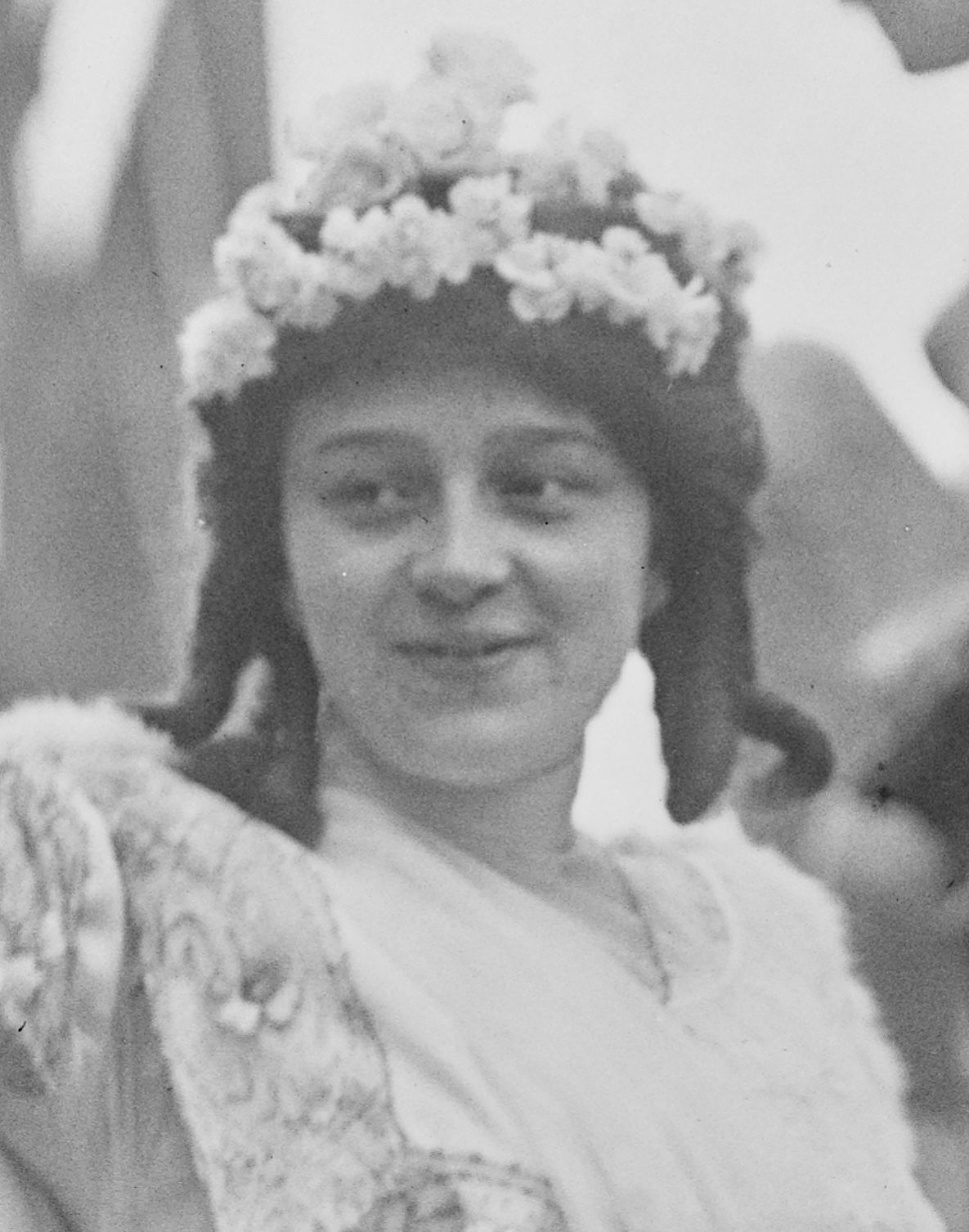
Marie Laponche, Rose des Roses 1912.

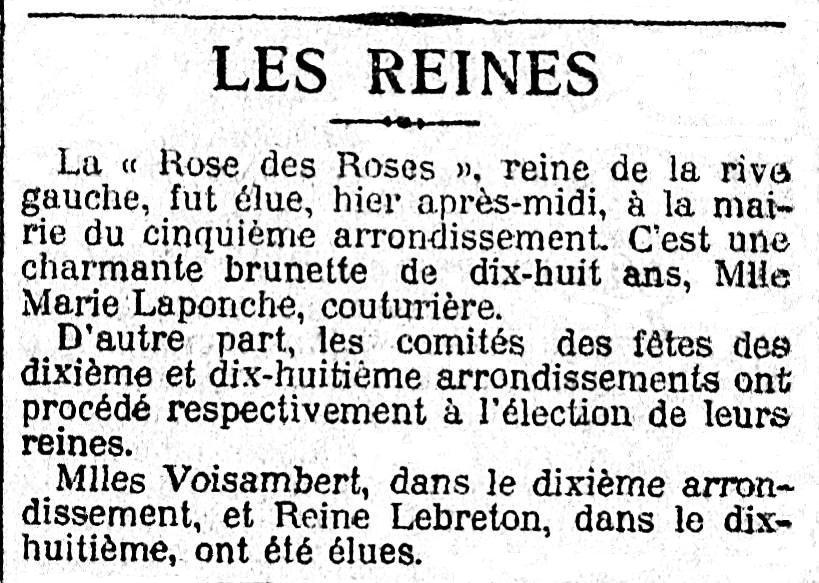
Annonce de l'élection de la Rose des Roses 1912 et de deux reines d'arrondissement.

Il est bien prouvé que les fêtes provoquent une hausse des affaires... On parle toujours des fêtes que l'on organise à l'étranger. On vante leur éclat, leur harmonie, leur belle composition, leur splendeur artistique. On vante les triomphes des cortèges lumineux, si vraiment beaux d'ailleurs, que l'on organise à tout bout de champ, en Italie ; la magnificence des cortèges historiques dont nos bons voisins les Belges sont si friands, les beautés pittoresques, l'art — le mot n'est pas trop gros — des défilés que l'on offre aux étrangers à Saint-Sébastien. On prône les représentations d'Oberammergau, les fêtes décennales de Munich, de Prague, du diable vauvert. Et naturellement on n'a pas assez de brocards pour cette pauvre Mi-Carême parisienne. On n'oublie qu'une chose... C'est qu'à Bruxelles, à Saint-Sébastien ou à Munich, on dépense des sommes énormes ; à Bruxelles, notamment, on a soldé par près d'un demi-million les frais occasionnés par le cortège historique de l'Exposition ! Que l'on nous donne tous les ans une pareille somme et l'on verra un peu ce que nous pouvons faire.... Et n'allez pas croire que ces fêtes seraient inutiles. Avec une publicité bien organisée, avec le concours de la Presse parisienne, on amènerait des milliers d'étrangers à Paris, on susciterait de l'émulation en province, on provoquerait un formidable mouvement de curiosité et d'argent. Les fêtes sont nécessaires au peuple parisien. Sans fêtes, il s’assomme, il devient morose, revêche, quinteux. Il s'ennuie, ce bon peuple parisien, si spirituel, si gai, si peu difficile en matière de réjouissances... Pourquoi ne lui en donnerait-on pas ? Pourquoi ne chargerait-on pas une commission mixte de les organiser... Le Comité des Fêtes de Paris mettrait bien volontiers sa compétence et ses ressources à la disposition de la commission qui serait composée, par exemple, de conseillers municipaux et généraux, de commerçants et de journalistes.
Le Comité des Fêtes de Paris est outillé merveilleusement pour organiser cela, à très bon compte. Pourquoi n'instituerait-on pas quatre grandes fêtes au Printemps, en Été, en Automne et en Hiver ? Les cent mille francs que nous dépensons annuellement pour la Mi-Carême suscitent un mouvement de fonds de deux millions au bas mot... sur lesquels on fait dix pour cent de bénéfices nets... La chose en vaut la peine et mérite d'être étudiée... Dites donc cela dans l'Almanach du « Petit Parisien ! »
À la même époque existent des Comités locaux, chargés d'organiser les fameux bals du 14 juillet. Il y en a 28, rien que pour le 3e arrondissement de Paris (chiffre attesté en 1904). L'origine, l'organisation, le rôle et la composition exacte de ces comités locaux seraient intéressantes à déterminer. Les moyens dont ils disposent sont importants. Ils reçoivent, chaque année, de très grandes subventions de la ville de Paris. En 1904, elles s'élèvent, par exemple, à 255 000 francs. Avec cet argent, les festivités organisées amènent également une clientèle aux débits de boissons qui accroissent leurs bénéfices sans avoir la charge des frais du bal. Le 14 juillet est une fête officielle avec des aspects populaires. La Mi-Carême et la Promenade du Bœuf Gras au Carnaval de Paris sont des fêtes populaires avec quelques aspects officielles comme la réception des Reines à l'hôtel de ville ou la Préfecture de police. Il y a encore, dans les années 1920, pratiquement un bal du 14 juillet devant chaque bistro. La diminution des subventions aux festivités du 14 juillet amène par la suite la quasi-disparition de ces animations parisiennes.
Le projet de fêtes saisonnières parisiennes souhaitées par Léon Brézillon connait un début de réalisation en 1912 avec le cortège de la Rose des Roses le jour de la Mi-Carême. Le cortège annoncé est ainsi constitué :
Char de la Folie, char du Luxembourg, char des Facultés et de la Rive gauche (char portant la Rose des Roses et les Roses), char de la Gare Montparnasse, char des Invalides, char des Filets bleus (avec la reine des Filets bleus de Concarneau).
La Rose des Roses 1912 est une couturière âgée de dix-huit ans, Marie Laponche. En 1913, le cortège de la Rose des Roses est annoncé à une date différente de celle de la Mi-Carême et sous le nom de « Fête du Printemps » :
« La Fédération des Comités des Fêtes de la Rive gauche et l'Association générale des Étudiants qui, l'année dernière, avait organisé le cortège de la Rose des Roses, dont le succès fut très vif, tient à informer la population parisienne que sa fête n'aura pas lieu, cette année, le jour de la Mi-Carême, mais le dimanche 27 avril.
Le Comité, d'accord avec la municipalité, a décidé d'instituer une fête annuelle sur la Rive gauche qui prendrait le nom de « Fête du Printemps » et dont le caractère et l'allure générale seraient différents des fêtes de la Mi-Carême.
Le Comité des Fêtes de la Rive gauche a son siège social 31, avenue de l'Observatoire. »
Les 4 mai 1913 et 3 mai 1914 voient défiler ce cortège costumé à l'occasion du printemps. Des jeunes filles, les roses en sont les vedettes et l'une d'entre elles est la rose des roses. Le thème est en 1913 : les fleurs, en 1914 : la locomotion à travers les âges. Ces cortèges sont organisés conjointement par la Fédération des comités des fêtes de la rive gauche et la très populaire Association générale des étudiants de Paris. La rose des roses 1913 est Mademoiselle Hélène Mangeot. Celle de 1914 Mademoiselle Suzanne Olivier et ses suivantes Mesdemoiselles Le Calvez, Reverdy et Jacquet.
En 1913, le Concours Général Agricole se termine à Paris le 27 février. À cette occasion est organisé dans la rue une Fête de l'Agriculture, cortège comportant un char du Bœuf Gras. Cette date coïncide avec la Mi-Carême. Ce qui fait que ce jour-là, en des lieux différents de Paris défilent les deux cortèges carnavalesques traditionnels parisiens : la Promenade du Bœuf Gras et le cortège de la Mi-Carême, avec, en vedette, Germaine Brégnat, Reine des Reines de Paris 1913.

### Les femmes

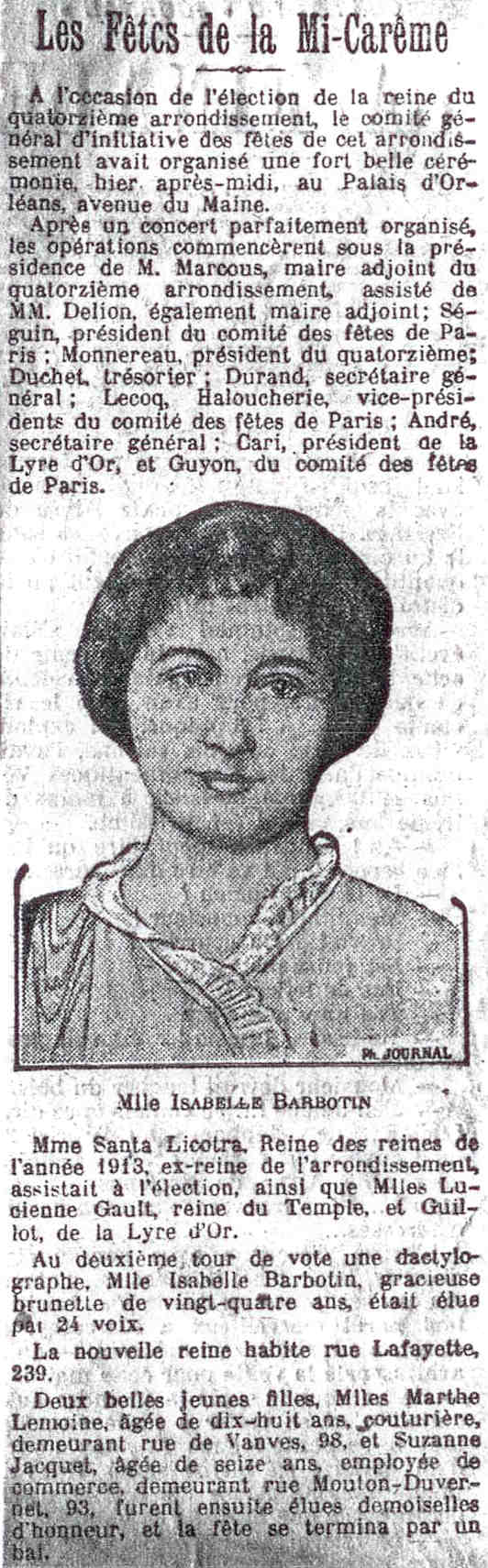
1914 : Annonce de l'élection de la Reine du XIVe arrondissement.

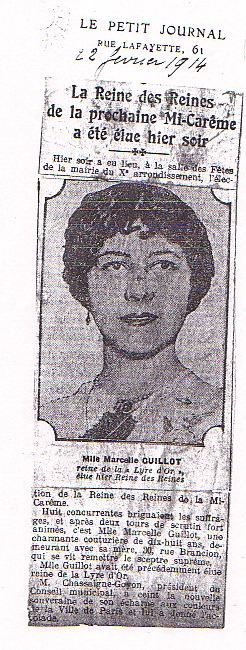
Annonce de l'élection de la Reine des Reines 1914.

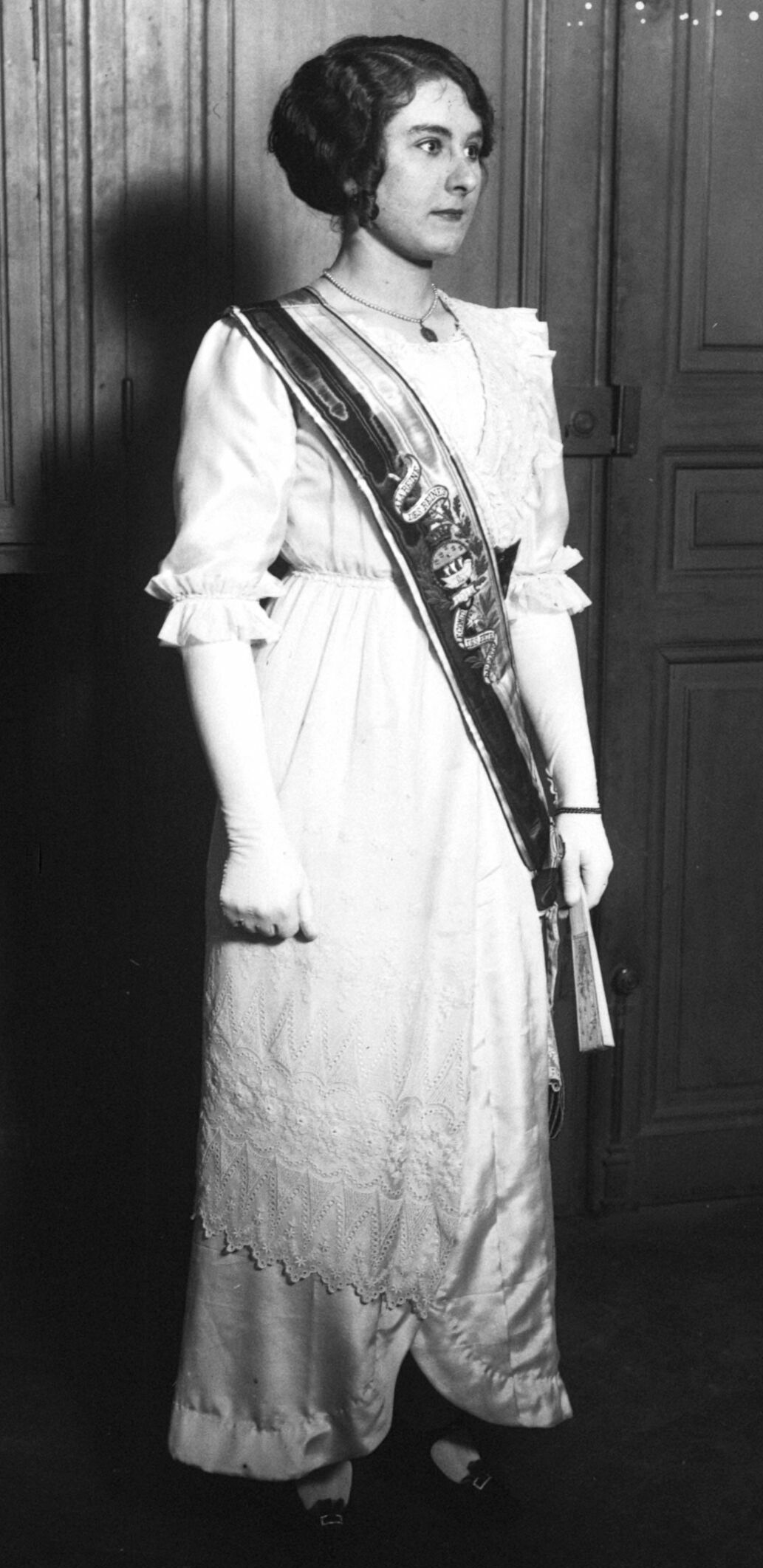
Marcelle Guillot, Reine des Reines 1914.

En 1914, une photo de presse montre les huit candidates au moment de l'élection de la Reine des Reines. La Mi-Carême parisienne accueille pour la deuxième fois une délégation turinoise avec à sa tête la Reginetta palatina (petite reine palatine) Adélaïde Revelli et pour la première fois une délégation de Boulogne-sur-Mer.
La même année Le Gaulois écrit à propos des Reines :
N'ont-elles pas un réel mérite, toutes ces jeunes filles que le Comité prend à l'atelier ou au magasin, qui ne sont jamais sorties de leur milieu, et qui savent se montrer dignes du rôle momentané qui leur est échu et ne pas se laisser éblouir par les honneurs dont elles sont l'objet ?
Cette courte royauté n'est pas sans quelque profit. Chaque année le Comité attribue à l'élue (la Reine des Reines) un livret de caisse d'épargne de deux cents francs; couturiers, modistes, fourreurs, commerçants s'empressent de lui donner robes, chapeaux, manteaux et autres objets de toilette; partout où passe la Reine elle reçoit des bijoux ou des cadeaux de prix. Tout compte fait, cela représente une somme variant de huit à dix mille francs, qui constitue une petite dot et permet aux Reines descendues du pouvoir de se marier et s'établir. Et c'est très bien ainsi, car toutes sont des jeunes filles méritantes, choisies après une rigoureuse enquête, travailleuses, honnêtes et tout à fait dignes de cette chance inespérée, comme le démontre leur simple et touchante histoire que nous venons de raconter.
Les Reines ne sont plus Reines que de noms. Elles ne règnent pas sur la fête mais servent de décoration. Après les avoir sélectionnées, on les exhibe, on les couvre de cadeaux, on leur offre des voyages, mais elles ne décident plus et ne sont plus élues par les femmes.

### Les années 1915-1919

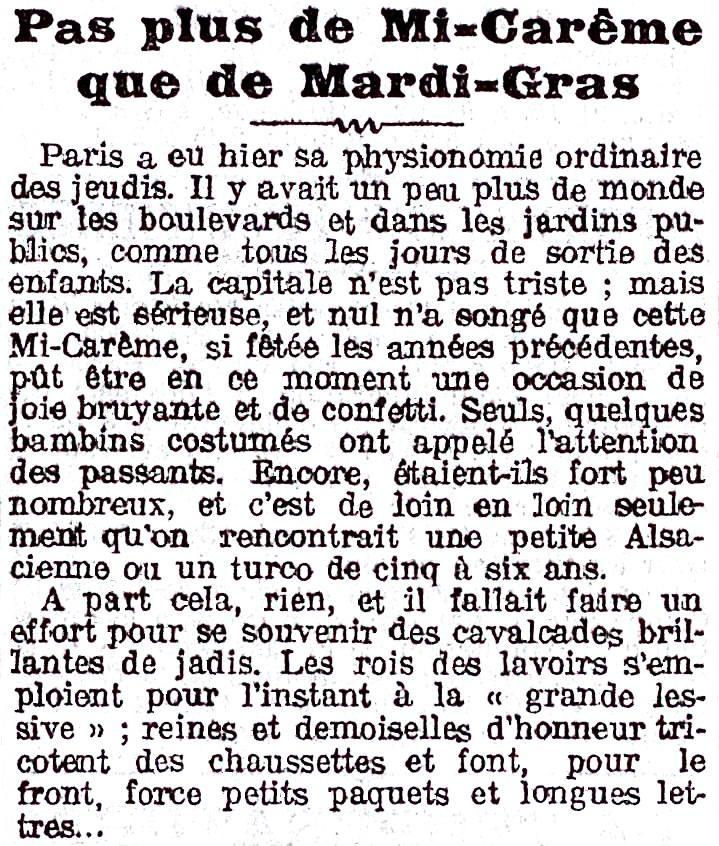
Pas de cortège de la Mi-Carême en 1915.

Le Carnaval de Paris est interdit en janvier 1915.
L'interdiction s'applique. Le 12 mars 1915, lendemain du jeudi de la Mi-Carême, Le Figaro écrit :
« La date inaperçue.
C'était hier la mi-carême, vouée, par la tradition, aux cortèges, à la cohue et à la pluie.
Il n'a presque pas plu ; il n'y a pas eu de cortège du tout, ni de fête.
Et nul n'a songé, bien sûr, qu'il y a un an, c'est à coups de confettis que se livrait la bataille. »
Après l'interruption de la Grande Guerre la fête redémarre dès mars 1919. Lucie Bataille, première Reine des Reines de Paris depuis 1914 est élue en février 1920.

### Début des années 1920, l'évolution et la crise du Comité des fêtes de Paris
Le Comité des fêtes de Paris, organisme privé qui organise les festivités de la Mi-Carême depuis 1903, connaît une évolution antiféminine et peu festive et une crise au début des années 1920.
La fête pour exister a besoin d'être organisée. L'organisation défaillant la fête va aussi connaître des problèmes.
En 1922, la fête des femmes est organisée par un Comité des fêtes de Paris qui a une conception très particulière de la femme. Vingt reines ont été élues, une par arrondissement de Paris. On donne à chacune des reines dix-neuf bulletins de vote nominatif correspondant aux dix-neuf autres reines en dehors d'elle.
Ainsi elle ne pourra voter que pour quelqu'un d'autre qu'elle. Cette façon d'organiser le scrutin est justifiée par les organisateurs comme permettant de rabattre la coquetterie féminine. La reine doit s'engager à ne pas faire de la boxe, du théâtre ou du cinéma.
Le 26 février est élue Reine des Reines 1922 Germaine Buchet reine du 12e arrondissement, avec pour première demoiselle d'honneur Fernande Peiffer reine du 6e arrondissement et secondes demoiselles d'honneur Jeanne Cron reine du 14e arrondissement et Germaine Ernès reine du 20e arrondissement.
Floréal. L'hebdomadaire illustré du monde du travail, le 4 mars suivant, indique que la nouvelle Reine des Reines est appelée à recevoir de très importantes gratifications matérielles : vingt mille francs de dot auxquels s'ajoutent dix mille francs de meubles.
Vers le même moment, l'Association générale des étudiants de Paris procède à l'élection de « La Lisette » reine des étudiants de Paris.
Les Corses de Paris de leur côté élisent également leur Reine :
Le Comité des Fêtes corses, affilié au Comité des Fêtes de la Ville de Paris, organise une grande soirée artistique et dansante pour le samedi 4 mars, à 20 h. 30, dans la grande salle des Fêtes de la mairie du 10e arrondissement.
Au cours de cette brillante soirée et en présence de toutes les reines des arrondissements, sera élue la reine des Corses de Paris[source insuffisante].
Le jeudi de la Mi-Carême 23 mars 1922 « il faisait frais, presque froid ». Le mauvais temps n'a jamais été un obstacle à la tenue du cortège. Celui de 1914 a, par exemple, défilé sous une pluie battante. Cette fois-ci les organisateurs paraissent singulièrement frileux, comme le relève Le Petit Journal dans un article intitulé Un somptueux cortège de Mi-Carême sous un ciel d'hiver, Les Reines ont défilé dans des automobiles fermées :
Après avoir longtemps hésité en raison de l'inclémence du temps, le Comité des fêtes finit par décider que la cavalcade aurait lieu. Mais les reines qui le désiraient avaient la permission de défiler en automobiles fermées au lieu de monter sur leur char. Elles en usèrent presque toutes, et qui leur en voudrait ? L'héroïque petite reine des Corses, Mlle Chiaverini et ses demoiselles d'honneur, qui tinrent à rester à leur poste et à distribuer leurs baisers à la foule du haut de leur monument de carton n'en méritent que plus de compliments et de reconnaissance.
Les hésitations météorologiques du Comité sont en complet décalage avec la réalité d'une fête d'hiver qui attire la très grande foule parisienne habituelle :
Sur les flancs du cortège, une foule immense, compacte, moutonnant joyeusement et se bousculant avec bonne humeur, se pressait, heureuse et bruyante, enserrant étroitement les rares véhicules qui la traversaient, parsemée de « déguisés » touchants, embrumée des confetti lancés par des mains innombrables et pareille, vue de haut, grâce aux chapeaux rouges dont les femmes sont folles en ce moment, à un océan noir, sillonné de petits bateaux pourpres.
La joie collective est renforcée par la levée de l'interdiction des confettis à Paris, interdits depuis 1919 et autorisés en 1922.
Durant l'été 1922 une scission a lieu au Comité des fêtes de Paris organisateur de la Mi-Carême. Son nouveau Conseil d'administration, composé de vingt membres élus et dix-sept présidents de Comités d'arrondissements, par un vote décide que la Reine des Reines 1922 qui ne reconnaît pas la nouvelle direction est déchue de son titre. Le prétexte invoqué est qu'elle veut aller participer aux fêtes de La Baule comme prévu auparavant et refuse d'obéir au Comité qui veut à présent l'envoyer participer au Carnaval d'été à Calais.
Comme le précise Le Petit Parisien du 2 juillet 1922, elle n'est pas la seule à être déchue :
Les reines du 3e et 11e arrondissement ont suivi Mlle Buchet dans sa déchéance. La reine du 20e a été déclarée déchue par le comité de son arrondissement. Les autres majestés et la reine des Corses se sont groupés autour du nouveau Comité des fêtes dont le président est M. Aublanc. À ses côtés se trouvent, composant le bureau, MM. David, Mounereau, Allouchery, Gaston Duval, Patin et Giovanelli, président du comité des Corses de Paris.
À la place de Germaine Buchet est désignée comme nouvelle Reine des Reines une de ses demoiselles d'honneur : Jeanne Cron, avec pour demoiselles d'honneur Lucienne Loin, reine du 17e arrondissement et Renée Durand, reine du 15e arrondissement. Les remplaçantes sont récompensées de leur docilité par la promesse d'une semaine de vacances au bord de la mer suivant les trois jours du carnaval d'été calaisien. Récompense très appréciable pour des reines de condition modeste, en des temps où les congés payés n'existent pas et où pratiquement seuls les riches peuvent s'offrir des vacances.
Le Petit Journal écrit le même jour :
Non seulement il y a maintenant deux Comités, l'un des fêtes de Paris, l'autre des fêtes de Paris et des villes de France, mais il y a deux reines des reines de 1922. L'une est Mlle Buchet, qui a présidé le cortège de la Mi-Carême, l'autre Mlle Jeanne Cron, nouvelle élue du Comité des Fêtes de Paris.
Mlle Buchet et plusieurs autres reines ont quitté Paris hier pour aller assister aux fêtes de la Baule organisées au profit de la Maison individuelle du Grand Mutilé.
M. Aublanc, président du comité D. F. P. et la reine des reines Mlle Cron, sont partis de Paris hier à 3 h. 25 se rendant à Calais pour assister aux fêtes du Carnaval d'été.
Au Comité des fêtes de Paris, la nouvelle direction veut carrément jeter la tradition par-dessus bord et tout changer. Comme cela apparaît en août 1922 dans un bref article du Petit Parisien intitulé Les fêtes de Paris en 1923 :
Le comité des fêtes de Paris offrait hier un dîner en l'honneur de Mlle Jeanne Cron, la nouvelle Reine des reines.
Au dessert, M. Aublanc, président, expose un programme que compte réaliser le comité. La traditionnelle cavalcade de la Mi-Carême serait supprimée. Par contre, des fêtes sportives, des reconstitutions historiques, un cortège lumineux au bois de Boulogne seraient organisés.
Traduisant cette intention, l'Almanach illustré du Petit Parisien pour 1923, sorti fin 1922, annonce pour 1923 :
Le 8 mars : la Mi-Carême (cortège de la Reine des reines à travers Paris, mais il est possible que, cette année, cette fête traditionnelle soit remplacée par une « Fête du Printemps » qui aurait lieu un peu plus tard).

### Un roman-feuilleton
Le 22 mars 1922, est annoncé dans le journal La Presse le début de la parution d'un roman-feuilleton de Maxime La Tour Reine des Reines, roman dramatique, dont l'héroïne est Reine des Reines de la Mi-Carême parisienne.

### Le bal de Magic City

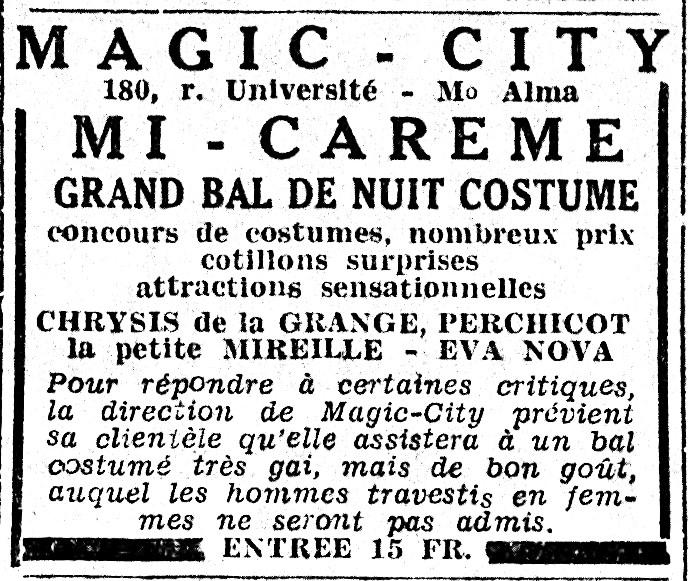
Le bal de la Mi-Carême 29 mars 1935.

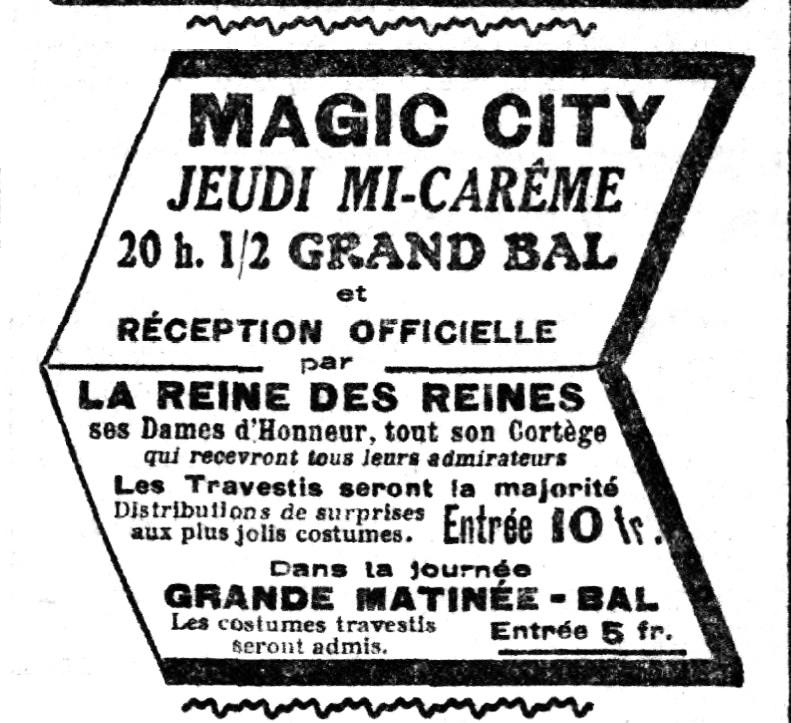
Le bal de la Mi-Carême 11 mars 1920.

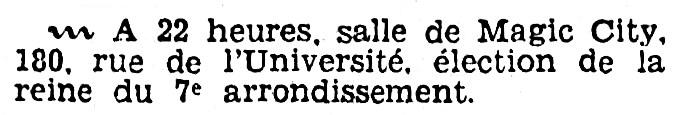
Annonce d'élection d'une Reine pour la Mi-Carême 1937.

Depuis 1900 jusqu'à au moins 1935, des bals sont organisés dans le parc d'attractions parisien Magic City. Existant déjà en 1920, celui de la Mi-Carême est durant très longtemps le phare des nuits homosexuelles à Paris. Il se déroule sur la grande piste de danse avec orchestre située au 1er étage du 180 rue de l'Université,. Le bal est immortalisé par le photographe Brassaï en 1931.
Longtemps après sa disparition l'historien David Higgs en dresse le tableau :
« La crème des invertis parisiens devait se rencontrer là-bas, sans distinction de classe, de race ou d'âge. Et chaque catégorie est venue, des fagots, des croiseurs, des poulets, des vieilles reines, de célèbres antiquaires et des garçons bouchers, des coiffeurs et de jeunes garçons d'ascenseur, des créateurs de robes bien connus et des drag queens… »
L'annonce pour le bal de la Mi-Carême 1920 proclame : « Les Travestis seront la majorité ».
Après la fermeture du parc d'attractions en 1934, la salle continue à être utilisée pour des événements. Dont l'élection de Francine Constance, Reine des Reines de Paris 1935.
La même année, on relève[Qui ?] une évolution dans le bal de la Mi-Carême. Dans son annonce, il est précisé que :
Pour répondre à certaines critiques, la direction de Magic City prévient sa clientèle qu'elle assistera à un bal costumé très gai, mais de bon goût, auquel les hommes travestis en femmes ne seront pas admis.
L'interdiction des travestis marque la fin du temps de la prospérité des bals homosexuels de la Mi-Carême à Magic City.
En 1937, c'est à Magic City qu'a lieu l'élection de la Reine du 7e arrondissement de Paris.
Les restes de Magic City seront finalement liquidés, reconvertis en studio de télévision en 1942.

### Reines d'arrondissements de Paris 1922

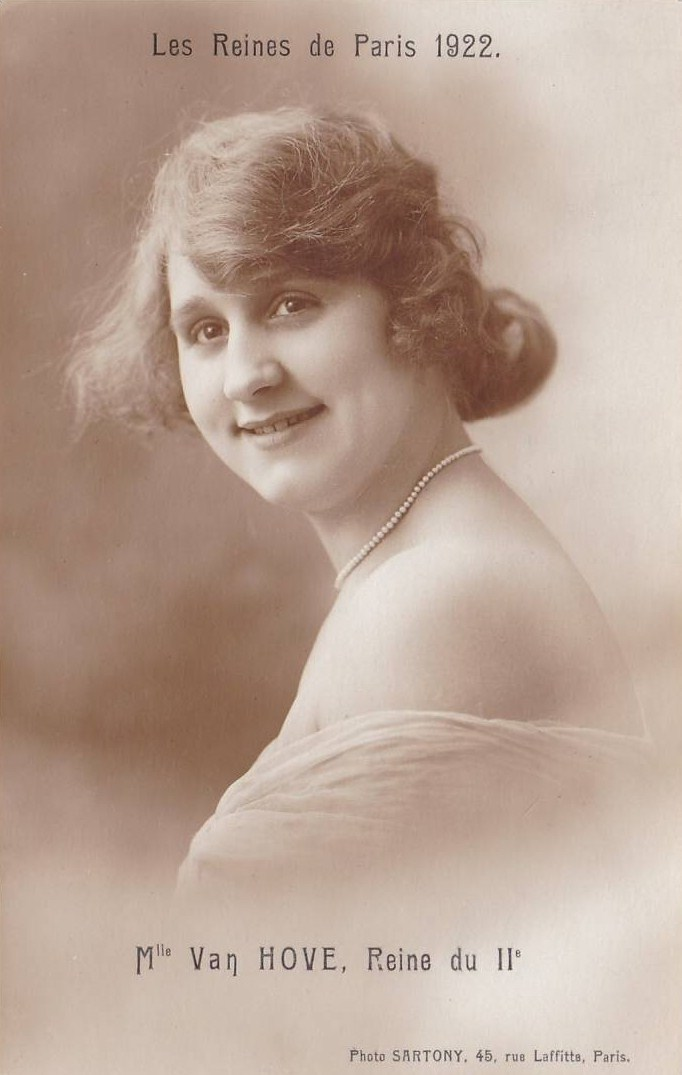
2e Van Hove
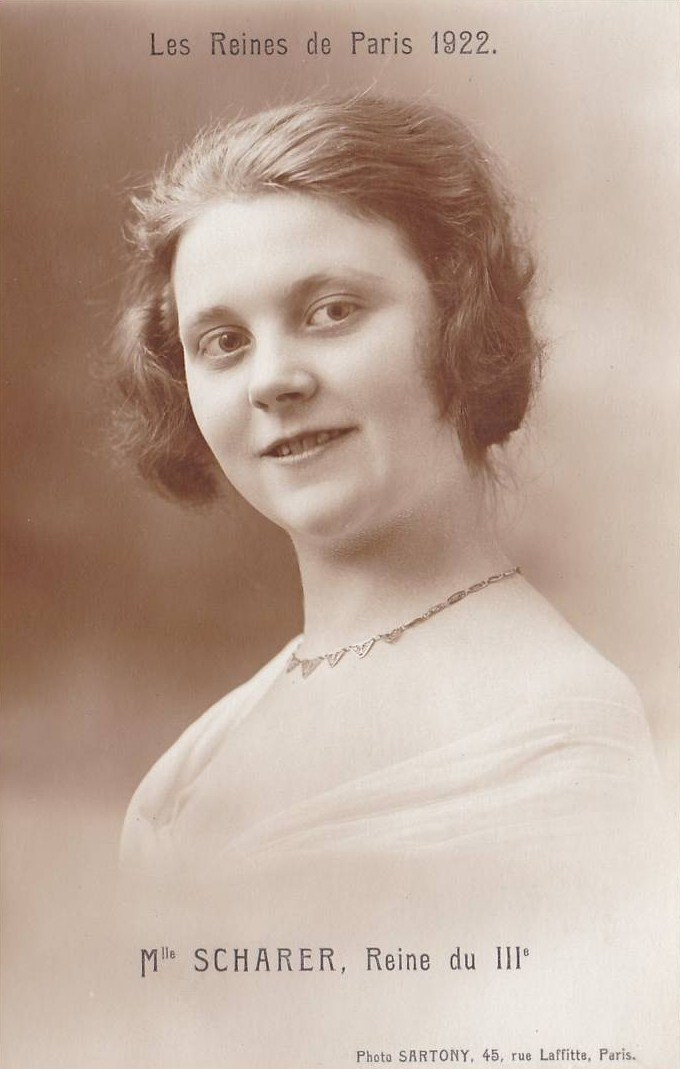
3e Scharer
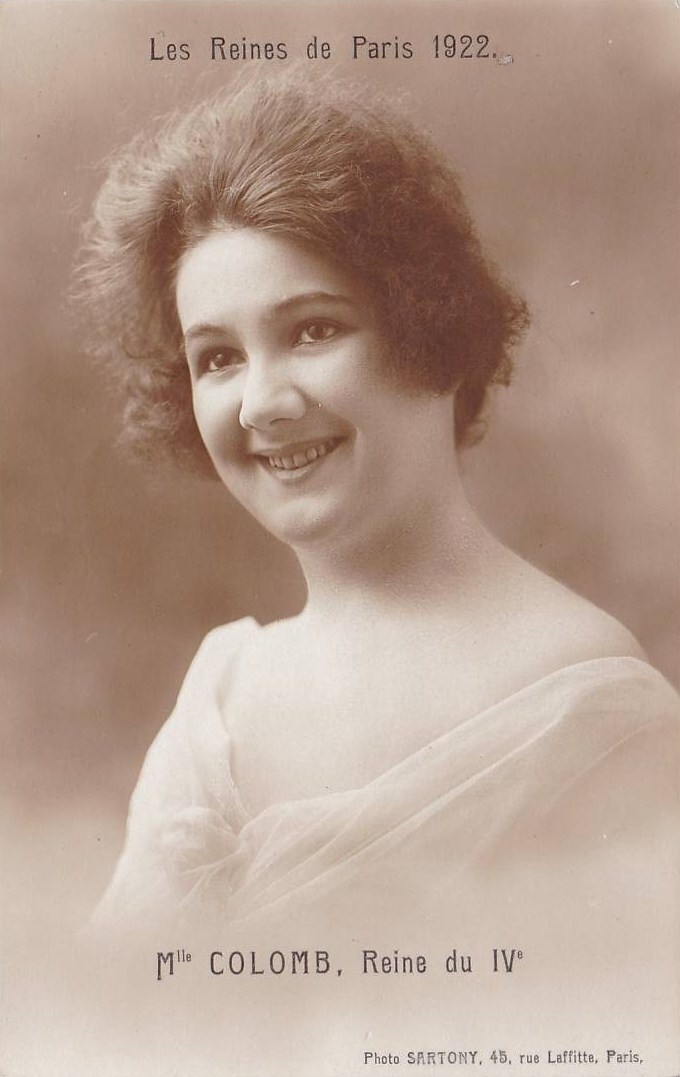
4e Colomb
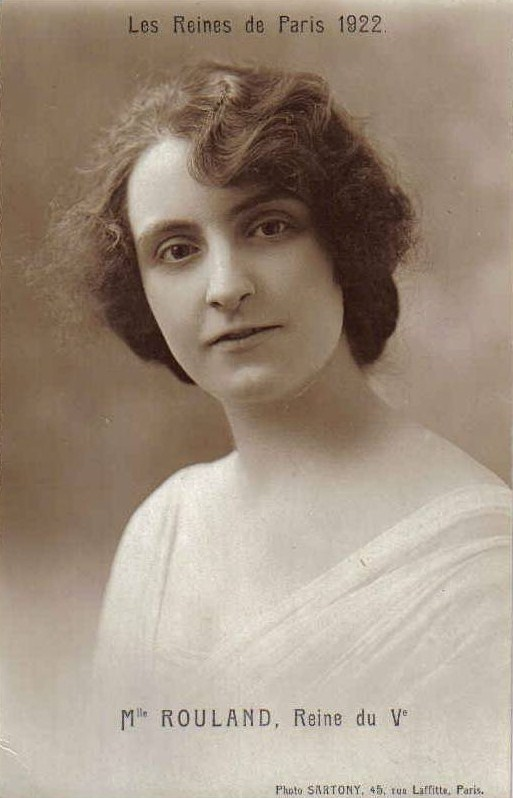
5e Rouland
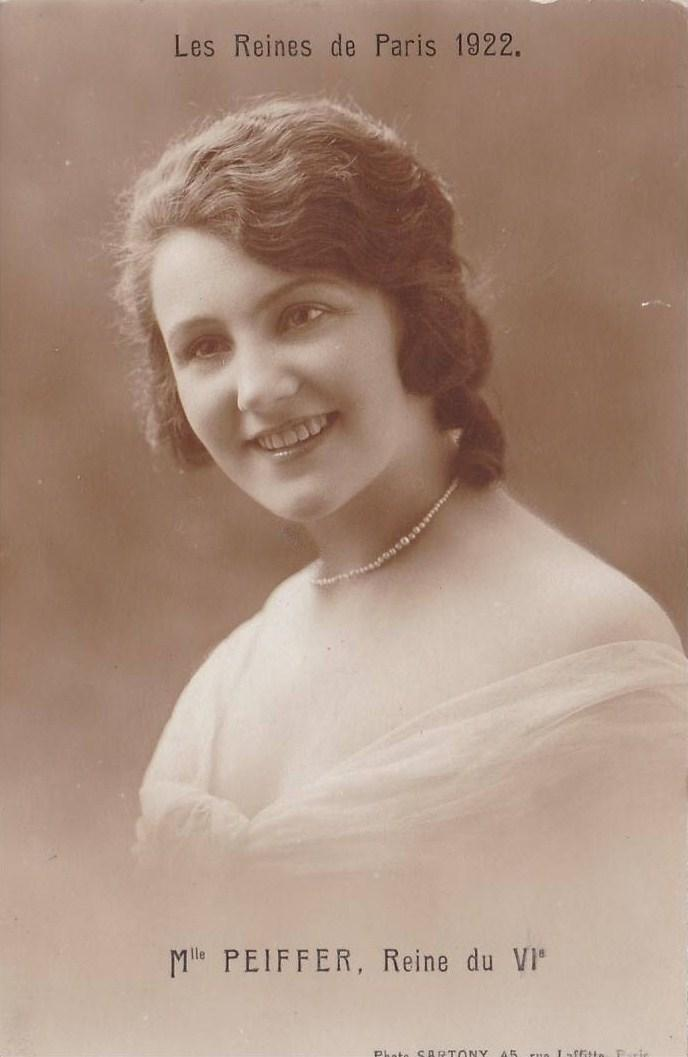
6e Fernande Peiffer
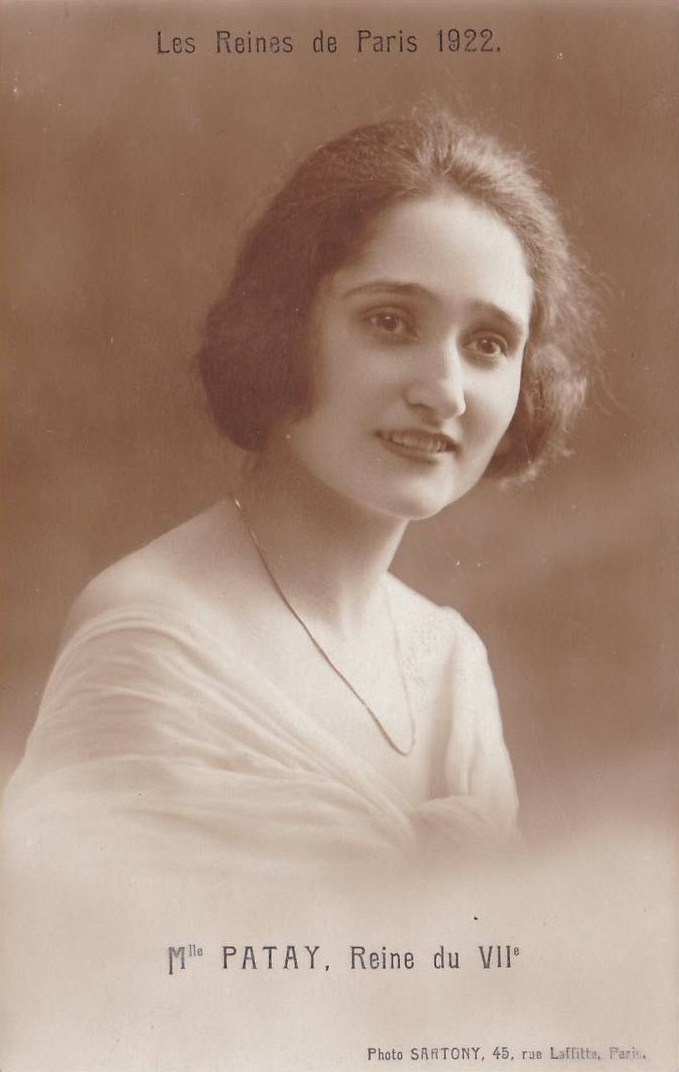
7e Patay
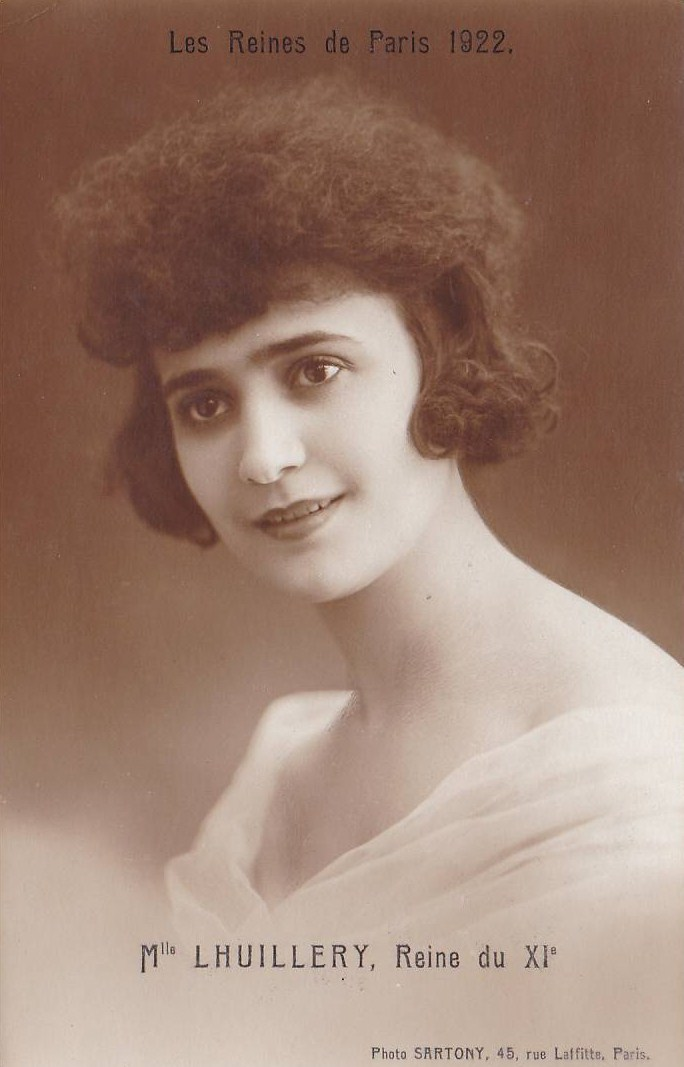
11e Lhuillery
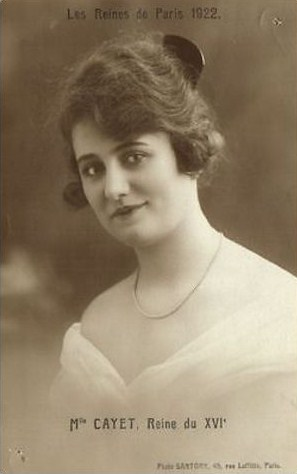
16e Cayet
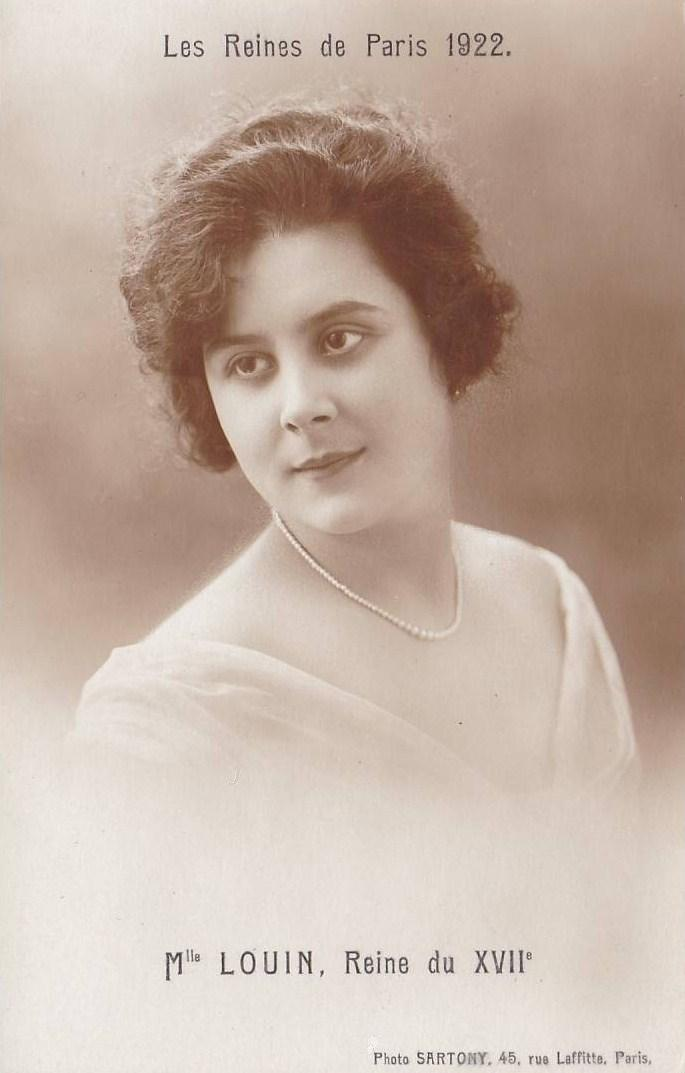
17e Lucienne Louin

### Liquider la tradition
En 1923, le Comité des fêtes de Paris veut jeter la tradition par-dessus bord et supprimer tout simplement la Mi-Carême. Expression de cette politique est lisible le 12 janvier 1923 dans L'Homme libre.

### 1923: les abeilles et la reine des abeilles

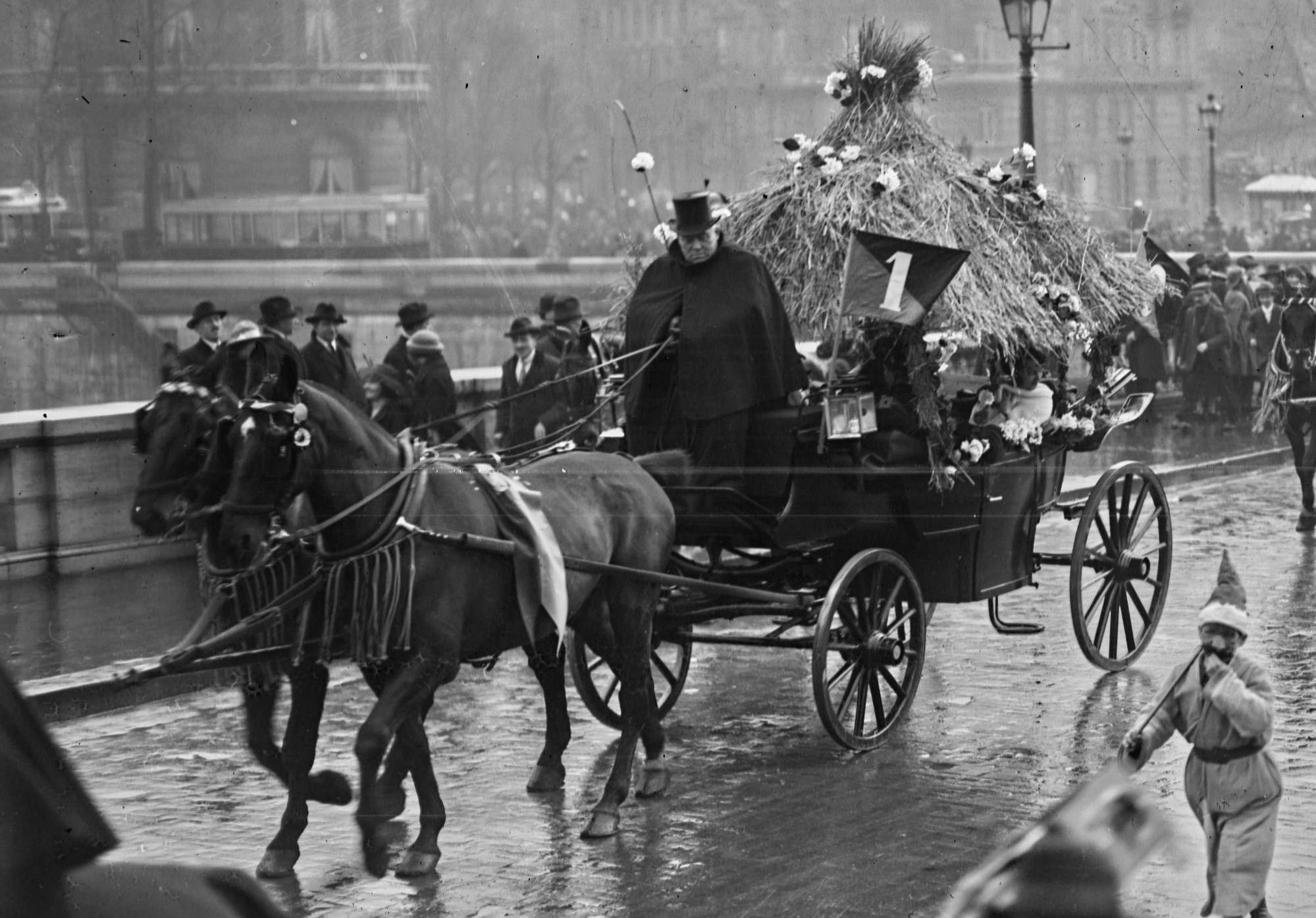
Cortège des Abeilles 1923 : un des landaus décorés d'une ruche de paille, passe sur le pont de la Concorde le jour de la Mi-Carême.

En 1923, le Comité des fêtes de Paris annonce que dorénavant il ne récompensera plus la beauté mais la vertu et le travail. Un journal titrera même son article de compte-rendu de la nouvelle orientation : « Paris renonce à la beauté ». En réalité, chose bien peu originale, sous le nom d'abeilles le Comité a « réinventé » la très classique rosière.
Succédant aux vingt reines d'arrondissements et à la Reine des Reines de Paris de 1922, en 1923 sont élues vingt « abeilles » et une « reine des abeilles » choisie parmi elles. Il n'est plus question d'élire des Reines et une Reine des Reines. Est également élue une abeille des Corses et une abeille des Angevins de Paris.
L'idée de faire figurer à la Mi-Carême une Reine des Abeilles n'est pas nouvelle. En 1914, neuf ans auparavant, Orléans avait déjà vu défiler à la Mi-Carême une jeune fille montée sur un char ruche et figurant une Reine des Abeilles.
Poursuivant à Paris la politique déjà observée en 1922, le Comité des fêtes annonce que la reine des abeilles va recevoir d'importantes récompenses matérielles, dont des meubles.
Vers la même époque, un membre du Comité propose que la fête soit déplacée à un autre moment de l'année où le temps est meilleur.
Fin 1923, le Comité des fêtes se révèle incapable de verser les récompenses promises. L'avenir des festivités de la Mi-Carême paraît compromis, au point que l'Almanach illustré du Petit Parisien en entrevoit la fin et l'annonce pour mars 1924 :
LA MI-CARÊME. — Comme les cortèges du Mardi-Gras, les cavalcades de la Mi-Carême ont vécu. Elles sont remplacées par des promenades en voitures des reines des différents quartiers de Paris, mais ces sorties se font sans le grand apparat d'autrefois.
En 1924, le Comité des fêtes n'organise pas d'élections de Reine (des abeilles ou Reine des Reines) et ne prévoit aucun cortège pour le jeudi de la Mi-Carême 27 mars. Le président du Comité démissionne.
Dans sa lettre de démission il précise que le Comité a décidé dès 1922 la suppression de « la mascarade de la Mi-Carême » pour protéger les reines qui défilent :
Cette suppression fut décidée aussitôt auprès la Mi-Carême 1922, la morsure du froid était telle que les malheureuses jeunes filles durent être enfermées dans un char à bancs. Personnellement, j'ai pensé que pour ces sortes de manifestations, il faut de la chaleur et du soleil. Or, le calendrier situe la Mi-Carême à une époque peu favorable à ces sortes de réjouissances, qui dégénèrent le plus souvent en un spectacle que je ne veux pas qualifier, mais en tout cas indigne d'une ville comme Paris.
En 1924, pour sauver la fête du désastre, un cortège est improvisé le jeudi de la Mi-Carême 27 mars. Il est clos par un défilé en camions fleuris portant des animaux primés au Salon de l'Agriculture. Confirmant, s'il en était besoin, la popularité de la fête, en dépit d'une pluie battante et ininterrompue, la foule est au rendez-vous. C'est une Promenade du Bœuf Gras ajoutée au cortège où la Reine des Abeilles 1923, faute d'une nouvelle élue pour 1924, défile à nouveau. Le Bœuf Gras, lui, n'est pas sorti depuis 1913.
Deux jours plus tard, le 29 mars, dans Le Journal amusant, René Dubreuil s'interroge sur la disparition de la fête de la Mi-Carême. Il en avance la raison, c'est que :... « il y avait autrefois, à Paris, un Comité des Fêtes, aussi en avions-nous quelques-unes. Aujourd'hui, il y a deux Comités des Fêtes, et c'est pour cela qu'il n'y a plus de fêtes du tout ! Si nébuleux que ce raisonnement puisse être, il comporte une part de vérité. »
Le lendemain dimanche 30 mars, dans la banlieue de Paris défile la cavalcade de la reine des blanchisseuses de Boulogne-sur-Seine.
Le journal Le Matin écrit à cette occasion :
Une joyeuse cavalcade, favorisée par le beau temps, a parcouru hier les rues de Boulogne et de Billancourt où, suivant une tradition que la capitale a oubliée, la reine des blanchisseuses — la toute charmante Mlle Fleury — s'est offerte aux vivats de la foule.
Fin juin 1924, la presse annonce que Jeanne Champ abeille du 19e arrondissement a été élu Reine de Paris.

### Retour à la tradition

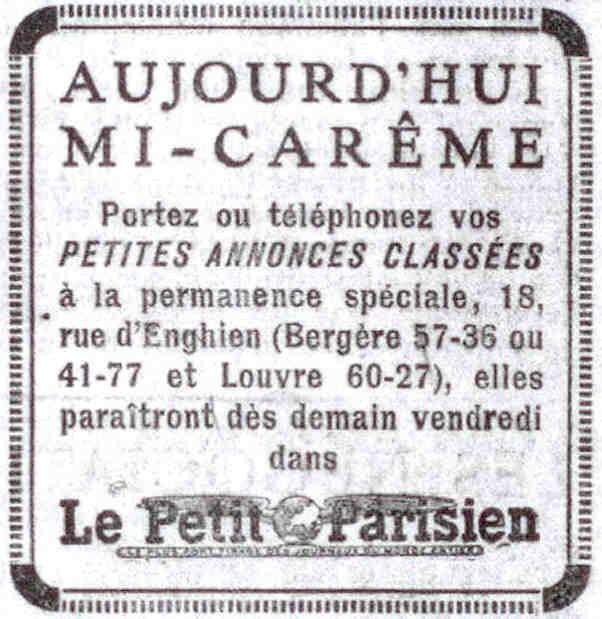
Le Petit Parisien, 19 mars 1925

Fin 1924, devant son échec, le Comité des fêtes de Paris, contraint et forcé de faire allégeance à la tradition parisienne, renonce à ses idées de tout changer. Il retourne aux pratiques habituelles de la Mi-Carême comme décrit le 20 novembre dans Paris-soir.

### La Reine de Paris et la Reine des Reines de Paris
Dans les années 1920, l'élection de la Reine des Reines de Paris est à nouveau régulièrement organisée, cependant qu'existe parallèlement une « Reine de Paris ».
Le Matin du 7 mars 1929 explique la relation existant entre la Reine des Reines de Paris et la Reine de Paris élues chaque année pour la Mi-Carême :
C'est aujourd'hui la mi-carême. En ce jour de fête populaire par excellence, les reines ont éclos de tous côtés, prémices fragiles d'une saison où tout ne serait que grâce et sourire. Deux groupements, le comité des fêtes de Paris, dont le député Auguste Sabatier est le président et le vice-président M. Joly, et la Fédération des comités des fêtes d'arrondissements, choisissent à cette occasion, l'un une reine des reines, l'autre une reine de Paris, parmi les souveraines des arrondissements déjà élues.
Mais seule la première de ces organisations, qui touche une grosse subvention du conseil municipal, organise la cavalcade traditionnelle qui, à travers boulevards et avenues, va faire connaître au bon peuple de Paris sa jeune et gracieuse majesté.
Le second a des visées moins hautes : sa reine des reines ne sera point présentée aux Parisiens sur un char rutilant d'or. Le devoir des reines n'est pas seulement de paraître, mais aussi de se pencher sur la misère humaine, ne serait-ce que pour lui faire l'aumône d'un peu de sa beauté. C'est pourquoi aujourd'hui, Mlle Suzanne Petauton, reine des reines de la Fédération des comités des fêtes d'arrondissements, va, accompagnée de ses demoiselles d'honneur, dans les hôpitaux parisiens pour distribuer des douceurs aux malades.

### Le Bœuf Gras à la Mi-Carême

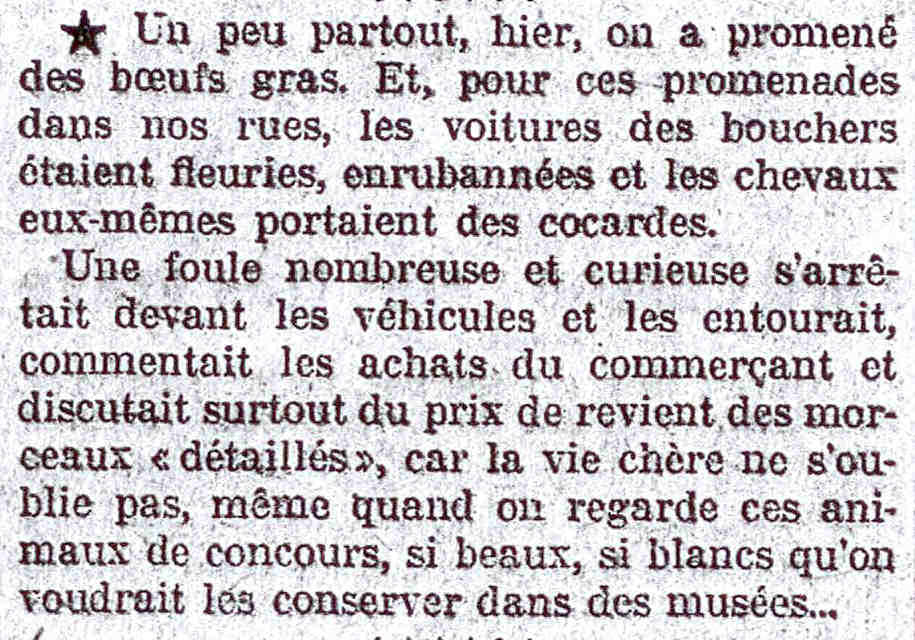
Écho de la Mi-Carême 1925.

L'Intransigeant nous apprend que le jeudi de la Mi-Carême 19 mars 1925 un peu partout à Paris « on a promené des bœufs gras. Et pour ces promenades dans nos rues, les voitures des bouchers étaient fleuries, enrubannées et les chevaux eux-mêmes portaient des cocardes. »
En 1927, dans la description du cortège de la Reine de Paris apparaît à nouveau le bœuf gras :
« Le bœuf gras, timide et mélancolique, et songeant peut-être à sa mort prochaine, inclinait doucement ses cornes dorées vers la foule comme pour la saluer une dernière fois : Moriturus te salutat. »
Trois photos de presse du passage du cortège de la Mi-Carême place de l'Opéra, le 15 mars 1928 montrent que cette fête déplace toujours des foules énormes. Et « Sur les boulevards la foule était dense et joyeuse et parsemée de nombreux costumés. »
Cette année-là, le bœuf gras fait encore partie du cortège :
« Le bœuf gras, innocente victime de cette journée, marchait à la mort sous les bravos et les fleurs. »

### La Mi-Carême en 1926
Le Temps écrit en 1926 :
Sous une bise assez aigre et un ciel où apparaissent de vagues menaces de pluie, le cortège de la reine de Paris se forme sur la place Daumesnil, après la réception à la mairie du 12e. Il y a un peu de retard sur l'horaire prévu, mais le pittoresque n'y perd rien, s'il est vrai qu'un peu de désordre le favorise. Les cavaliers de la garde républicaine, qui vont prendre la tête du cortège, sont là bons, premiers. Le char des « Femmes qui votent » suit, avec l'auto fort joliment décorée où prendra place Mlle Ménétrat, reine de l'Association des élèves et anciens élèves de rhétorique, philosophie et mathématiques. Peu à peu, arrivent les chars de la T.S.F., le char de l'alliance franco-russe et diverses voitures où s'étale la publicité coutumière. Enfin, le long cortège se forme tout entier : il est assurément varié à souhait, imposant par sa masse et comprend des parties décorées avec beaucoup de goût.
En tête, les cavaliers et les trompettes de la garde républicaine. Puis nous notons, dans l'ordre : l'Harmonie du XIVe, les étudiants, le char de la Basoche, le Rallye Saint-Hubert de Boulogne, la reine des Catherinettes ; les reines de l'Alimentation, de la Bonneterie, les étudiants de Clamart, la reine de la Couture, la reine des Dactylos, les Féministes, la reine des Fleurs, la reine de la Mode, les reines du Music-hall et du Cinéma, la commune libre de Montmartre, originale comme il convient ; la reine de la Parfumerie, la reine de la Corse, la Fanfare de la ville de Paris, la République de l'île Saint-Louis, le Soutien de Saint-Louis, la reine de la Presse, le Soutien de Saint-Gilles : 153 musiciens belges, qui sont très applaudis. Ils précèdent immédiatement la reine de Paris, dont le trône est une auto de 18 Ch. Cinq ou six chars ferme la marche.
Le cortège se déroule par l'avenue Daumesnil, les rues de Charenton, Crozatier et le faubourg Saint-Antoine.
L'autre cortège, celui de la reine des reines, organisé par le Comité général des fêtes (fédération des comités d'arrondissement), se forme, à 13 heures, devant la mairie du 12e arrondissement où Mlle Isembart, reine des reines, ses compagnes et les reines d'Alsace et de Lorraine sont reçues avant de monter dans les vingt-quatre voitures à chevaux qui viennent de ranger autour de l'édifice.
A 13 heures 30, les reines d'Alsace et de Lorraine, en costumes de leurs contrées, prennent place dans le premier landau, qui se met à la tête du cortège ; dans les vingt landaus suivants, tous découverts et décorés de guirlandes de fleurs en papier, montent les reines des vingt arrondissements et leurs demoiselles d'honneur, vêtues de robes claires et légères, malgré le vent froid et les nuages menaçants. Le vingt-deuxième landau est destiné à la Esméralda et à ses compagnes, les « foraines », en costumes de gitanes.
Le cortège se termine par trois voitures à la Daumont ; dans la première, ornée de fleurs, prend place la charmante reine des reines, Mlle Isembart, qui porte avec autant de grâce que de majesté le manteau de cour, la couronne dorée et le sceptre. Ses demoiselles d'honneur sont dans les deux autres voitures, qui n'ont reçu aucune décoration.
Les deux cortèges ont passé à travers deux compactes rangées de curieux. Ni la sympathie ni les compliments ne manquent aux élues et au spectacle qui les encadre : il manque seulement du soleil et de la lumière. Les reines, frileuses, relèvent leurs manteaux somptueux, mais comme leur sourire rayonne ! Et on les acclame, puisqu'elles représentent, en ces temps mélancoliques, l'éternelle et invincible grâce de la Parisienne.
_______
Le quartier latin a été parcouru, dans ses principales voies, par la cavalcade des étudiants à la gloire de Mimi-Pinson ; elle a rejoint le cortège de la reine de Paris, pour parcourir les grands boulevards, où la foule était presque celle des mi-carêmes d'autrefois.
On peut voir sur Internet 1 minute 46 d'actualités cinématographiques de la British Pathé à propos de la Mi-Carême parisienne 1926, avec notamment un plan d'ensemble de la fanfare bigophonique belge du Soutien de Saint-Gilles, costumée en pierrots, défilant dans le cortège de la fête. À la fin on voit les Reines de la Mi-Carême, très probablement à leur sortie de la mairie du 12e arrondissement de Paris. Parmi elles on distingue la Reine des Reines Mathilde Isembart qui porte un bâton surmonté d'un emblème.

### La rivalité des deux comités en 1929
Cyrano, satirique hebdomadaire écrit le 8 décembre 1929 :
Les comités ennemis
La bataille est engagée. Deux organisations ennemies se disputent l'honneur et la gloire de divertir les Parisiens.
Il y a le « Comité des Fêtes de Paris », que dirige M. Sabatier, député et boucher, et il y a le « Comité de Paris », que préside M. Guy Duval, négociant aux Halles.
Depuis des années, une sourde animosité dresse l'un contre l'autre ces deux pouvoirs dont le premier affecte de réserver ses plaisirs à l'âme populaire, et le second à l'élite.
Sont-ils, l'un et l'autre, parvenus à leurs fins ? C'est une autre affaire !
Pour l'instant, le « Comité de Paris » va saisir l'opinion publique d'une question financière qui a son intérêt.
Il révèle que le Conseil municipal de Paris vient d'accorder au comité de M. Sabatier la somme de 150 000 francs pour payer les frais de la mascarade de la Mi-Carême dernière, qui fut lamentable, nul n'y contredit.
Et M. Guy Duval s'insurge contre ce procédé qui consiste à faire payer aux contribuables une pareille chienlit.
Et il suggère un programme de fêtes qui pourraient, comme le Carnaval de Nice, devenir un rapport pour le commerce tout en maintenant les traditions artistiques de Paris.
C'est assurément une idée.
Mais elle ne pourra se réaliser que par la collaboration des deux organismes existants et par celle aussi des pouvoirs publics.
C'est dire qu'elle est encore à échéance.

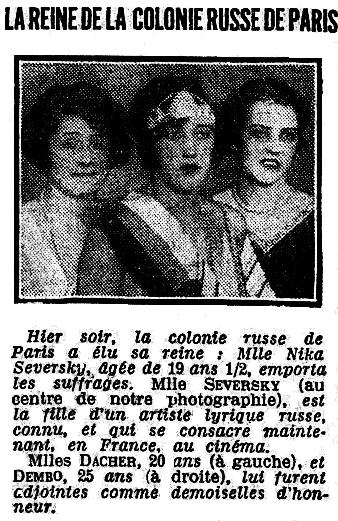
L'élection de la Reine de la colonie russe de Paris 1928.

### Le début des années 1930: l'alibi dela crise

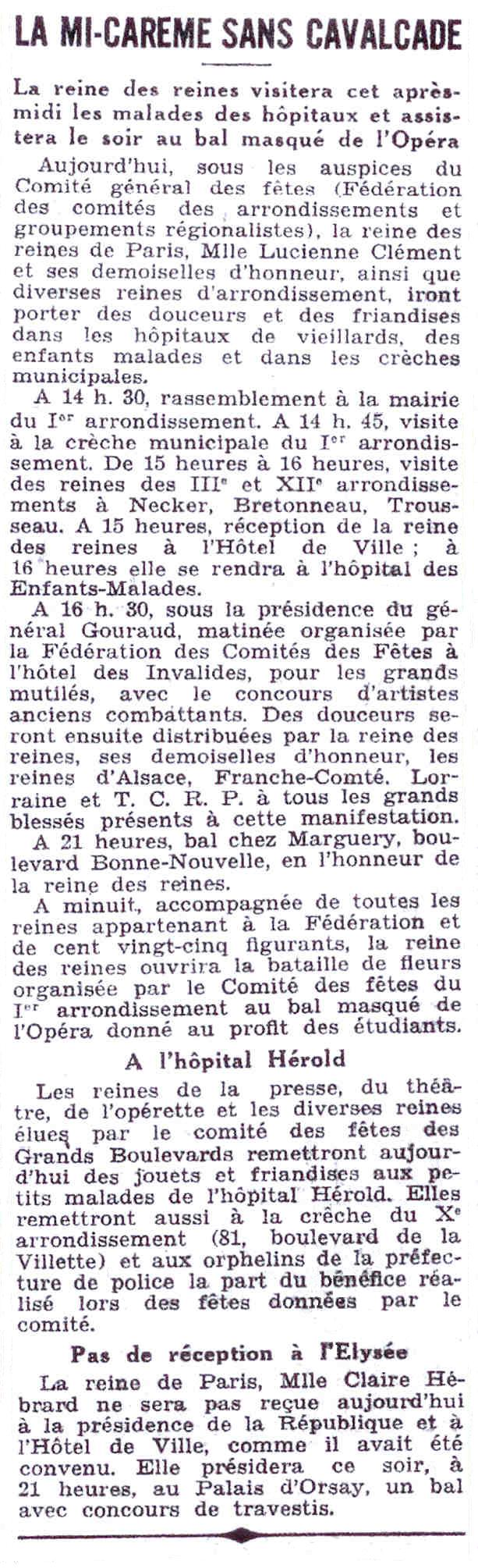
Pas de cortège pour la Reine des Reines à la Mi-Carême 1931.

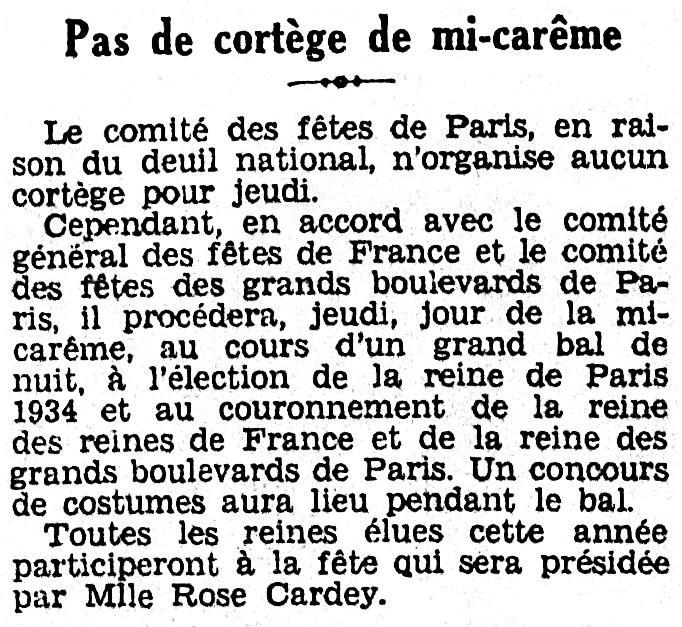
Annulation du cortège central de la Mi-Carême en 1934.

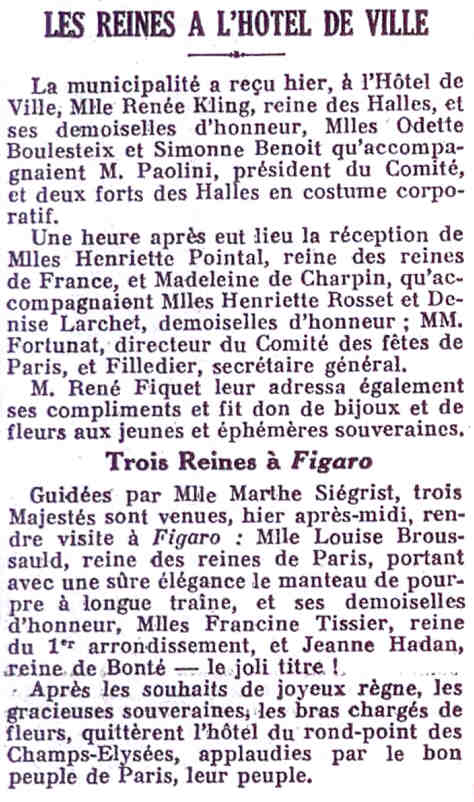
Échos de la Mi-Carême 1934 sans cortège organisé de la Reine des Reines de Paris.

Le jeudi de la Mi-Carême 12 mars 1931 n'est pas organisé de défilé. Comme le note le journaliste correspondant à Paris du quotidien L'Ouest-Éclair dans son compte-rendu de la journée : « Il est vrai que les organisateurs des fêtes avalent supprimé le cortège (ce qui est assurément une façon originale d'organiser), pour le reporter au 12 avril. » Le cortège défile ce jour-là. Le motif de ce changement qui bouscule la tradition est le temps souvent pluvieux en mars à Paris. Raymond de Nys dans Le Petit Parisien approuve l'initiative : « C'était pourtant une ingénieuse trouvaille que d'avoir renvoyé la mi-carême après Pâques, et cela donnait au soleil une chance d'être de la partie. Il brillait de tout son éclat. Pour avoir attendu trente jours une occasion de rire et de s'amuser, la foule parisienne — public en or — s'était rangée à l'heure dite au long des avenues et des boulevards ou allaient passer les reines. »
Dans les années 1930, l'existence d'une Reine de Paris concurrentielle à la Reine des Reines de Paris amène une confusion qui voit, par exemple, à vingt jours d'écart, le même journal appeler en 1933 Henriette Pointal « Reine de Paris » et « Reine des Reines de Paris ».
Cette confusion est d'autant plus facile à faire qu'aucun de ces titres ne correspond à une véritable fonction officielle.
Dès la Mi-Carême 1929, L'Ouest-Éclair relevait cette rivalité royale dans un article très critique de compte-rendu du défilé parisien intitulé La tradition s'en va : à Paris, la Mi-Carême fut lamentable, Quelques chariots branlants, 7 ou 8 limousines d'officiels... C'est tout :
Le comble, dans cette pseudo cavalcade de la Mi-Carême, c'est qu'il n'y avait pas de reine des reines ! La reine des reines, c'est un comité concurrent qui s'en était en effet emparé, et le dit comité boudait aujourd'hui. Nous n'avons donc vu qu'une reine de Paris qui, verte de froid, grelottante sur un horrible char de carton qui menaçait de s'effondrer à chaque tour de rue, envoyait tristement des baisers, en s'essuyant de temps en temps la goutte qui lui venait au nez.
En 1934, les organisateurs du cortège central de la Mi-Carême parisienne renoncent à l'organiser, invoquant pour motif le deuil national décrété en France à la suite du décès du roi Albert Ier de Belgique. Il peut s'agir d'une dérobade de leur part. En effet, il n'y a pas de deuil national au moment de la Mi-Carême en 1935, 1937, 1938 et 1939, et il n'est pas non plus organisé de cortège central. À lire la presse parisienne, il semble que les organisateurs de la fête n'ont pas franchement trop envie de l'organiser.
Boire le champagne en compagnie de jolies reines reçues par la presse ou l'hôtel de ville, envoyer les reines distribuer des jouets aux enfants hospitalisés paraît parfaitement leur suffire.
Significatif de cette situation est le compte-rendu des fêtes de la Mi-Carême 1934 que fait Le Petit Parisien :
La mi-carême à Paris est devenue essentiellement une fête royale... Entendons par là que c'est une journée réservée à celles, choisies parmi les plus belles et les plus jolies que les divers groupements ont décidé d'élire comme les plus dignes de les représenter avec grâce.
La Ville de Paris, en la personne du président au conseil municipal, a reçu tout d'abord, à 15 h. 30, la reine des Halles et ses demoiselles d'honneur. A 16 heures, a eu lieu la réception de la reine des reines de France, de la reine de Paris, de ses demoiselles d'honneur et d'une délégation du comité des fêtes de Paris.
En quittant l'hôtel de ville, les « majestés » se sont rendues dans les crèches et hôpitaux parisiens.
A 18 heures, elles rendaient visite au Petit Parisien. S'étant groupées autour de Mlle Brousseaud, reine des reines, qu'escortaient ses deux demoiselles d'honneur, Mlles Tissier et Halan, elles pénétrèrent dans la salle des fêtes où elles furent reçues par un de nos collaborateurs qui leur souhaita la bienvenue. Après avoir vidé une coupe de champagne, chaque reine, ainsi que ses demoiselles d'honneur, reçut un présent de la direction de notre journal.
Indiquons que les cortèges organisés avenue d'Orléans et sur l'esplanade des Invalides par les commerçants ont remporté un très gros succès.
Là où des initiatives sont prises, il y a des cortèges qui se déroulent avec succès. Mais s'agissant des reines, le comité des fêtes de Paris se bornent à des mondanités officielles et à envoyer ensuite ces jeunes filles faire la charité de leur visite, durant une paire d'heures, aux crèches et aux enfants malades des hôpitaux. Ce « comité des fêtes » n'a plus guère de festif que son nom et son passé.
S'agissant du « cortège de l'esplanade des Invalides », il est organisé par les commerçants et élus du 7e arrondissement dans le cadre de la « foire Saint-Dominique ». Une photo en est conservée et montre des reines posant derrière un char attelé et pavoisé porteur d'un Bœuf Gras accompagné d'employés de la boucherie et passant rue Saint-Dominique. Il existe aussi deux photos du défilé de l'avenue d'Orléans organisé par le syndicat d'initiatives des commerçants de l'avenue d'Orléans.
En 1935, la Reine de Paris est interrogée par un reporter pour les Actualités Gaumont. Elle s'apprête à entrer à l'hôtel de ville avec la Reine des Halles. On n'a pas organisé de cortège cette année, pourquoi ? Le prétexte classique de ceux qui ne veulent pas agir est tout trouvé : il n'y a pas d'argent. (Avec la crise) « surtout depuis deux ans, impossible au carnaval de faire des défilés comme autrefois dans la rue. »

### Le refus d'organiser la Mi-Carême
Dès le 4 mars 1932, lendemain du jeudi de la Mi-Carême, J. Madelaigue souligne dans L'Ouest-Éclair, l'incompétence, la démission des organisateurs habituels de la Mi-Carême, et l'énorme potentiel, les disponibilités très considérables d'une foule parisienne qui ne demande qu'à s'amuser et qu'on prive de fête au nom de « la crise ».

### Les années 1936-1960

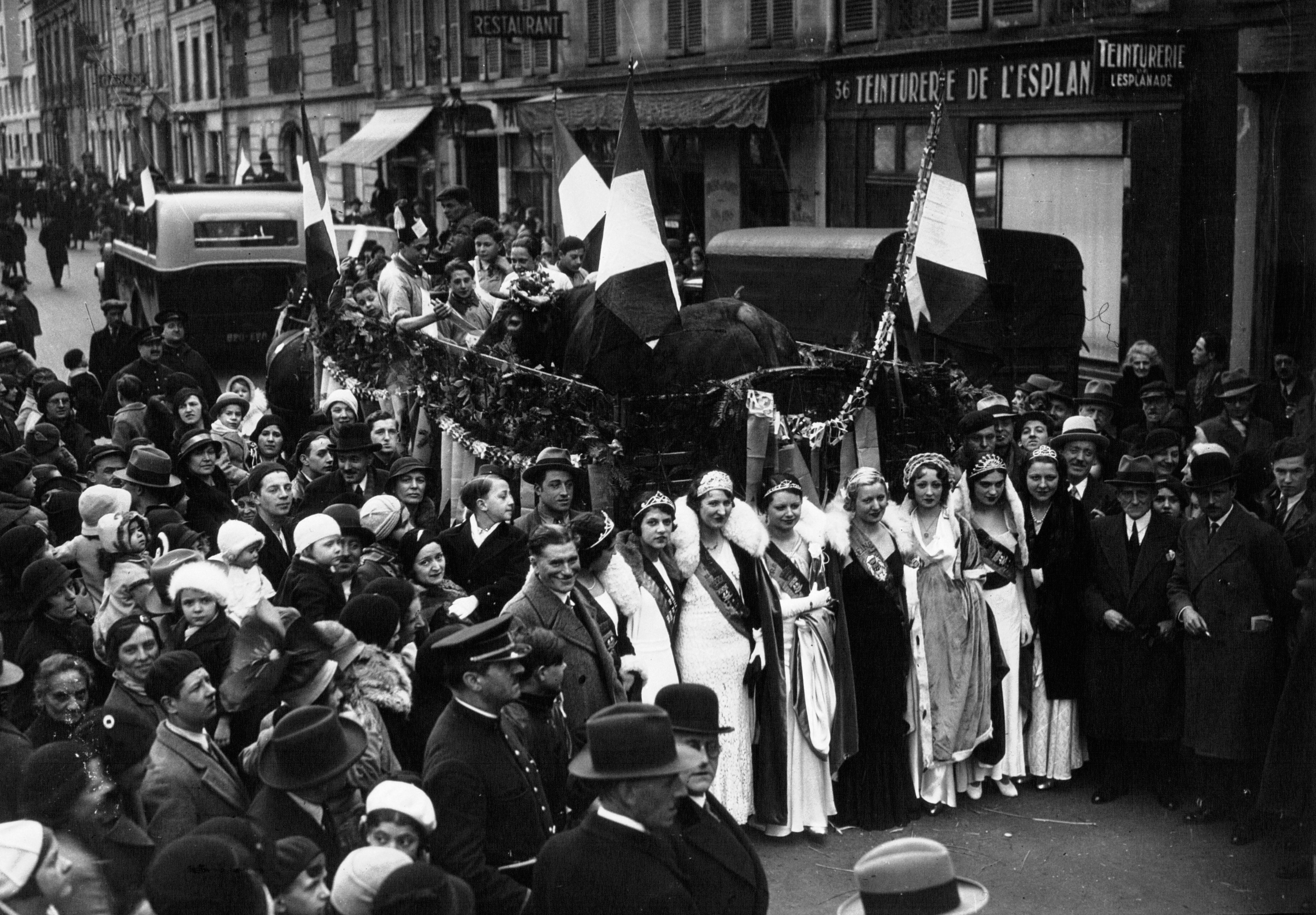

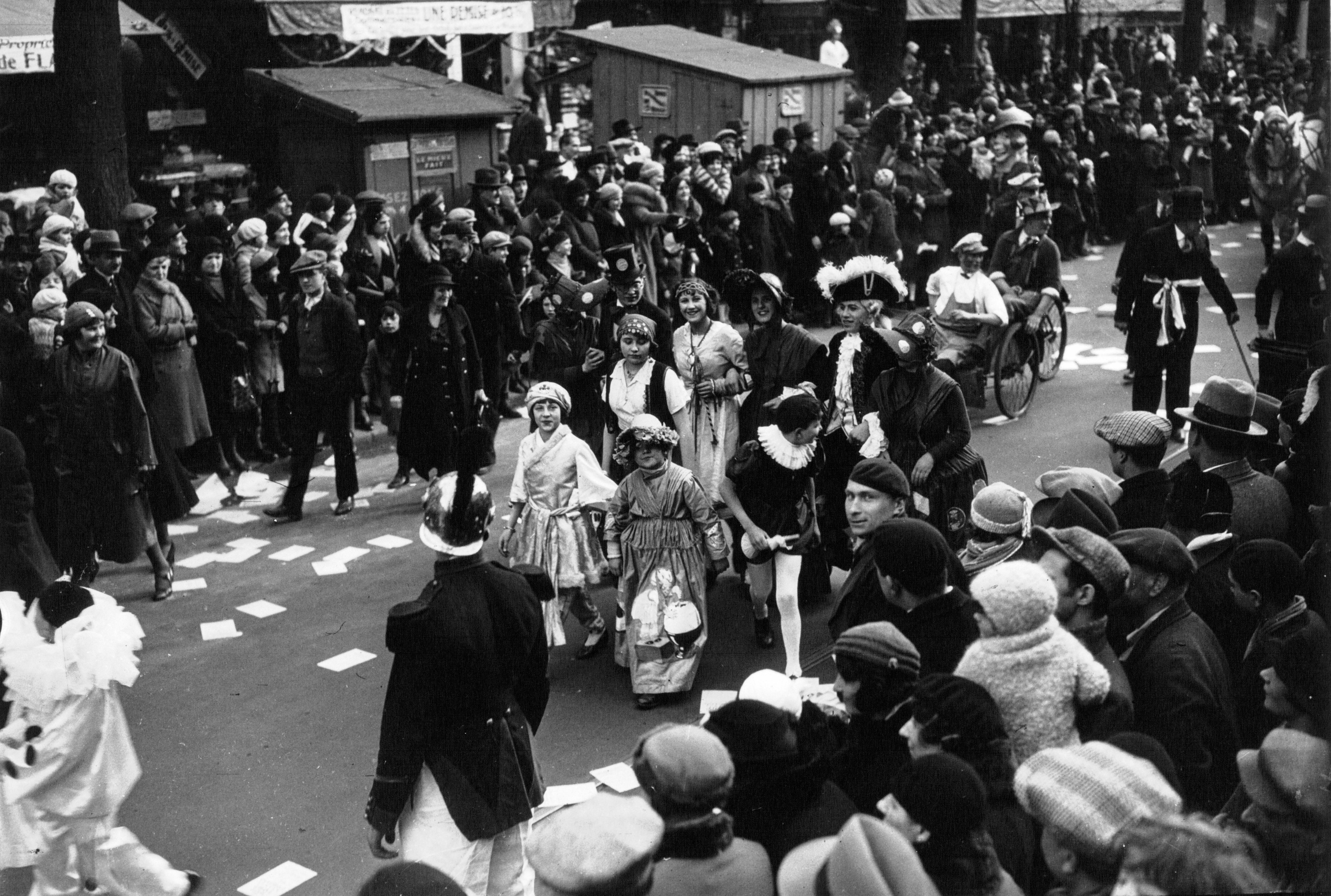
En l'absence de cortège central, deux défilés organisés localement le jeudi de la Mi-Carême 8 mars 1934, en haut : rue Saint-Dominique, en bas : avenue d'Orléans.

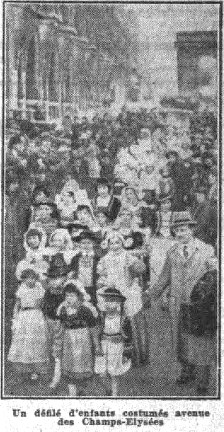
Défilé d'enfants costumés sur les Champs Élysées pour le jeudi de la Mi-Carême 28 mars 1935.

La réalité se charge de contredire les propos de ceux qui prétendent enterrer la fête au nom de « la crise » : le jeudi de la Mi-Carême 19 mars 1936 défile un grand cortège. C'est le dernier cortège du Bœuf Gras sorti à grande échelle à Paris au XXe siècle.
L'année suivante, un journaliste commentant aux Actualités Éclair la réception des reines de la Mi-Carême à l'Élysée laisse entrevoir son souhait de voir disparaître cette fête :
C'est une « tradition moribonde qu'on essaie de faire revivre – Monsieur Albert Lebrun s'y prête de bonne grâce – Compliments – Cadeaux – Baisers – Champagne. »
Les étudiants, eux, restent fidèles à la fête. Le Petit Journal rapporte, avec photo à l'appui, que le jour de cette « Mi-Carême froide et grise » (où le temps donc a été mauvais) « Un joyeux monôme d'étudiants, après avoir défilé dans les rues de Paris, s'est disloqué place du Tertre devant la mairie de la commune libre de Montmartre. » Le Petit Parisien, de son côté, remarque, sans la nommer, la place de la faluche dans la fête étudiante, et parle d'un « Monôme plein de bérets et de chansons, qui marquera au moins cette mi-carême dans nos rues. »
Traditionnellement, la Reine des Reines de Paris est reçue par le Préfet de police de Paris. Cet événement marquant les liens traditionnels d'amitié existant entre le Carnaval de Paris et la police de Paris. Dans les années 1930, les modalités de cette réception sont modifiées. Dorénavant, c'est l'épouse du Préfet de police qui reçoit la Reine des Reines de Paris.
En 1939, le refus d'organiser le cortège central de la Mi-Carême fait que ce jour-là, comme le relève L'Intransigeant, seuls « les étudiants ont organisé un joyeux cortège, qui a quitté le Quartier Latin à 14 h. 30 et qui, après avoir traversé les grands boulevards, s'est disloqué place du Tertre. » Le journal parle de la désaffection de la Mi-Carême tout en oubliant de relever et souligner la démission de ses organisateurs.
Le jeudi de la Mi-Carême 28 février 1940, un journaliste parisien se croit enfin débarrassé définitivement du Carnaval de Paris grâce à la guerre.
Il écrit :
Déjà aux jours heureux de la paix, les masques, les cortèges carnavalesques apparaissaient comme d'un autre temps
Seuls les « moins de dix ans » rappelaient encore par quelques déguisements le sens de ces fêtes populaires.
Mais, avec la guerre, les enfants eux-mêmes oublieront définitivement ces réjouissances rangées désormais au plus profond du « magasin des accessoires ».
Ceux qui, depuis des années, refusent d'organiser la Mi-Carême, ne vont bien sûr rien faire pour cette fête de 1941 à 1945.
Après dix ans d'interruption, le jeudi de la Mi-Carême 28 mars 1946, cette fois-ci sans Bœuf Gras, défile le dernier grand cortège du Carnaval de Paris au XXe siècle.
Il est organisé par les étudiants, les Forts des Halles de Paris et les grands journaux parisiens. La presse relève que les autorités n'ont pas soutenu financièrement cette initiative festive, car elles préfèrent les commémorations funèbres et patriotiques.
En dépit des moyens matériels réduits utilisés, la fête est un immense succès et la foule est au rendez-vous..
Aux Actualités Éclair le commentateur note nostalgique : « Joyeuse fête de la Mi-Carême vous êtes beaucoup du Paris d'autrefois, un peu du Paris de demain qui nous console du Paris d'aujourd'hui. »
Au début des années 1950 les marchés de Paris élisent pour la dernière fois une reine. Les conditions à remplir pour être candidate sont qu'il faut être fille de commerçants, travaillant sur les marchés pour les aider, souriante et accepter toutes les danses à la fête annuelle des marchés qui a lieu en salle. Faute de candidates répondant à ces critères, la profession se raréfiant, les commerçants des marchés élisent à la place d'une reine l'un d'entre eux. Il est choisi sympathique et âgé. Il reçoit un beau lot, par exemple, un poste de télévision. Cela dure un an ou deux. Puis la tradition est abandonnée.
L'existence de reines des Halles est attestée en 1935. En 1955, elles sont encore là et accompagnent les Forts des Halles portant le traditionnel muguet du 1er mai au président de la République au palais de l'Élysée. À présent ces reines de même que les Forts des Halles paraissent avoir disparu depuis longtemps.
Pour la Mi-Carême dans les années 1950 défilent sur les Champs-Élysées des cortèges de centaines d'enfants costumés. Les Archives photographiques de l'Agence France-Presse conservent des photos de ces défilés. Ils sont d'autant plus aisés à organiser qu'à l'époque le jeudi est le jour de congé scolaire hebdomadaire dans les écoles françaises. Cette pratique est déjà attestée à l'occasion de la Mi-Carême 1935. En 1960, le journal France-Soir précise que le cortège est formé de 800 enfants de Saint-Mandé.
Puis, la Mi-Carême comme la Promenade du Bœuf Gras est oubliée avec le reste du Carnaval de Paris jusqu'en 1993.
La tradition des reines se maintient chez les forains qui continuent à élire l'Esméralda des forains.
Jusqu'au début des années 1980 cette élection est suivie par un défilé de vingt à trente chars dans Paris. Chaque char représentant un métier de la foire. Sur le dernier la reine des forains prend place.
Des amicales parisiennes d'originaires ou descendants d'originaires de provinces de France conservent la tradition des reines. Il existe toujours une Belle Pastourelle des Auvergnats de Paris. Il a existé une Reine des Bretons de Paris, etc.

### La Mi-Carême parisienne aujourd’hui

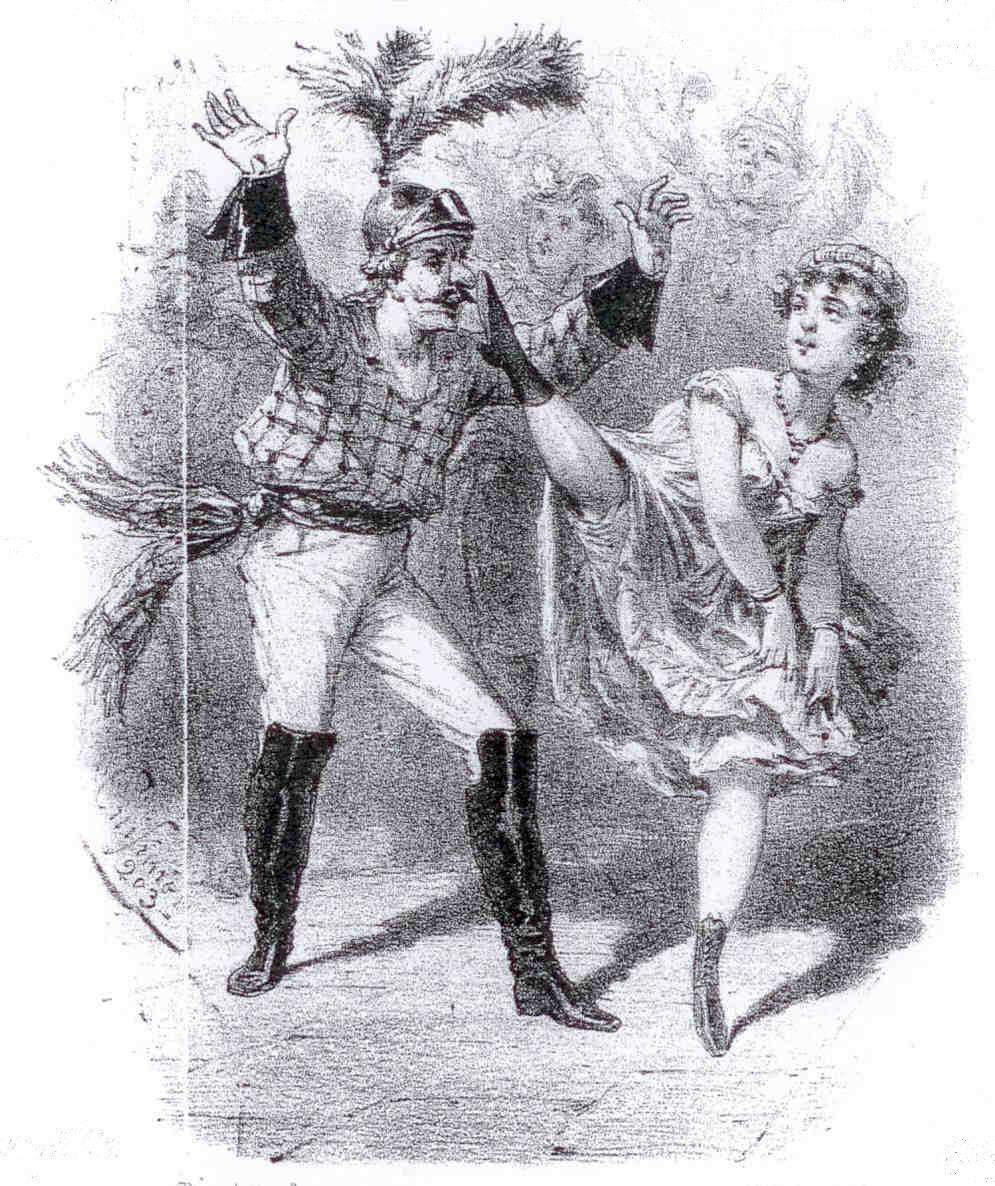
Le célèbre danseur de Carnaval Chicard danse le cancan avec une blanchisseuse au bal parisien de la Grande-Chaumière.

La Mi-Carême, grande fête ouvrière et populaire a vu son organisation dans la rue confisquée par les maîtres de lavoirs à partir de 1891. Par la suite, d'autres leur ont succédé. La fête a été fragilisée, devenant dépendante du bon vouloir de comités subventionnés. Elle a perdu de sa vitalité tout en restant très bien accueillie par la foule parisienne réduite à l'état de spectateurs auxquels l'usage des serpentins est interdit dès les années 1890 et celui des confettis à partir de 1919.
Au début des années 1920, l'évolution moraliste et peu festive du Comité des Fêtes de Paris, sa crise et son déni des traditions, conduisent au recul général du Carnaval de Paris privé par ailleurs du cortège du Bœuf Gras des jours gras.
Recul que renforce l'absence de maire de Paris et la suppression des congés scolaires du Carnaval dans les années 1930. Officiellement les congés scolaires des écoles primaires, lycées et établissements secondaires de Paris pour les jours gras, c'est-à-dire le Carnaval, ne sont pas supprimés mais regroupés avec les congés scolaires de la Pentecôte. Ainsi les enfants et la jeunesse parisienne sont empêchés de faire librement Carnaval. Seuls les facultés et établissements d'enseignement supérieur ont alors congé. Ce qui concerne à l'époque un nombre réduit de personnes. Sachant qu'en 1930 il y a seulement 78 000 étudiants dans toute la France, pour une population totale de 41 millions 340 000 habitants.
Concernant le regroupement, à Paris, des congés scolaires des jours gras avec ceux de la Pentecôte, Le Temps écrit le 25 février 1936 :
Cette année comme précédemment, à Paris et dans la Seine (le département de la Seine), les autorités compétentes ont décidé de bloquer les congés des jours gras avec ceux de la Pentecôte.
Ce n'est donc pas la première fois que cette mesure est prise.
De 1891 jusqu'aux années 1930 la fête féminine résiste tant bien que mal à ceux qui veulent la transformer en autre chose.
Les dernières lueurs de la Mi-Carême parisienne sont les défilés d'enfants costumés organisés sur les Champs-Élysées dans les années 1950[source insuffisante].
Le coup final intervient en 1953 lorsque la Préfecture de police de Paris interdit « afin d'éviter tout risque d'incident » un cortège d'écoliers costumés qui devait remonter les Champs-Élysées, précédé de voitures anciennes et suivi d'un char portant un énorme dragon. La Mi-Carême des enfants disparaît dès lors de la mémoire collective. La grande fête étudiante correspondante, après avoir prospéré durant plus d'un demi-siècle à partir de 1893, a disparu elle aussi. Ces festivités sont remplacées par le monôme du bac qui monte en puissance dans les mêmes années, mais ne tardera pas à prendre un caractère tout différent.
En 1993, au cours des recherches entreprises sur le Bœuf Gras pour sa renaissance, Basile Pachkoff se trouve rapidement confronté à une masse d'articles sur la Mi-Carême, rangés avec ceux concernant le Bœuf Gras dans les dossiers Actualités Carnaval  de la Bibliothèque historique de la ville de Paris, qu'il consulte. D'abord il ne s'y intéresse pas. Puis la curiosité aidant il dépouille la masse d'articles. Il apprend entre autres que les premiers échanges entre la Mi-Carême parisienne et une ville hors de France se sont faits avec Turin en 1904-1905. Or, il connaît Turin, le Piémont, et a des amis là-bas.
Des contacts sur place sont pris avec la mairie de Turin, la région Piémont, le Comité des fêtes de Verceil, des associations et des particuliers dès 1994 pour renouer les liens carnavalesques qui existaient jadis.
Au marché de Porta Palazzo où furent élues les reines turinoises venues à Paris en 1905 et 1914 pour la Mi-Carême il n'y a plus de reines depuis très longtemps.
En 2005, après onze ans d'efforts, est finalement renoué le lien carnavalesque pas seulement avec Turin mais avec l'Italie en général. De nombreux étudiants des Beaux-Arts d'Italie, à l'appel de leur Comité National, avec les étudiants de la société festive traditionnelle de la Goliardia de Turin, participent au Carnaval de Paris. Ils viennent célébrer festivement le centième anniversaire de la participation italienne à la mi-Carême parisienne en 1905.
À cette occasion un traité carnavalesque italo-français est signé sur l'hôtel de ville de Paris.

### Renaissance de la fête des blanchisseuses depuis 2009

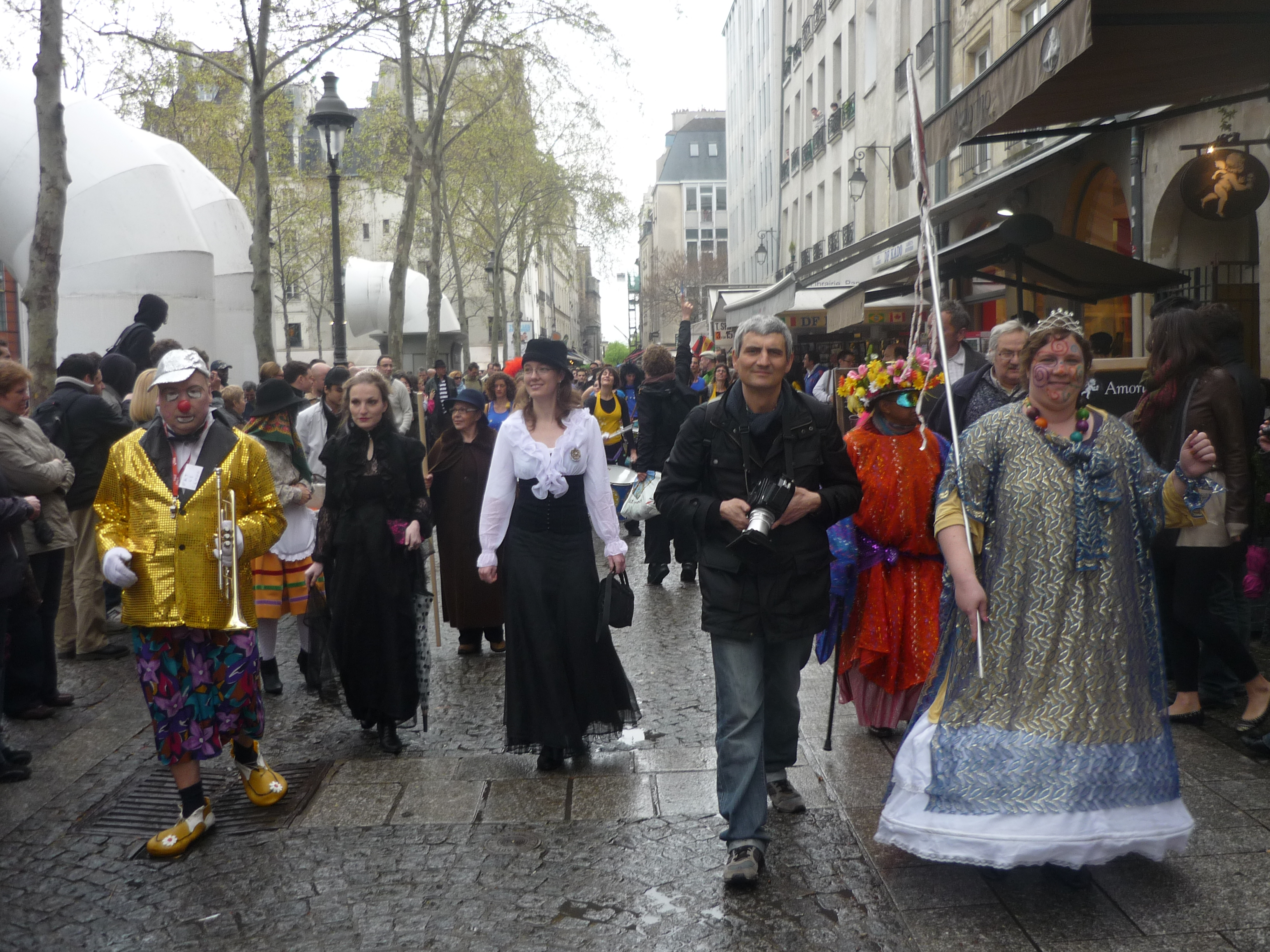
Le cortège du Carnaval des Femmes, Fête des Blanchisseuses de la Mi-Carême passe rue Saint-Martin (en longeant le parvis du Centre Pompidou) le 3 avril 2011. À gauche : Pat le Clown ; à droite : Alexandra Bristiel, Présidente du Carnaval de Paris et du Carnaval des Femmes de Paris.

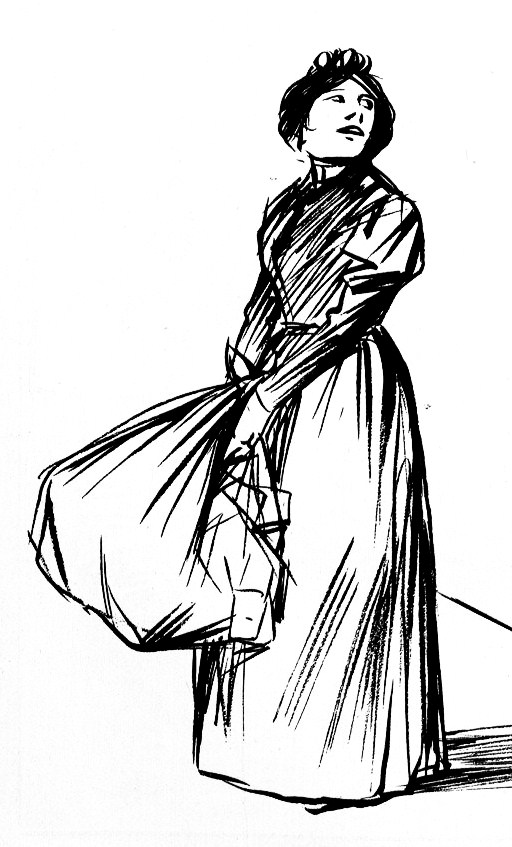
Forain, Blanchisseuse emportant le linge à laver (1898).

Aux écosseuses, marchandes d'oranges et harengères succédèrent jadis les blanchisseuses. La disparition des lavoirs n'explique pas celle de la Mi-Carême. Car il existe toujours beaucoup de groupes, sociétés ou corporations très féminins, par exemple dans les hôpitaux. Les femmes du personnel hospitalier n'ont jamais participé à la fête. Car jusque vers 1940-1950, c'était des religieuses. Ce n'est plus le cas aujourd'hui.
En 1994, plusieurs reines et rois : Ophélie, reine de Paris, Alexandre, prince de l'étable, Zizi Chiffon, reine des biffins, le roi des bouchers, sont pressentis pour participer au cortège de renaissance du Bœuf Gras, prévu pour 1995. Celui-ci est annulé, faute d'autorisation pour défiler. En 1996, est envisagé que le Carnaval de Paris retrouve une de ses sources dans les marchés parisiens, jadis acteurs importants de la Mi-Carême. En 1998, c'est la renaissance du Carnaval de Paris dans la rue avec la réapparition du cortège de la Promenade du Bœuf Gras. Le Mardi Gras n'étant plus chômé à Paris, depuis longtemps, il sort un dimanche. À partir de 2002, la date annuelle de sortie est fixée le Dimanche Gras, dimanche qui précède le Mardi Gras.
La fête sœur du Bœuf Gras, c'est la fête des blanchisseuses, la Mi-Carême au Carnaval de Paris.
La Mi-Carême était jadis un jour en partie chômé à Paris, comme le rapporte par exemple Le Petit Parisien en mars 1909 : « Les ateliers s'étant clos vers midi et nombre de magasins ayant eux aussi fermé leurs portes, petites-mains, cousettes moqueuses, midinettes aux beaux rires gais d'écolières, employés de l'un et l'autre sexe, s'étaient envolés comme émerillons qu'on décapuchonne, prêts aux batailles à coups de confetti, aux intrigues masquées, et bien résolus à prendre leur part de gaité. »
La Mi-Carême était encore en partie chômée à Paris en 1946. Les administrations parisiennes donnèrent congé aux employés l'après-midi du jeudi 28 mars pour leur permettre de participer à la fête. Mais aujourd'hui, la journée de la Mi-Carême n'est plus chômée, même en partie. C'est pourquoi, en avril 2008, Basile Pachkoff a proposé la renaissance de la fête des blanchisseuses pour le dimanche qui précède la Mi-Carême. L'association festive féminine Cœurs-Sœurs, créée en référence à la Corda Fratres, a pris en charge l'organisation de cet événement. Présidée par Alexandra Bristiel elle a proposé qu'à cette occasion toutes les femmes se costument en reines et les hommes en femmes, en référence au Carnaval de Dunkerque et aux Carnavals d'Allemagne. Le défilé a eu lieu le 15 mars 2009 de la place du Châtelet à la place des Vosges en passant par le Marais. La presse s'en est fait l'écho. La Fête des blanchisseuses, baptisée Carnaval des Femmes ou Fête des Reines des Blanchisseuses de la Mi-Carême, a lieu à nouveau depuis chaque année le dimanche qui suit le jeudi de la Mi-Carême.
L'affiche en couleurs de la renaissance de la Fête des Blanchisseuses, créée par Alexandra Bristiel présidente-fondatrice de Cœurs Sœurs et déposée au département des arts du spectacle de la Bibliothèque nationale de France, comporte une grenouille couronnée portant un bouquet de violettes et dansant le cancan. Allusion à ce que la Fête des Blanchisseuses était aussi appelée jadis la Fête des grenouilles, en référence à l'eau omniprésente au lavoir. Le bouquet de violettes rappelle le mode d'élection des reines de lavoirs décrit en 1868 par Timothée Trimm dans Le Petit Journal et les bouquets de violettes lancés sur le cortège par Jules Védrines du haut de son aéroplane en 1911. Le cancan est une danse inventée par les blanchisseuses de Montmartre.
Le 5 mars 2013, Alexandra Bristiel devient présidente d'honneur de l'association Cœurs Sœurs. Basile Pachkoff est élu président.
La quatorzième édition de la Fête des Blanchisseuses est programmée pour le dimanche 19 mars 2023.

### Chanson

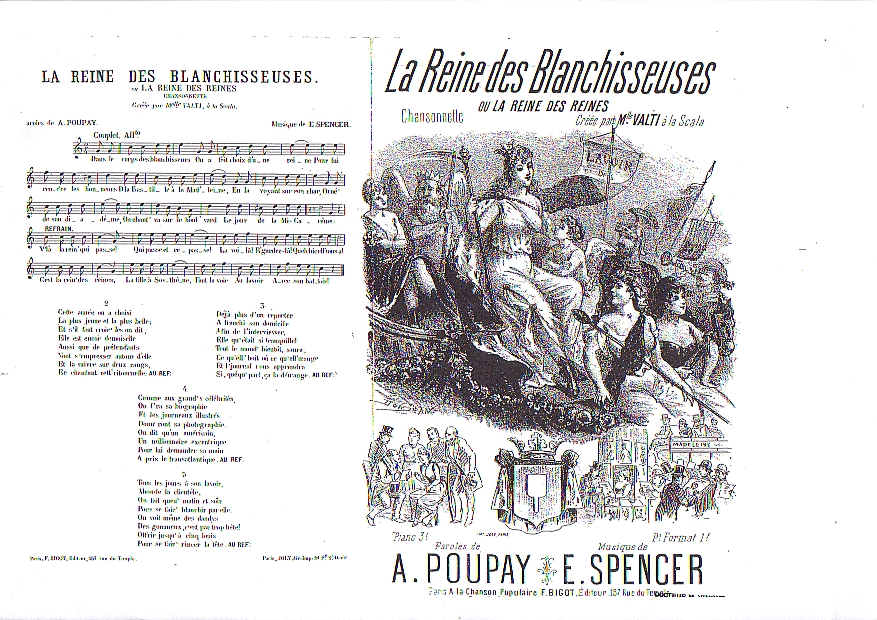
Cette chanson date sans doute de 1891, année où fut créée la Reine des Reines.

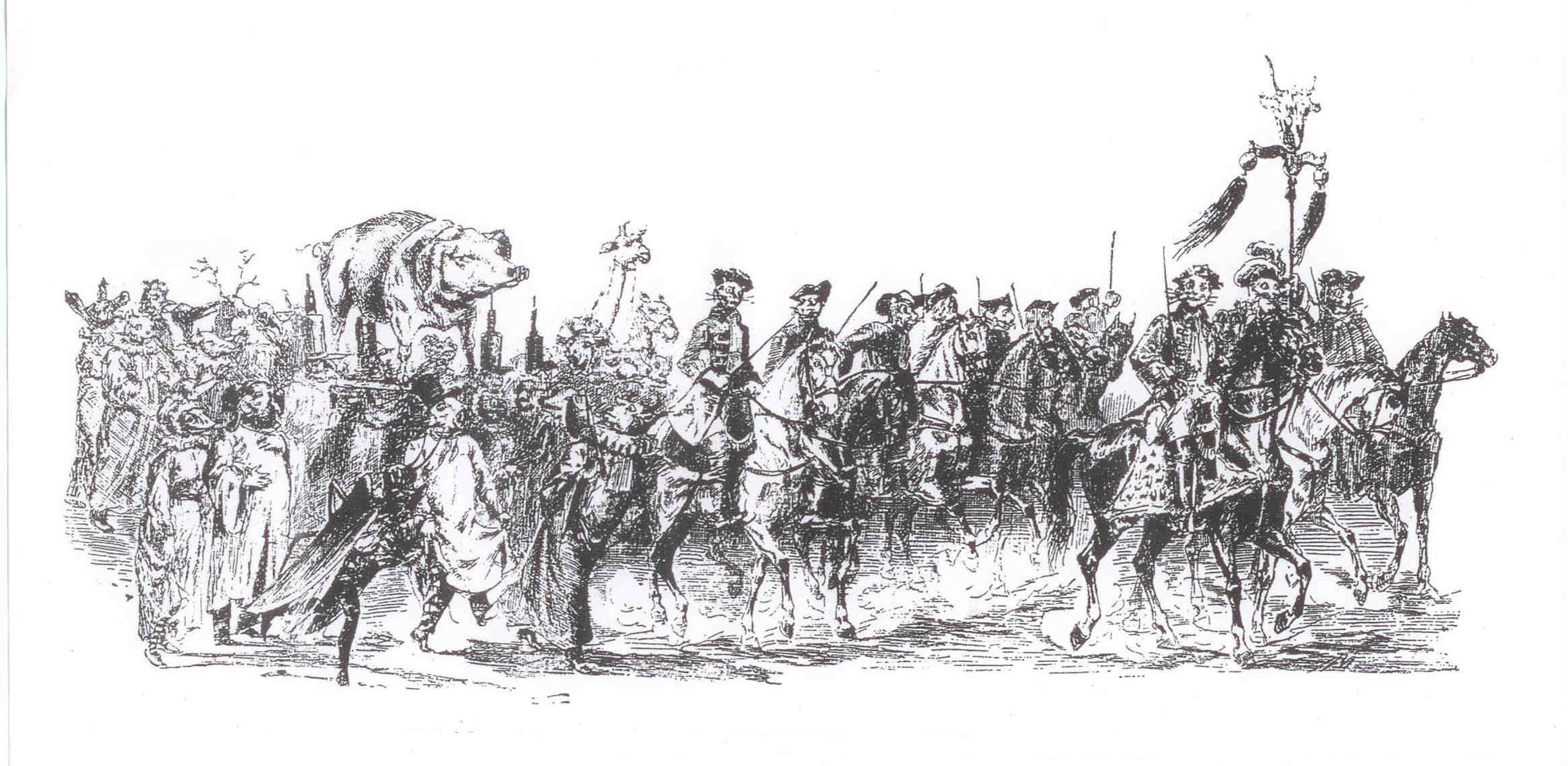
Les élèves de l'école vétérinaire d'Alfort costumés en chats-mousquetaires escortant les animaux de la création dans le cortège de la Mi-Carême 1894.

- La Reine des Blanchisseuses ou La Reine des Reines

Chansonnette créée par Mlle Valti, à la Scala.
Paroles de A. Poupay. Musique de E. Spencer
| - 1 - Dans le corps des blanchisseurs On a fait choix d'une reine Pour lui rendre les honneurs D'la Bastille à la Mad'leine, En la voyant sur son char, Orné de son diadème, On chant'ra sur le boul'vard Le jour de la Mi-Carême: Refrain V'là la rein'qui passe! Qui passe et repasse! La voilà! R'gardez-là! Quel chic ell'vous a! C'est la rein'des reines, La fille à Sosthène, Faut la voir Au lavoir Avec son battoir! | - 2 - Cette année on a choisi La plus jeune et la plus belle; Et s'il faut croire les on dit, Elle est encor demoiselle. Aussi que de prétendants Vont s'empresser autour d'elle Et la suivre sur deux rangs, En chantant cett'ritournelle: - 3 - Déjà plus d'un reporter A franchi son domicile Afin de l'interviewer, Elle qu'était si tranquille! Tout le monde bientôt, saura, Ce qu'ell'boit ou ce qu'ell'mange Et l'journal nous apprendra Si, quéqu'part, ça la démange. | - 4 - Comme aux grand's célébrités, On f'ra sa biographie Et les journaux illustrés Donn'ront sa photographie. On dit qu'un Américain, Un millionnaire excentrique Pour lui demander sa main A pris le transatlantique. - 5 - Tous les jours à son lavoir, Abonde la clientèle, On fait queu' matin et soir Pour se fair'blanchir par elle. On voit même des dandys Des gommeux, c'est par trop bête! Offrir jusqu'à cinq louis Pour se fair'rincer la tête. |

### Liste de Reines
On peut voir aussi sur la base iconographique Commons, des portraits et des vues des chars de parade des Reines du Carnaval de Paris.
Concernant la Reine des blanchisseuses de Paris, la Reine des chiffonniers de Paris, les Reines venues à Paris des provinces françaises ou de villes hors de France, et les Reines, Rois, demoiselles et garçons d'Honneur de Paris en général, voir l'article Reines du Carnaval de Paris

### Reines des Reines de Paris et dates de la Mi-Carême de 1891 à 1939
Liste complète des 51 Reines des Reines de Paris :
- 5 mars 1891 – Louise Sicard[231],[513].
- 24 mars 1892 – Henriette Delabarre[514]

Demoiselles d'honneur :
Anaïs Delabarre
Félicie Pierre,
Petit.
- 9 mars 1893 – Eugénie Petit[517]
- 1er mars 1894 – Marie Bonhomme[518],

Demoiselles d'honneur :
Félicie Pierre,
Maria Bouffé.
- 21 mars 1895 – Marie-Louise Grimm

Demoiselles d'honneur :
Victorine Malinowsky,
Jeanne Gauthier
- 12 mars 1896 – Henriette Dufoulloy[519]

Demoiselles d'honneur :
Tallois, Eugènie,
François, Marie.
- 25 mars 1897 – Marie Schœnacker

Demoiselles d'honneur :
Becker, Marie,
Croiza, Thérèse,
Fuchs, Caroline,
Geffroy, Fernande.
- 17 mars 1898 – Maria Bourdillon

Demoiselles d'honneur :
Alice Leroy
Désirée Leroi
Flore Sasse
Jeanne Cazeaux
- 9 mars 1899 – Charlotte Proisy[522]

Demoiselles d'honneur :
Aimée Soreuil,
Eugénie Barbier,
Émilie Pouyet,
Laure Dubois
- 22 mars 1900 – Clotilde Ozouf[523]

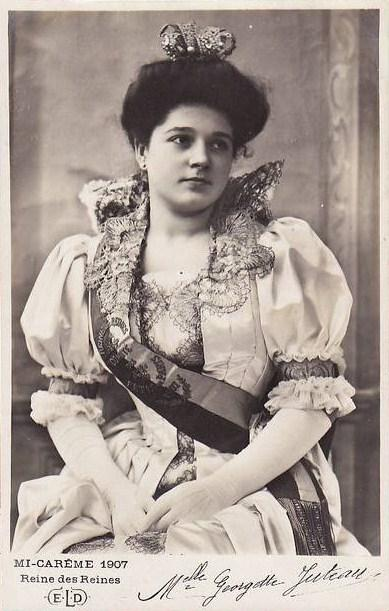
Georgette Juteau, Reine des Reines de Paris 1907.

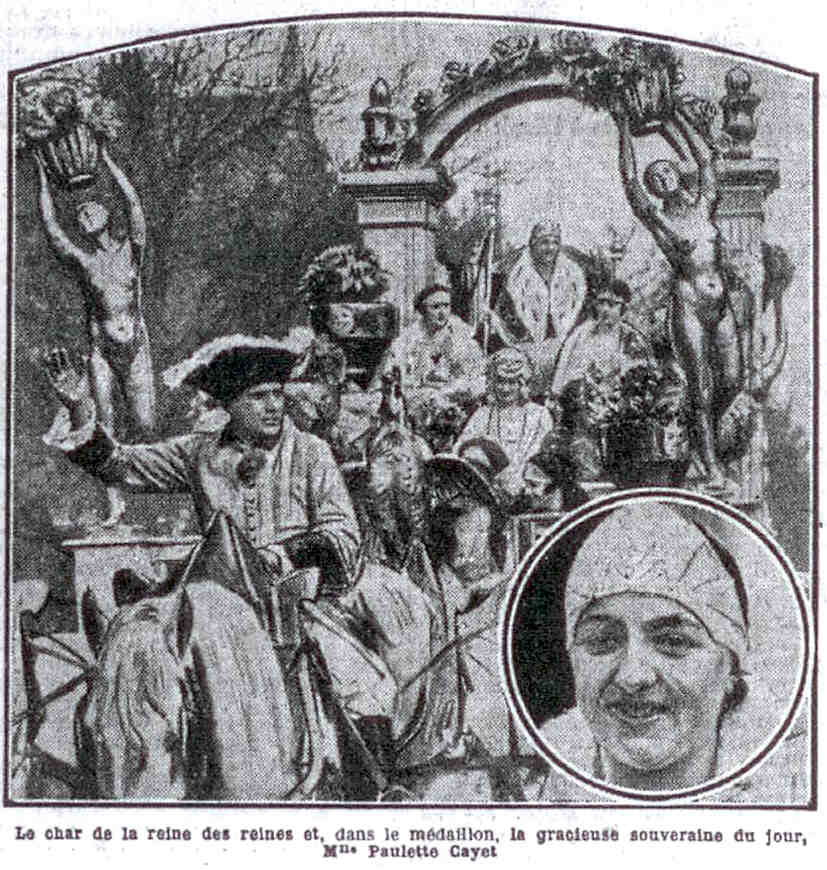
Le char de Paulette Cayet, Reine des Reines de Paris 1928.

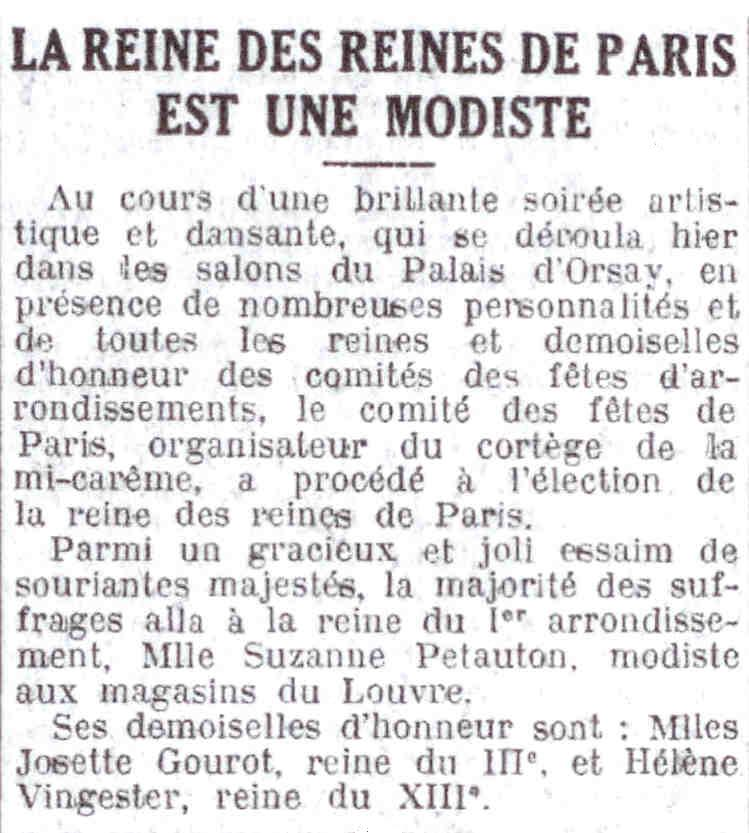
Élection de Suzanne Petauton, Reine des Reines de Paris 1929.

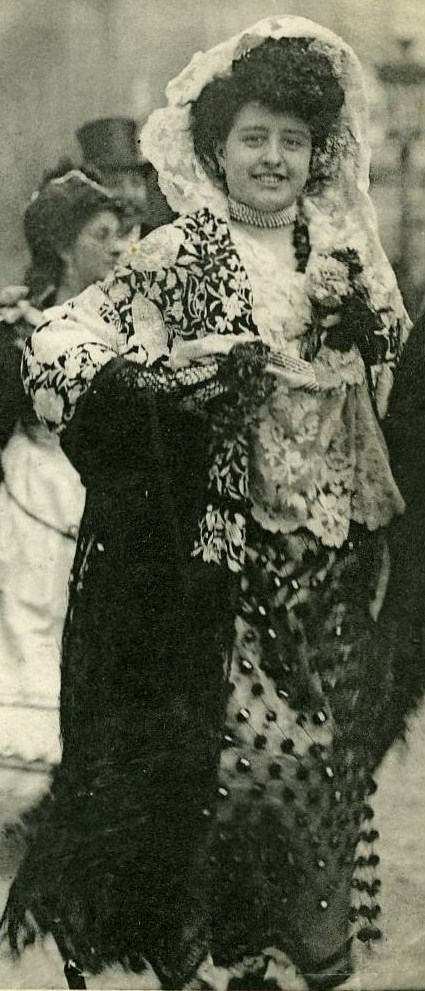
Concepcion Ledesma, Reine de Madrid, à la Mi-Carême à Paris 1906.

- 14 mars 1901 – Une Reine des Reines déchue : Eugénie Romelotte[325]
- Remplacée par Marie Marlin-Poirier

Demoiselles d'honneur :
Lebreton, Marie,
Vidal, Eugénie,
Marle-Meunier, Louise.
- 6 mars 1902 – 2 Reines des Reines :
- Berthe Roche, Reine des Reines de la Rive droite

Demoiselles d'honneur :
Bernard,
Louise Stock,
Louise Millaubach,
Marthe Girault, Reine du marché Saint-Germain.
- Lucie Le Péru, Reine des Reines de la Rive gauche[526]
- 19 mars 1903 – 2 Reines des Reines :
- Marie Missiaux, Reine des Reines de la Rive droite[261]

Demoiselles d'honneur :
Marcelle,
Juliette Debrécourt,
Suzanne Pare,
Louise Stock
- Jeanne Troller, Reine des Reines de la Rive gauche

Demoiselles d'honneur :
Ernestine Masson,
Louise Barbare,
Armandine Jumel,
Marie Laurent
- 10 mars 1904 – 2 Reines des Reines[263] :
- Jeanne Leclinf, Reine des Reines de la Rive droite

Demoiselles d'honneur :
Jeanne Troupel,
Marie Albaret,
Alphonsine Mermet,
Claire Huguet.
- Sarah Balmadier, Reine des Reines de la Rive gauche

Demoiselles d'honneur :
Laure Barbare,
Jeanne Hilary,
Amandine Jumel,
Jeanne Dubrulle.
- 30 mars 1905 – 2 Reines des Reines :

Jeanne Troupel, Reine des Reines de la Rive droite,
Demoiselles d'honneur :
Jeanne Loth,
Marie Albaret.
Pauline Toyer, Reine des Reines de la Rive gauche
- 22 mars 1906 – Rosa Blanche[358]
- 7 mars 1907 – Georgette Juteau[529]
- 26 mars 1908 – Fernande Morin[529]

Demoiselles d'honneur :
Julie Brottin,
Lucie Bourget
- 18 mars 1909 – Antoinette Orlhac[531]

Demoiselles d'honneur :
Victorine Hervé,
Marie Salat.
- 1910 – Thérèse Choque[532],

Demoiselles d'honneur :
Madeleine Dubois,
Eugénie Choque.
- 3 mars 1910 – Élisa Gaillard remplace Thérèse Choque[534]
- 23 mars 1911 – Jeanne Quéru[535]
- 14 mars 1912 – Marcelle Paradeis
- 27 février 1913 – Germaine Brégnat

Demoiselles d'honneur :
Thérèse Laloue,
Eugénie Fournil,.
- 19 mars 1914 – Marcelle Guillot[538]
- 11 mars 1915 – La Mi-Carême est interdite[539].
- 27 mars 1919 – La Mi-Carême fêtée à nouveau[414]
- 11 mars 1920 – Lucile Bataille[540]
- 3 mars 1921 – Yvonne Béclu  Reine du 13e arrondissement et Reine des Reines[541],[542]

Demoiselles d'honneur :
Raymonde Noyet,
Suzanne Hahn.
- 23 mars 1922 – Germaine Buchet Reine du 12e arrondissement et Reine des Reines[543]

Première demoiselle d'honneur :
Fernande Peiffer Reine du 6e arrondissement,
Deuxièmes demoiselles d'honneur :
Jeanne Cron Reine du 14e arrondissement,
Germaine Ernès Reine du 20e arrondissement.
Germaine Buchet déchue courant 1922, sont élues :
Jeanne Cron, nouvelle Reine des Reines 1922
Demoiselles d'honneur :
Lucienne Loin Reine du 17e arrondissement,
Renée Durand Reine du 15e arrondissement.
- 8 mars 1923 – Geneviève Durand, « abeille du IIe » et « Reine des abeilles »

Demoiselles d'honneur :
Jeanne Bonfils « abeille du Xe »,
Hélène Papon, « abeille du VIIIe »
- 27 mars 1924 – Geneviève Durand « Reine des abeilles[544] »
- Élue Reine de Paris en juin 1924 et présentée en mars 1925 en qualité de Reine des Reines de Paris 1924 : Jeanne Champ, Abeille du 19e arrondissement[545]

Demoiselles d'honneur :
Odette Chauvin,
Paulette Ridon
- 19 mars 1925 – Georgette Fraigneux, reine du 20e arrondissement[546]

Demoiselles d'honneur :
Henriette Camier, Esméralda des forains,
Monique Delapierre, reine du 5e arrondissement,
Yvonne Henri, reine du 8e arrondissement,
Renée Laurent, reine du 10e arrondissement
- 11 mars 1926 – Mathilde Isembart[548]
- 24 mars 1927 – Aline Lesage

Demoiselles d'honneur :
Villa
Sèvre
Lacroix
- 15 mars 1928 – Paulette Cayet[284]
- 7 mars 1929 – Suzanne Petauton Reine du 1er arrondissement et Reine des Reines[549]

Demoiselles d'honneur :
Josette Gouhot Reine du 3e arrondissement,
Hélène Vingester, Reine du 13e arrondissement.
- 27 mars 1930 – Rolande Risterucchi

Demoiselles d'honneur :
Gilberte Maugey,
Odette Guibourg,
Yvonne Monet,
Simone Teysonnier
- 12 mars 1931 – Lucienne Clément[463]
- 3 mars 1932 – Simone Clément

Demoiselles d'honneur :
Émilienne Fromenty,
Catherine Hallan,
Jeanne Rougé,
Liliane Mallot
- 23 mars 1933 – Raymonde Nieuwensteed Reine du 8e arrondissement et Reine des Reines[553]

Demoiselles d'honneur :
Simone Henocq Reine du 1er arrondissement,
Marguerite Leclerc Reine du 3e arrondissement
- 8 mars 1934 – Lise Brousseaud[553]

Demoiselles d'honneur :
Francine Tissier Reine du 1er arrondissement,
Jeanne Halan Reine de Bonté.
- 28 mars 1935 – Francine Constance

Demoiselles d'honneur :
Marcelle Zwalhehn Reine du 8e arrondissement,
Christine Lefèvre Reine de Bonté.
- 19 mars 1936 –– Gilberte Soubirat[556]

Demoiselles d'honneur :
Simone Maillet,
Simone Benadon.
- 4 mars 1937 – Fernande Botton[294].
- 24 mars 1938 – Hélène Capron[142]

Demoiselles d'honneur :
Jacqueline Cordonnier Reine du 16e arrondissement,
Germaine Perceval Reine du 8e arrondissement,
Claire Scherer du groupe folklorique alsacien et Reine de Bonté.
- 16 mars 1939 – Odette Vercheval

Demoiselles d'honneur :
Duffeau  Reine du 12e arrondissement,
Thomas  Reine du 7e arrondissement.

### Reines de Paris et dates de la Mi-Carême
Liste à compléter :

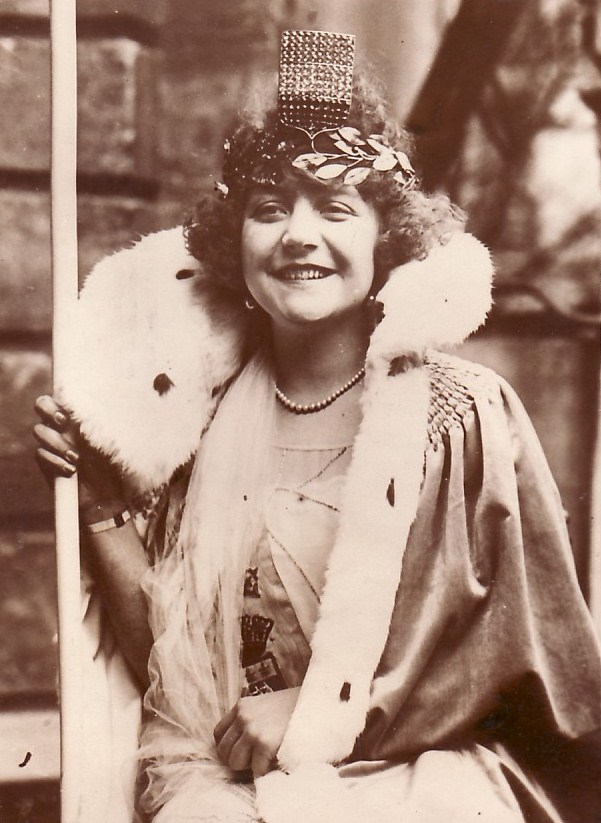
Georgette Fraigneux, Reine des Reines de Paris 1925.

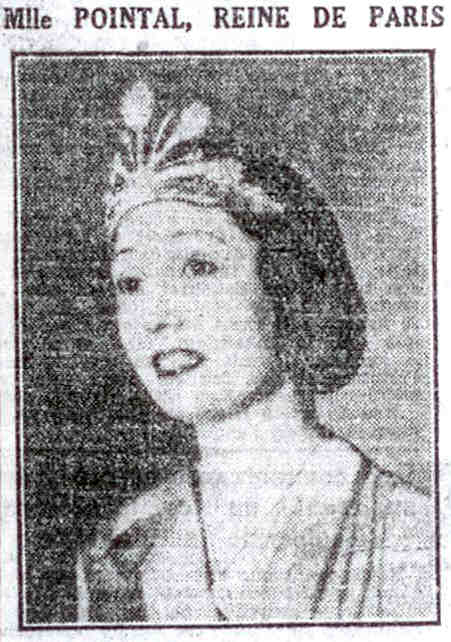
Henriette Pointal, Reine de Paris 1933.

| - 11 mars 1926 – Simone Maître - 24 mars 1927 – Mary Simona - 7 mars 1929 – Simone Gabard - 27 mars 1930 – Colette Chénier Demoiselles d'honneur : Hélène Lictaer Alfreda Pecq - 12 mars 1931 – Claire Hébrard - 3 mars 1932 – Elmina Duquesne, Reine du VIe arrondissement Première demoiselle d'honneur : Léone Giraudet, Reine des poupées Deuxième demoiselle d'honneur : Madeleine Bernoux, reine de la coiffure Assistantes : Lucienne Vidal, Simone Massin. | - 23 mars 1933 – Henriette Pointal Demoiselles d'honneur : Lemire Huguen, - 8 mars 1934 – Madeleine de Charpin dite Wanda Barcella Demoiselles d'honneur : Denise Larcher, Henriette Rosset. - 28 mars 1935 – Suzy Lesage - 1995 – Ophélie Esteve Accompagnée de : Alexandre, prince de l'étable, Son écuyer tranchant, Zizi Chiffon, reine des biffins, Le roi des bouchers, Elena, reine du Bœuf Gras. |

### Filmographie de la Mi-Carême
Liste lacunaire à compléter :
Elle a été filmée en 1897 par Georges Méliès (2 films) et par les équipes des frères Lumière (1 film). En 1899 par les équipes des frères Lumière, et par d'autres en 1905, 1909 et 1912. Ainsi que pour les actualités Éclair en 1911, 1922, 1929, 1930, 1933, 1935, 1936, 1937 et 1946, et pour les actualités Gaumont en 1935. On peut consulter sur Internet un documentaire d'1 minute 46 montrant la Mi-Carême 1926 filmée par la British Pathé. On voit notamment une grande troupe de musiciens costumés en pierrots : les 153 bigophonistes belges du Soutien de Saint-Gilles. Tout à fait à la fin on voit la Reine des Reines de Paris 1926 Mathilde Isembart. On peut également voir sur Internet des images tournées par la British Pathé à l'occasion des éditions 1920, 1921, 1922, 1928 et 1931 de la Mi-Carême parisienne.
Les films de Méliès et les films de 1905, 1909 et 1912 sont perdus. Les autres, à part les deux films Lumière et les films de la British Pathé, sont facilement consultables au Forum des images de la ville de Paris.
Pour plus de détails voir la Filmographie du Carnaval de Paris.

### Photos de presse de la Mi-Carême

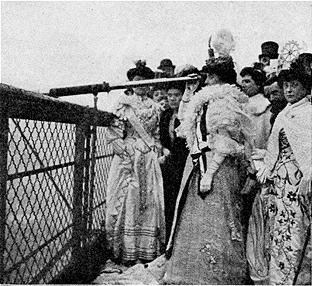

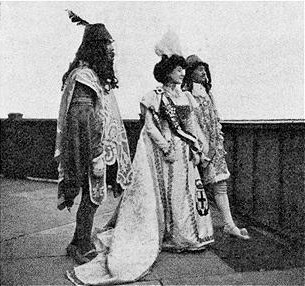
Sur la tour Eiffel en 1905 : Rosina Ferro-Pia Reine de Turin (en haut) et Maria Nulli Reine de Milan (en bas).

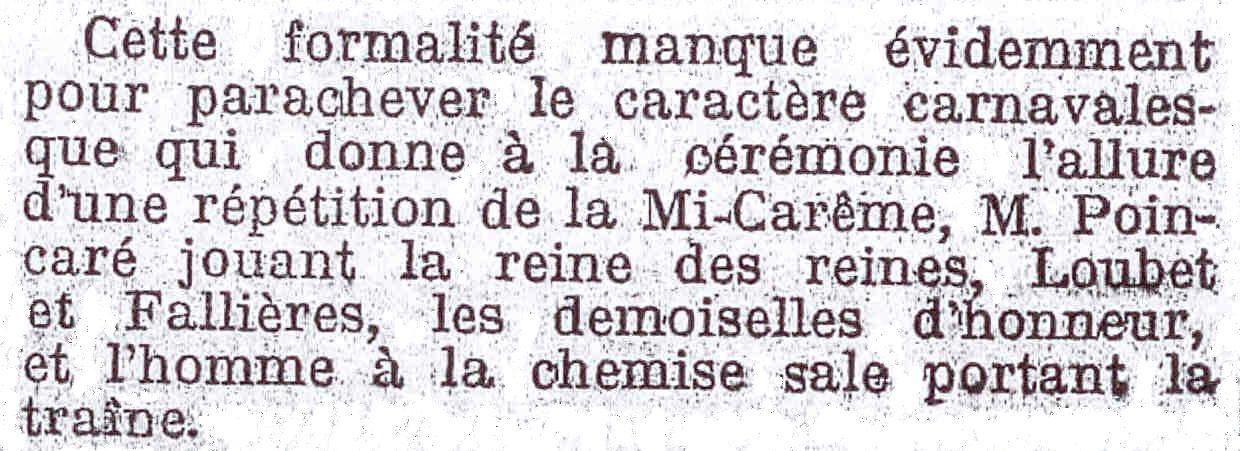
En 1913, la visite du président de la République à l'hôtel de ville suscite la colère de L'Humanité. Elle a lieu entre le Mardi gras et la Mi-Carême, d'où le parallèle choisi.

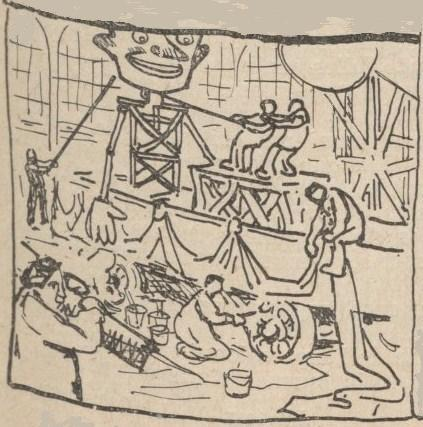
Croquis montrant la construction d'un char pour la Mi-Carême 1922

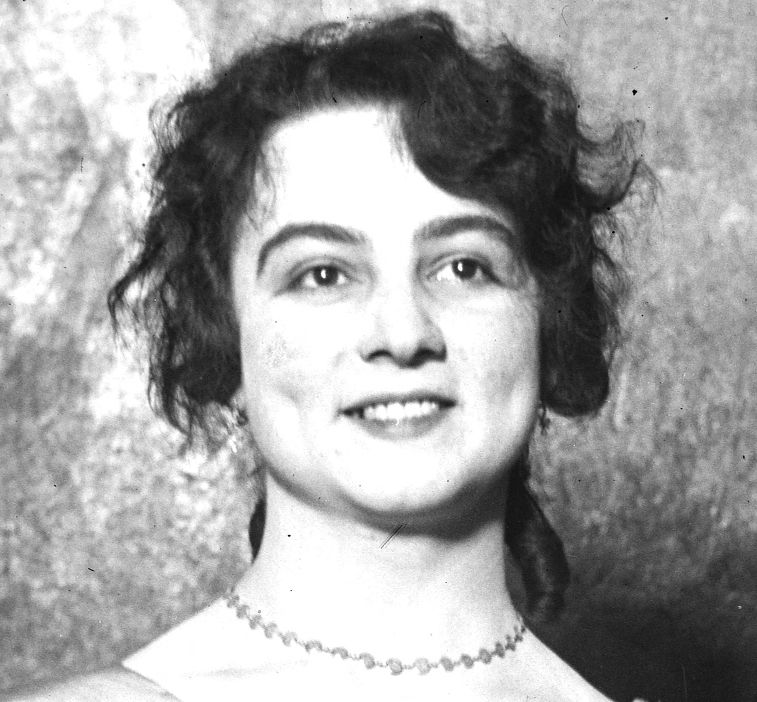
Yvonne Béclu Reine des Reines de Paris 1921, détail d'une photo de presse de l'agence Rol.

On peut en voir au moins 176 sur le site Gallica de la Bibliothèque nationale de France :
1908 - 4 :
- Fernande Morin Reine des Reines de Paris 1908
- Char de la Reine des Reines 1908
- La Reine des Reines Fernande Morin et ses deux demoiselles d'honneur Julie Brottin et Lucie Bourget descendant de leur char 1908
- Une jeune fille déguisée le jeudi de la Mi-Carême 26 mars 1908

1909 - 3 :
- La Reine des Reines descend de son char 1909
- Le char de la Reine des Reines 1 - 1909
- Le char de la Reine des Reines 2 - 1909

1910 - 6 :
- Le char de Pataud 1910
- Char de Saint Louis 1910
- Char de la Reine des Reines 1910
- La Reine de Prague dans son landau fleuri 1910
- La Reine des Reines descendant de son char 1910
- La Reine des Reines et ses demoiselles d'honneur au pied de leur char 1910

1911 - 5 :
- La bataille de confettis à la Mi-Carême 1911
- Char fleuri 1911
- Char du zeppelin 1911
- Char de la Reine des Reines 1911
- Léopold Bellan et la Reine des Reines Jeanne Quéru 1911

1912 - 17 :
- La Reine de la Renaissance des Halles 1912
- La Reine des Reines sur son char 1912
- Préparation de géant et grosses têtes 1912
- La Rose des Roses montant sur son char 1912
- Un homme non identifié devant les chars de la Mi-Carême 1912
- Le char de l'Ouest-Etat 1912
- Le char du déménagement à la cloche de bois 1912
- Deux géants 1912
- La Rose des Roses sortant de l'Hôtel de Ville 1912
- La Reine du Marché Lenoir 1912
- La Rose des Roses sur son char 1912
- Le char de la Reine des Reines 1912
- La Reine des Reines sur son char 1912
- Atelier de fabrication de grosses têtes 1912
- Le char de la vie chère 1912
- Personnages de Carnaval 1912
- Char de l'aviation du journal Le Matin 1912

1913 - 9 :
- La Reine des Reines Germaine Brégnat et Mr Seguin en calèche le 26 février 1913 veille du jeudi de la Mi-Carême
- La Reine des Reines Germaine Brégnat, Mr Seguin et ses deux demoiselles d'honneur     Thérèse Laloue et Eugénie Fournil 1913
- Char de la Reine des Reines - 1 1913
- Char de la Reine des Reines - 2 1913
- Les reines à l'hôtel de ville 1913
- La Reine des Reine quittant l'hôtel de ville 1913
- Vue générale du défilé du Bœuf Gras 1913
- Vue rapprochée du Bœuf Gras 1913 – 1
- Vue rapprochée du Bœuf Gras 1913 – 2

1914 - 6 :
- Les huit candidates à l'élection de Reine des Reines 1914.
- Marcelle Guillot, Reine des Reines de Paris 1914.
- Reines de Boulogne et Turin 18 mars 1914
- 19 mars 1914, foule place de la Concorde, photo en mauvais état
- Char des Reines 19 mars 1914
- Reine des Reines entourée d'autres reines de Paris sur son char 1914

1920 - 13 :
- Lucie Bataille, Reine des Reines de Paris 1920 - 1
- Lucie Bataille, Reine des Reines de Paris 1920 - 2
- Char de la Reine des Reines passant sur le pont de la Concorde 1920
- Les reines reçues à l’Élysée 1920
- Char de la Reine de Metz 1920
- La Reine de Metz quitte l’Élysée 1920
- Défilé des étudiants 1920
- La Reine des étudiants reçue à l’Élysée 1920
- Char des étudiants 1920
- Char de l'Alimentation passant sur le pont de la Concorde 1920
- Personnages costumés, salle Jouffroy, réunion Académia 1920 – 1
- Personnages costumés, salle Jouffroy, réunion Académia 1920 – 2
- Personnage costumé, salle Jouffroy, réunion Académia 1920 – 3

1921 - 23 :
- Dessin de Joe Bridge représentant le char du cinéma éducateur 1921[572].
- Simone Lanlard, Fernande Rainal élue, Mlle Marie Dubost, élection de la Reine du 2e arrondissement 1921
- Andrée Legendre reine du 11e arrondissement  1921
- Raymonde Vachelier, Melle Idoïne Cabuzel élue, Jacqueline Lechaire, élection de la Reine du 9e arrondissement 1921
- Raymonde Bachelet, Suzanne Nivet reine du 1er arrondissement, Adrienne Mathieu le 12 février 1921
- Reine du 19e arrondissement, Marguerite Lek, Simone Niquet reine, Suzanne Baumel, à la mairie du 19e arrondissement le 5 février 1921
- Mlle Alice Ulpien, reine du 14e arrondissement élection du 30 janvier 1921
- La Reine du 1er arrondissement de Paris et ses deux demoiselles d'honneur 1921
- La Reine du 2e arrondissement de Paris et ses deux demoiselles d'honneur 1921
- Élection de la Reine du 9e arrondissement de Paris 1921
- La Reine du 10e arrondissement de Paris aux fêtes du 14 juillet 1921
- La Reine du 11e arrondissement de Paris 1921
- La Reine du 12e arrondissement de Paris et ses deux demoiselles d'honneur 1921[573]
- La Reine du 14e arrondissement de Paris 1921
- La Reine du 19e arrondissement de Paris 1921
- La Reine des étudiants de Paris 1921[574]
- Marie de Martini demoiselle d'honneur de la Reine des étudiants de Paris 1921
- Maryse Regieg demoiselle d'honneur de la Reine des étudiants 1921
- La Reine des forains et ses deux demoiselles d'honneur 1921
- Yvonne Béclu Reine des Reines de Paris 1921
- La Reine des Reines à l'Élysée 1921
- Départ du cortège avec la Reine des Reines 1921
- Char de la Reine des Reines 1921
- Char de la chanson 1921
- Char des fétiches 1921

1922 - 26 :
- 26 février 1922, élection de la reine des reines Germaine Buchet élue entourée de gauche à droite de ses demoiselles d'honneur Germaine Ernés, Fernande Peiffer et Jeanne Cron
- Germaine Buchet, Hélène Bemers élue reine du 12e arrondissement, Raymonde Duchêne 1922
- Germaine Buchet, reine des reines, élection le 26 février 1922
- Élection de Germaine Buchet, la reine des reines le 26 février 1922
- Élection de la reine du 16e arrondissement, de g. à d. Lucie Capoulade, Mlle Boulanger, Mlle Olga Cayet élue reine 1922
- Élection de la Reine du 15e arrondissement de Paris 1922
- La Reine du 15e arrondissement de Paris et ses deux demoiselles d'honneur 1922
- Élection de la Reine du 16e arrondissement de Paris 1922[575]
- La Reine du 16e arrondissement et ses deux demoiselles d'honneur 1922
- Arrivée à Paris des reines de Strasbourg et Metz à la gare de l'Est 1922
- Deux géants, 1922
- Char du contribuable, 1922
- Char des encombrements de Paris, 1922
- Char de Monsieur Carnaval 1922
- Char de la reine des Corses 1922
- Char des étudiants 1922, on distingue sept Faluches
- La Reine des Reines avec les reines d'Alsace et de Lorraine 1922
- Les reines de Metz, Strasbourg et du 1er arrondissement de Paris reçues aux Halles de Paris (1) 1922
- Les reines de Metz, Strasbourg et du 1er arrondissement reçues aux Halles de Paris (2) 1922
- Les reines de Metz, Strasbourg et du 1er arrondissement reçues aux Halles de Paris (3) 1922
- Les reines sur la terrasse des Galeries Lafayette 1922
- Les reines au banquet donné aux Galeries Lafayette 1922
- Les reines des différents arrondissements de Paris quittent la mairie du 15e 1922
- La Reine des Reines au palais de l’Élysée (1) 1922
- La Reine des Reines au palais de l'Élysée (2) 1922
- Les reines d'Alsace et de Lorraine à l'Élysée 1922
- La reine de Strasbourg (à gauche) et la reine de Metz (à droite) à Paris pour la Mi-Carême 1922

1923 - 8 :
- La Reine des Abeilles et ses demoiselles d'honneur – 1923
- 3 personnes déguisées dans la rue – 1923
- 6 personnes déguisées dans la rue - 1923
- 2 personnes déguisées dans la rue - 1923
- Défilé de landaus sur le pont de la Concorde - 1923
- 2 landaus ruches rue Lobau - 1923
- 3 personnes déguisées dans la rue - 1923
- 6 personnes déguisées dans la rue - 1923

1925 – 3 :
- Les reines des vingt arrondissements de Paris
- La Reine des Reines de Paris 1925 avec ses demoiselles d'honneur
- La foule sur les grands boulevards attendant le passage du cortège

1926 - 13 :
- Les reines de Paris et d'Alsace-Lorraine
- Les étudiants costumés (ensemble de bigophones) place du Panthéon
- Défilé des étudiants costumés
- Défilé des étudiants costumés ou faluchés
- Un char étudiant : le char de Mimi Pinson
- Mimi Pinson reine des étudiants parisiens, avec ses demoiselles d'honneur, entourées d'étudiants[576]
- Dans une voiture découverte, la reine de Paris Simone Maître (au milieu) avec à sa gauche la Reine des Reines de Paris Mathilde Isembart
- Musique belge du Soutien de Saint Gilles composée de 153 musiciens 1926[457]
- Enfants aux tambours défilant 1926
- Musidora reine du cinéma, à cheval, 1926
- A la Foire de Lyon : la Reine de Paris avec ses deux demoiselles d'honneur (1) 1926
- A la Foire de Lyon, la Reine des Reines de Paris et ses deux demoiselles d'honneur (2) 1926
- A la Foire de Lyon, la Reine de Paris et la Reine de la colonie russe se tenant par la main 1926

1927 - 11 :
- Mary Simona Reine de Paris 1927
- Musique belge du Soutien de Saint Gilles et chars 1927
- Musique belge du Soutien de Saint Gilles défilant en 1927 - 1
- Musique belge du Soutien de Saint Gilles défilant en 1927 - 2
- La foule sur les grands boulevards 1 1927
- La foule sur les grands boulevards 2 1927, photo en mauvais état
- Le Bœuf Gras de la boucherie Sabatier sur son char 1927
- Char de la mariée de Robinson 1927[577]
- Chars réclames 1927
- Char de la Reine de Paris, avec des papillons géants 1927
- La Reine de Paris Mary Simona et ses deux demoiselles d'honneur sur leur char 1927

1928 - 8 :
- Char du Royaume d'Argot 1928[456]
- Char du Bœuf Gras place de l'Opéra, 1928
- Les chars romains place de l'Opéra, 1928
- Char Zig, Puce et Alfred place de l'Opéra 1928
- Char des suppliciés 1928
- Ancien omnibus attelé Saint-Ouen Bastille place de l'Opéra 1928
- Char de la Reine des Reines Paulette Cayet place de l'Opéra 1928 - 1
- Char de la Reine des Reines Paulette Cayet place de l'Opéra 1928 - 2

1929 - 6:
- Élection d'une Reine, peut-être Simone Gabard 1929
- Char de l'Exposition coloniale, 1929[579]
- Deux chars et une musique 1929
- Char de la S.D.N. 1929[580]
- Char vu de face 1929
- Char passant devant l'Hôtel de Ville 1929

1930 - 7 :
- La foule et le cortège 1930
- Vue du char de la Reine des Corses 1930[581]
- Défilé des chars 1930
- Vue d'ensemble du char des Reines 1930
- Le char des Reines 1930
- Le char des Reines, détail 1930
- Vue d'ensemble du cortège dans Paris en 1930

1931 - 3 :
- Élection de la reine du VIIIe 1931
- Char de la reine des Étudiants 1931[582]
- Char avec géant 1931[582]

1932 - 1 :
- La Reine de Paris au palais de l'Élysée 1932

1934 - 3 :
- Cavalcade rue Saint-Dominique 1934
- Cavalcade de l'avenue d'Orléans, n°1 1934
- Cavalcade de l'avenue d'Orléans, n°2 1934

## Sources

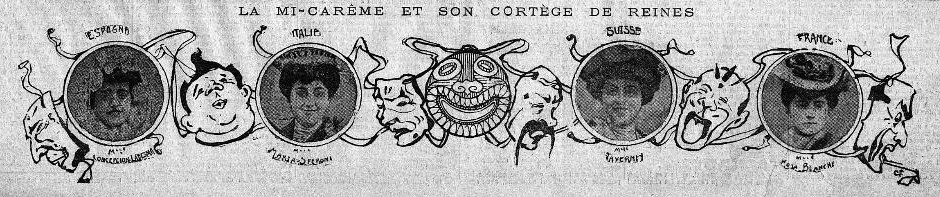
Les Reines de la Mi-Carême 1906.

- Bibliothèque historique de la ville de Paris : dossiers Actualités Carnaval.
- Bibliothèque publique d'information-BPI, Centre Georges Pompidou, à Paris : microfilms de journaux quotidiens parisiens des XIXe et XXe siècles.
- Collections historiques de la Préfecture de police de Paris, dossiers sur le Carnaval, la Mi-Carême, à Paris. La quasi-totalité des archives de la police de Paris a malheureusement brûlée en mai 1871. Quelques rares documents antérieurs à cette date, concernant le Carnaval de Paris, subsistent.
- Site Gallica de la BNF : journaux parisiens et ouvrages divers sur Paris.